# Història de Mallorca

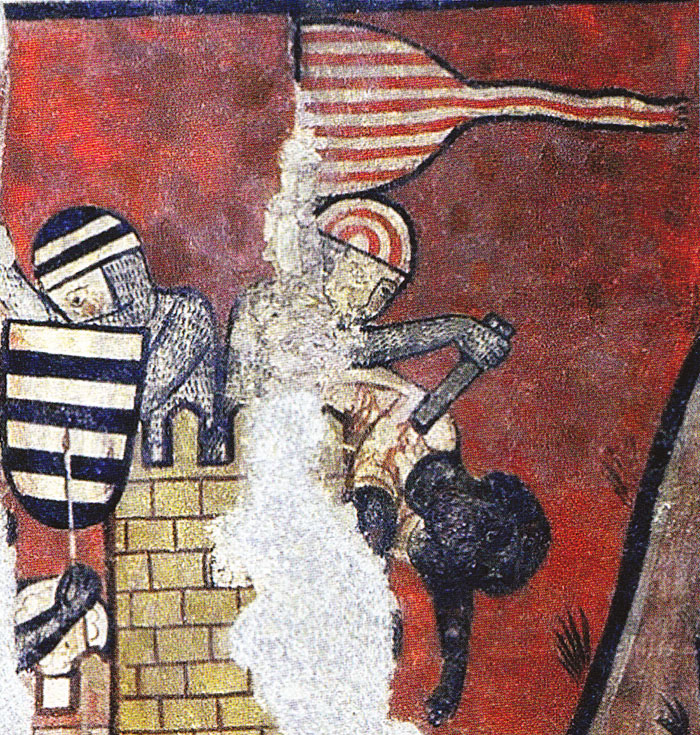
Assalt a Madīna Mayūrqa el 31 de desembre de 1229

Mallorca és una illa de la Mediterrània, que forma part de les Illes Balears, amb les quals ha compartit la seva història. Les Illes Balears tenen una història que les ha unit i a la vegada les ha diferenciat. D'altra banda, dins la mateixa Mallorca, molt sovint s'han marcat les diferències entre la ciutat i les viles (Ciutat i Part Forana).
La situació geogràfica de Mallorca ha condicionat la seva història, amb un procés constant d'absorció d'influències externes i, a la vegada, de modificació d'aquests trets i de diferenciació. La prehistòria balear presenta una gran originalitat (amb la diferenciació de les Pitiüses púniques), amb trets singularitzadors, però a la vegada vinculats a l'entorn continental i insular proper (Còrsega, Sardenya i Sicília). La romanització (que a les Balears s'allargà en un episodi romà d'Orient) és, potser, el tret més pregon de la història mallorquina (abasta un període de prop de mil anys). La dominació àrab, d'uns tres segles de durada, és un altre període important on, per primera vegada, les illes es vinculen a un poder polític peninsular.
La incorporació de Mallorca a la Corona d'Aragó, amb la constitució del regne de Mallorca, representa la fundació de la identitat moderna del poble de Mallorca, a partir d'una sòlida base humana, cultural i institucional catalana. Són cinc segles d'unió confederal amb els pobles de la Corona d'Aragó, en els quals, però, les lluites socials i de bàndols adoptaren una virulència inusitada. L'aliança entre els monarques i els grups més privilegiats de la societat mallorquina va ser determinant per imposar, a sang i foc a vegades, un immobilisme conservador que escapçà les possibilitats d'innovació econòmica, social i institucional.
Sobre aquest escenari se situa la Guerra de Successió Espanyola i el Decret de Nova Planta de 1715 que destrueix les institucions pròpies i imposa les castellanes. La provincianització i l'aillament insular marcaran uns segles XVIII, XIX i XX, fets al compàs de l'evolució general espanyola. Tanmateix, la Renaixença tendrà presència a les illes. Els esforços de modernització de principis del segle xx, els efectes de la Guerra Civil i de la llarga Postguerra, ja gairebé connectaran amb l'impacte del turisme de masses, fet que provocà un garbuix de tradició i canvi que és a l'arrel de la realitat complexa de la Mallorca actual.

## Prehistòria

### Els primers pobladors de l'illa
La determinació de quan es produí el primer poblament humà de l'illa encara és objecte de discussió. Les datacions de C14 obtingudes per l'arqueòleg William Waldren a la cova de Moleta (Sóller) i a l'abric de Son Matge (Valldemossa) a partir de 1960 indicaven que Mallorca podia haver estat poblada a les acaballes del V mil·lenni aC, en un moment sincrònic amb el Neolític continental. Més tard una datació feta a la cova de Canet (Esporles) hauria donat datacions més antigues de cap al 7222 +570, -500 aC. Tot i que avui aquestes dates han estat sotmeses a crítica i revisió, si es donàs per bona la datació de la cova de Canet s'estaria davant les primeres freqüentacions de l'arxipèlag balear i en una etapa molt primerenca. La presència humana a les Balears s'ha volgut documentar, d'altra banda, en el V mil·lenni aC. Les primeres restes humanes serien les trobades a la cova de Moleta amb una datació per C14 de 4840 aC., calibrat. Ara bé, no es tendria evidència d'un poblament definitiu fins a final del IV mil·lenni.
Segons Víctor Guerrero, en aquells moments la població de Mallorca hauria d'estar entre les 200 i les 500 persones. 200 persones seria el mínim per a una unitat de reproducció efectiva. Les 500 persones estan calculades a partir dels recursos ecològics, que podrien mantenir uns 19 grups locals de caçadors-recol·lectors, cosa que suposa aquesta xifra de 500 persones.
Els estudis de Josep Antoni Alcover, Damià Ramis i Pere Bover han permès conèixer millor l'evolució del gènere myotragus i situar l'establiment humà a Mallorca i Menorca entre el 3000 i el 2040 aC, més en concret entre el 2300 i el 2040 a, C., en el darrer quart del tercer mil·lenni, qüestionant per complet el model clàssic creat per Waldren i el model posterior de Guerrero. Segons Alcover, el myotragus va tenir una coexistència molt breu amb l'home, que va ser la causa de la seva extinció. Segons aquests autors, fins a l'actualitat no es disposa de cap datació sòlida indicadora de presència humana anterior al 2300 aC.

### Etapa calcolítica

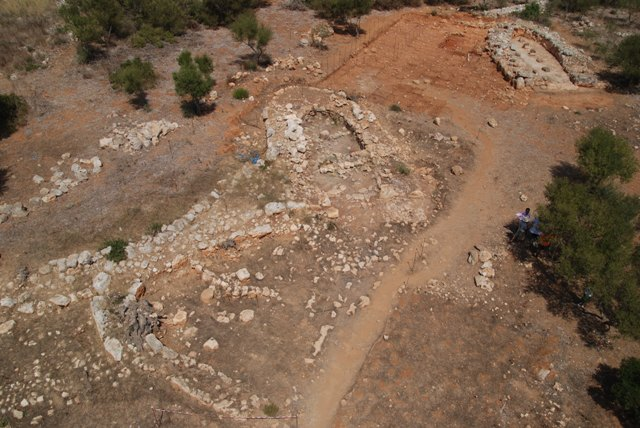
Imatge aèria del poblat dels Closos de Can Gaià, a Portocolom, construït cap al 1700 aC i habitat de forma ininterrompuda fins al 850 aC

A partir del 2300 aC. es documenta una cultura caracteritzada per assentaments a l'aire lliure amb produccions diversificades i la pràctica d'enterraments individuals en coves i balmes naturals. Les restes materials que ens han arribat són ceràmiques de filiació campaniforme i epicampaniforme. Aquest estadi ha estat denominat Neolític recent o Protocalcolític (Lilliu), Neoeneolític o Cultura de les Coves i Cabanes (Ensenyat), Pretalaiòtic Arcaic (Rosselló) i període de les Ceràmiques Incises (Fernández Miranda). La periodificació més recent feta per V. Llull (1999) estableix tres etapes:
- Campaniforme o Epicampaniforme (2300-1750).

Sembla que totes les illes estan habitades per gent amb una cultura comuna. Els morts s'enterren en sepulcres megalítics. i l'utillatge es diversifica amb l'aparició del coure. Apareixen ceràmiques campaniformes (Son Mas i Son Ferrandell) més o menys barrejades amb ceràmiques de tradició local. S'utilitzen coves naturals i cabanes, però també apareixen les primeres construccions (Ca na Cotxera o Son Ferrandell) que són similars als poblats calcolítics del sud de França.
- Dolmènic (1750-1600).

A l'inici del segon mil·lenni apareixen les primeres necròpolis, primer a coves i després en tombes megalítiques (Son Bauló de Dalt i s'Aigo Dolça).
- Naviforme (1600-1050). Dividit en Inicial (1600-1450/1400), Mitjà (1450/1400-1200) i Final (1200-1050).[1]

La construcció més emblemàtica és la naveta d'habitació o naviforme. Es poden relacionar amb monuments paral·lels de Malta, Sicília i Sardenya, sense descartar les cultures occitanes. La ceràmica presenta una continuïtat amb la fase anterior i es fan més freqüents els objectes metàl·lics. La indústria lítica està formada per percussors, morters i molins, connectàs aquests darrers amb l'economia cerealista. Les navetes formen petits poblats (Can Roig Nou, Bóquer, Son Perot), però també se'n troben exemplars aïllats (Naveta d'Alemany).
Aquesta seriació cultural ha estat alterada per les evidències de l'excavació de la naveta de s'Arenalet de Son Colom. Aquesta construcció, amb abundants fragments de ceràmiques incises de tradició campaniforme, sembla indicar que les navetes d'habitació a les Illes Balears tenen un origen que es remunta al III mil·lenni a.C. i estan en relació amb les cultures del sud europeu, sobretot amb el grup de Fontboïssa.

### Els constructors de talaiots

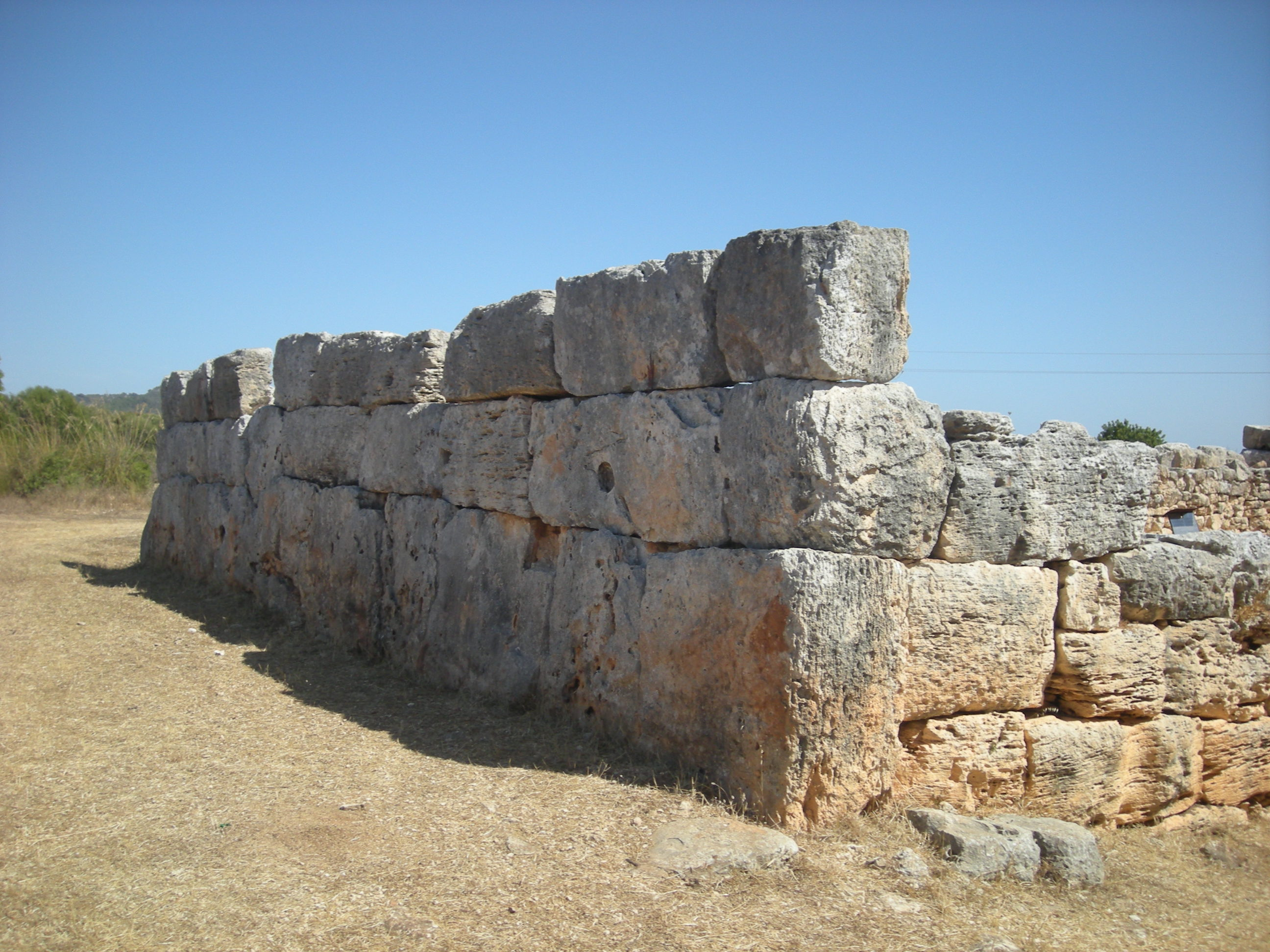
Mur exterior del poblat talaiòtic de l'Hospitalet Vell

A finals del II mil·lenni aC. apareix una nova fase cultural que rep el nom del seu monument més característic: el talaiot. Aquesta cultura es manifesta a Mallorca i Menorca, Eivissa tendrà una altra evolució. Es manifesta una continuïtat dels espais habitats, de moltes necròpolis i dels antics rituals funeraris, la qual cosa fa pensar en què el canvi no va significar la plena ruptura amb la població anterior, sinó que es va donar un llarg període de transició. Els talaiots apareixen a l'entorn de l'any 1000 aC.

#### Propostes de periodificació
La cultura talaiòtica va anar evolucionant a través del primer mil·lenni aC, d'acord amb la seva pròpia dinàmica interna i les influències exteriors. Hi ha diferents propostes de periodificació:
- Guillem Rosselló Bordoy a Mallorca (1972) i Lluís Plantalamor a Menorca (1984) han proposat dividir la cultura talaiòtica en quatre fases (Talaiòtic I, 1500 aC/1300 aC-1000 aC; Talaiòtic II, 1000 aC-700 aC; Talaiòtic III, 700 aC-350/300 aC; Talaiòtic IV, 350/300 aC-123 aC)
- Manuel Fernández Miranda (1978) coincideix amb la proposta anterior, però limita la seva classificació a dues etapes, Talaiòtic I (Inicial o Antic, 1300-700 aC) i Talaiòtic II (Final o Recent, del 700 aC fins al canvi d'era). El tall entre les dues fases vendria determinat per la introducció de la metal·lúrgia del ferro.
- Vicenç Llull (1990) distingeix dues fases: Prototalaiòtic (1050 aC-850 aC) i Talaiòtic (850 aC-600 aC). La primera etapa estaria caracteritzada per l'arribada de nous pobladors i l'inici de la construcció dels talaiots, la segona per un major ús públic dels talaiots i una pèrdua d'importància dels rituals. Per aquests autors a partir del 600 aC. hauríem de parlar d'una fase posttalaiòtica.
- Victor Guerrero i Manuel Calvo (2004) han proposat dues fases: Talaiòtic I o Clàssic (900/850 aC-500 aC) i Talaiòtic II o Posttalaiòtic (500 aC-123 aC).

Cal assenyalar que les darreres propostes rebaixen la cronologia de l'inici del període talaiòtic i el que abans es considerava primera etapa del talaiòtic ara es considera la darrera fase del Naviforme.

#### Els talaiots

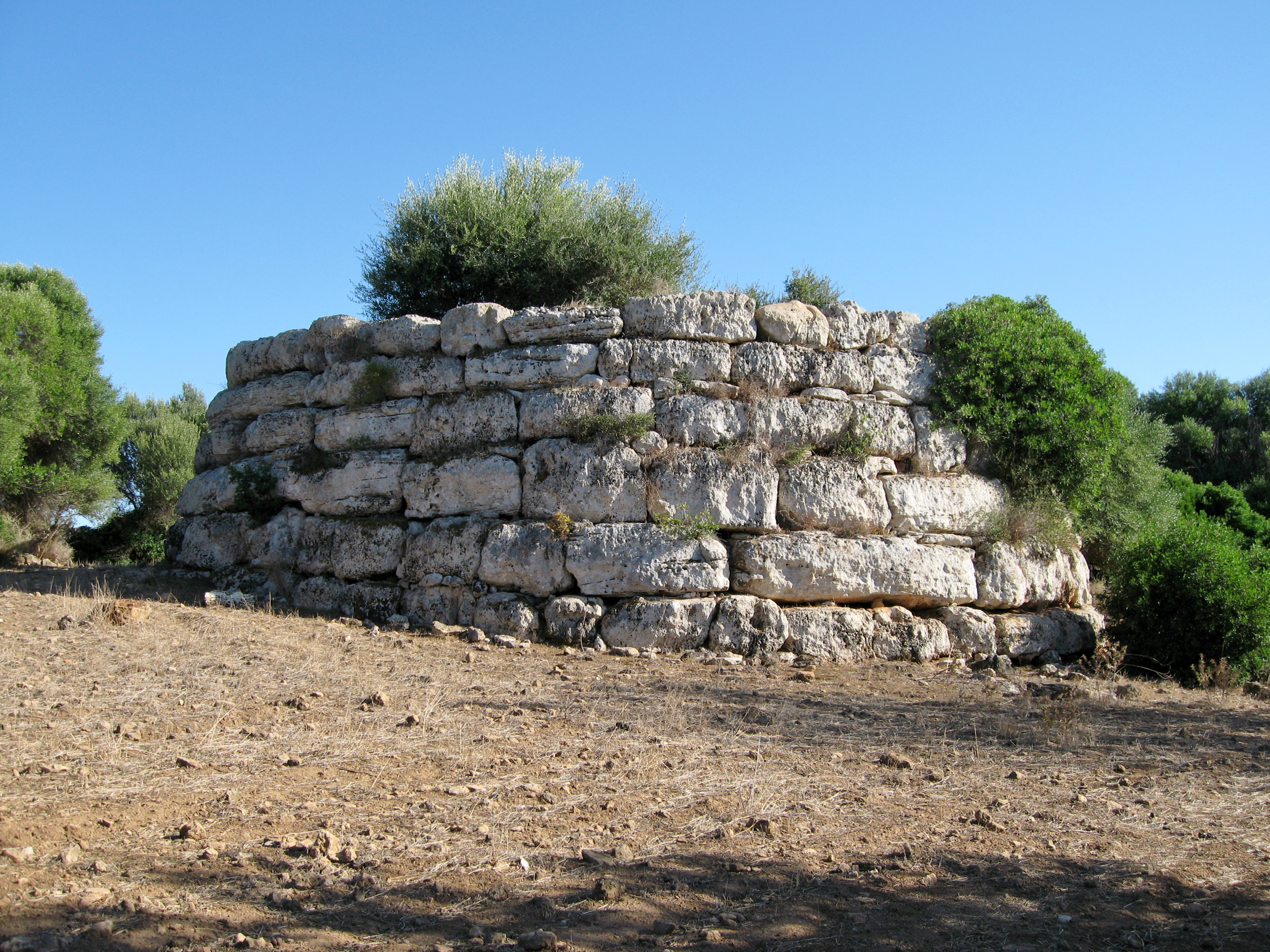
Talaiot de sa Clova des Xot, a Artà

Són torres troncopiramidals o troncocòniques, amb parets bastides amb grans blocs de pedra. Solen presentar una cambra interior amb el sòtil sustentat per una columna polilítica de tipus mediterrani a la qual s'accedeix per un portell amb llinda seguit d'un corredor. En certs casos hi ha indicis d'un pis superior. Solen tenir la base circular o quadrangular. Pel que fa al seu emplaçament tant es troben a l'interior dels poblats, com formant part de la murada o aïllats. Presenten paral·lelismes amb construccions megalítiques de Còrsega (torre) i Sardenya (nuraghe). La seva funcionalitat és objecte de debat entre els historiadors: defensa, habitatge o altres funcions socials o religioses.
Els constructors dels talaiots també desenvoluparen una arquitectura religiosa diferenciada, aplicaren noves tècniques metal·lúrgiques i usaren una gran varietat d'estris i ceràmiques.

#### Els poblats talaiòtics

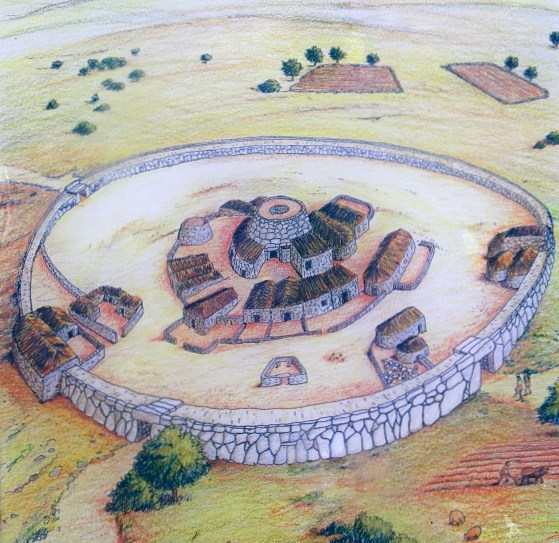
Reconstrucció del poblat talaiòtic de Ses Païsses, també a Artà

A Mallorca s'han identificat uns 270 poblats, amb una superfície mitjana ocupada de 6.123 m². Cal destacar l'alta densitat de poblament, amb distàncies mitjanes entre un poblat i l'altre de 2,47 km. Aquests poblats podrien haver acollit uns 200 habitants de mitjana, amb alguna concentració semiurbana de 300-400 habitants. El recinte de les murades sol ser de forma ovalada amb l'accés a l'interior format per grans llindes monolítiques (ses Païsses, ets Antigors, es Baus o ses Salines de Can Jordi). La seva ocupació perdurà fins ben entrada l'època romana.

#### Les formes de vida en el món talaiòtic
Diodor de Sicília estima la població de les Illes Balears en unes 30.000 persones. J. Aramburu proposa per a Mallorca una xifra màxima de 53.000 habitants en el moment de màxima extensió dels poblats. La disponibilitat de recursos era un factor limitant. Les dades aportades per l'estudi dels enterraments indiquen que l'esperança de vida era curta i que gairebé la meitat dels individus morien durant la infantesa i adolescència.
Era una societat de pastors i pagesos. Apareixen molins de mà de pedra (molons) i falç. La cultura dels cereals estava ben consolidada i la generació d'un nou espai agrari era una realitat a la major part del territori insular. Sembla que la vinya i l'olivera s'introduïren a través del comerç púnic. Diodor de Sicília diu que els mallorquins extreien oli del fruit de les mates (llentiscle) i el barrejaven amb saïm de porc per obtenir-ne un ungüent. Plini va alabar les figues illenques pel tacte suau. Eren assecades i guardades en caixes. La ramaderia era d'ovelles, cabres, bous i porcs.

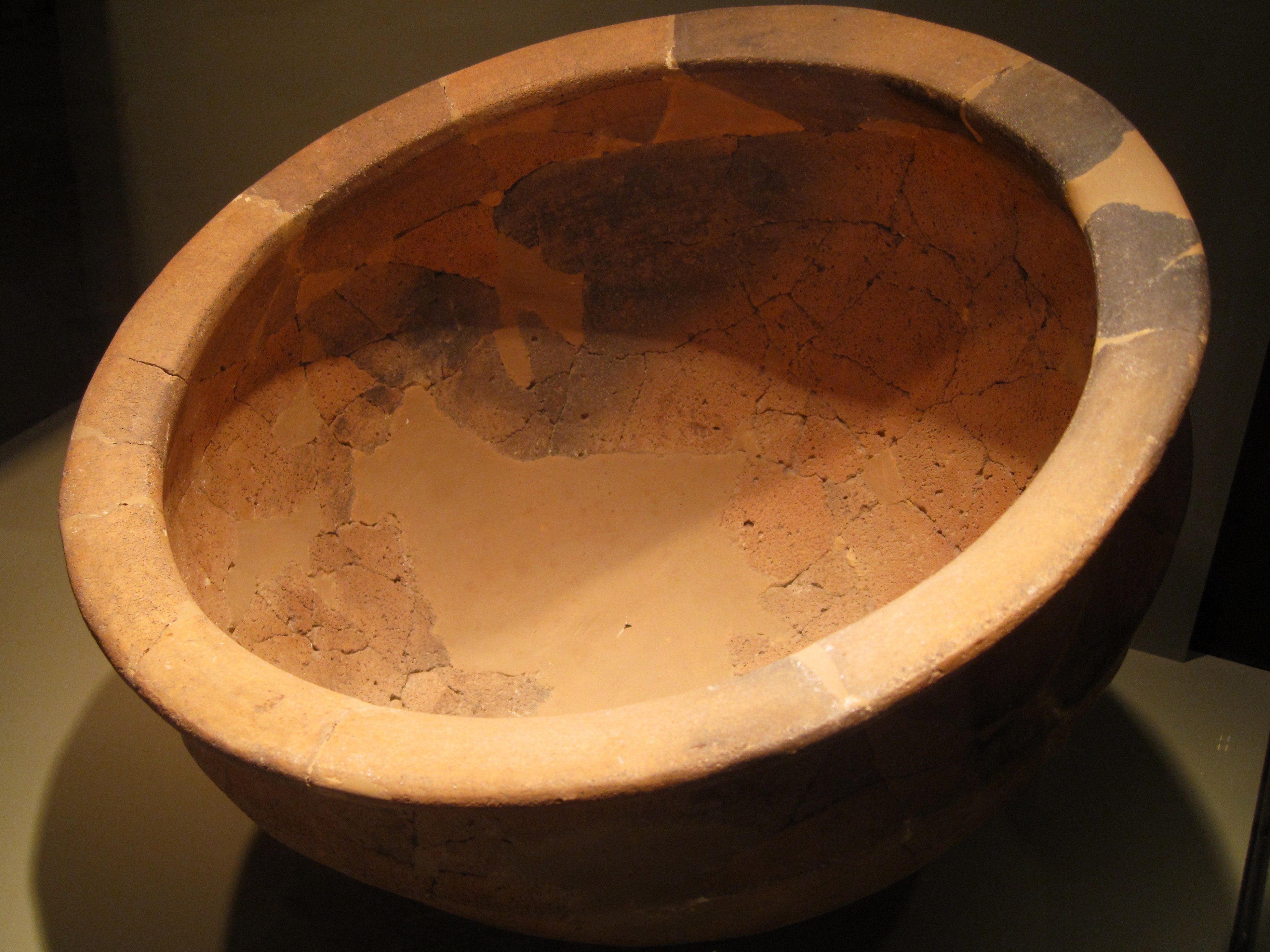
Recipient de ceràmica del poblat de l'Hospitalet Vell, conservat al Museu d'Història de Manacor.

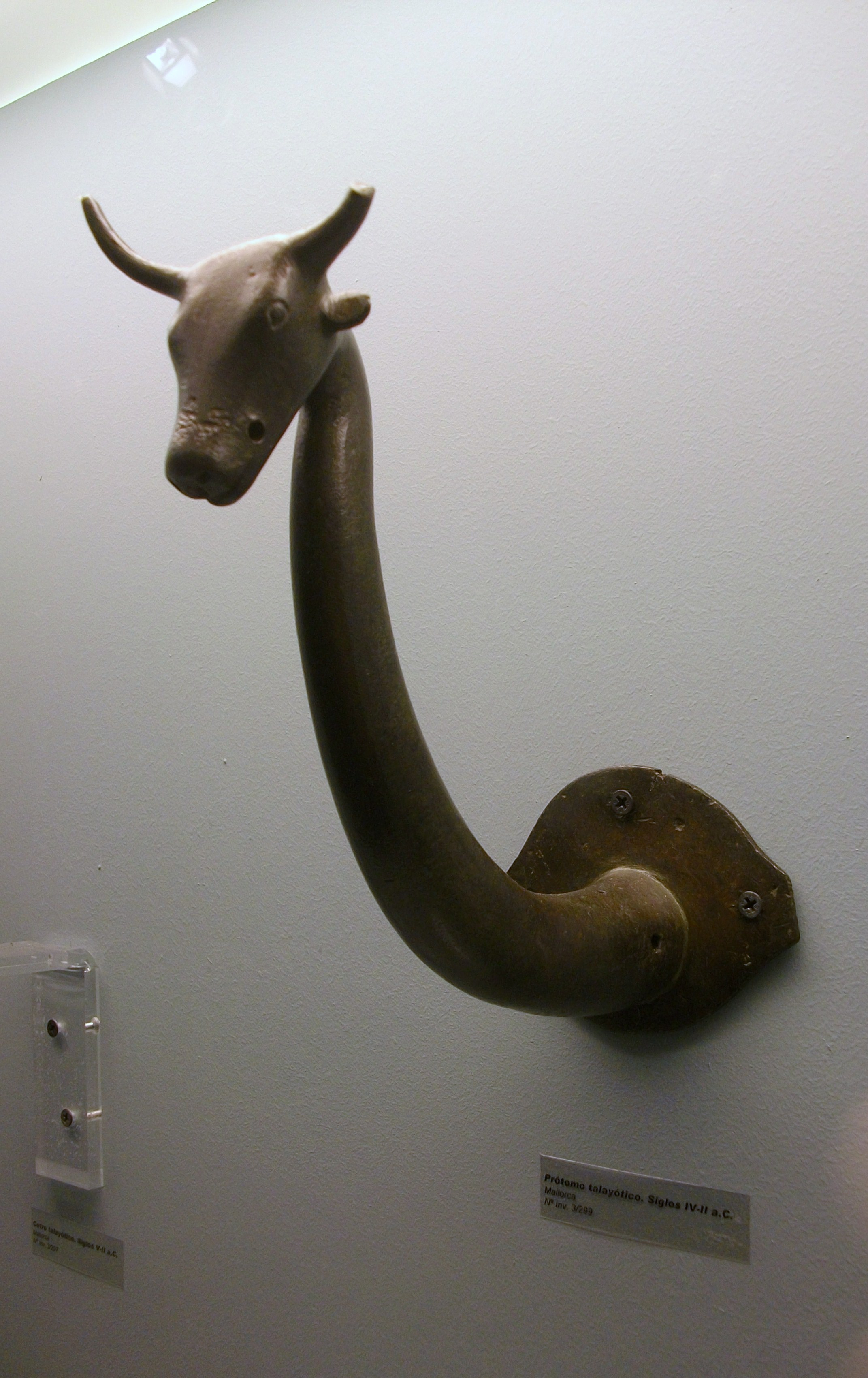
Pròtom talaiòtic de Mallorca, segles IV-II aC. Museu de la Ciutat de València

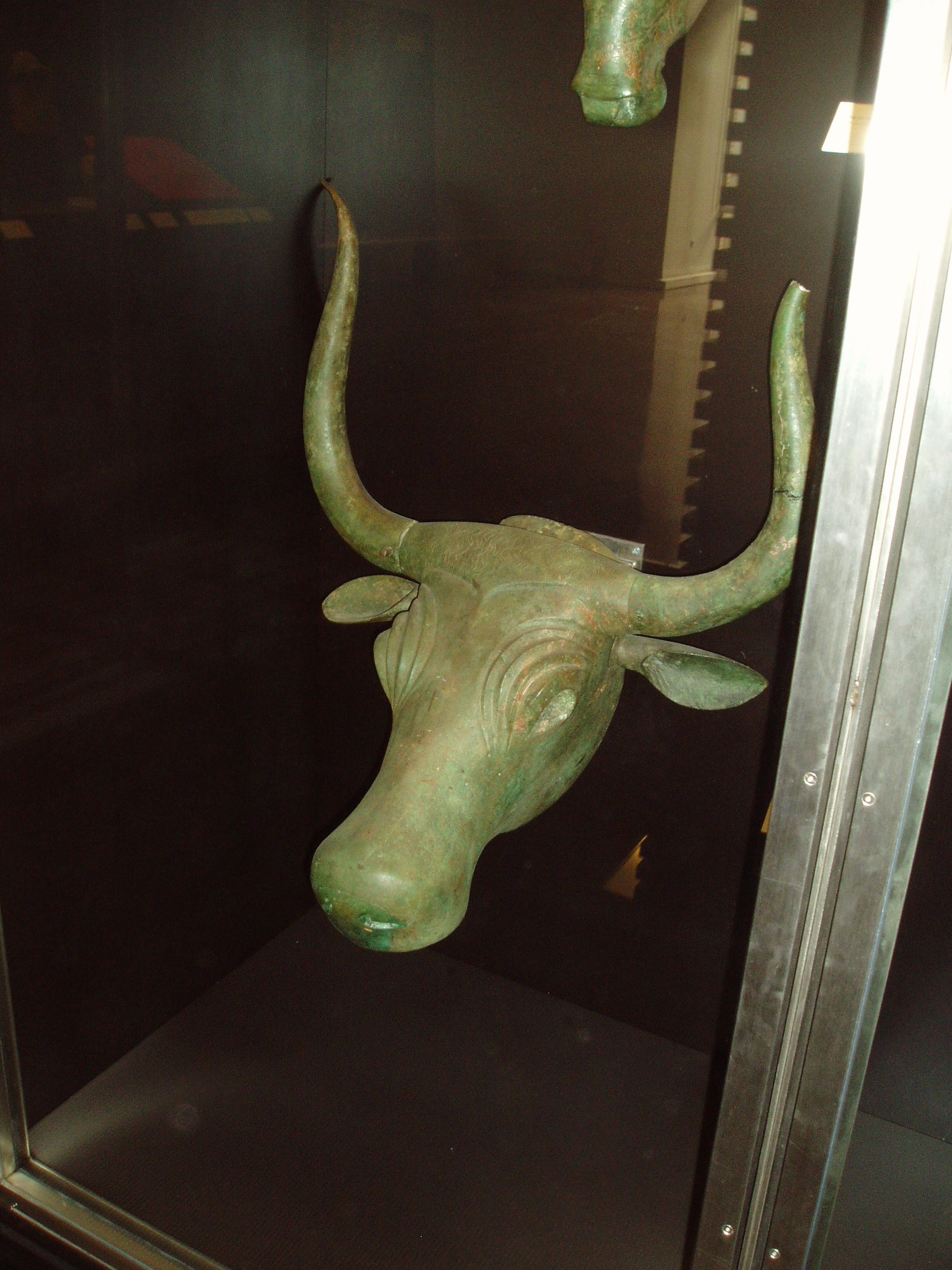
Imatge del cap major dels Bous de Costitx al Museu Arqueològic Nacional de Madrid.

La ceràmica és feta sense usar el torn i cuita sense forn, amb una feina artesana molt diversificada pel que fa a formes. Els aixovars són relativament abundants en estris metàl·lics, tant d'armament (puntes de llança, destrals i espases de bronze) com d'indumentària (polseres circulars, anells, agulles de cap). Les tècniques del Bronze final (documentades cap al 1000 aC-700 aC) varen permetre obtenir peces de caràcter sumptuari i de prestigi. El ferro s'utilitza molt a partir del segle VIII a C. A partir dels segles VI/V aC. apareixen les interessants manifestacions d'estatuària que tenen com a punt culminant els impressionants caps de bou de Costitx i moltes representacions tauromorfes i zoomorfes, totes elles en bronze.
No tenen cap credibilitat les notícies dels autors grecs que vinculaven el topònim Gimnèsies al fet suposat que els habitants de les illes anaven nus durant l'estiu. Estrabó ens parla del quitó, una espècie de túnica que duien els balears i el mateix autor afirma que foren els primers a utilitzar túniques amb amples bandes de porpra.
Es tracta d'una societat que presenta indicis de jerarquització que es fan més intensos a l'edat del Ferro. D'altra banda la societat dels últims segles del període Talaiòtic és una societat on la guerra hi té un paper important. Tot apunta a una estructura familiar patriarcal encarada a la gestió agrària i ramadera del territori

#### El món espiritual

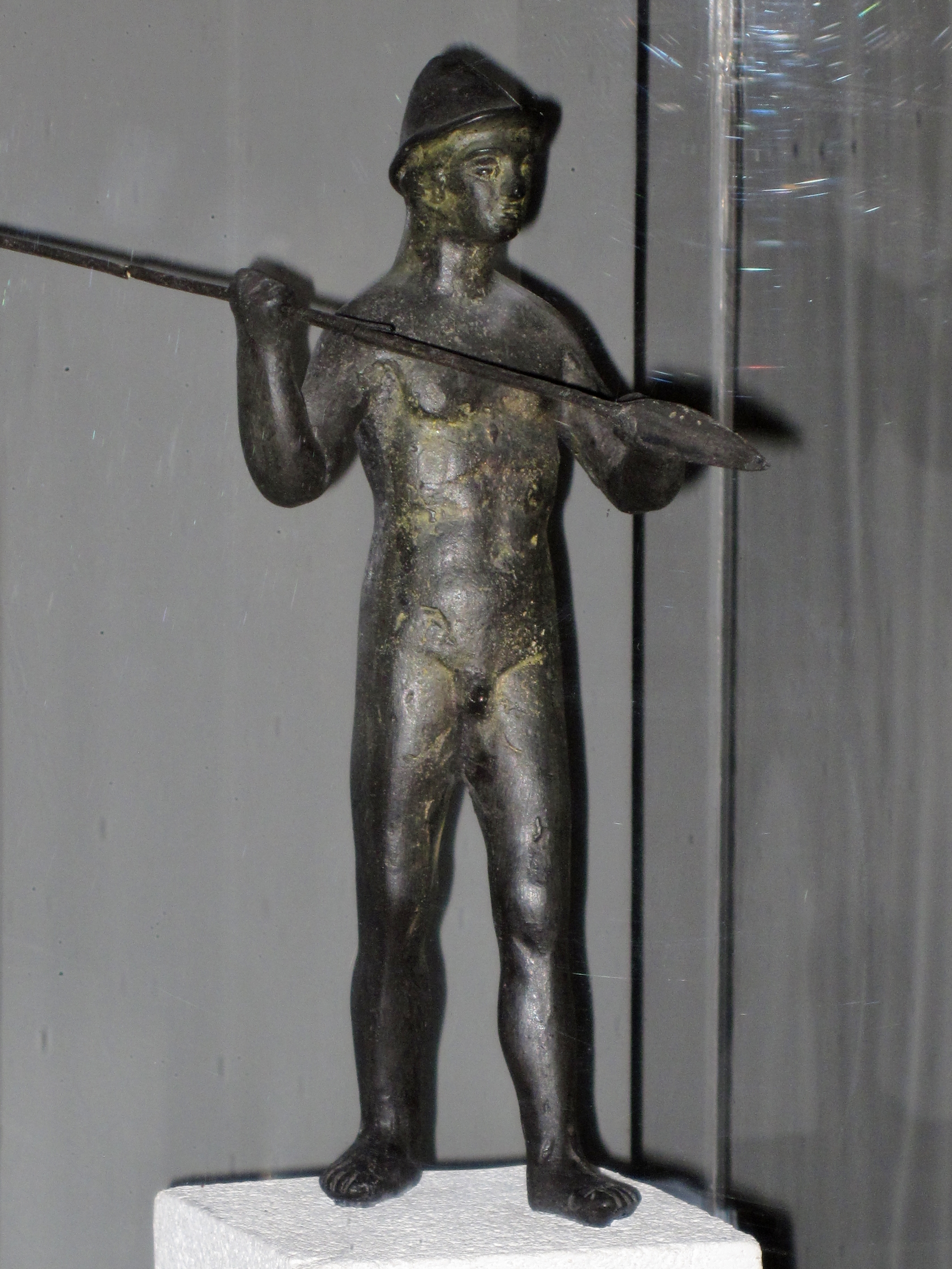
Figureta de bronze procedent del poblat talaiòtic de s'illot, a Sant Llorenç des Cardassar

Tenien una especial preocupació per la vida d'ultratomba, reflectida ens els rituals funeraris. Diversos autors han proposat cultes astrals, taurolàtrics i divinitats bèl·liques. Les figures taurolàtriques trobades, amb molts de paral·lels mediterranis, són abundants. També s'han trobat representacions d'aus. Les divinitats bèl·liques es documenten a partir del segle v aC. Són figuretes de bronze que representen guerrers nus, tocats amb elm i armats d'escut i llança). Es podria tractar d'una divinitat bèl·lica indígena identificada amb el mars balearicus.
Els santuaris són edificis no turriformes, de planta generalment quadrada, amb la façana lleugerament còncava i testera absidal. A l'interior hi ha un nombre indeterminat de monòlits verticals o bètils (Son Oms, Son Mas, Son Marí i ets Antigors). Podrien haver.se construït a partir del segle ix aC. També s'han identificat monuments esglaonats, túmuls i talaiots amb possible finalitat cultual (Son Corró). Altres llocs de culte aprofitaren balmes i coves (abric de Son Matge).
El ritual utilitzat en els enterraments era la inhumació, realitzada a coves o abrics naturals. A partir del 650 aC. es detecten els enterraments en calç i més tard s'usaran baguls de fusta (Son Boronat, Son Maimó). També es documenten enterraments en urnes, tant de pedra com de ceràmica. Un cas excepcional és la necròpolis de Son Real i s'Illot des Porros, amb construccions, utilitzades per la inhumació o la incineració, que destaquen per la seva perfecció constructiva.

## Les colonitzacions
A partir dels últims segles del II mil·lenni aC. es documenta la presència a les Balears de navegants de l'est mediterrani. Hi ha constància de la presència d'aqueus a la Mediterrània occidental en els segles XIV i XIII aC. A les Balears es veu una intensificació dels contactes amb l'exterior en els primers segles del I mil·lenni aC. Els fenicis, i després els cartaginesos, s'instal·laren a Eivissa devers la primera meitat del segle vii aC. Els grecs també mantengueren relacions comercials amb les Balears. El 2001 es va descobrir un vaixell grec enfonsat cap al 540 aC a cala Sant Vicenç (Pollença), amb un carregament d'oli, vi envasat en àmfores, ceràmica de taula i altres productes procedents de la Magna Grècia, però també del Mediterrani oriental (oli de Corint i Atenes, vi de Samos i Quios), del nord de l'Egeu i de Massàlia. També duia àmfores ibèriques i dels centres púnics del sud-est peninsular i d'Eivissa.

### La colonització púnica a Mallorca
Es detecten elements clars d'aculturació en les comunitats indígenes dels segles VI-V aC, elements que es manifesten en la ceràmica, l'arquitectura, els rituals funeraris i les creences religioses. La colonització púnica de Mallorca i Menorca és posterior a la plena incorporació d'Eivissa a l'àrea cartaginesa: les ceràmiques més antigues fetes amb torn (un indici d'influència púnica) trobades a Mallorca són eivissenques i procedeixen de l'illot de na Guardis, al migjorn de Mallorca. Pròpiament, els púnics no s'arribaren a establir a l'illa, però sí que ho feren als illots de l'entorn: l'establiment de factories permanents, com les de na Guardis, de na Moltona o de l'Illa d'en Sales, és de finals del segle v aC, establiment que és indici d'una fase d'exploració prèvia a la colonització que sí que s'assolí a l'Illa d'Eivissa. Sembla probable que els mencionats assentaments, i també el de la Galera, respongués a un pla de futura colonització de l'illa que no es materialitzà mai. Sembla que sí que s'assentaren a terra ferma al Trenc, un enclavament possiblement relacionat amb l'explotació de la sal.
El comerç púnic introduí productes absents a Mallorca com el vi i l'oli; productes manufacturats com teles de qualitat, metalls, figures de bronze, collars de pasta vítria, ceràmiques, etc. En els assentaments talaiòtics hom hi troba gran quantitat d'àmfores ebusitanes. Però la influència colonial es manifesta també a les construccions, rituals funeraris, adaptacions religioses, necròpolis, etc. També s'ha d'esmentar l'inici de la circulació monetària. És evident, en qualsevol cas, que Mallorca, com la resta de les Balears, estigué sota l'esfera de la influència púnica fins a la conquesta romana, mentre que els grecs i els romans hi exerciren poca influència.

### Els foners

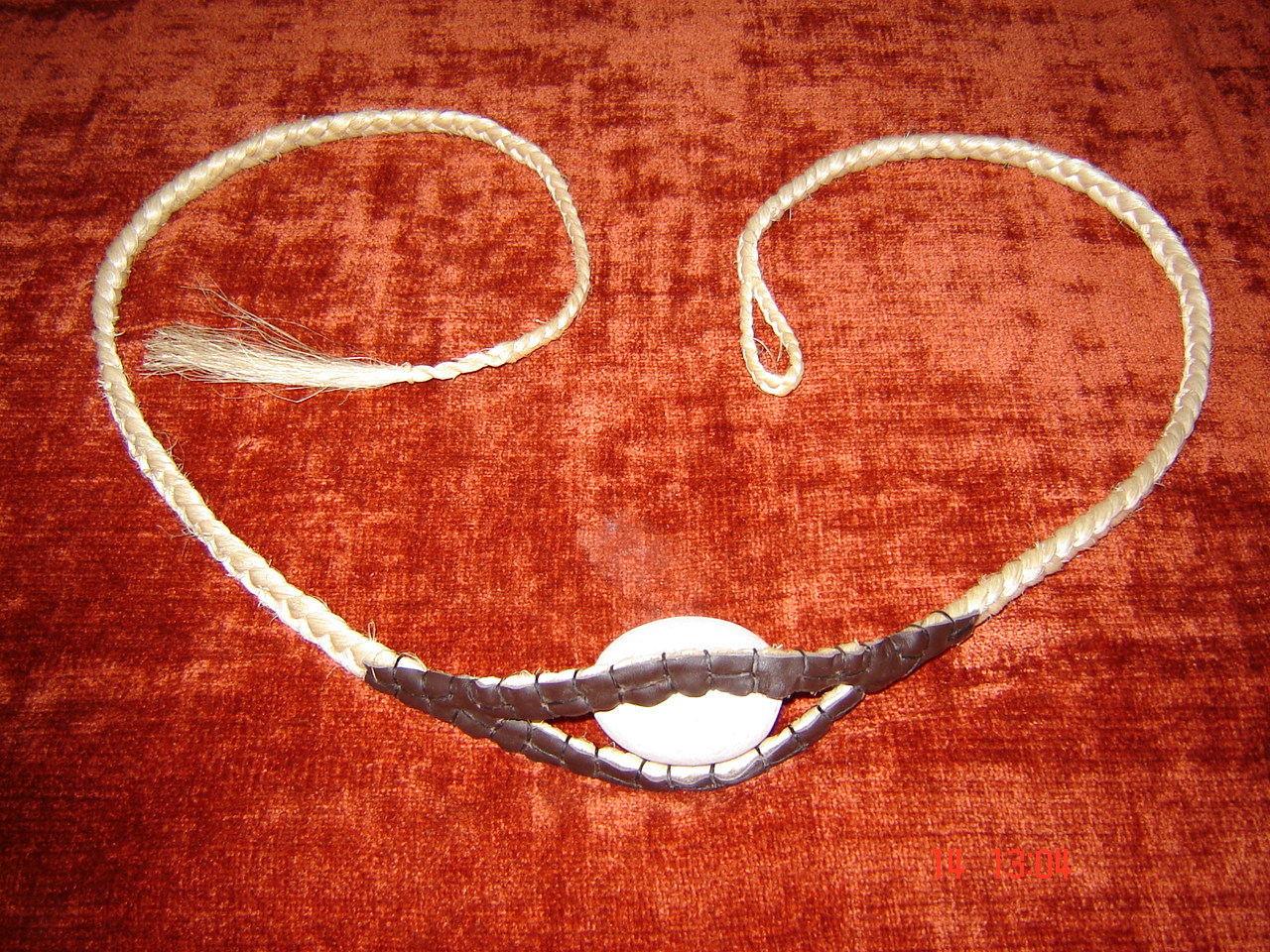
Reconstrucció d'una fona balear

La presència dels mercenaris balears en els exèrcits púnics, almenys des de finals del segle v aC, pot ser considerada un aspecte de la colonització. Per una banda és un fenomen que està relacionat amb l'existència d'una societat guerrera i bel·licosa, per l'altra degué ser un poderós element d'aculturació i d'introducció a les Balears d'elements culturals externs.
La primera referència explícita a la utilització de foners balears per Cartago és de l'any 406 aC. durant la campanya de conquesta d'Akragàs (Agrigent, Sicília), encara que la seva existència com a mercenaris era molt anterior. L'any 311 un contingent d'un miler de foners participà en la batalla d'Ecnomus contra els grecs sicilians i la seva actuació va ser decisiva per decidir la victòria del costat púnic. Durant el segle iii aC formaren part dels exèrcits cartaginesos en lluita amb Roma.
La primera guerra púnica esclatà el 264 aC i acabà amb una clara victòria romana el 240 aC. Llavors Cartago centrà els seus esforços en la construcció d'un imperi colonial a la península Ibèrica. Hanníbal atacà Sagunt i amb un exèrcit en el qual hi figurava un bon contingent de balears travessà els Alps i es girà contra Itàlia, derrotant els romans a Ticino, Trèbia i Trasimè. Finalment a Cannes (216 aC.) anihilà un exèrcit dirigit pel cònsol Varró. En totes aquestes batalles els foners balears ocuparen un lloc de primera fila. Actuaven com a infanteria lleugera, armats d'un escut de pell de cabra i un venable amb la mà, i sembrant el pànic entre les files enemigues amb l'efecte de les seves fones.
El 208 aC. Magó Barca, germà d'Hanníbal, passà per les Balears per reclutar foners. Aquest contingent sembla que participà l'any següent en la batalla d'Ilipa, on tengué moltes baixes. El 206 aC. Magó tornà a les illes a reclutar mercenaris balears, quan la situació de Cartago ja era molt dolenta. A Mallorca fou rebutjat (és possible que degut a constatar que Cartago estava condemnada a ser la potència perdedora). A Menorca sembla que, de grat o per força, Magó va reclutar uns 2.000 homes. El 202 aC. Hanníbal va ser derrotat a Zama per Publi Corneli Escipió, en un combat en el qual els foners balears tornaren a ocupar la primera línia.

## Mallorca romana

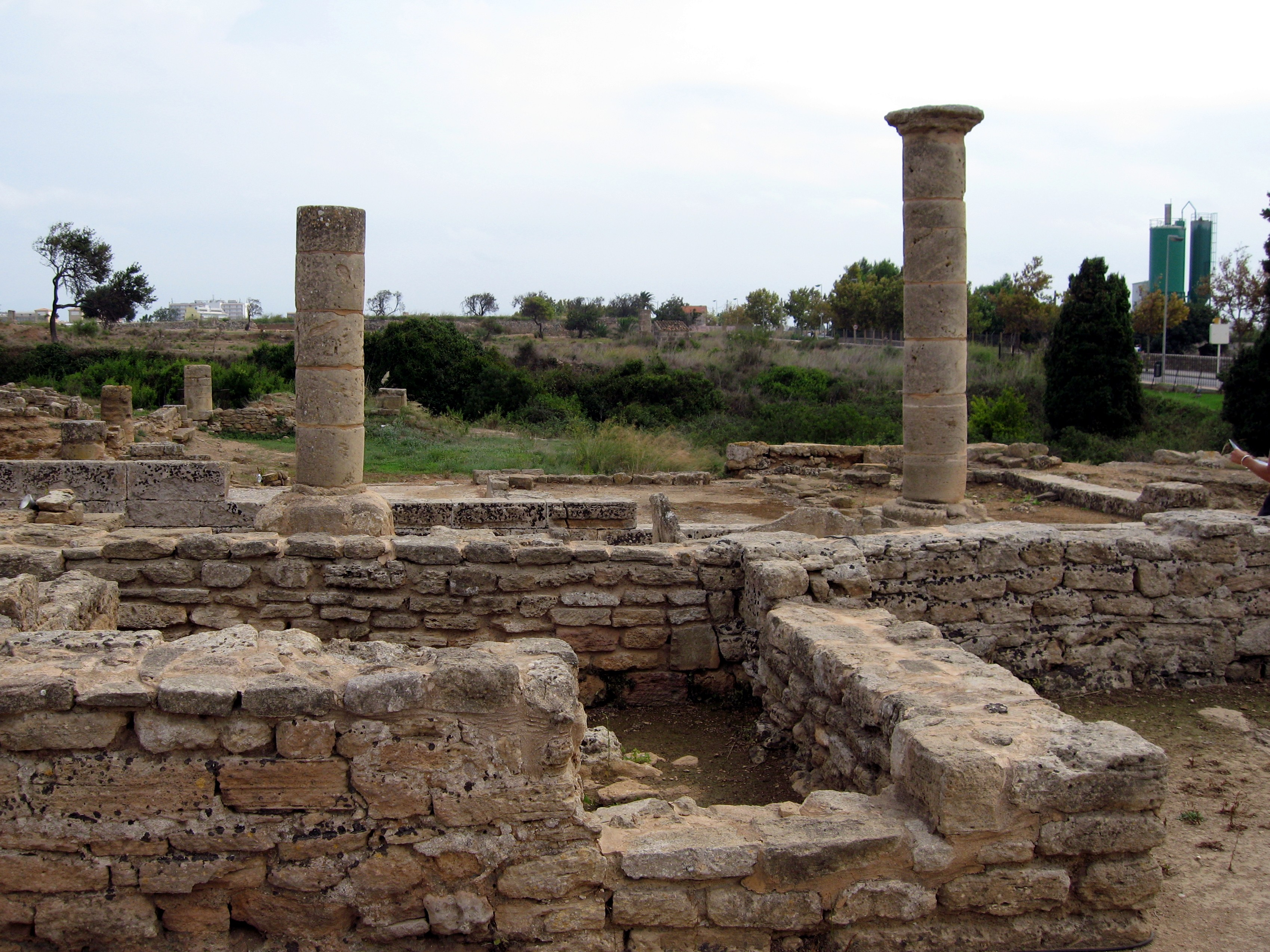
Restes de la ciutat romana de Pol·lència

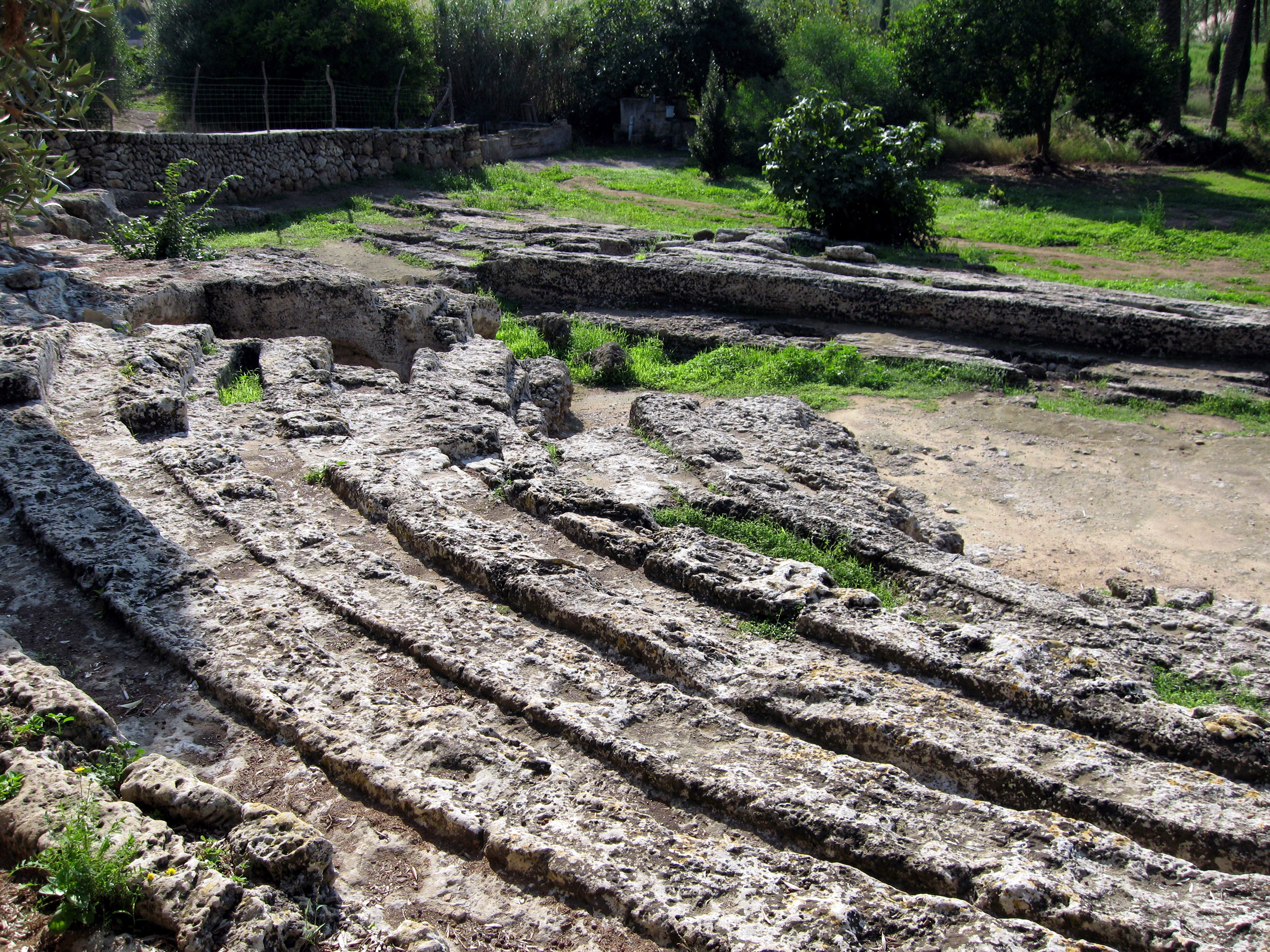
Antic teatre romà de Pol·lència

### Quint Cecili Metel conquereix les Balears
La conquesta de les Balears no es va produir en acabar la segona guerra Púnica. Més tard, el 146 aC Roma conquistà Cartago i els territoris de l'actual Tunísia es convertiren en la província romana d'Àfrica. A la península Ibèrica el domini romà arribava fins a Galícia i sols restava per dominar l'àrea cantàbrica (càntabres i asturs). La Mediterrània occidental ja era una mar romana i és probable que Èbusus ja disposàs d'un tractat de submissió a Roma, però les illes romanien, a grans trets, lliures de domini romà.
La primavera del 123 aC el cònsol Quint Cecili Metel salpà rumb a les illes. Estrabó, seguint Posidoni i Artemidor, diu que els balears, tot i ser pacífics, havien establert relació amb els pirates de la mar. Segons el relat de Florus els illencs provaren de fer front a la flota romana amb les seves pròpies naus i, un cop derrotats a la mar, oposaren resistència a terra ferma. Tanmateix, el que podem saber d'aquesta operació militar romana és molt escàs i incert. Segons les fonts, Metel va romandre a les illes durant dos anys i fou premiat pel Senat el mateix 121 aC amb un triomf i la concessió de l'agnomen Baliaricus. El jaciment de Son Espases ha revelat un campament romà els primers elements del qual es poden datar de final del segle ii aC i que es pot relacionar amb l'etapa de conquesta o, si més no, de pacificació. El campament romà de les Salines, situat sota el centre de la població homònima, no respon a un campament romà canònic, però també data del final de segle ii aC i amb tota seguretat també s'ha d'associar al moment de la conquesta.

### Organització de la Mallorca romana
L'arqueologia deixa entreveure que ni els indígenes ni la seva cultura foren eliminats, puix que continuaren habitant-se els poblats talaiòtics i, en els anys immediatament posteriors a la conquesta, hom no observa canvis en els models culturals. Sí que és cert, però, que la conquesta implicà l'establiment d'un nou contingent de població en qualitat de colons. Estrabó diu que Metel hi establí tres mil colons. Segons A. Arribas, hi ha motius per dubtar de l'establiment de colònies romanes en aquesta època; molt més probable seria que fundàs emplaçaments militars o constituís comunitats indígenes en ciutats. Per altra banda, hi ha raons arqueològiques i epigràfiques que porten a pensar que la major part dels colons romans provenien de la zona del Picè, i sembla que els noms de les dues colònies, Palma i Pol·lència, tenen noms originaris de la dita regió itàlica. És possible que els Cecilis, promotors de la conquesta i raonablement també de la colonització, fossin el motiu de l'origen picè dels colons, territori amb el qual sembla que tenien relacions importants. Mentre que els pobladors de les dues colònies serien ciutadans itàlics d'origen picè, sembla que al món rural s'establiren celtes de l'ager Gallicus (entre Pisaurum i Ancona); sembla que en el món rural dominaren en un primer moment els membres de la gens Sèrgia. Els colons itàlics i gals ja es documenten en el món rural mallorquí dins el mateix segle i aC, en llocs com el santuari de Son Oms o la necròpolis de la Carroja, cosa que indica una ocupació ràpida del territori.
Palma estava situada a la zona del barri de l'Almudaina i Pollentia era als voltants de l'actual Alcúdia. La situació de les dues ciutats és estratègica: vora la mar i dominant les dues badies; tot i així, també hi havia altres nuclis. Plini parla de Bócor, que tengué l'estatut de federada, com Eivissa, i que estava devora el port de Pollença, on ara hi ha la possessió de Bóquer. Plini anomena també Guium i Tucis, de les quals es desconeix la localització, tot i que per la primera s'ha proposat el jaciment que hi ha sota la vila de ses Salines.
Del primer moment de la conquesta, les Balears formaren part de la província d'Hispània Citerior, amb capital a Cartago Nova. Cal suposar que el procés de romanització va ser lent. Per les excavacions duites a terme sembla que Pollentia es fundà entre el 75 i el 50 aC. L'estatut de federació de Bócor, documentat per dues inscripcions, seria una mostra de la convivència de part dels balears amb els romans.
L'arribada de Roma a Mallorca comportà un canvi important en els models d'explotació agrícola, amb nous cultius i noves tècniques. Així, hom ha documentat parcel·lacions agràries que denoten una organització racional del terreny conrat. El model romà d'explotació agrària era la vil·la, del qual ja es documenten casos a partir del segle i aC i, fins i tot, els primers anys després de la conquesta. No obstant això, l'arqueologia també ha demostrat que tot plegat no comportà un trencament amb els models de vida indígenes, car la major part d'assentaments perduren força segles després de la conquesta. És així que hom ha hipotesitzat que els nombrosos poblats rurals indígenes poguessin haver adoptat la funció de les vil·les els primers segles després de la conquesta.

### Els foners balears a l'exèrcit romà
A partir de la conquesta romana les fonts històriques ens tornen a parlar dels foners balears, ara enquadrats a l'exèrcit romà. Aquest fet és un element que ens fa entendre que les condicions socials i de vida no havien canviat de manera substancial. Sal·lusti ens assabenta de foners balears entre les tropes romanes que lluitaven a Numídia (actual Algèria) contra el rei Jugurta (111-105 aC). Cèsar esmenta els foners baleàrics com a combatents a la guerra de les Gàl·lies, cap al 56 aC., lluitant al costat d'altres tropes auxiliars d'elit com els genets númides i els arquers cretencs.

## Mallorca durant l'Imperi

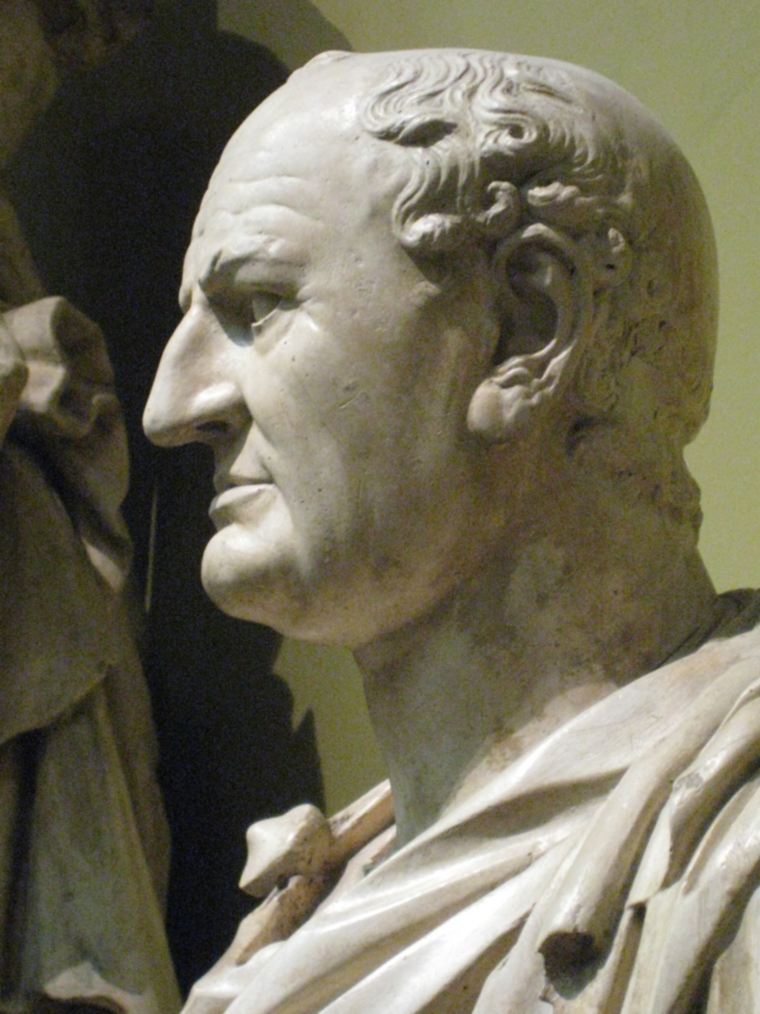
L'emperador Vespasià. Rèplica en guix del Museu Puixkin de l'original del Louvre

L'època iniciada amb el principat d'Octavi representa per a Mallorca una llarga etapa d'estabilitat i prosperitat econòmica. Cal suposar que la romanització es va consolidar i va anar dissolent els elements culturals d'arrel talaiòtica. A partir de l'any 13 aC. les Balears formaren part de la Tarraconense, amb capital a Tarraco. L'epigrafia ens indica l'existència d'un prefecte (praefectus pro legato insularum Baliarium). Pollentia va anar cobrant importància en el segle i. i, amb Palma, gaudí de l'estatut de colònia de ciutadans romans, adscrita a la tribu Velina. Guium i Tucis eren oppida latina, ciutats de dret llatí. Bócor mantenia la seva condició de ciutat federada. Amb l'edicte de llatinitat de Vespasià (73/74 dC.) tots els habitants lliures d'Hispània obtingueren la ciutadania llatina.

### La societat romana mallorquina
Les ciutats varen tenir un paper important a la Mallorca romana. En elles hi residia una burgesia urbana -mercantil i propietària- prou nombrosa com per fornir el decurionat local. Al costat de les classes riques urbanes hi havia a les ciutats petits comerciants, artesans, jornalers i esclaus. Les ciutats romanes tenien el seu propi territori rural (ager o territorium). Part d'aquest territori formava un espai reticular dividit en centuriacions, de les quals se n'han trobat evidències en diversos indrets de Mallorca.
En els primers temps de l'imperi, tot i manifestar-se una continuïtat en els hàbitats, proliferen les ceràmiques sigil·lades aretines, sudgàl·liques i hispàniques. Les llànties, àmfores, monedes i figuretes de bronze representant divinitats ens fan veure que la romanització ja s'havia culminat. Per una part se seguiren ocupant antics poblats talaiòtics, però per l'altra aparegueren assentaments de nova planta (sa Mesquida (Santa Ponça), Son Joan Jaume (Manacor) o Can Maiol (Felanitx).
Amb les necròpolis, s'hi troba un fet similar: es continuen reutilitzant les talaiòtiques, però també apareixen noves àrees d'enterrament que sovint barregen materials indígenes (pectorals de plom, ceràmiques, bronzes) amb els romans (ceràmica fina, lacrimatoris, ungüentaris, anells i arracades, monedes, ampolles d'alabastre, llumets, etc.). Les necròpolis rurals són molt abundoses: s'Albufera i Can Corró (Alcúdia), Son Julià (Llucmajor), la Carrotja (Ses Salines), Son Danús o sa cova de Madona (Santanyí), etc.

### Implantació de la cultura i la religió romana
El culte a les divinitats romanes està documentat per l'aparició d'estatuetes votives que representen el panteó romà. A Pollentia s'hi han localitzat els fonaments del temple dedicat a les divinitats capitolines (Júpiter, Juno i Minerva). La religió romana va ser adaptada a les tradicions balears. Els cultes romans coexistiren amb la pervivència dels rituals indígenes practicats als vells santuaris talaiòtics (Costitx, Son Oms i ets Antigors). Els testimonis arqueològics i epigràfics demostren la introducció de les religions mistèriques d'origen oriental (culte a Isis, a la deessa púnica Tanit, a Cibeles i Attis, etc.).
La romanització es manifesta també amb la implantació progressiva de la llengua llatina. El llatí va anar contaminant el llenguatge dels balears i dels púnics eivissencs i aviat es convertí en la llengua hegemònica en els nuclis urbans. Molts d'indígenes adoptaren noms llatinitzats. A partir de la informació trobada a la necròpoli de la Carroja s'han estudiat un total de 28 antropònims balears llatinitzats a Mallorca, que sembla que són emparentats amb el món indoeuropeu. Encara en el segle V dC, el bisbe Sever de Menorca es feia ressò de la llengua que parlava el poble (sermo gentilis). Els topònims prellatins preservats també semblen procedents d'una soca indoeuropea.

### Una economia en ascens
El fonament de l'economia romana mallorquina era l'agricultura. Era un conreu de secà, en bona part continuador de les pràctiques agràries tradicionals dels indígenes. Els romans introduïren noves tècniques i nous conreus. Plini lloa el blat de les illes i diu que era de gran qualitat. Segons el mateix autor el vi balear també gaudia de bona reputació. A més, Plini destaca la figa. El bestiar (ovelles, cabres, porcs i bous) també era important. les activitats extractives (sal) i manufactureres completaven el panorama. El comerç d'anada i tornada entre Hispània i Roma tenia en les Balears un dels punts estratègics.

## El Baix Imperi

### La crisi delsegleiii
A finals del segle ii la pax romana va entrar en crisi. Les pressions germàniques sobre les fronteres de l'imperi, la irrupció de pobles del nord d'Àfrica, la pesta i les tensions socials esclataren de manera conjunta a Hispània i a la Gàl·lia. Per a les Balears fou un període crític amb una forta recessió econòmica. Les destruccions documentades a Pollentia a la segona meitat del segle iii indiquen turbulències notables. Un gran incendi destruí parcialment la ciutat. A Palma també hi ha indicis de destruccions. Els tresorets (monedes o altres béns valuosos amagats) trobats a Pollentia a l'anomenada casa dels Dos Tresors, Llucmajor i Artà, són una prova de la inseguretat regnant a les Balears.

### El Baix Imperi a Mallorca

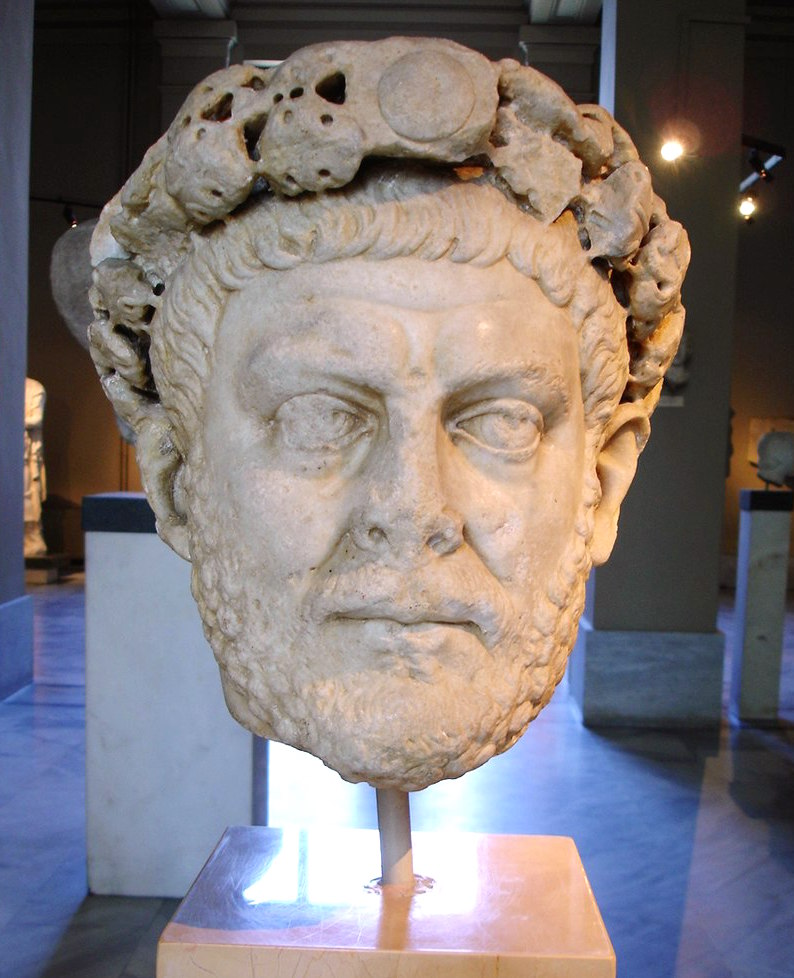
Cap d'una estàtua de l'emperador Dioclecià. Museu Arqueològic d'Istambul

Dioclecià, a partir del 284 i fins al 305, aconseguí dur a terme una obra restauradora de l'Imperi Romà.Per una part convertí el Principat en una monarquia de caràcter absolut i diví, dividint l'imperi en dues parts (fins a la definitiva divisió el 395 a la mort de Teodosi). En l'economia l'estat hi exerceix una major intervenció, encara que ja es manifesten tendències cap al que després serà el feudalisme (menor pes de la moneda, vinculació dels camperols a la terra). L'Edicte de Milà promulgat per Constantí (313) concedia la llibertat de cultes i legalitzava el cristianisme. Aquesta religió es convertiria en la religió oficial de l'Imperi amb Teodosi (380-381).
Sembla que amb la reforma de Dioclecià les Balears es mantengueren dins la Tarraconense, fins que a l'últim terç del segle iv es creà la província Baleàrica, integrada dins la diòcesi d'Hispània. La crisi de la vida urbana es manifestà en la reducció dels perímetres de les ciutats i en la seva transformació (construcció de murades, abandonament i reutilització d'edificis públics).

### La societat i l'economia en el Baix Imperi
La societat romana estava més polaritzada. La diferenciació estava entre els honestiores i els humiliores. Els humiliores eren la gran majori de la població treballadora. La classe alta estava conformada per possessores, curials i mercaders. Es detecta, segons la carta del bisbe Sever de Menorca, una població jueva important. També s'ha d'esmentar la troballa d'una inscripció hebraica a ses Fontanelles (Santa Maria del Camí). L'estructura de la propietat agrària sembla que era latifundista (presència de vil·les a l'espai rural). A partir del segle iv està documentada la presència a les Balears de fàbriques imperials de porpra. L'activitat comercial era prou important, documentada per l'arqueologia i les cartes de Consenci. Les ceràmiques indiquen contactes comercials amb el nord d'Àfrica, com també amb la Tarraconense, la Narbonense i amb Itàlia.
A finals del segle iv es documenta la presència cristiana a Mallorca (inscripció funerària de la Carrotja (Portocristo) i llànties decorades amb motius cristians). A començaments del segle V trobam una església perfectament organitzada. L'enfrontament produït a Maó el febrer del 418, que acabà amb la conversió forçada de 540 jueus menorquins, motivà la carta del bisbe Sever que és un document essencial per conèixer l'època en el conjunt de les Balears.

## Els vàndals i les invasions germàniques

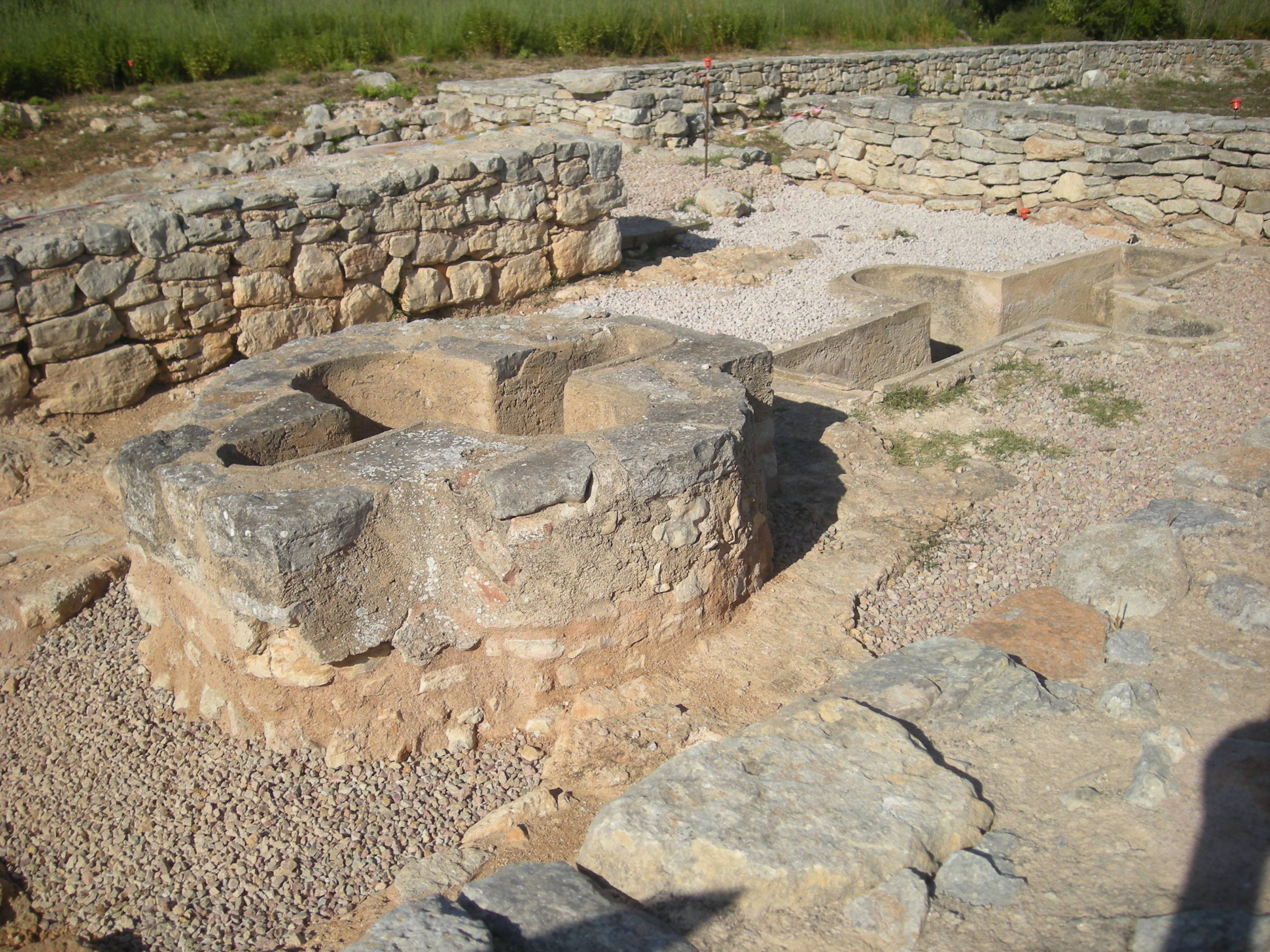
Restes de la basílica paleocristiana de Son Peretó, del. Terme municipal de Manacor

L'any 406, aprofitant la gelada del Rin, entraren a les Gàl·lies grups de vàndals, alans i sueus. El 409 ja eren a Hispània i els visigots saquejaren Roma. Les Balears esdevingueren un refugi per a molts que fugien de la desfeta. Però aviat les mateixes Balears foren atacades pels vàndals. L'any 425 saquejaren les Balears i destruïren Cartago Espartaria (Cartagena) abans d'envair la Mauritània i centrar el seu regne a Cartago. Tot seguit estengueren el seu poder a Sicília i Sardenya. L'ocupació vàndala de les Balears no es produí fins al 455. L'única mesura administrativa coneguda d'aquesta època és la inclusió de les illes en la província vàndala de Sardenya. No estan provades grans destruccions i sembla que l'hegemonia vàndala a la Mediterrània Occidental no provocà grans canvis a la societat mallorquina. Està documentada la continuïtat de la vida urbana a Pollentia al llarg del segle v, VI i primera part del segle vii.
Un altre testimoni arqueològic de la continuïtat i relativa prosperitat de l'illa són les restes paleocristianes (basíliques, construccions i ceràmiques) dels segles V i VI trobades a Cas Frares (Santa Maria del Camí), la Basílica de sa Carrotja (Portocristo), Son Peretó (Manacor) i Son Fadrinet (Campos). Els vàndals eren arrians i el rei Genseric dugué a terme persecucions contra els catòlics. Hunneric l'any 484 prengué fortes mesures contra els catòlics i convocà un concili a Cartago en el qual hi assistí el bisbe Helias de Mallorca (amb Opilió d'Eivissa i Macari de Menorca).

## Dins l'Imperi Romà d'Orient

Província romana d'Orient d'Espània

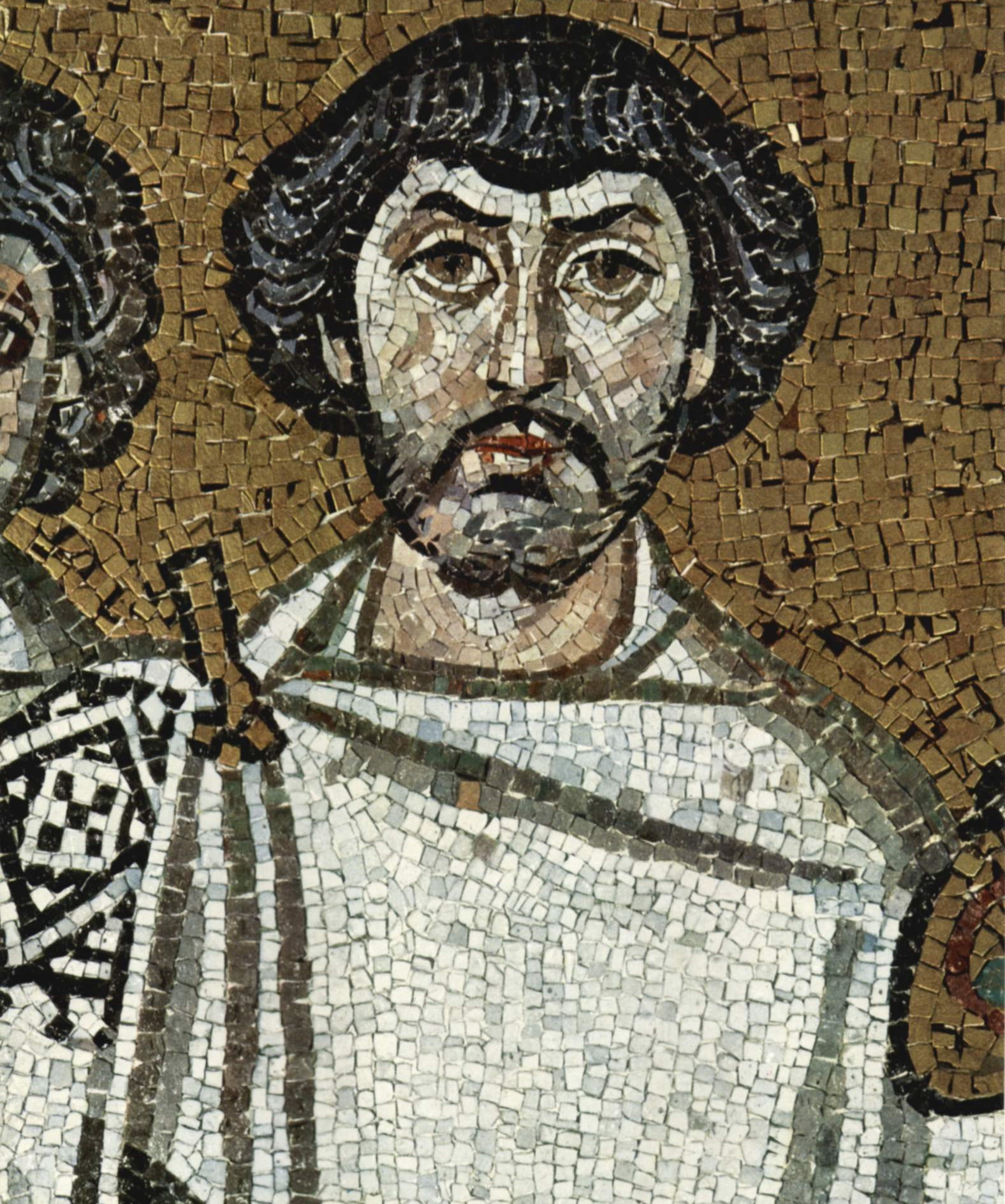
Belisari segurament és aquesta figura amb barba a la dreta de l'emperador Justinià I al mosaic de la Basílica de Sant Vidal de Ravenna de Ravenna, que celebra la reconquesta d'Itàlia per l'armada romana d'Orient.

Quan va desaparèixer el poder imperial de Roma l'any 476 no va passar el mateix amb la meitat oriental de l'Imperi, amb capital a Constantinoble. Justinià I posà en marxa l'empresa de restaurar l'imperi i una curta campanya militar dirigida per Belisari annexionà el Regne Vàndal d'Àfrica l'any 533. L'ocupació romana d'Orient de les Balears, comandada per Apol·linar, es degué consumar a principis del 534. El 543 Justinià creà la prefectura d'Àfrica, amb seu a Cartago. Mallorca, amb les Balears, passà a formar part de la província Mauritània Segona o Mauritània Tingitana, amb capital a Septem (Ceuta).
És probable que datin d'aquesta època, formant part del sistema defensiu romà d'Orient, els castells roquers de Mallorca d'Alaró i Santueri, Les fortificacions romanes d'Orient també estan documentades arqueològicament al fòrum de Pollentia.
L'arqueologia paleocristiana ha aportat informació sobre aquest període. Hom pensa que en aquesta època es va intensificar la ruralització de la societat mentre s'afeblia el paper de les ciutats. Els testimonis arqueològics manifesten unes actives relacions comercials amb el nord d'Àfrica i amb l'àrea oriental de la Mediterrània.

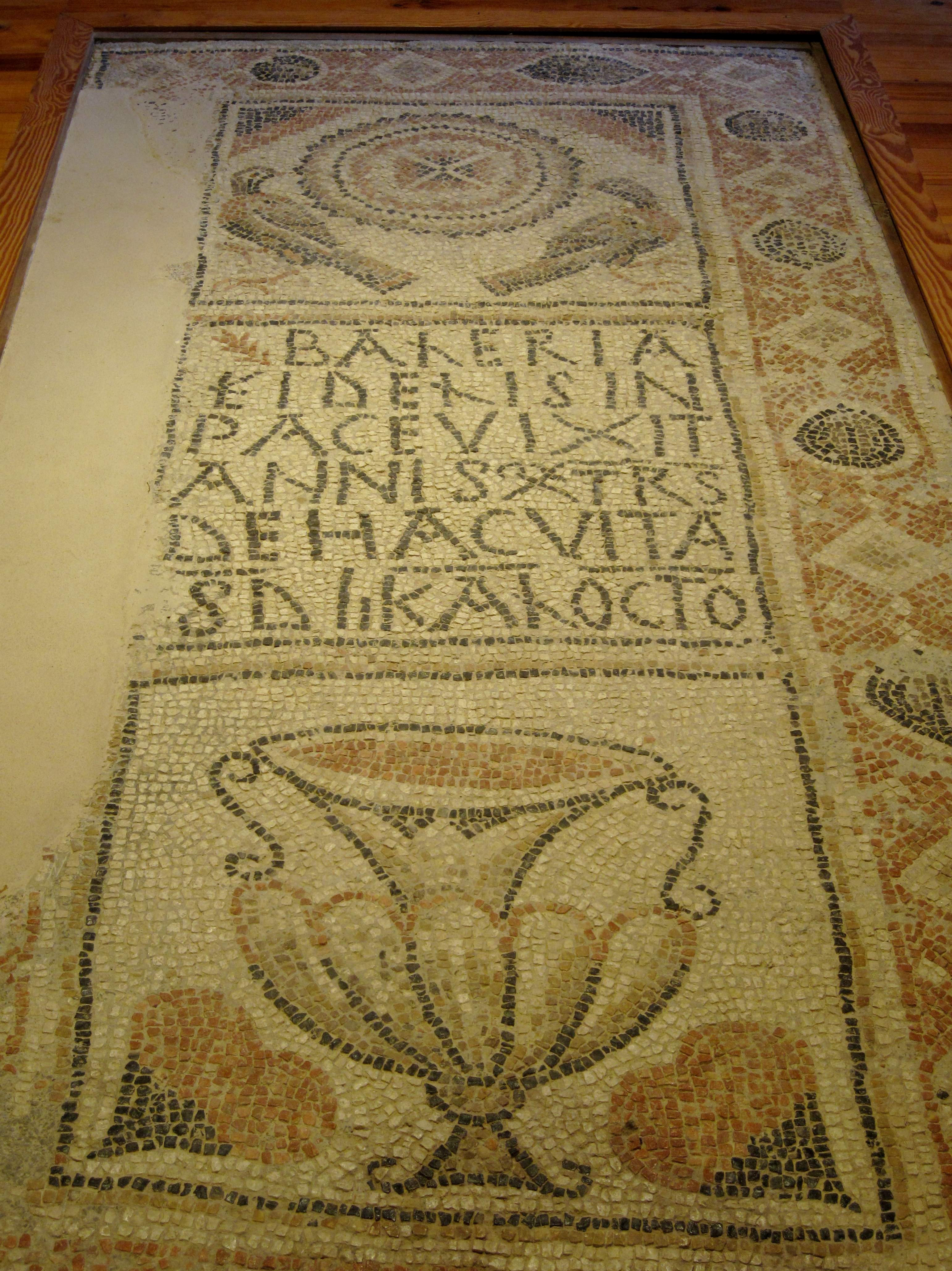
Mosaic de Balèria, procedent de la Basílica de Son Peretó (Museu d'Història de Manacor)

Durant el segle vi les basíliques paleocristianes incorporaren bells mosaics per decorar els seus paviments (Cas Frares de Santa Maria del Camí, sa Carrotja, Son Peretó i Son Fadrinet de Campos). Les influències semblen ser orientals (Palestina i Síria) passant per Àfrica del Nord. El papa Sant Gregori el Gran dirigí, l'agost del 603, una carta manant que es posàs ordre a la manera de viure de la comunitat monàstica de Cabrera.

## Els seglesviiiviii
Des de mitjans del segle vii, quan pot dir-se que ha mort l'antiguitat tardana i que neix l'edat mitjana, les fonts escrites sobre les Balears es fan molt rares. El problema s'agreuja per la manca d'informació arqueològica (o pel poc interès que aquesta ha suscitat als historiadors). Per això aquest període ha estat anomenat com «els segles foscos». Un cop que els visigots recuperaren el seu domini sobre tot el litoral peninsular (624) les illes es convertiren en un punt molt perifèric de l'imperi. Alhora s'iniciava l'expansió dels àrabs (conquesta de Síria pel califa Úmar el 635, de Pèrsia el 636 i el 638 ocupació de Palestina). L'islam s'expandia amb rapidesa pel nord d'Àfrica, amb la presa de Cartago el 698 i el 708 ocupaven Septem, la capital de la Mauritània Segona. Ja sols restaven sota domini de Constantinoble alguns territoris del sud d'Itàlia, Sicília, Sardenya i les Balears.

### Entre els àrabs i els francs
Abd Allah ibn Musa el 707 dirigí una acció de saqueig contra Sicília, Sardenya i les Balears. Sembla que va signar un tractat de submissió amb Mallorca i Menorca i s'emportà els «reis» de les dues illes a Damasc per ratificar-lo. En aquestes condicions a les illes es mantengué la continuïtat de la seva població cristiana, però en un procés de decadència econòmica i de la vida urbana. A finals del segle VIII hi ha notícies de noves incursions musulmanes, que haurien duit els illencs, en un quadre de ruptura de fet de la relació amb Constantinoble, a demanar ajut militar a Carlemany. El comte Ermenguer d'Empúries va atacar els corsaris musulmans prop de les costes mallorquines quan retornaven d'un atac contra Còrsega. Però l'afebliment de l'estat franc, entrat el segle ix, va determinar la preponderància d'Al Andalus a l'arxipèlag. L'any 848 l'emir Abd al-Rahman II envià una expedició exitosa contra les Balears. Encara a mitjan segle ix, a l'entorn de 859, els normands atacaren Mallorca, Formentera i Menorca.
La recessió general a la Mediterrània Occidental es va fer més greu per aquesta situació d'indefensió i inestabilitat, sense, però, que els àrabs es decidissin a annexionar de manera directa les Balears. El comerç es va fer més difícil i l'economia monetària es va reduir, amb una pèrdua d'importància de les ciutats i la disminució de la població. La recent troballa a Pol·lència d'una ceràmica romana d'Orient del segle ix fa pensar que les relacions amb Constantinoble no havien desaparegut del tot. No tenim notícia tampoc dels bisbats insulars, per això es pot entendre la pretensió, no assolida, del bisbe de Girona Servusdei de confirmar la seva jurisdicció sobre les illes.
Vegeu també Vinculació de Mallorca i Menorca al bisbat de Girona

## Les illes orientals d'Al-Andalus

### La conquesta d'Isam al-Khawlani

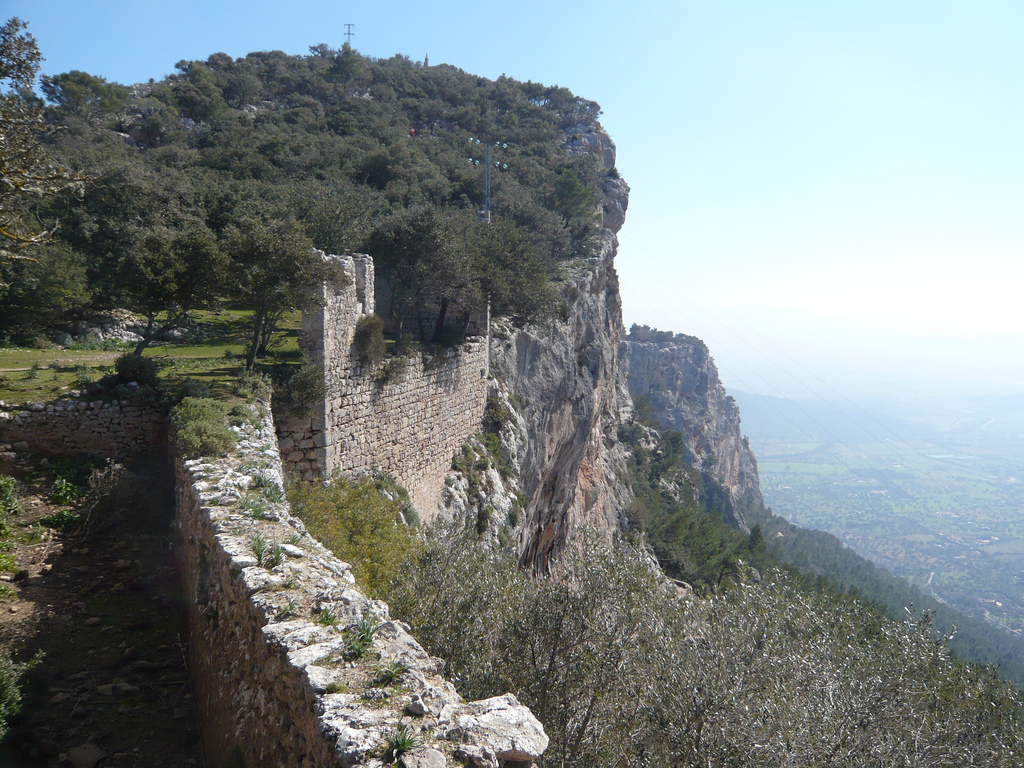
El Castell d'Alaró (Hisn Alarun) on els cristians mallorquins resistiren vuit anys i cinc mesos el setge musulmà

Isam al-Khawlani encapçalà l'operació de conquesta de les Balears el 902-903. Segons Ibn Khaldun, un cop conquerida Mallorca es va haver de guanyar el domini castell a castell. Al-Zuhri diu que al Castell d'Alaró (Hisn Alarun) els cristians s'hi mantengueren vuit anys i cinc mesos. Un cop reduïda la resistència Isam al-Khawlani quedà com a governador (valí). Ibn Khaldun diu que «construí mesquites, posades i banys». El succeí en el govern de les illes el seu fill Abd-Al·lah ibn Issam al-Khawlaní. Deixà el càrrec, 27 anys més tard, per dedicar-se a les pràctiques religioses i anar a la Meca. L'any 946 fou nomenat valí Al-Muwàffaq.

### La islamització
El domini polític musulmà va comportar l'inici d'un procés d'islamització de la societat mallorquina. Aquest procés és mal conegut, per bé que la persistència de la cultura romana d'Orient i del cristianisme degué ser llarga. Els àrabs establiren la capitalitat del seu domini a la ciutat de Mallorca, la Madina Mayurqa. Les transformacions de l'àmbit rural estan poc definides en el seu ritme i intensitat. La integració de l'economia mallorquina en els circuits comercials musulmans i l'arribada d'immigrants andalusins, àrabs i amazics va influir en el canvi cap a un nou model social on les estructures tribals i clàniques tenien un pes essencial.

### Els emirs de Dénia

Taifa de Dénia, 1015-1076

La desintegració del califat de Còrdova a començaments del segle xi donà pas a una època d'inestabilitat a Al-Andalus que obriria pas a un mosaic de principats, sota. Muqàtil fou l'últim valí nomenat des de Còrdova i morí entre els anys 1012-1013. Les illes romangueren en una situació d'independència de fet fins que Mujàhid, fugitiu de Còrdova, cap al 1010 s'emparà de la ciutat de Dénia i el 1015 estengué la seva autoritat sobre les Balears. El valí de Mujàhid a Mayurqa fou el seu nebot Abd Allah que governà les illes durant quinze anys. Abu-l-Abbàs ibn Raixiq el 1038, acollí a Ibn Hazm, teòleg, poeta, filòsof i jurista de l'escola zahirita, també protegí poetes com Ibn al-Labbana. Mujàhid morí el 1044 i el succeí el seu fill Alí ibn Mujàhid Iqbal-ad-Dawla, però el rei Àhmad ibn Sulayman al-Múqtadir de Saragossa el desposseí de Dénia. Arran d'aquests fets, el valí de Mayurqa Al-Murtada es proclamà emir el 1087.

### L'emirat independent de Mayurqa
L'emir Al-Murtada acceptà la primacia espiritual, de caràcter simbòlic, del califa de Bagdad. La Madina Mayurqa s'havia anat engrandint al llarg del segle xi i l'emir Mubasir en dirigí una de les ampliacions i construí la murada defensiva. Aquesta tenia tres recintes i l'Almudaina era a la vegada fortalesa i palau emiral. L'organització estatal de les Illes Orientals en temps de l'emirat independent és similar a la dels altres regnes de taifes andalusins. L'emir concentra el poder militar i civil. Al seu costat hi ha l'organització religiosa que gravita entorn de les mesquites: els cadis, jutges que dictaminaven en tots els processos judicials; els mestres i ensenyants; els encarregats del culte (imam), etc. Els imposts eren recaptats pels moixerfis o mushrif. Els recursos financers s'obtenien del que pagaven les comunitats camperoles i dels ingressos procurats pel comerç i les ràtzies piràtiques.

### La croada pisanocatalana
A l'entorn del canvi de mil·lenni l'Europa cristiana començava un formidable procés d'expansió. Les ciutats italianes, en ple auge comercial, volien una mar lliure de perills piràtics. Barcelona també desenvolupava la seva vocació marítima. En aquest context la ideologia de la croada permetrà l'expedició de pisans, provençals i catalans contra Mayurqa entre els anys 1113-1115. El Liber Maiolichinus descriu aquest episodi de manera detallada. La flota salpà de Salou el 1113 dirigida pel comte de Barcelona, però una tempesta desbaratà l'estol i obligà a retardar l'operació un any. El 1114 la flota atacà Eivissa i després Mallorca. L'emir Mubàixxir morí durant el conflicte, després d'haver demanat l'ajut dels almoràvits. El setge de Madina Mayurqa durà vuit mesos i acabà amb la seva devastació de banda dels croats. Les illes, un cop saquejades, foren abandonades pels vencedors.

### Els almoràvits a Mayurqa

Màxima expansió almoràvit als segles i

Els almoràvits, conjunt de tribus amazigues que havien adoptat la predicació del malekita Ibn Yasin, incorporaren les Balears al seu imperi l'any 1116. Sembla que els nous dominadors tengueren fortes topades amb la població autòctona. Fou nomenat governador Muhàmmad ibn Ghàniya el qual restablí les bones relacions entre els almoràvits i la població mallorquina. Mentrestant, un nou moviment religiós -el dels almohades- prenia cos al Magrib i destruïa pertot arreu, excepte a les Balears, el poder almoràvit. De bell nou, Mayurqa es trobava en una situació d'independència de fet. Un dels fills de Muhàmmad ibn Ghàniya, Ishaq, es rebel·là contra son pare i el seu germà, futur príncep hereu, i adoptà el títol d'alfaquí.

### La conquesta almohade
Un cop mort Ishaq, els almoràvits mallorquins entren en una sèrie de lluites internes. Finalment Alí ibn Ishaq ibn Ghàniya, amb el suport del partit antialmohade de Mayurqa, decidí atacar els almohades al Nord d'Africa i s'apoderà de Bugia. Però a Madina Mayurqa esclatà una revolta contra Alí ibn Ishaq ibn Ghàniya el 1185 encapçalada pel seu germà Muhammad II, que fou sufocada per Abd-Al·lah ibn Ishaq ibn Ghàniya. Alhora Alí ibn Ishaq ibn Ghàniya derrotava l'exèrcit almohade en la batalla d'Umra (1187). Davant això els almohades decidiren ocupar les Balears per deixar l'exèrcit dels Banu Ganiya sense suport. Però la conquesta almohade de les Balears no es produí fins al 1203 i la presència almoràvit al nord d'Àfrica, dirigida per Yahya ibn Ghàniya no cessà fins al 1237.

### Madina Mayurqa a finals delseglexii

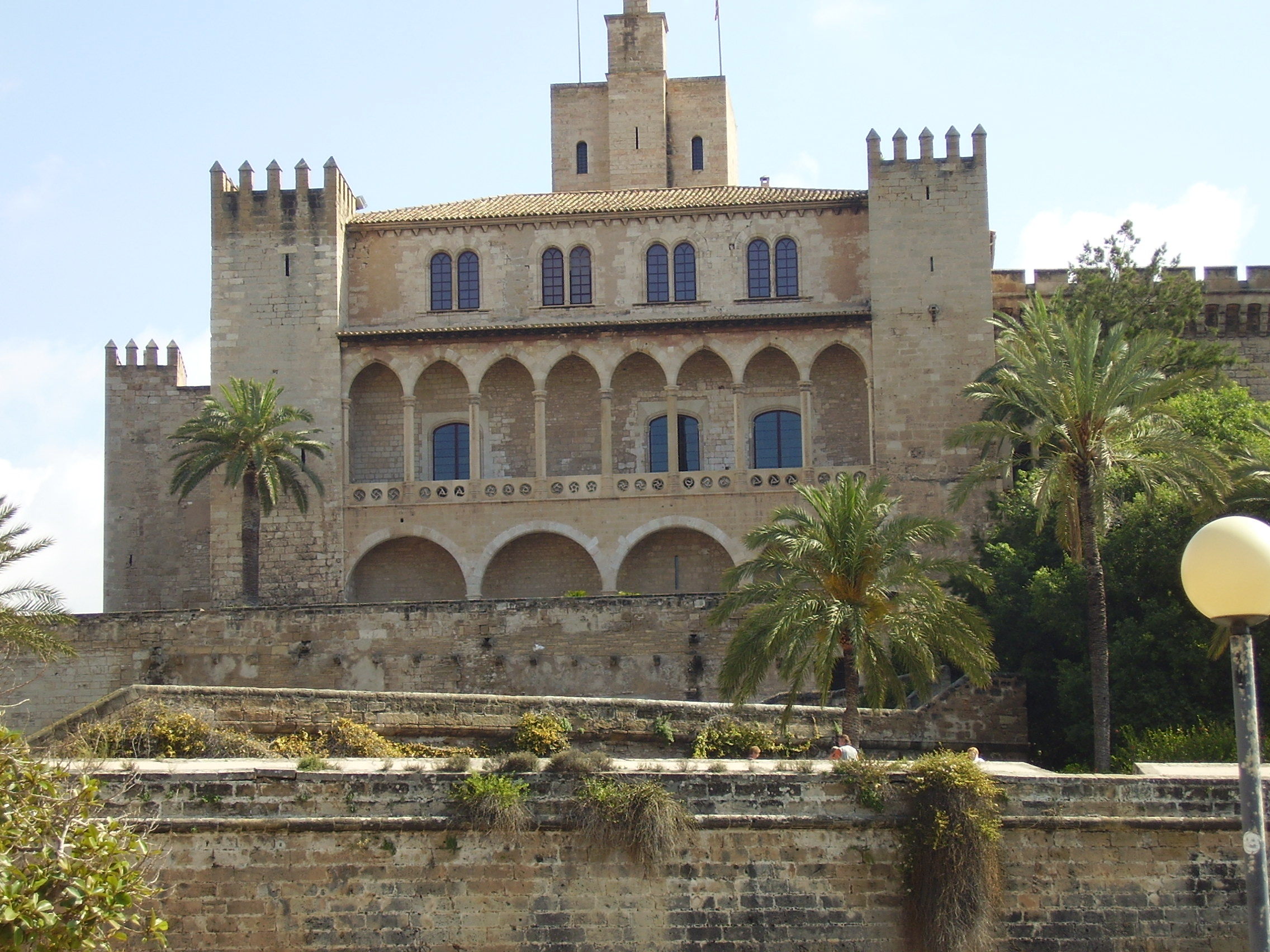
El castell i palau de l'Almudaina

La Madina Mayurqa era una de les ciutats més importants d'Al-Andalus i potser assolí la xifra de 25.000 habitants. Comptava amb diversos recintes fortificats, concèntrics, amb nombrosos portals d'accés i torres. El primer recinte era l'alcassaba, que ocupava el solar de la Palma romana. El nucli de l'alcassaba era l'Almudaina, la residència del valí. La mesquita principal ocupava el solar que ara ocupa la Seu. Un segon recinte, voltava l'alcassaba i un tercer nucli era el Raval Nou, atribuït a Mubàixxir. Dins aquests recintes s'hi ubicaven els habitatges i mesquites, mercats, banys, forns, molins, botigues, obradors, cementiris, horts i jardins. La Síquia travessava la ciutat per l'actual carrer de Sant Miquel i la Riera dividia la ciutat en dues parts. A l'est hi havia una altra fortificació, l'Almudaina de Gomera (el Temple).

### El poblament rural
Sembla que hi havia un primer espai molt lligat a la ciutat, on la producció agrícola anava dirigida a alimentar la població urbana. Després hi havia l'espai de les explotacions i hàbitats agrícoles. Es documenten dues tipologies: les alquerieses i els rafals, sense que per ara s'hagi establit amb certesa la diferenciació. Mentre l'alqueria seria un petit poblet, el rafal seria una unitat d'assentament més marginal, potser vinculada a una alqueria. L'espai rural, deduïble a partir del Llibre del Repartiment i altres documentacions del segle xiii, presentava una configuració en mosaic formada per terres conrades i terrenys sense roturar. L'arqueologia hudràulica ha aportat informació sobre espais concrets com les valls d'Orient, Bunyola, Coanegra, Alaró, Felanitx, Artà i Pollença.
El territori estava dividit en districtes (Bunyola-Mossa, Sóller, les Muntanyes, Pollença, Inca, Canarrossa, Muro, Sineu-Petra, Montuïri, Manacor i Artà). La Ciutat tenia el seu propi districte (Ahwaz al-Madina) qua abastava de manera aproximada els termes actuals de la ciutat, Calvià i Andratx. Els castells jugaven un paper important en l'estratègia defensiva de l'illa (Alaró, Santueri i Pollença).

### L'economia i la societat a Mayurqa

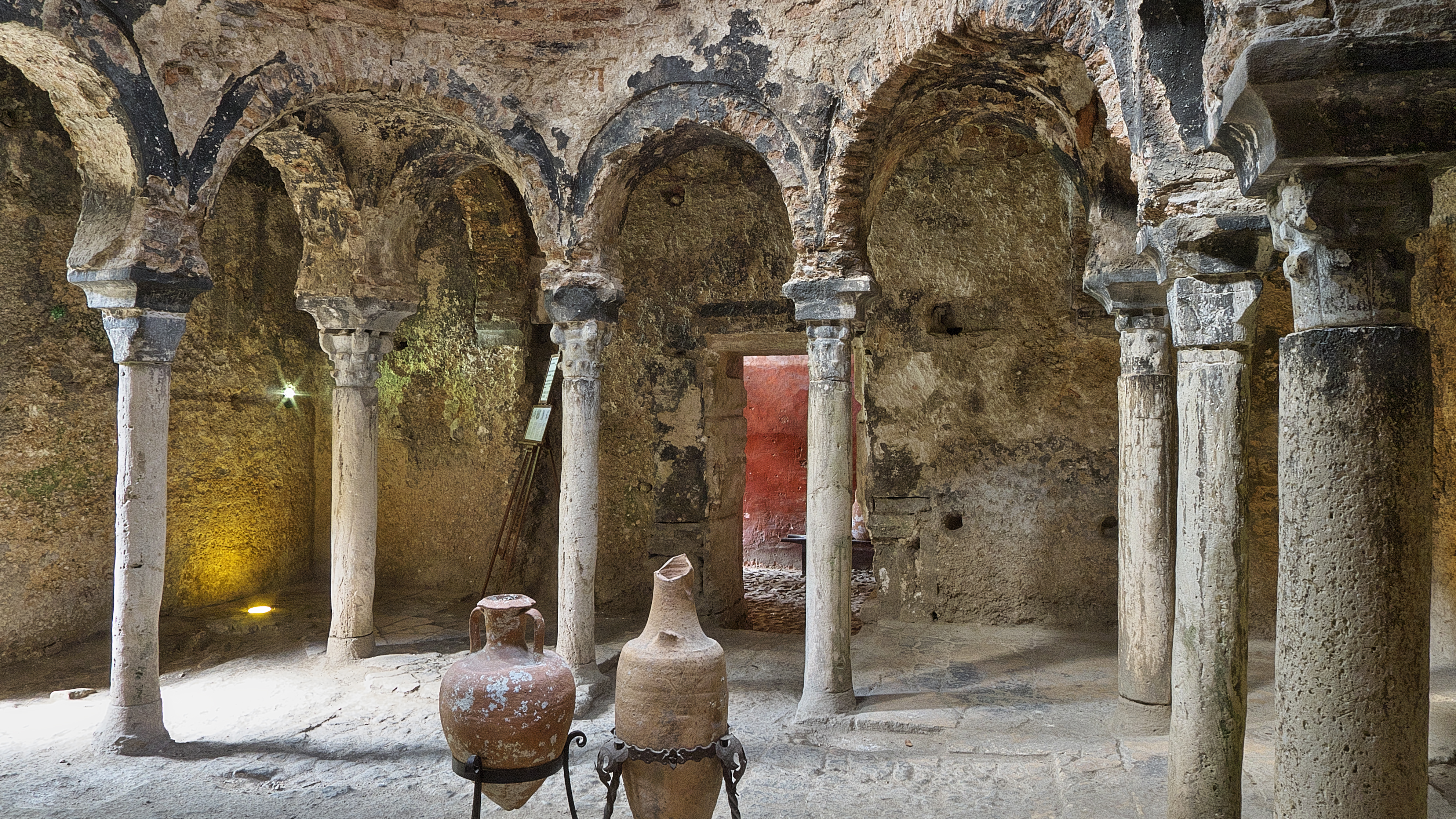
Banys Àrabs de Palma

La gran majoria de la població de les Illes Orientals vivia al camp i es dedicava a l'agricultura i la ramaderia. Es considera que a la pagesia de Mayurqa els regadius tenien molta importància, això voldria dir que l'agricultura andalusina pretenia, sobretot, alimentar la població de l'illa més que no desenvolupar conreus d'exportació. Els conreus del secà devien ser els cereals, llegums i vinyet. Segons al-Zuhri Mallorca no tenia oliverars considerables. Conraven el cotó, el lli i l'arròs. La ramaderia era important, en especial l'equina (cavalls i muls) que tenia una projecció exportadora.
Les manufactures més significatives devien ser les tèxtils i les relacionades amb el treball del cuir. També era important la producció de ceràmica, encara que bona part de la ceràmica utilitzada era d'importació. Aquestes ceràmiques externes mostren unes connexions comercials fluides, no sols amb els territoris musulmans, sinó també amb els regnes cristians del nord. La navegació estava ben desenvolupada, tant la marina mercant com la dedicada al cors i la guerra.
Poc sabem de les formes socials durant la dominació musulmana i no sempre es pot confiar en extrapolacions del que coneixem d'altres societats islàmiques. L'organització tribal i clànica pròpia del món islàmic, amb la seva importància per a definir la tinença de la terra, és possible que prengués formes específiques, com passava a altres zones andalusines. Es pot suposar que els grups urbans que controlaven el comerç i el cors eren els més poderosos a Mayurqa.

## La formació d'un regne cristià
Un cop restablerta la tranquil·litat entre la noblesa aragonesa i passada la minoria d'edat de Jaume I, la Corona d'Aragó estava en condicions d'impulsar l'expansió exterior. Després de la fallida expedició contra Peníscola (1225), consideracions geoestratègiques, polítiques i econòmiques propiciaren una expedició de conquesta cap a Mallorca. L'argument de les activitats piràtiques dels illencs (constant a totes les invasions de les Balears) sembla un pretext que encobreix les veritables raons. A finals de 1228 tengué lloc a Tarragona, tal com ho conta el mateix Jaume I al Llibre dels feits, un banquet oferit pel mercader Pere Martell al rei i als seus magnats. El 20 de desembre s'obriren les Corts de Catalunya a Barcelona, que decretaren una constitució de pau i treva.

### La conquesta de Mallorca

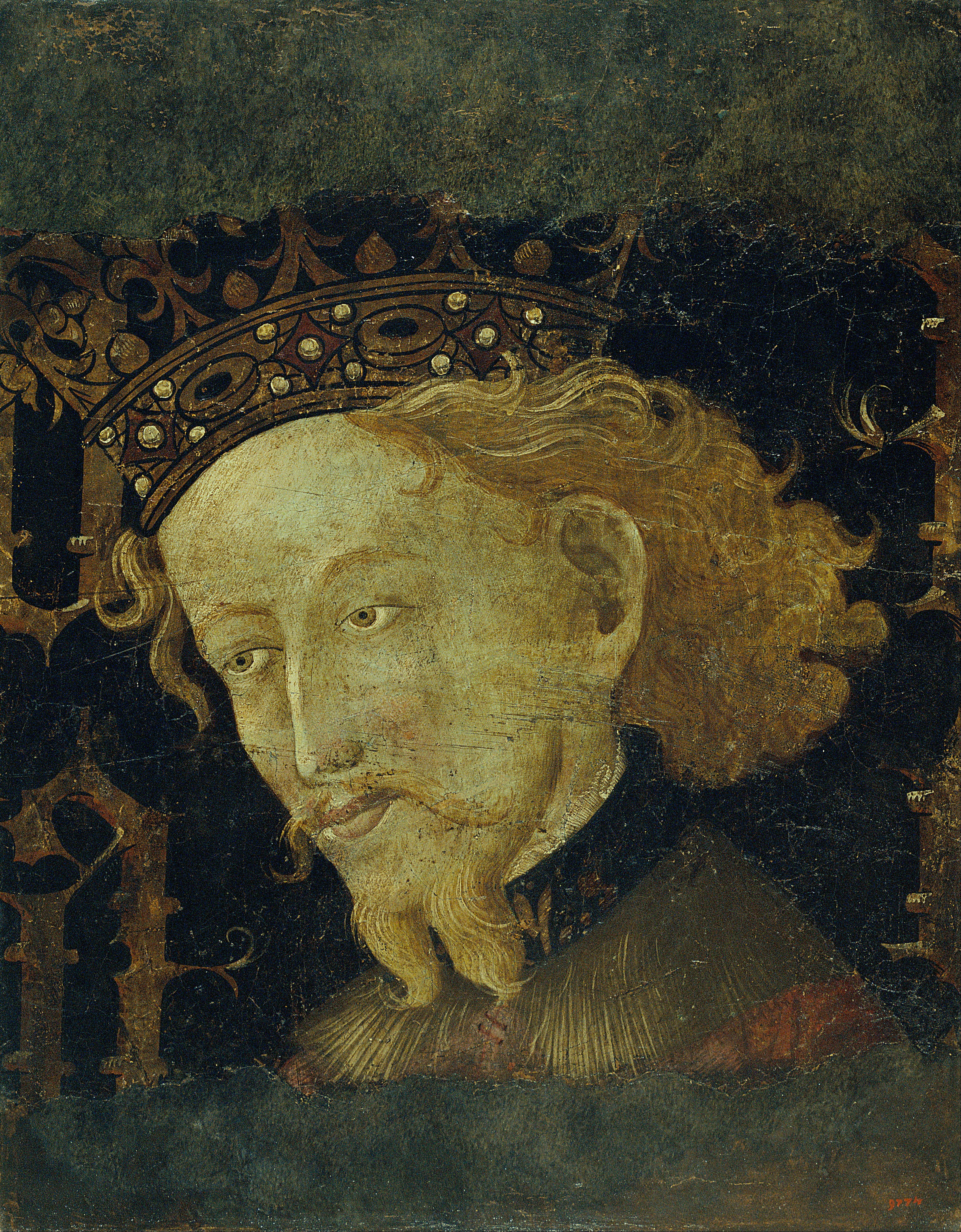
Retrat de Jaume Mateu de Jaume I que es conserva al Museu Nacional d'Art de Catalunya a Barcelona

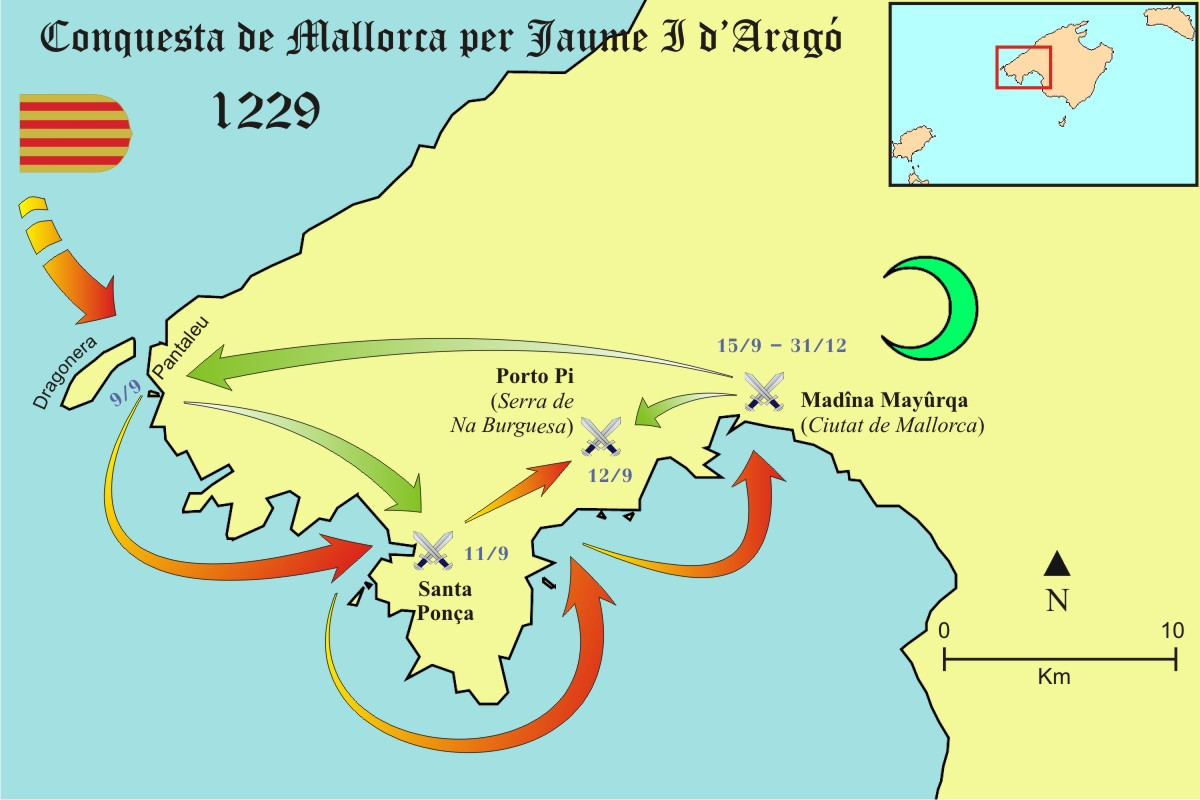
La conquesta de l'illa de Mallorca

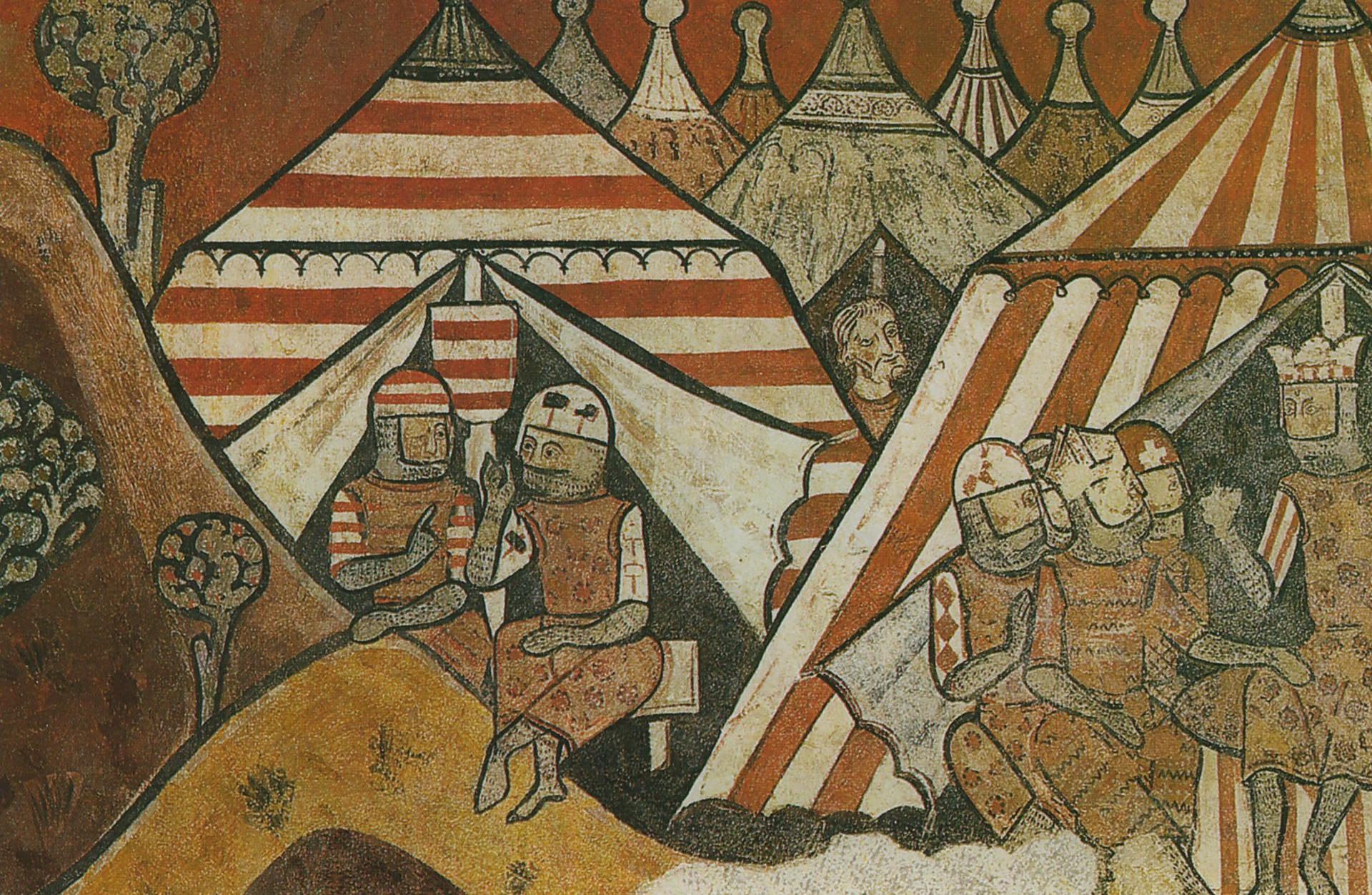
Detall de les pintures murals de la conquesta de Mallorca

El 5 de setembre de 1229 salpava dels ports de Tarragona, Salou i Cambrils una armada integrada per unes 150 naus que transportaven 700 cavallers i entre 10.000 i 20.000 peons. La flota es dirigí cap a l'illa de sa Dragonera. L'exèrcit cristià comptà amb el suport d'alguns notables mallorquins desafectes cap al govern almohade. L'estol desembarcà a Santa Ponça i es travà batalla amb l'exèrcit d'Abu Yahia. A la fregada hi moriren Guillem i Ramon de Montcada.
El setge de Madina Mayurqa començà el 14 de setembre i durà tres mesos. El 31 de desembre de 1229 els cristians venceren la resistència musulmana i ocuparen i saquejaren la ciutat. La resistència dels illencs es concentrà a les muntanyes i als castells. A la serra de Llevant s'hi mantengué una resistència dirigida per Ibn Sayri fins que el mes de març del 1230 el rei dirigí una expedició per a reduir-la. El nucli de resistents a la serra de Tramuntana estava dirigit per Xuaip. Als castells d'Alaró, Pollença i Santueri els musulmans hi aguantaren les escomeses cristianes durant dos anys. El març de 1231, Jaume I hagué de tornar per eliminar els darrers brots de resistència. L'estiu de 1232 es rendiren i foren esclavitzats els darrers reductes.

### Neix el regne de Mallorca
Des del primer moment Mallorca tengué la consideració de regne dins l'estructura confederada de la Corona d'Aragó. El dia 1 de març de 1230 el rei concedí la Carta de Franquesa de Mallorca, autèntica constitució política fonamentada en la tradició dels documents semblants concedits a Tortosa (1149) i Lleida (1150), vigent fins al Decret de Nova Planta en el segle xviii. Aquest document estableix la salvaguarda de la convivència social, la inviolabilitat del domicili privat, l'empara de la llibertat personal, la qualificació de l'adulteri com a delicte privat, la participació de la comunitat a través dels prohoms en l'administració de justícia, la justícia pública i gratuïta administrada pel batle i el veguer, lliure aprofitament dels béns públics (boscos, garrigues, aigües superficials i marítimes), regulació dels mercats, lliure comerç i franquesa de tributs als territoris de la corona, etc. El mateix any 1230 el rei instituí la magistratura de la lloctinència reial, que va recaure en Bernat de Santa Eugènia.

### El Repartiment
D'acord amb els pactes signats entre el rei i els magnats, el rei tenia la sobirania i el senyoriu eminent sobre tot el territori i es va dur a terme un repartiment de l'illa en porcions ad consuetudinem Barchinone, és a dir, d'acord amb els Usatges. La meitat de l'illa, que comprenia els districtes andalusins d'Inca, Pollença, Sineu, Petra, Artà, Montuïri, les Muntanyes i la meitat de l'Albufera, constituí la porció que s'adjudicà el rei. Dins aquesta porció hi foren inclosos, també, Guillem de Montcada, Guillem de Claramunt i Ramon d'Alemany, l'Orde del Temple, el paborde de Tarragona, les milícies de les ciutats i viles, els cavallers de la mainada reial i alguns altres. El repartiment efectuat entre el rei i els membres de la seva porció és conegut a través del Llibre del Repartiment. L'altra meitat de l'illa correspongué als quatre magnats principals i els companys respectius; és a dir: Nunó Sanç (districtes andalusins de Bunyola, Manacor i Valldemossa), el bisbe de Barcelona (la comarca d'Andratx fins a Banyalbufar), el comte d'Empúries (Muro, dos terços de Sóller i l'altra meitat de l'Albufera) i el vescomte de Bearn (l'altre terç de Sóller i Canarrossa).
L'operació prèvia al repartiment consistí en avaluar l'aportació que cada beneficiari havia fet a la conquesta, tant en homes, com en vaixells, cavalls, armes, queviures i altres pertrets. Aqueixa avaluació es va fer mitjançant una unitat de compte i càlcul de valor desconegut, que anomenaren "cavalleria". Per tant, a cada beneficiari li fou reconegut un cert nombre de "cavalleries", proporcionalment a les quals reberen la part corresponent en béns immobles. Pel que fa a les terres, la proporció fou aproximadament de mitja jovada per cada "cavalleria".
La porció repartimental que rebé cadascun dels beneficiaris rebé el nom de baronia, cabdalia, batllia, cavalleria o honor, segons la seva extensió. Tots ells exercien la jurisdicció civil i criminal baixa sobre llurs territoris i habitants, i podien percebre rendes i drets senyorials. Tot i això, les competències jurisdiccionals estaven limitades per la Carta de Franquesa i les competències atribuïdes al veguer.
Els majors beneficiaris del repartiment es comprometeren a mantenir permanentment un o més cavalls armats, computats a raó d'un cavall per cada 130 "cavalleries". S'entén el cavall armat com un genet amb les seves armes i armadura i el seu cavall amb els arnesos, degudament entrenat i en estat de revista permanent Amb el conjunt d'aquests cavallers s'havia de constituir un cos muntat de 103 cavalls armats, sempre disposat i aparellat per a la defensa de l'illa. Inicialment, el monarca havia d'aportar el 44% dels cavalls i la resta dels magnats l'altre 56%. En realitat, però, el monarca mai no arriba a cooperar en el projecte, de manera que la corporació armada mai no arribà a superar els 54-55 cavalls armats. En definitiva, només tretze de les cavalleries, baronies, cabdalies i batllius quedaren sotmesos a la prestació d’un determinat nombre de cavalls armats.
Les terres, tant les dels senyors feudals com les dels que les havien rebut en alou franc (sense contraprestacions feudovassallàtica) foren dividides en unitats d'explotació i cedides a pagesos, sobretot a través de l'establiment, que s'arribà a assimilar a l'emfiteusi.

### La nova societat
La conquesta de Mallorca comportà un veritable canvi de població, costums, llengua, religió i formes socials. La teoria generalment acceptada és que el component humà anterior que es va mantenir va ser mínim (en tot cas no inexistent, ja que hi havia els notables que havien ajudat els cristians, els resistents de Xuaip que havien capitulat a canvi de mantenir la seva llibertat i altres lliberts). Els mossàrabs, entesos com a cristians descendents de la població preislàmica, probablement eren inexistents o molt escassos. Aquests contingents poblacionals s'integraren dins la nova societat, en la qual, segons el Llibre del Repartiment la majoria de repobladors eren catalans (40%) i occitans (25%), però també italians (16%), aragonesos, navarresos, castellans, etc. Però el primer poblament immediat a la conquesta va ser succeït per altres onades immigratòries, en les quals l'aportació humana catalana va esdevenir molt majoritària.

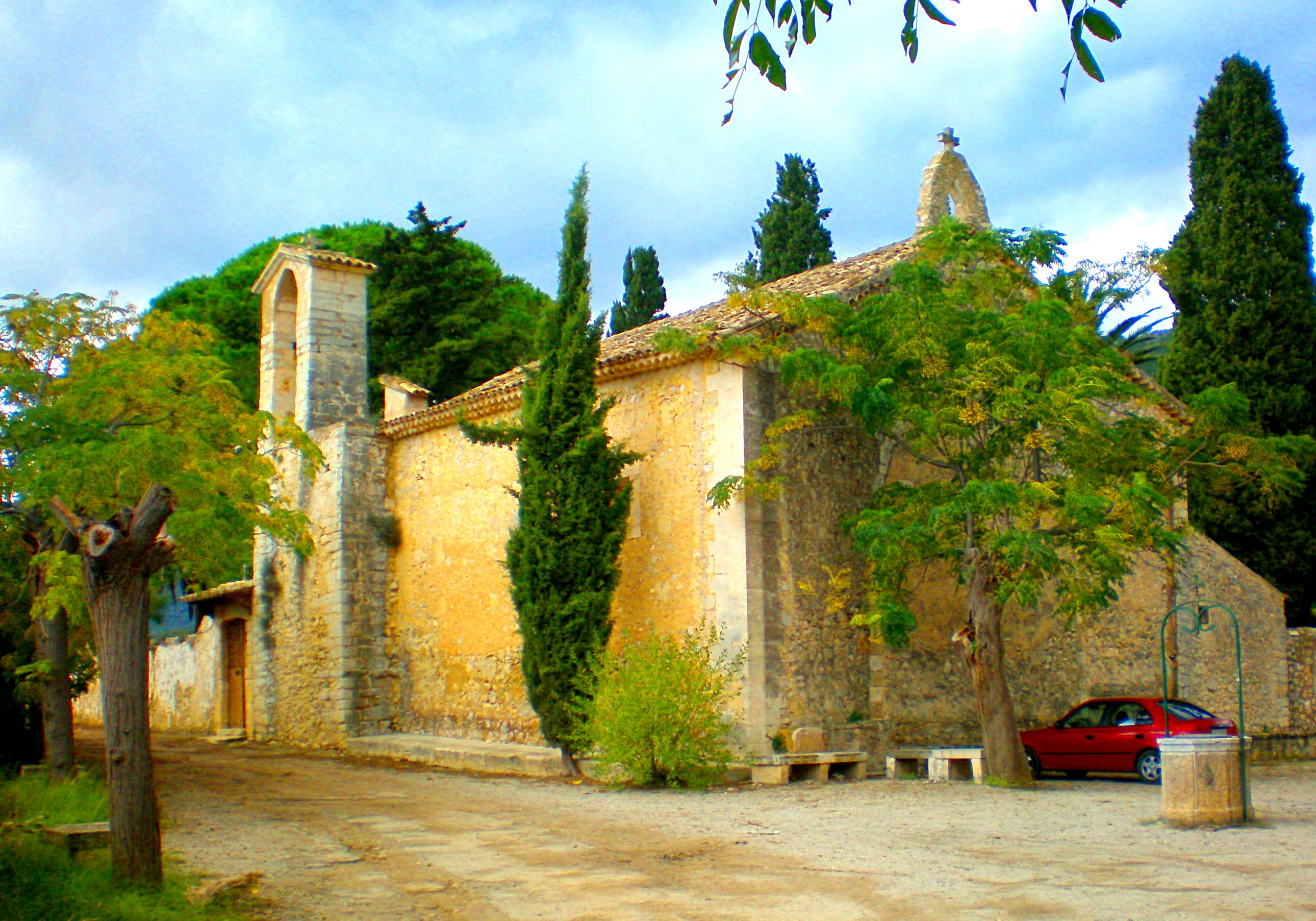
Església de Sant Miquel de Campanet

Ja en el segle xiii es manifesta una tendència a concentrar-se la població en viles (Inca, Llucmajor, Sóller, Manacor, etc.) L'any 1285 hi havia 25 viles consolidades i lligades a les primeres parròquies. Es conserven algunes de les primitives esglesietes rurals (Sant Pere d'Escorca, Sant Miquel de Campanet, Sant Blai de Campos, Església de la Mare de Déu de la Pau de Castellitx a Algaida, etc.
La presència d'una comunitat jueva a Mallorca era molt antiga. Ens manca informació per a saber fins a quin punt la nova comunitat posterior a la conquesta era continuació de l'antiga o estava formada per jueus acabats d'arribar. El juliol de 1231 se'ls reconegué com Universitas judeorum calli Maioricarum, amb garanties personals i certes exempcions tributàries. El rei atorgà a la comunitat jueva un important patrimoni immobiliari. Aquest grup mantengué la seva tradició religiosa i cultural durant segles.

### L'economia del nou regne
L'expansió de la vinya, una nova orientació cap a la producció oliera i l'extensió dels conreus cerealistes va marcar la reconversió agrària de l'illa durant el segle xiii. La insuficiència bladera esdevindria una constant en la història de Mallorca. La ramaderia era important (ovins i bovins) i existí una circulació transhumant entre les terres planes i la serra de Tramuntana, articulada entorn d'una xarxa de camins ramaders, quintanes i pous.
La ciutat de Mallorca acollí nombrosos mercaders forans. S'inicià un comerç molt actiu, en part controlat per mercaders genovesos i pisans. Els intercanvis amb els territoris musulmans (Alger, Bugia, Orà, Tunis, Alcoll) foren intensos. També fou important la ruta de Ponent, cap a Andalusia i l'Atlàntic.

### La successió del rei en Jaume
El 1231 Jaume I cedí en feu vitalici les illes de Mallorca i Menorca a l'infant Pere de Portugal. Jaume I el mateix 1231 regulà la figura del veguer i el 1249 regulà l'organització municipal creant la Universitat. Finalment, pel testament de 1272 Jaume I feia rei d'Aragó, de València i comte de Barcelona el primogènit Pere i atorgava el regne de Mallorca, el senyoriu de Montpeller, els comtats de Cerdanya, Rosselló, Conflent, Vallespir, la vila i castell de Cotlliure i les baronies de Carladès i Omeladès a l'infant Jaume.

## Els reis privatius de Mallorca

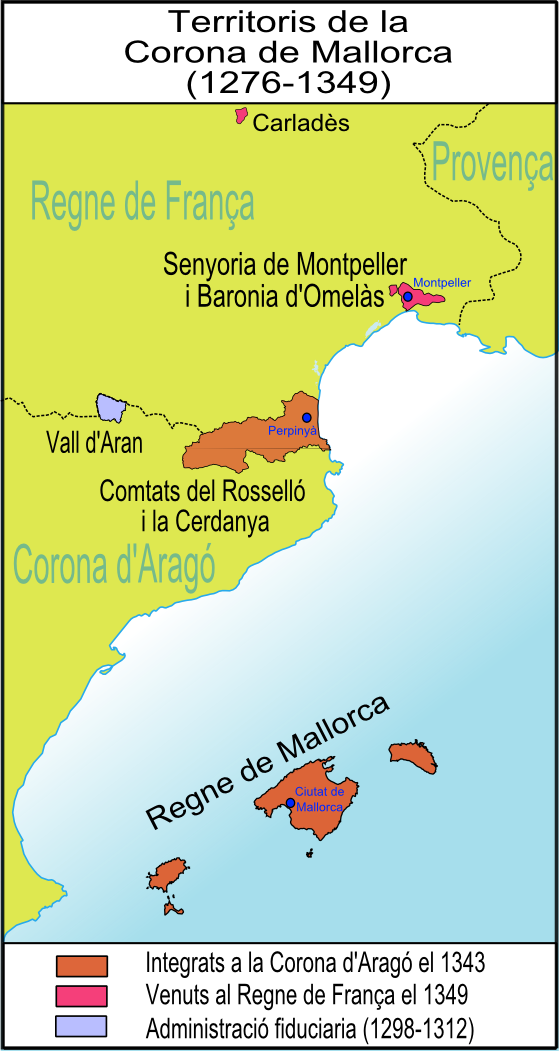
Territoris de la Corona de Mallorca (1276-1349)

### Jaume II de Mallorca

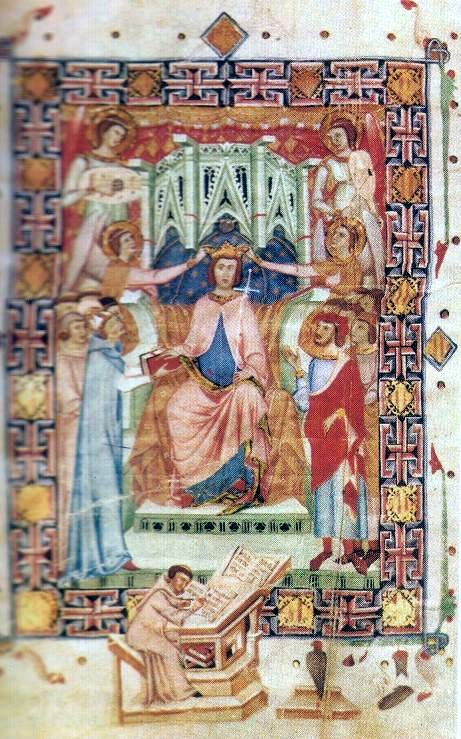
Jurament dels Privilegis de Jaume II de Mallorca davant de Jaume I el Conqueridor

El nou regne destacava per la seva fragmentació i heterogeneïtat territorial. La intenció jaumina de crear una associació de regnes units per llaços fraternals era molt poc viable. Jaume II de Mallorca es trobaria al davant d'un estat coixí entre França i el seu germà Pere. Per això el 1270 Pere el Gran forçà a Perpinyà un conveni de vassallatge amb Jaume II.
L'annexió de Sicília a la Corona d'Aragó (1282) dugué a la guerra amb França, en la qual Jaume II de Mallorca permeté el pas de l'exèrcit francès pels seus dominis. El fill de Pere el Gran, Alfons, dirigí una expedició (1285) que ocupà Mallorca sense dificultats. Una tradició del segle xiv conta la resistència dels defensors del castell d'Alaró (Guillem Cabrit i Guillem Bassa).
Pel tractat d'Anagni (1295) Jaume II d'Aragó, successor d'Alfons el Liberal, es comprometia a retornar el regne de Mallorca al seu oncle Jaume II. De tota manera, pel tractat d'Argelers (1298) es va ratificar el tractat d'infeudació de 1279, mantenint el paper de vassalls dels reis mallorquins. Jaume II inicià una labor de govern activa: millora de la ciutat de Mallorca, ordenació de la part forana, reforma del sistema fiscal, monetari, municipal i del patrimoni reial. L'ordenació de l'espai rural es concretà en un pla de colonització que es reflectí en les Ordinacions de 1300, que pretenien crear viles de 100 veïnats fomentant l'assentament de pagesos.
Jaume II afavorí la penetració del dret romà i encunyà moneda pròpia. Complementà el sistema fiscal amb la imposició indirecta (cises) sobre certs productes de consum. Gestionà amb eficàcia el patrimoni reial, continuant amb les adquisicions de patrimoni dels magnats i assegurant-se l'exercici en exclusiva de l'alta jurisdicció a Mallorca.

### L'art i la cultura

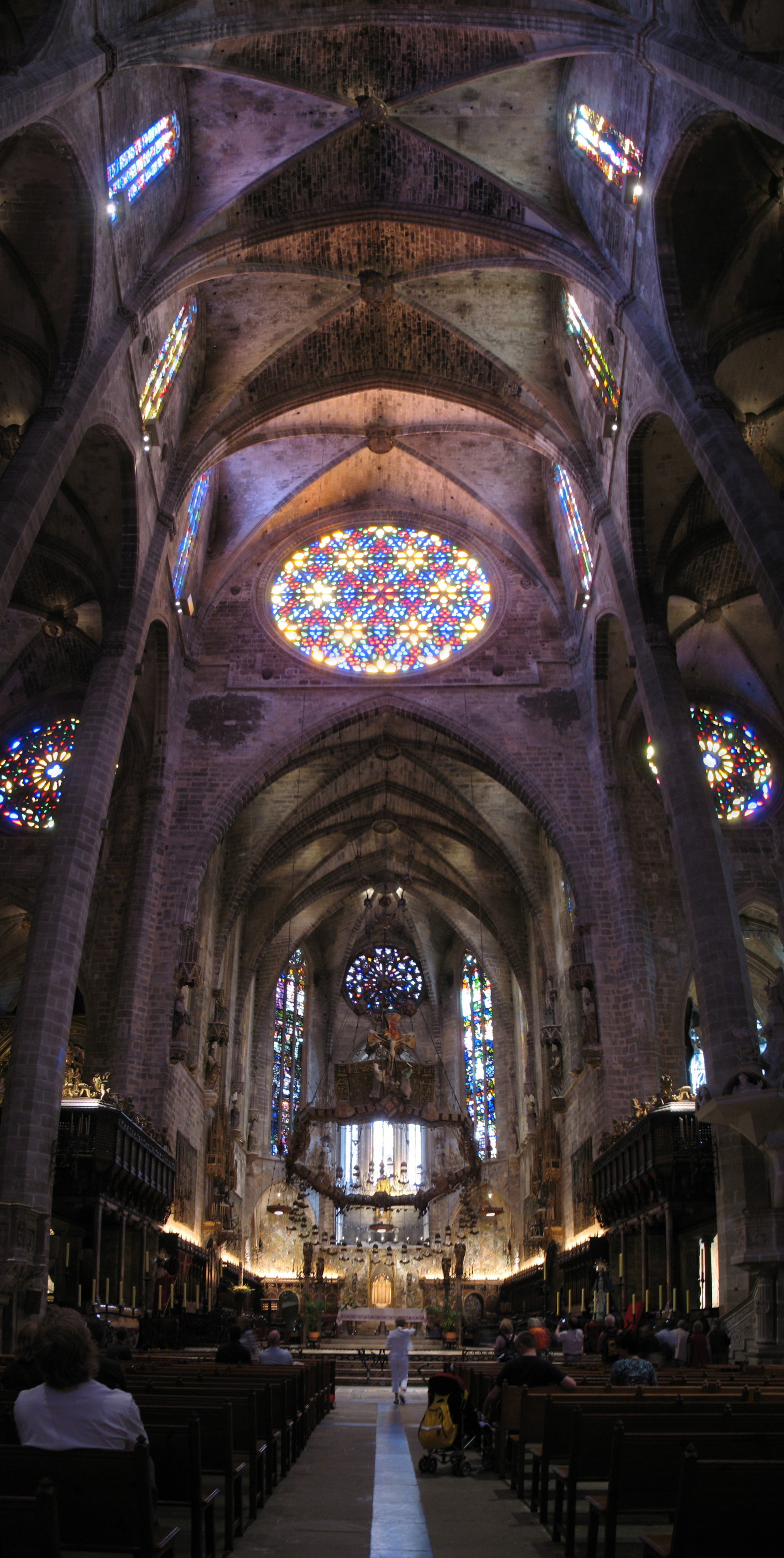
Interior de la Catedral de Mallorca

El regnat de Jaume II es caracteritzà per l'activitat constructiva, tant civil com religiosa. El gòtic mallorquí entrà en una fase d'esplendor (església de Santa Margalida, de Sant Francesc -amb un bell claustre-, el convent de Sant Domingo i la Seu a la ciutat de Mallorca. De finals del xiii i principis del XIV són les esglésies de Santa Eulària, Sant Jaume, Sant Miquel, Sant Nicolau i Santa Creu. Entre les esglésies rurals cal destacar el priorat de Bellpuig a Artà i la capella del castell de Capdepera.
L'arquitectura civil es va centrar en les obres defensives als castells d'Alaró, Santueri i Pollença. Al llarg del XIV s'aixecaren les murades d'Alcúdia. Es millorà el palau de l'Almudaina i s'aixecà el castell de Bellver (1305-1316). Els reis tenien residència a Sineu, Manacor i Valldemossa. Pel que fa a la pintura destaquen els retaules gòtics, encara amb traces del romànic i amb una certa influència francesa (retaule de Sant Bernat de l'antiga capella dels templers). Al llarg del XIV es coneix el ressò dels mestres sienesos (retaule de Santa Quitèria de Joan Loert).

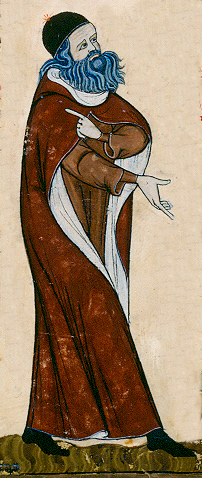
Ramon Llull al manuscrit lul·lià Ars magna generalis ultima de Karlsruhe

En el camp de les lletres i del pensament destaca la figura de Ramon Llull (1232-1316). Va escriure una obra monumental que va de la poesia, a la filosofia, la medicina, l'alquímia i la religió. Escrigué en llatí, àrab, occità i català. Amb ell la llengua catalana es converteix en una llengua literària adequada per a tractar qualsevol tema. L'inquer Berenguer d'Anoia compongué Mirall de trobar, un tractat de retòrica.

### El rei Sanç de Mallorca
A la mort de Jaume II el seu fill segon, Sanç, el succeí. De caràcter pacífic, el seu regnat va intentar mantenir la neutralitat entre França i la Corona d'Aragó, consolidant les reformes iniciades pel seu pare i promovent l'economia del país. Des de la fundació del regne, la Ciutat monopolitzava el poder administratiu i polític de Mallorca. Des de 1249 posseïa els jurats i el seu consell. Amb el temps les viles també foren administrades per jurats i un consell. La consolidació de les viles foranes va fer que s'expressàs la necessitat de la representació política d'aquest territori. Per la Sentència arbitral del 19 de juny de 1315 el rei Sanç establia una càrrega fiscal més equitativa entre Ciutat i part forana i organitzava la despesa pública separant l'exclusiva de la ciutat de la general de l'illa. També instituïa la representació dels forans en el control de la despesa pública a través de deu síndics. D'aquesta manera venia a fundar el Sindicat de Fora, institució que tendria un gran protagonisme durant segles. Dos prohoms de cada parròquia (n'hi havia 31) havien d'assistir a les deliberacions del Consell, constituït en Consell General, quan es debatessin afers d'abast insular. Aquest sistema va funcionar fins que les revoltes de 1391 en determinaren la fallida.

### Població i economia en el primer terç delseglexiv
L'any 1329 la població estimada de Mallorca era de 53.716 habitants (3.277 a Menorca i 2.277 a Eivissa), dels quals uns 22.000 residien a la ciutat de Mallorca. La població jueva mallorquina era d'unes 2.500 persones. Caldria afegir a aquestes xifres la població sotmesa a esclavatge.
La producció agrària, d'acord amb la documentació fiscal, tenia el seu fort amb els cereals (60% de la producció agrària total), seguits del vinyet (20%) i l'olivar (10%). Les hortalisses eren sols el 3%. La ramaderia era poc més del 6%. L'especialització cerealera venia determinada per les necessitats alimentàries de la població i representava un seriós factor de desequilibri degut a la irregularitat de les collites.
La ciutat de Mallorca concentrava en les primeres dècades del segle xiv un dens comerç marítim. La corona s'implicà en el foment de la mercaderia i en la lluita contra el cors. Mort el rei Sanç, l'any 1326 es fundà el Consolat de Mar. Mallorca exportava oli, vi, llegums, fruits secs i draps. Importava blat d'Àfrica, Sardenya i Sicília; draps i teles de França, Flandes, Anglaterra i Itàlia; ferro de Sevilla, etc. Una part de les mercaderies eren redistribuïdes a altres indrets. L'àrea d'influència del comerç mallorquí abastava el nord d'Àfrica, la Mediterrània Oriental i les rutes atlàntiques.

### Jaume III de Mallorca

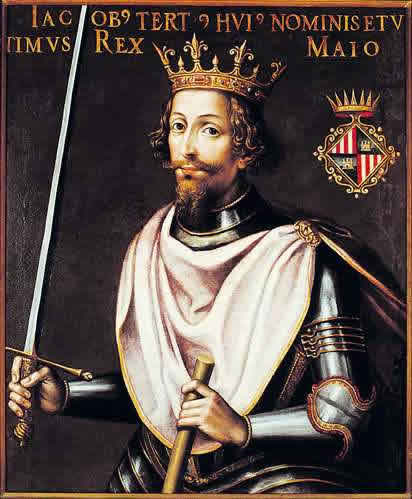
Retrat del que representa idealitzadament a Jaume III de Mallorca.
(Galeria de retrats dels reis de Mallorca de l'Ajuntament de Palma)

El rei Sanç va morir el 1324. El successor havia de ser el seu nebot Jaume, que sols tenia set anys. Ja en aquests moments hi va haver un intent de Jaume II d'Aragó d'annexionar-se els territoris del seu cosí difunt. La intervenció papal ho va aturar. El consell de regència va elegir com a tutor de Jaume III el seu oncle Felip, dominicà. Jaume III agafà el control del regne quan ja s'havia iniciat un procés de recessió econòmica i s'iniciaven convulsions socials, provocades per caresties i fams. Les polítiques de la monarquia es trobaren embolicades en un perillós procés d'endeutament, augmentat pel suport a la Corona d'Aragó en la guerra de conquesta de Sardenya i en la guerra contra Gènova. Per evitar el col·lapse de la hisenda pública es va acudir a l'augment de la pressió fiscal. Mentrestant les relacions amb la Corona d'Aragó empitjoraren un cop desaparegut Alfons el Benigne i ser succeït per Pere el Cerimoniós. Tot i això, Jaume III promulgà les Lleis Palatines (1337).

### Final de la dinastia mallorquina
El 1340 el regne de Mallorca establí relacions amistoses amb Eduard III d'Anglaterra. Davant això Felip VI de França ocupà Montpeller. D'altra banda Pere el Cerimoniós es mogué per annexionar-se les possessions de Jaume III i l'acusà d'encunyar moneda a Perpinyà. El 25 de maig de 1343 un exèrcit del rei Pere el Cerimoniós desembarcà a Peguera i ocupà Mallorca sense gaire resistència. També ocupat el Rosselló, Jaume III es refugià a Montpeller. Un cop venuts els territoris de Montpeller al rei de França, Jaume III preparà un exèrcit per recuperar Mallorca, que hi desembarcà l'11 d'octubre de 1349. El 25 d'octubre s'enfrontaren els dos exèrcits a Llucmajor, essent Jaume III derrotat i mort. El seu fill Jaume, empresonat per Pere el Cerimoniós, pogué fugir i tractà de recuperar el regne, però morí el 1375 a Sòria sense haver-ho aconseguit. Els drets dinàstics passaren a la seva germana Elisabet i en morir aquesta el 1404 s'extingí la casa reial de Mallorca.

## La Baixa Edat Mitjana

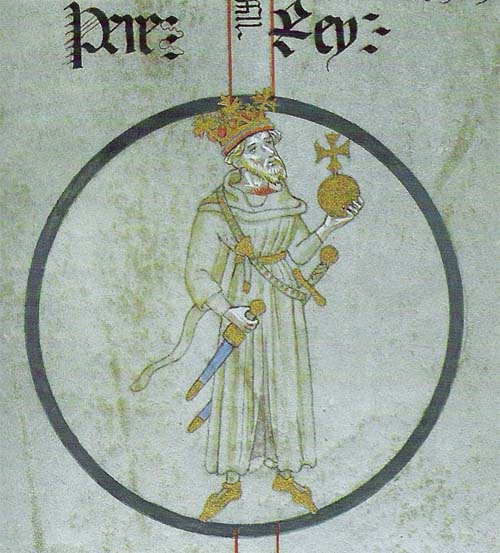
Pere el Cerimoniós al Rotlle genealògic del Monestir de Poblet

La reincorporació a la Corona d'Aragó no va afectar la personalitat política del regne, que es va mantenir, sinó que va representar un canvi de sobirania. Pere el Cerimoniós confirmà tots els privilegis del regne i promogué un conjunt de reformes per anar resolent els conflictes que, en un context de progressiva crisi de l'economia, s'anaven plantejant. Amb la Pragmàtica reial de 1351 el rei Pere intentà obrir el Consell General de Mallorca als nous grups socials emergents i equilibrar la relació de forces. Establí la paritat dels quatre estaments urbans (militars, ciutadans, mercaders i menestrals) en el Consell General i en la comissió permanent -anomenada Consell Secret- pel que fa a nombre de consellers. Donava així pas a la menestralia encara que quedàs en vigor el predomini dels grups dominants. El 1359 el rei, per obtenir suports a les seves empreses bèl·liques, doblà el nombre de consellers dels estaments ciutadans, reafirmant la seva preeminència sobre els forans. El Gran Consell, com es començà a denominar la institució, tenia 250 consellers, dels quals sols 62 eren forans.

### La crisi de la segona meitat delseglexiv

Mapa animat de l'extensió de la pesta bubònica per Europa entre 1346 i 1353

La depressió econòmica es combinà amb l'elevada pressió fiscal i empitjorà les condicions de vida de la gent. Les guerres empitjoraven la situació. L'epidèmia de pesta negra del 1348 que colpejà la població europea també afectà els Balears. A Mallorca la població minvà en unes 10.000 persones i les viles foranes perderen una quarta part de la població. El cicle d'epidèmies fou prolongat: 1361, 1375, 1383, 1388 i 1396. El regne de Mallorca hagué de participar econòmicament en la guerra contra Gènova i contra Castella. Les finances públiques se'n ressentiren i els conflictes afectaren l'estabilitat del comerç marítim. La depressió econòmica tenia un altre caire en la crisi agrària que dugué al retrocés dels conreus i a la caiguda de les rendes de la terra. A Mallorca es detecta un trasllat de gent des de la part forana a la ciutat.

### Les transformacions econòmiques de finals delseglexiv
En el segon terç del segle xiv caigué la producció cerealística i aparegué un fenomen d'empobriment de pagesos propietaris degut a les males anyades, puja dels salaris i augment de la pressió fiscal. Mentrestant el vinyet anava en augment i l'olivar mantenia les posicions guanyades a la serra. La mà d'obra esclava tenia un paper important a les propietats grans. Es va produir un increment del pes de la ramaderia, sobretot al Migjorn i Llevant, amb un augment de les terres dedicades a pastures.

### El comerç i la menestralia
Mallorca era deficitària en la producció bladera i no cobria les necessitats de consum de la població illenca. Les universitats regulaven estrictament la venda de blat, taxant-ne el preu i disposant d'un lloc on s'emmagatzemava i venia a la menuda (botiga de forments o quartera) i es donaven facilitats als mercaders per importar gra. Les necessitats d'importar cereals s'havien de contrapesar amb exportacions de draps i olis. En aquesta època es consolidà un sector artesà o menestral, organitzat en gremis (segle XIII: ferrers i forners; segle xiv: mariners, sastres i costurers, paraires i teixidors de llana, picapedrers, pescadors, fusters, corredors de coll (corredors de comerç), sabaters, argenters, hortolans, carnissers, flassaders, gerrers, traginers i moliners d'aigua). L'artesania tèxtil era la més important i els draps de llana excedents s'exportaven fora de l'illa. Els menestrals entraren amb un jurat a la Universitat del Regne de Mallorca. A mitjan segle xiv, però, el comerç i la producció manufacturera entraren en un declivi progressiu, relacionat amb la conjuntura recessiva a tot Europa, les guerres i la inseguretat marítima i la creixent competència comercial a la Mediterrània.

### La crisi de les institucions
Les finances del regne es trobaren davant una situació limit. Els recursos generats per la fiscalitat gairebé no bastaven per pagar els interessos del deute públic. La Pragmàtica de 1372 intentà fer front a la situació, però la dècada dels setanta va ser dramàtica per la successió d'epidèmies i males anyades, fent impossible l'equilibri financer. El rei intentà reformar les institucions: el 1373 es modificà la composició del Gran i General Consell (100 consellers de la Ciutat -25 per cada estament- i 39 de les viles) i s'establí el sistema d'elecció reial dels consellers. El 1382, a la Pragmàtica de Tortosa, el nombre de consellers es limità a 100 (64 de la Ciutat a títol vitalici i per designació reial i 26 forans nomenats pel governador). El nombre de jurats del Regne es mantengué en 6.

### La cultura a finals delseglexiv

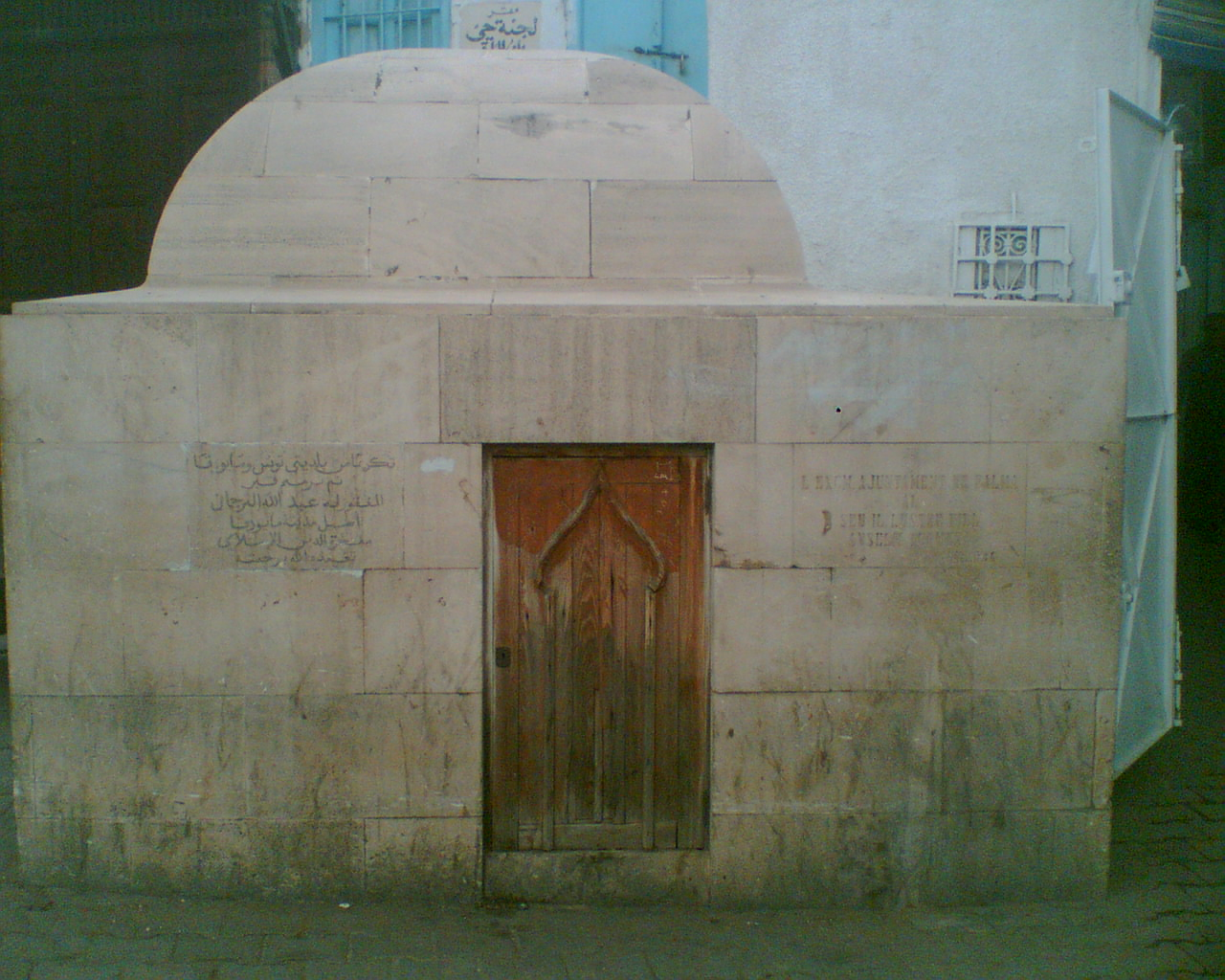
Tomba d'Anselm Turmeda a Tunis

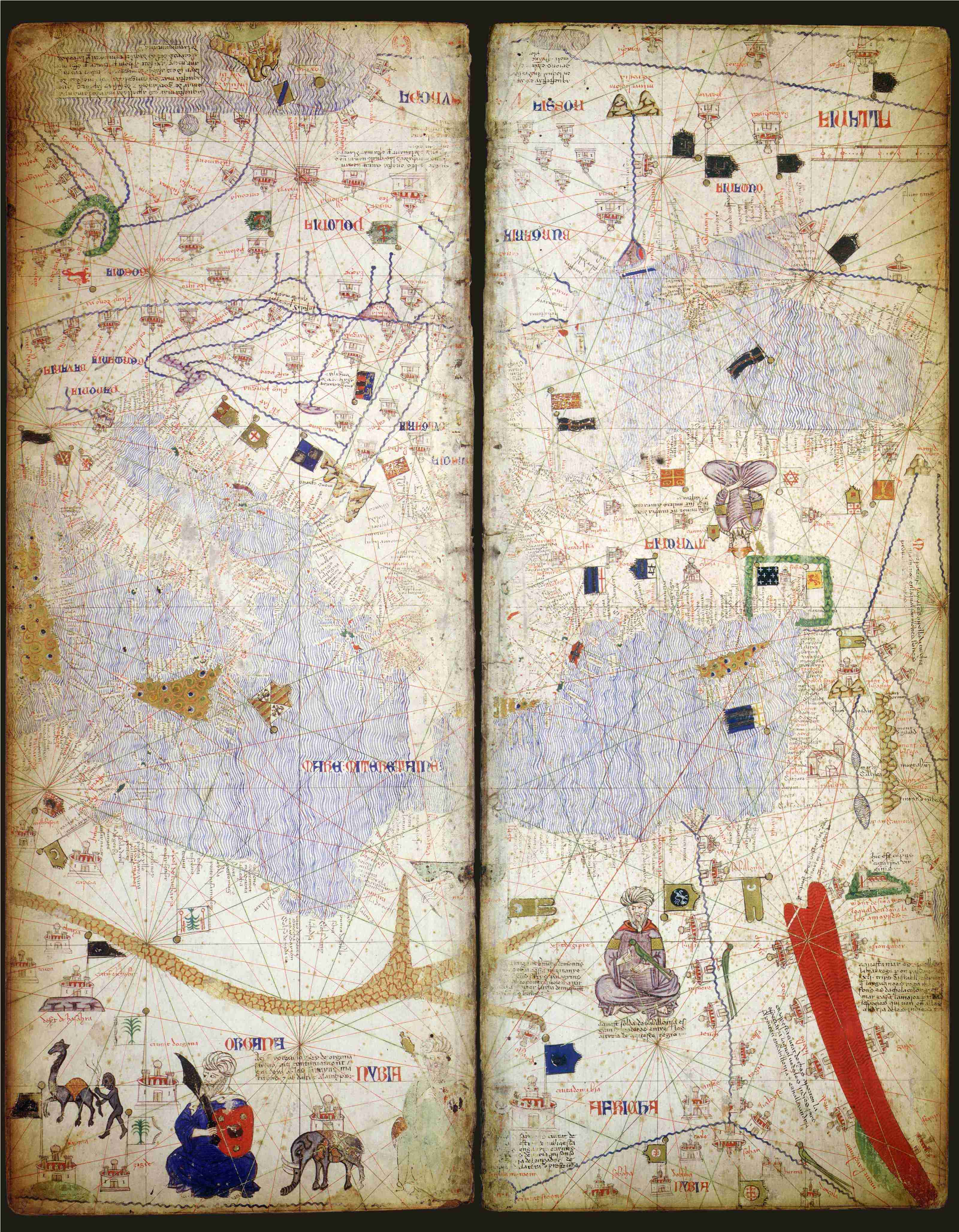
Quart full de l'Atles català

En el camp de la pintura cal destacar Joan Massana i el seu retaule de Santa Maria del Camí, Joan Daurer autor del retaule de Santa Maria la Major d'Inca, Ferrer Bassa i Ramon Destorrents autors del retaule de Santa Anna a l'Almudaina i el mestre del retaule de l'església de Santa Margalida de Ciutat. A finals del XIV arribà la influència valenciana amb Francesc Comes. D'aquesta època destaca el grup escultòric del portal del Mirador, en el qual hi treballà Pere Morey
La personalitat d'Anselm Turmeda, convers a l'islam, ens donà el Llibre de bons amonestaments (1397), Cobles de la divisió del regne de Mallorques (1398), la Disputa de l'ase (1417) i el Tuhfat al-arab (1420). Guillem de Torrella escrigué La Faula i Joan de Pacs la Doctrina Moral.
L'escola cartogràfica de Mallorca elabora portolans i cartes de navegació remarcables. Destaca la taller dels Cresques família Cresques (Cresques Abraham i Jafudà Cresques), autors de l'Atles català. Altres cartògrafs foren Angelí Dulcert i Guillem Soler. Més envant treballaren Samuel Corcós i Gabriel de Vallseca.

### La revolta de 1391
Les reformes institucionals continuaren, a la recerca d'un equilibri entre les parts. Les reformes de Joan I pretengueren fer algunes concessions als forans. L'any 1392 el Consell General estava integrat per 6 jurats, 79 consellers i 10 síndics ciutadans i 30 consellers forans. També es van consolidant les viles i el sindicat forà. Però l'any 1391 les tensions acumulades esclataren. El mes d'agost foren assaltats els calls jueus de Mallorca i Menorca per forans i menestrals. Però més enllà d'un brot d'antisemitisme hi hagué un moviment en el qual el poble menut es revoltà contra els grups urbans privilegiats. El virrei Hug d'Anglesola redactà una nova reglamentació del Gran i General Consell basada en un sistema mixt d'insaculació i elecció. Però aquestes mesures no aturaren la desfeta financera del Gran i General Consell. Finalment les finances de la Universitat del Regne de Mallorca feren fallida, per això l'any 1405 se signà el Contracte Sant amb els creditors, que establia la consignació de la totalitat dels ingressos a pagar els interessos i l'amortització dels deutes.

### Els trastàmares

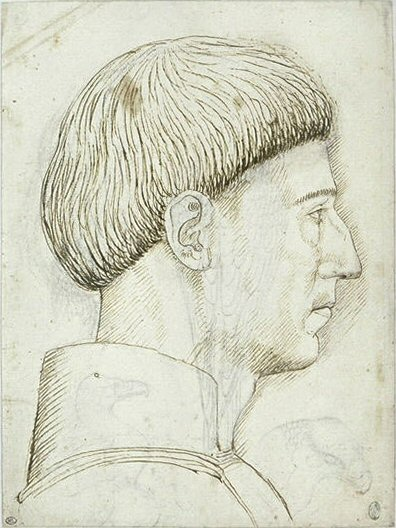
Alfons el Magnànim, dibuixat per l'artista del renaixement Pisanello, el qual des del 1448 visqué els últims anys de la seva vida a la cort d'Alfons a Nàpols.

A la mort del rei Martí I, en el Compromís de Casp (1412) s'entronitzà a la Corona d'Aragó la dinastia castellana dels Tràstamara. En l'acord, fet per nou compromissaris, el regne de Mallorca en fou exclòs. La nova dinastia continuà la política d'expansió mediterrània. Alfons el Magnànim incorporà Nàpols i intervingué a l'Orient mediterrani.
La crisi demogràfica no s'aturava. En el segle xv hi hagué epidèmies molt fortes com la de 1440. Les viles perderen població fins a partir de 1459. El comerç patí també una forta crisi a mitjan segle i els teixits de llana mallorquins perderen quota de mercat, tot i mantenir-se una activitat notable de producció i comerç de draps. L'agricultura seguia mantenint una faceta ramadera important, amb producció de llana i formatge. La pressió fiscal era creixent i provocà revoltes com la de Llucmajor entre els anys 1436-1439, contra els recaptadors dels delmes de Pere Abrí Descatlar. La resistència camperola feia impossible l'establiment de grans dominis jurisdiccionals.

### El règim de sac i sort i les lluites de bàndols
Les bandositats eren font constant de conflictes en la lluita per controlar el poder i afavorir els interessos particulars. El Magnànim va promoure una reforma més de les institucions instaurant el règim de sac i sort o d'insaculació. Les faccions catalanes de la Biga (aristocràtica) i la Busca (popular) tenien la seva versió a Mallorca amb el partit aragonès (aristocràcia) i el mallorquí (mercaders, menestrals i forans). L'hegemonia de la facció mallorquina es mantingué fins al 1426. L'any 1425 la Universitat suspengué els pagaments als creditors catalans. El 1431 se signà la Concòrdia de Barcelona entre creditors i Universitat.
El sistema d'insaculació consistia a preparar tants de sacs com estaments hi hagués, posant-hi rodolins de cera amb els noms de les persones habilitades per exercir els càrrecs. El dia de l'elecció un infant anava traient els rodolins. A la ciutat de Mallorca s'imposà el 1447 i perdurà fins a la Guerra de Successió Espanyola.
A partir de 1430 els bàndols es polaritzaren a Ciutat entre les faccions aristocràtiques del Call i de l'Almudaina, d'acord amb el lloc de residència dels seus caps.

### La rebel·lió pagesa
La revolta s'inicià a Mallorca el 1450. Les causes venien de lluny. Els pagesos s'enfrontaren a la discriminació a favor de les elits urbanes (mercaders, ciutadans i cavallers). La revolta la dirigiren els propietaris pagesos, amb el suport de molts dels menestrals, en contra de les classes rendistes de la Ciutat. Els pagesos se sublevaren contra els creditors de Ciutat, els beneficiaris dels drets senyorials i els propietaris absentistes que no contribuïen als imposts del tall a les viles. També hi havia, en el rerefons, la lluita dels pagesos per conservar el domini útil de la terra davant la pressió de la noblesa i classes benestants ciutadanes.
L'espira que encengué el foc fou l'inici de la capbrevació dels béns reials el 1450. Els primers avalots es produïren a Sóller, Manacor i Petra. Els pagesos liderats per Simó Tort Ballester es concentraren a Inca i iniciaren una marxa sobre Ciutat, establint un setge que durà una setmana. Reivindicaven l'abolició dels censals i els imposts indirectes, la distribució equitativa de la fiscalitat, fiscalitzar els comptes de la Universal Consignació i augmentar la representació forana en el Gran i General Consell. La mediació del bisbe d'Urgell aconseguí establir un compromís. Però quan el governador Berenguer d'Oms va fer executar dos forans i el rei imposà una multa anual de 2.000 lliures, es va produir un segon setge de Ciutat l'abril de 1451. El lloctinent Jaume Cadell fou derrotat pels revoltats prop de Muro. Es produí un tercer setge de la Ciutat. Finalment els pagesos foren derrotats a prop d'Inca a finals d'agost de 1451 per un exèrcit de mercenaris sota el comandament de Francesc d'Erill. La repressió subsegüent i les sancions econòmiques a les viles foranes tengueren conseqüències molt negatives.

## La transició a la modernitat

### Mallorca dins la monarquia dels reis Catòlics
L'enfrontament entre Joan II d'Aragó i el seu fill Carles de Viana, en morir el príncep, dugué a la guerra oberta entre el rei i Catalunya (Guerra civil catalana). La projecció d'aquesta guerra arribà a Mallorca, que es decantà per la lleialtat al rei. L'illa de Menorca, pel seu costat, es pronuncià a favor de la Generalitat de Catalunya. Aquesta llarga lluita costà a la Universitat 162.000 lliures contribuint a agreujar l'endèmic problema de deute públic.
El matrimoni entre Ferran d'Aragó i Isabel de Castella establí la unió dinàstica d'uns regnes molt diferents pel que fa a llengua, societat, economia i institucions, que es mantengueren en les seves especificitats, així com es mantingué la política d'expansió mediterrània de la corona (guerres a Nàpols el 1504, conquesta de Melilla el 1497, d'Orà el 1509 i de Bugia el 1510).
La situació interior del regne continuà marcada pels problemes estructurals: dèficit de l'abastiment de cereals, fallida de la hisenda, crisi demogràfica i lluites internes. Ferran el Catòlic es proposà dur a terme un pla de redreç als seus estats patrimonials, tot i que els seus resultats a Mallorca foren escassos. La sentència de 1481 resultà, però, negativa per a la Universitat de Mallorca i els creditors catalans aconseguiren la reposició de la Concòrdia de 1431 i el pagament de pensions endarrerides.

### La societat mallorquina i la política de redreç de Ferran el Catòlic

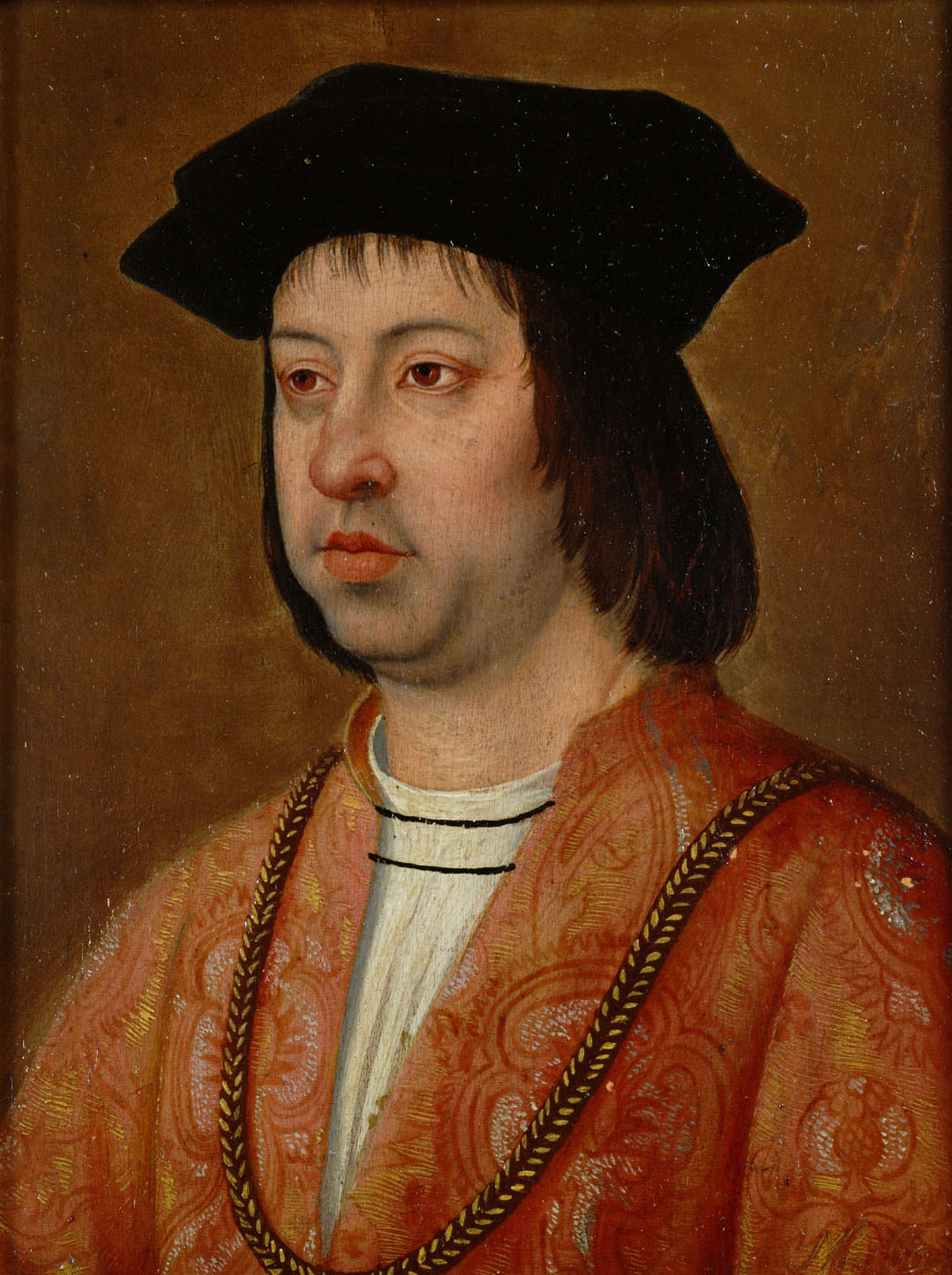
Ferran el Catòlic en un quadre de Michel Sittow

Per tal d'instrumentar la seva política de redreç Ferran el Catòlic va nomenar governador Joan Aimeric (1493). Aimeric topà amb l'oligarquia ciutadana, hostil a tota reforma, i no aconseguí l'èxit en la seva empresa reformadora. El desequilibri financer va seguir actuant a favor de l'increment de la pressió fiscal, així i tot, la situació econòmica millorà en la mesura que reprengué l'activitat comercial a l'àrea mediterrània a finals del segle xv.
La recuperació demogràfica topà amb un seguit d'epidèmies (1475, 1481 i la virulenta pesta d'en Boga del 1493. Les contínues pestes obligaren a constituir la institució de la Morberia. Mallorca en encetar-se el segle xvi tenia uns 46.000 habitants i els primers anys del segle foren favorables i el 1517 es fregaven els 60.000 habitants, amb un major creixement a les viles que no a la ciutat.
L'agricultura seguia molt centrada en la producció de cereals (blat i ordi). Tan sols a la muntanya les oliveres ocupaven un lloc important i el mateix passava amb la vinya a certes viles. El problema de la carestia cerealera seguia sent greu en els anys dolents (1495, 1502, 1507...). la manufactura seguia essent important a Ciutat amb un predomini clar de la producció tèxtil. El comerç tenia una certa represa, malgrat el corsarisme barbaresc. Els draps (en genera de baixa qualitat) suposaven la meitat de les vendes mallorquines a l'exterior.

### La persistència de la conflictivitat social
La repressió de la Revolta Forana no havia solucionat els problemes, sinó que els havia agreujat. Entre 1477 i 1511 s'accentua el procés de despossessió pagesa de la terra en benefici de la noblesa. Les lluites de bàndols seguien actives: en temps del governador Escrivà de Romaní tengué lloc un fort enfrontament entre els clans dels Armadans i els Espanyol. El lloctinent reial Joan Aimeric tampoc pogué acabar amb aquestes lluites.
Els jueus, convertits al cristianisme des de l'any 1435, persistien com a comunitat a pesar de la segregació. El 1426 la reina Maria suprimia el call i la sinagoga de Ciutat. Els conversos constituïen una comunitat endogàmica localitzada a la barriada de Santa Eulàlia de Ciutat i un poc a les parròquies de Santa Creu, Sant Nicolau i algunes viles. La implantació de la Inquisició espanyola el 1488 seria un fet fonamental per mantenir l'hostilitat cap als conversos i per a perseguir els judaïtzants.

### L'humanisme mallorquí
L'humanisme, nascut a Itàlia en els segles xiv i xv, deixà sentir la seva influència a les Balears, però sense acabar de rompre la tradició medieval. La influència de la cort d'Alfons el Magnànim a Nàpols es va fer notar, així com la dels mallorquins que havien estudiat lleis i medicina a ciutats italianes. La impremta arribà a Mallorca l'any 1485, just 17 anys després de la mort de Gutenberg, a través del lul·lista Bartomeu Caldentei i de mestre Nicolau Calafat. El lul·lisme va tenir un paper notable i destacà el lul·lista Arnau Descós. L'inquisidor Guillem Caselles fou capdavanter de l'antilul·lisme. L'Estudi General de Mallorca fou autoritzat per Ferran el Catòlic el 1483 i amb això es regulava l'ensenyament superior a l'illa.
En la literatura i la ciència s'ha d'esmentar Francesc Prats, que combinà l'humanisme i la devotio moderna; Ferran Valentí que escrigué diverses obres llatines i literàries com el Discurs a Ferrant, Cartes, Oda sàfica i El Parlament on es pronunciava a favor de l'absolutisme reial;la Doctrina moral escrita probablement per Joan o LLuís de Pacs (1440) i Jaume d'Olesa i Sanglada que fou poeta i lul·lista, autor de Liber de lege christiana (1515), Comentaria super arte Raymundi Lullii (1518) i Contra errores Martini Lutheri (1521).

### L'art

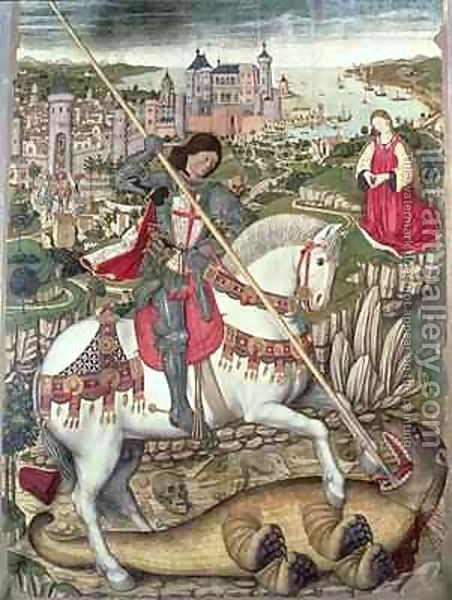
Sant Jordi de Pere Niçard

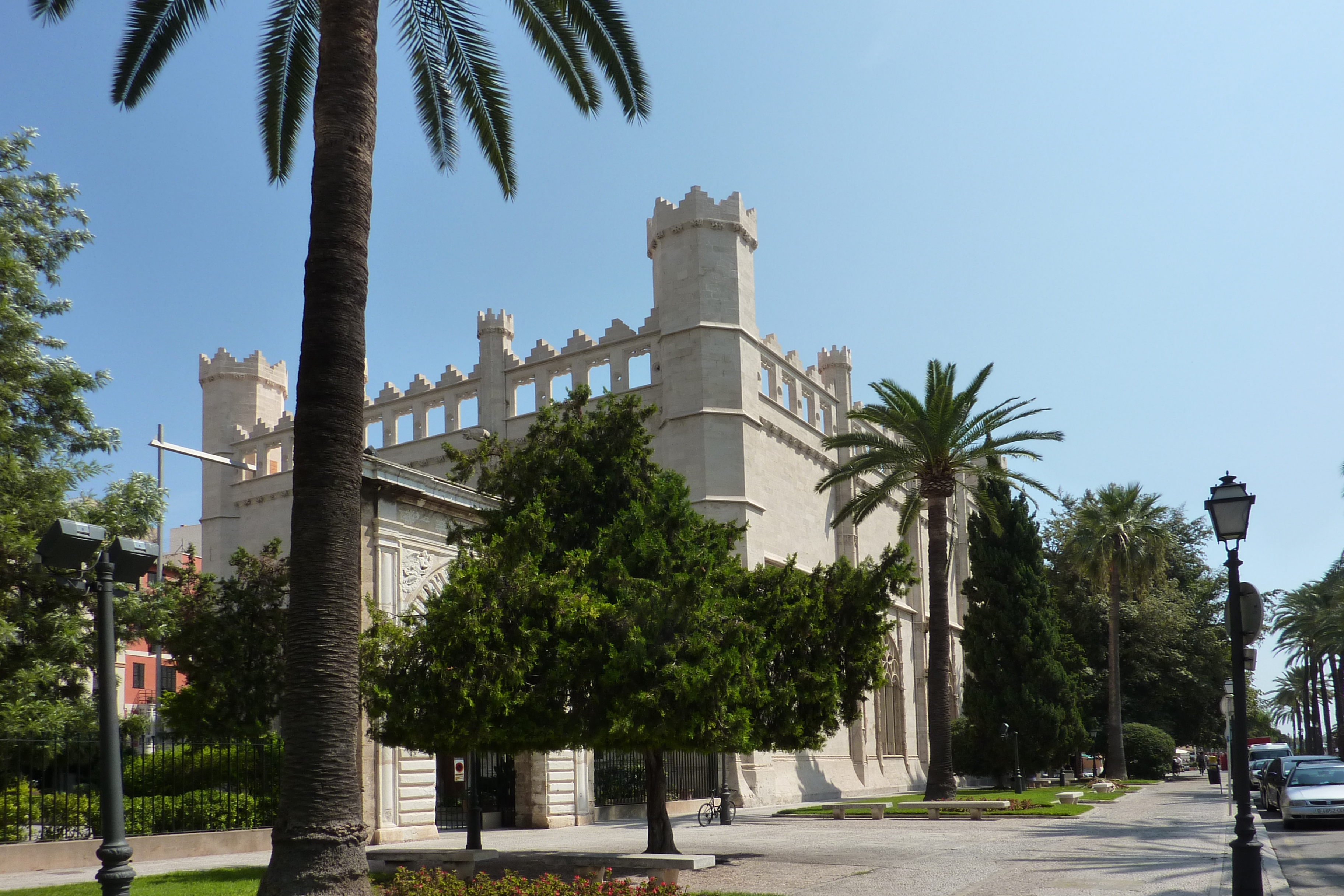
Llotja de Palma

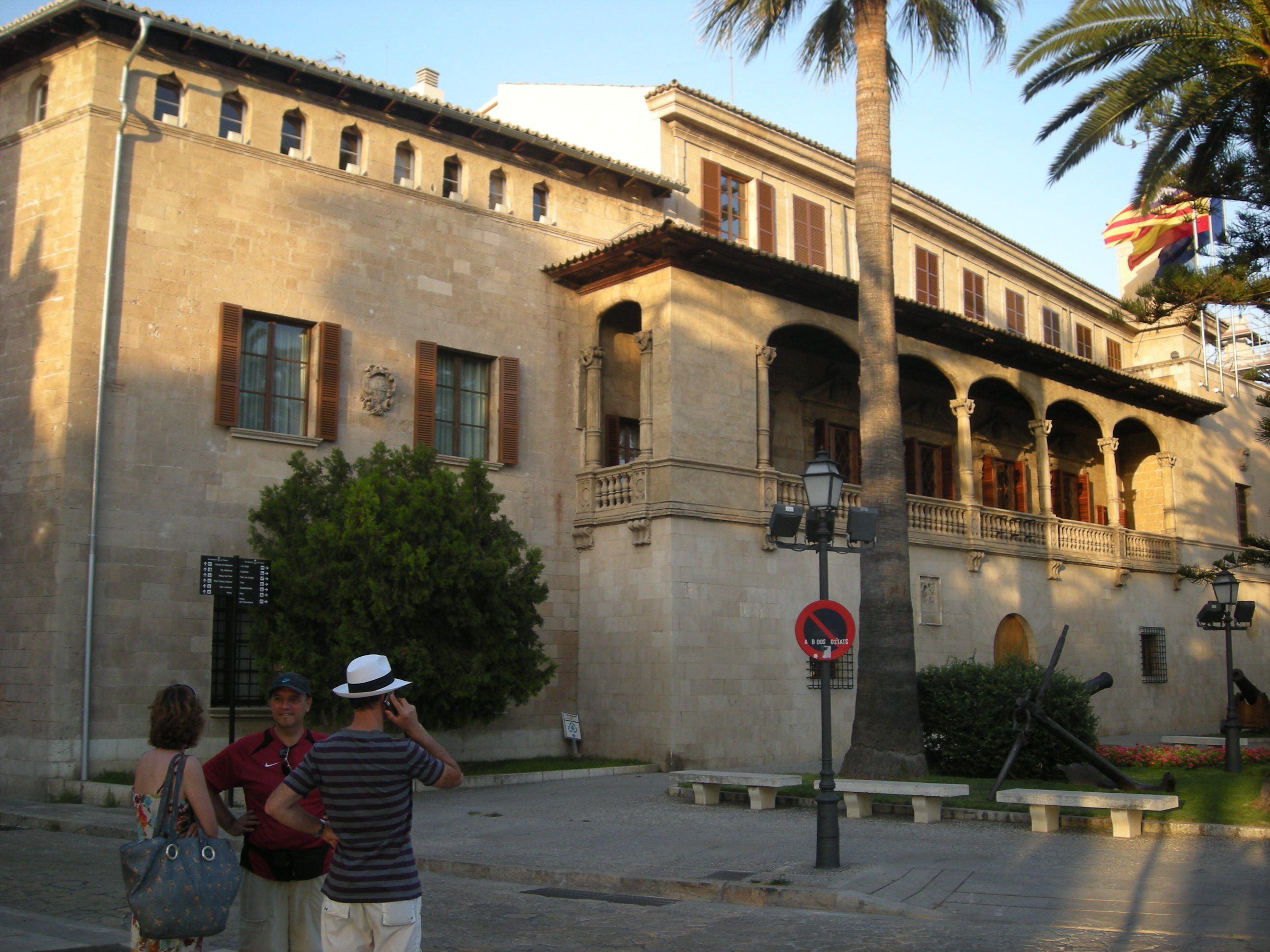
Consolat de Mar

Els primers exemples d'arquitectura renaixentista són molt tardans (finals del XVI) L'edifici més representatiu del segle xv és la Llotja de Ciutat, obra de Guillem Sagrera, en estil gòtic tardà o flamíger. Sagrera treballà a la Seu, a l'església de Sant Joan de Perpinyà i al Castel Nuovo de Nàpols.
La decoració adoptà el gust del plateresc i el manierisme, a través d'artistes com Joan Sales. Els exemples de l'arquitectura protorenixentista es troben a Can Olesa, a Can Catlar (1554) i al Consolat de Mar, de la segona meitat del XVI.
En pintura predomina el gòtic internacional, amb influències italianes. Gabriel Mòger és l'autor del retaule de Nostra Senyora de la Llet a Campos i el seu germà Rafel pintà el retaule de Santa Praxedis a l'Almudaina. Pere Niçard pintà el retaule de Sant Jordi i Alonso de Sedano treballà en la capella del cavaller Salvador Sureda. Pere Terrencs fou un altre pintor notable.

### Les Germanies
,Les Germanies no són un moviment d'exasperació popular degut a les fams o altres privacions, són un moviment social d'ample abast i amb voluntat transformadora, sorgit del creixent pes dels pagesos i menestrals en la societat mallorquina i la dificultat d'encaixar en un sistema institucional i financer molt desfavorable als interessos populars. La Pragmàtica de Granada de 1499 volia reconduir el problema del deute públic, Els forans reclamaven una reforma del sistema contributiu i volien que la contribució es fes d'acord amb l'estimació dels béns.
El 1520 esclata el moviment dels comuneros castellans i a València els menestrals controlaren la ciutat el 1519. Hi hagué ressò del moviment de València a Múrcia, Lleida, Girona i Barcelona. A Mallorca el virrei Miguel de Gurrea coneixia la preparació del moviment i volgué aturar-lo empresonant 6 menestrals, que hagueren de ser alliberats per la pressió popular. Els menestral designaren Joan Crespí com a cap de la revolta, que rebé el títol d'instador del poble i del bé comú. L'objectiu era eliminar el deute públic, seguint els paràmetres de la revolta dels pagesos de 70 anys abans. Crespí s'enrevoltà d'un consell de dotze persones, formant la Tretzena. Les viles foranes s'adheriren al moviment i Gurrea fou destituït el 1521. Gurrea es va fer fort a Eivissa. Els agermanats iniciaren una política dirigida a quitar els censals (Santa Quitació). Sols la vila d'Alcúdia i els castells de Bellver i de Santueri restaren fora del control de la Germania.

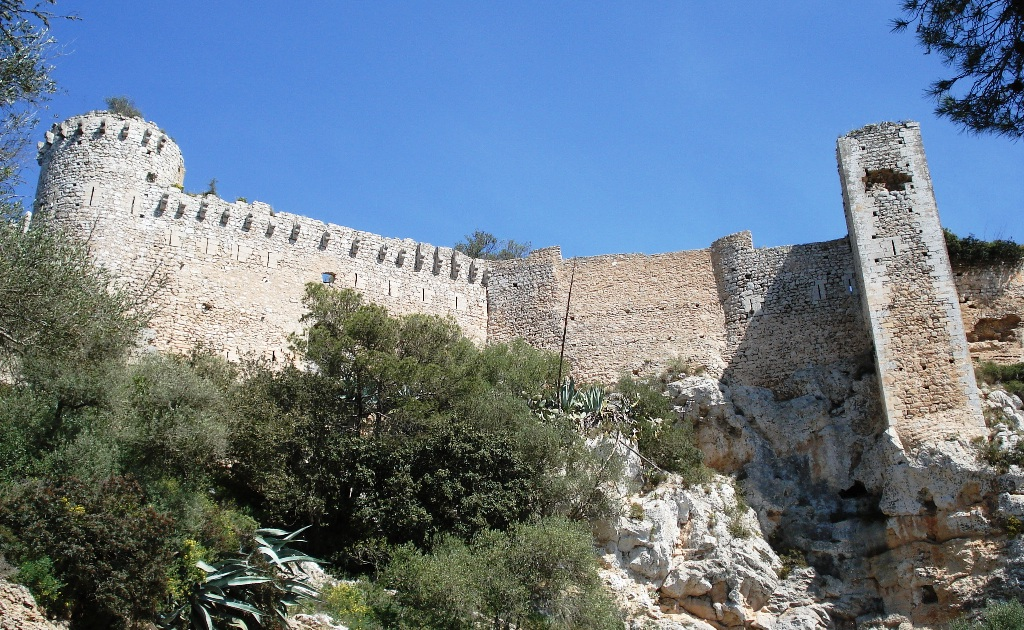
El Castell de Santueri va ser un refugi de mascarats i adversaris de la Germania, que va romandre inexpugnable fins a l'arribada de l'estol reial

Tot i que la Germania havia cercat el suport reial, Carles I, des de Worms, reprovà el moviment i això, a més de la radicalització progressiva dels agermanats, determinà una creixent pèrdua de suports entre els sectors més moderats de la societat. Els desafectes eren coneguts com a mascarats. El castell de Bellver fou assaltat i els seus ocupants assassinats (29 de juliol de 1521). Joan Crespí es veié desbordat i el poder passà al sector més radicalitzat, liderat per Joanot Colom, que va fer tancar Crespí a la torre de l'Àngel de l'Almudaina, on morí presumiblement assassinat. Colom rebé el títol d'instador del poble, amb Jordi Moranta i Pau Casesnoves.
L'octubre de 1522 un estol comandat per Joan de Velasco amb un exèrcit de més de 2.000 homes desembarcà a Eivissa. Poc després desembarcà a Alcúdia i ocupà Pollença, fet que provocà una matança d'unes 400 persones en incendiar l'església. L'exèrcit de Colom fou derrotat per complet a Muro, en la batalla de Son Fornari i després, el 21 de novembre de 1522 al Rafal Garcés (Inca). L'avanç de les tropes anava seguit d'una extremada repressió. La ciutat de Mallorca es rendí a les tropes imperials el 8 de març de 1523. La repressió de la Germania fou molt més implacable que la de la Revolta Forana. Hi hagué multitud d'execucions i les sancions econòmiques ascendiren a més de 800.000 lliures. Joanot Colom fou executat el 3 de juny de 1523 i el seu cap col·locat dins una gàbia a la Porta Pintada de Ciutat. Molts de cavallers aprofitaren la derrota del moviment popular per reinstaurar prerrogatives antigues i crear-ne de noves.

### L'amenaça corsària
La monarquia Hispànica culminà la conquesta de la Península Ibèrica amb la Conquesta de Granada el 1492, i continuà la seva expansió al sud conquerint Massalquevir, Orà, Bugia i Trípoli. Aquesta expansió col·lidí amb l'Imperi Otomà, que també havia dirigit els seus interessos en la Barbaria i el 1516 havia capturat Alger. El conflicte entre les dues potències comportà l'extensió del corsarisme per la Mediterrània Occidental, amb la intenció d'atacar els punts claus per la navegació de l'enemic i perjudicar la comunicació.
El primer atac important perpetrat per corsaris otomans a Mallorca fou el d'Andratx el 1519, i s'allargaren fins a la dècada de 1580, quan hi hagué una treva tàcita, i a partir de llavors la pràctica minvà i es reduí a petites incursions. Entre el primer setge d'Andratx el 1519 i el de 1578, també a Andratx, hi hagué moltíssimes incursions de pillatge i, en menor mesura, també saquejos a poblacions de certa entitat. Destacaren els atacs a Santanyí (1531), Pollença (1550), Valldemossa (1552) i Sóller (1561). Les més importants d'aquestes incursions es commemoraren any rere any en record de les víctimes, i posteriorment, a partir del segle xix, es crearen simulacres històrics representant la batalla, coneguts com a batalles de moros i cristians (sobretot Sóller i Pollença, però també Andratx i Valldemossa).

### La nova institucionalitat de la monarquia
L'enfortiment de l'autoritat reial començava el camí cap a l'absolutisme, amb un creixent intervencionisme i la creació de noves institucions com el Consell d'Aragó (1494) i el tribunal del Sant Ofici, però el règim paccionat amb la corona de les institucions pròpies del regne de Mallorca va seguir funcionant. El virrei representava a les illes el monarca i era nomenat directament pel rei. Normalment eren nobles catalans, aragonesos o valencians. Els tribunals de justícia de primera instància eren les cúries del batle i del veguer, que podien ser apel·lades davant la Cúria de la Governació, que va ser substituïda l'any 1572 per l'Audiència, amb plenes competències civils i criminals. A part d'aquesta jurisdicció reial ordinària hi havia el Reial Patrimoni o Procuració Reial, per a tot el referit al patrimoni reial (censals, lluïsmes, delmes, etc.); la seca de Mallorca, col·legi reial on s'encunyava la moneda, amb tribunal propi, i el Consolat de Mar pels afers marítims i mercantils.
També existia la Cúria eclesiàstica depenent del bisbat de Mallorca. El tribunal del Sant Ofici de la Inquisició tenia seu al carrer de Sant Miquel, al lloc ara ocupat per la plaça Major. Aquest organisme gaudia de molts de privilegis i sols depenia del Consell de la Suprema i General Inquisició, amb seu a Madrid.

## La monarquia dels Habsburg
Tradicionalment s'ha vinculat el regnat dels darrers Àustria amb la decadència i la crisi. La pau dels Pirineus (1659) va mutilar de Catalunya els territoris del Rosselló, Cerdanya, Conflent, Vallespir i Capcir, tan vinculats al regne de Mallorca. La debilitat de la monarquia era molt clara i la política expansiva de Lluís XIV de França dugué a un seguit de guerres. Així i tot, les darreres dècades del XVII mostren una progressiva represa econòmica i demogràfica de la perifèria peninsular. Les Balears formen part d'aquestes zones on la recuperació és més evident. La darrera part del segle xvii és de creixement demogràfic. El fogatge de 1667 dona una població d'uns 100.000 habitants. Tres quartes parts a la part forana i la resta a Ciutat.

### L'economia mallorquina en elseglexvii
El creixement demogràfic no hagués estat possible sense importants transformacions agràries. Les terres dedicades als cereals augmentaren i s'incrementà considerablement la producció de blat. A finals del segle xvii l'oli s'havia convertit en la principal exportació mallorquina, desplaçant els draps. La vinya experimenta un creixement, especialment a les finques petites i mitjanes de propietat pagesa. El vi i la destil·lació també es destinaven parcialment a l'exportació.
Les activitats manufactureres es van instal·lant a les viles. Hi hagué un esforç per millorar els processos de producció i entraren en el sector capitals de procedència mercantil. Augmentà el teixit de lli, cànem i seda. Els grans capítols del comerç mallorquí de l'època són l'exportació d'oli i la importació de blat. El mercat de l'oli mallorquí estava a Londres, Amsterdam i Rotterdam, a l'Atlàntic. Marsella i Alacant concentraven gran part del comerç de l'oli illenc a la Mediterrània. La marina també s'ocupava del cors. Els corsaris mallorquins jugaren un paper destacat en la guerra contra França, encara que també actuaren contra vaixells barbarescs.

### El bandolerisme
El bandolerisme és una realitat antiga a Mallorca, però la primera gran explosió de bandolerisme és posterior a la Revolta de les Germanies. Amb l'esclafit de les lluites entre Canamunt i Canavall destacà la colla de Selva, dirigida pel capellà Mateu Ferragut «Boda». En una topada amb comissaris reials a Lluc la colla restà desfeta i el seu capità, un germà del capellà Boda, fou executat amb altres bandejats. Ferragut decidí venjar-se assassinant el jutge de la Reial Audiència Jaume Joan de Berga i de Sales. L'executor fou Antoni Gibert «Treufoc». La repressió posterior ocasionà la desfeta de la colla. D'aquests fets en roman l'expressió popular encara viva i «què en som jo de la mort d'en Berga?». La colla de Llorenç Coll «Barona», també a la vila de Selva, arribà a ajuntar més de 100 bandolers. Les colles de bandolers participaren en els enfrontaments entre el Comte Mal i els vilatans de Santa Margalida. A l'entorn de 1666 s'emprengué una gran campanya militar contra els bandejats que entre altres fets reportà la captura de Bartomeu Gomila Pujol «Moiana».

### La persecució dels judaïtzants

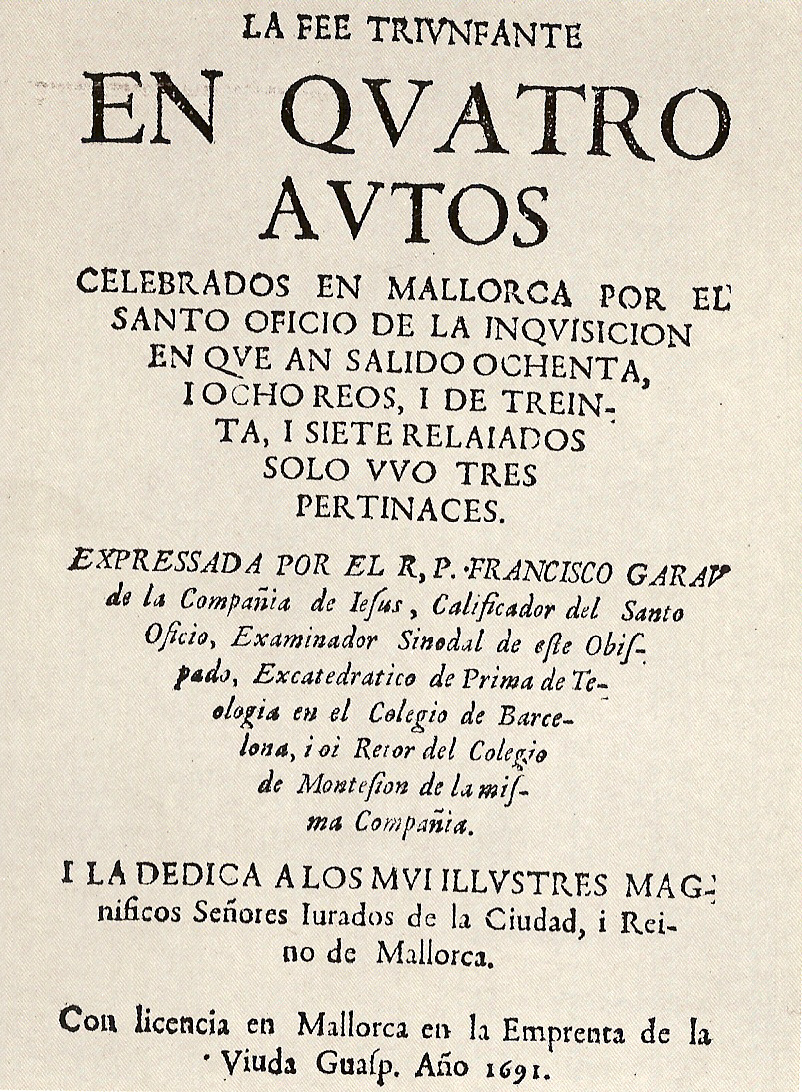
Primera edició de la Fee Triunfante de Francesc Garau (1691).

Els descendents dels jueus conversos en el segle xv, els xuetes, formaven un grup separat de la resta de la població, endogàmic i dedicat de forma preferent a l'argenteria, que participava de manera activa en el comerç i el cors, sovint aliat amb elements importants de la noblesa. Malgrat que la Inquisició fins aleshores havia romàs poc activa, el 1675 i 1679 es produïren dos actes de fe. Hi hagué nombroses detencions i confiscacions de béns. Però la persecució culminà amb l'acte de fe de 1691, en el qual foren cremades prop del Castell de Bellver 37 persones (3 d'elles vives). L'episodi va ser descrit pel llibre de Francesc Garau La fee triunfante.

### El refermament del poder reial
En la segona meitat del segle xvii la monarquia augmenta el seu intervencionisme, reduint el pes polític de les institucions d'autogovern i apuntant cap a l'absolutisme del futur. El paper dels virreis i de la Reial Audiència s'enfortí. Aquestes instàncies acabaren fiscalitzant el Gran i General Consell i provocant molts de conflictes institucionals. La major dependència política es traduïa amb una major pressió fiscal i aquesta es va fer més opressiva sobre les classes més desafavorides.

### La cultura en elseglexvii
L'Estudi General Lul·lià es convertí en Universitat a partir d'una butlla de Climent X. El lul·lisme tenia molts de seguidors dins i fora de la Universitat Lul·liana, però també molts d'enemics, entre els quals destacaven els dominics. Francesc Pou i Bernat Vidal foren dos dels lul·listes més destacats que ensenyaren a la Universitat. Bartomeu Llull (1629) fundà el Col·legi Lul·lià de Nostra Senyora de la Sapiència. És notable la figura del franciscà maonès Francesc Marçal autor de diverses obres i edicions lul·lianes. Vicenç Mut i Armengol va ser matemàtic, enginyer militar, astrònom, historiador i jurista.
La literatura de creació comença a fer un ús majoritari del castellà i s'intensifica el procés de castellanització de les elits intel·lectuals i socials. L'any 1667 s'inaugurà la Casa de les Comèdies a la ciutat. La llengua catalana segueix sent, però, la llengua d'ús exclusiu de la població i en la majoria d'usos formals.

### El Barroc a Mallorca

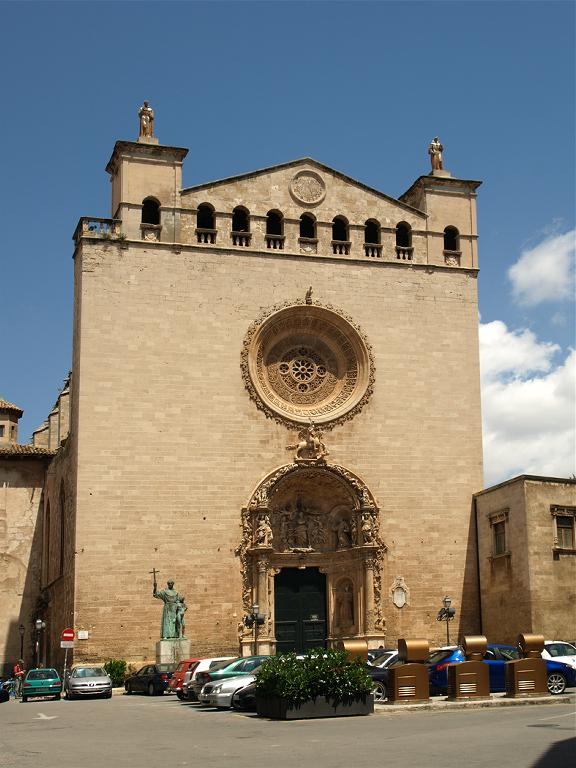
Façana de l'Església de Sant Francesc de Palma

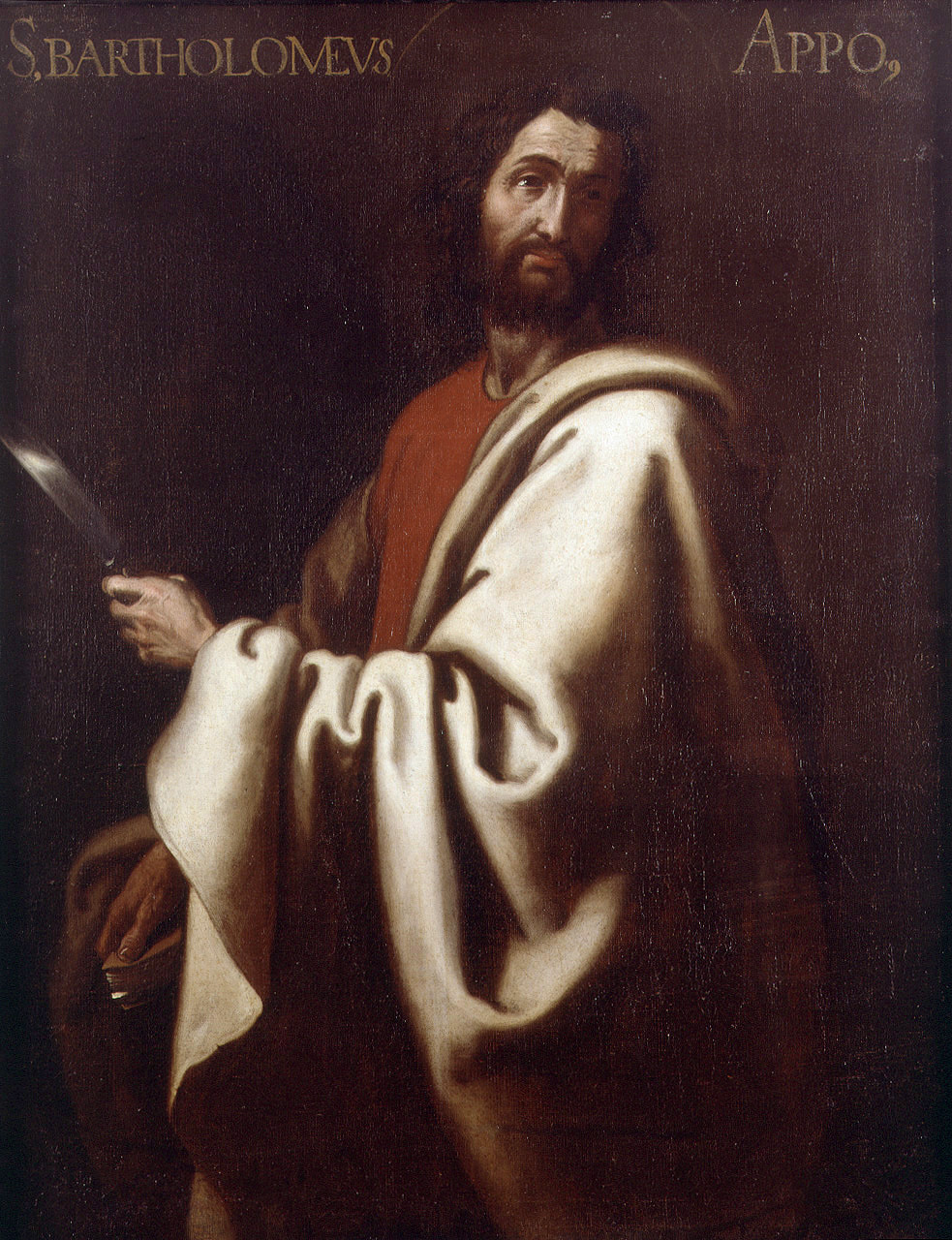
Sant Bartomeu de Gregori Bausà

L'arquitectura religiosa es beneficia de la construcció de convents i de les reformes d'esglésies. És notable la façana de Montision de Ciutat i la façana de Sant Francesc (1626), començada per Pere Horrach i acabada per Francesc Herrera. També és interessant la construcció de la sala capitular barroca de la Seu de Mallorca (1691) i l'interessant conjunt de Sant Antoniet. Els casals nobiliaris assoleixen una gran sumptuositat (cal marquès de la Torre (1696). També destaca la façana de Cort i la del palau episcopal de Mallorca.
En pintura es nota la influència valenciana personificada en Francesc Ribalta sobre pintors com Gregori Bausà, Joan Bestard i Josep de Torres. A la segona meitat del segle destaquen dues famílies de pintors: els Blanquer i els Onofre.

### La Guerra de Successió
A la mort de Carles II els illencs reconegueren com a rei a Felip V. Aquest destituí el virrei Josep Galceran de Cartellà i el reempleçà per Francisco Miguel de Pueyo, fervent partidari seu, com el bisbe Francisco Antonio de la Portilla. Quan Carles III fou proclamat rei a Barcelona, el partit austriacista, dirigit a distància per Joan Antoni de Boixadors Pacs i de Pinós, es va veure reforçat. Els partidaris de Carles III eren majoritaris entre la població mallorquina i quan la flota de Leake es presentà davant Ciutat el 24 de setembre de 1706 es va precipitar la rendició de les autoritats borbòniques. Mentrestant els pagesos entraven a la ciutat cridant Visca Carles III, morin els botiflers.
L'evolució del conflicte no va ser favorable als països de la Corona d'Aragó que havien donat suport a Carles III i la Pau d'Utrecht (1713) reconegué els drets successoris de Felip V. Un cop ocupada Catalunya per les tropes hispanofranceses, l'ocupació de Mallorca i Eivissa es produí el juliol de 1715. Menorca passà a ser un domini britànic.

## El

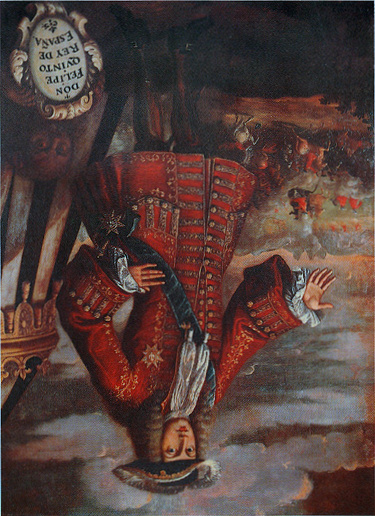
Imatge de Felip V, cap per avall, tal com està al Museu de l'Almodí de Xàtiva.

## Elseglexviii

### La desaparició del regne de Mallorca
Felip V signà el 28 de novembre de 1715 un decret que establia la Reial Audiència de Mallorca. Amb cinc decrets més es configurà la Nova Planta de govern del Regne de Mallorca. El Gran i General Consell va ser dissolt i les seves competències passaren a la Reial Audiència de Mallorca, presidida pel capità general i composta per un regent, cinc ministres (oïdors) i un fiscal. Aquests membres eren quasi tots castellans i l'Audiència depenia del Consell de Castella, amb atribucions judicials i de govern interior.
Desaparegueren també les universitats locals reemplaçades pels ajuntaments de tall castellà. Els magistrats perderen el nom de jurats i reberen el de regidors. El nom de la ciutat de Mallorca fou substituït per l'arqueològic de Palma. Els regidors, molt limitats en les seves competències, eren elegits pel rei o pels seus representants. L'Ajuntament de Palma quedà constituït per vint regidors perpetus, dels quals setze eren cavallers i els quatre restants, ciutadans militars.
La hisenda pública s'integrà dins la Reial Hisenda de la monarquia i s'articulà el nou sistema impositiu dirigit per l'intendent, desapareixent l'autonomia financera del regne que ara passava a ser dirigida des de Madrid.

### El règim borbònic
Les noves institucions borbòniques representaren la centralització i el predomini de l'aristocràcia filipista (botifarres), reorganitzada per mitjà de l'aliança de les Nou Cases. D'altra banda la militarització del territori insular comportà l'establiment de lleves forçades a partir de Ferran VI (1747). L'ocupació militar es revelà eficaç en la lluita contra el bandolerisme, en especial amb la persecució de l'any 1721, que suposà la captura de més de 400 persones. La marina illenca participà en els conflictes bèl·lics al costat de l'Armada espanyola. Destaca el corsari Antoni Barceló que arribà a assolir el grau de tinent general de l'Armada.
Ni Felip V ni Ferran VI introduïren canvis en el sistema de Nova Planta. Carles III d'Espanya va ser més reformador. A les Corts de 1760 els diputats de Barcelona, Saragossa, València i Palma presentaren un Memorial de Greuges. Les peticions no foren ateses, però Carles III en la reforma del règim municipal de 1766 creà els càrrecs dels diputats del comú i els síndics personers.

### L'expansió demogràfica i econòmica
L'any 1745 Mallorca tenia 120.000 habitants, el 1787 eren 135.900 i el 1797 140.700, amb un creixement global d'un 35%. Encara hi havia crisis demogràfiques de cicle antic motivades per les males collites de cereals, com les dels anys 1721-26, 1745-50, 1762-67 i 1784-86. Però les mortalitats catastròfiques ja no foren tan mortíferes com en els segles precedents. Palma tenia 33.000 habitants l'any 1750 (el 27,6% de la població mallorquina) i 32.000 el 1797. El ritme de creixement de Palma no era el mateix que el de les viles (Felanitx, Manacor, Sóller i Pollença passaven dels 5.000 habitants). El cens de Floridablanca (1787) indica que les zones menys poblades eren les del sud i est de l'illa, junt amb alguns municipis de la serra.

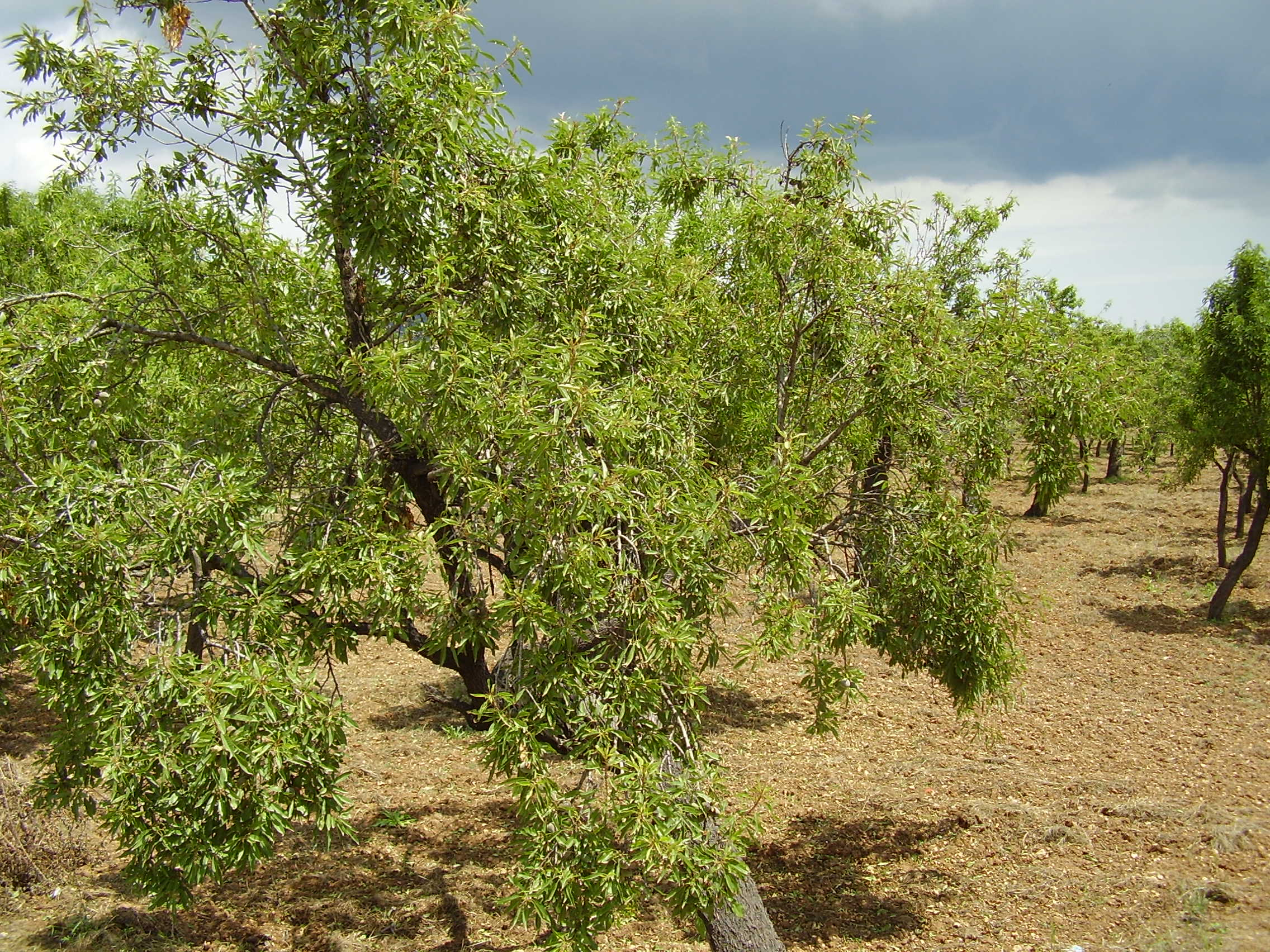
Ametllerar a Mallorca

La propietat agrària s'havia concentrat, en part cap a la noblesa terratinent que garantia la preservació del patrimoni amb la transmissió al fill major (fideïcomís). Malgrat tot la propietat pagesa era significativa. La major part de les grans propietats es gestionaven amb arrendaments de curta durada. Els arrendataris (amo de possessió) acudien a la mà d'obra dels jornalers. Aquests representaven entre el 55 i el 65% de la mà d'obra. El conreu de cereals seguia sent essencial per a abastir la població, però els pagesos cercaven conreus més comercials com ara els llegums, hortalisses i fruites o la patata. La vinya tingué un paper en la diversificació i millora de l'economia pagesa (vi i aiguardents). També avançà el conreu d'ametlers, garrovers i figueres. L'oli continuà sent el principal producte d'exportació (entre el 70 i el 80% de les exportacions mallorquines).
La manufactura tèxtil seguia sent important a la ciutat i a certs municipis (draps de llana, lli, cànem i cotó) i mantengué la projecció exterior, però mantenint l'estructura artesanal tradicional (amb poca concentració i poca inversió de capitals d'origen comercial). L'exportació era d'oli, teixits, tàperes, aiguardent, formatge, ametles, flassades, barrets de llana i cítrics. Però les importacions superaven les exportacions. Cal notar que entre 1780 i 1800 el port de Palma s'obre legalment al tràfic amb les colònies americanes.

## Entre el liberalisme i l'absolutisme

### La cultura en el temps de la Il·lustració

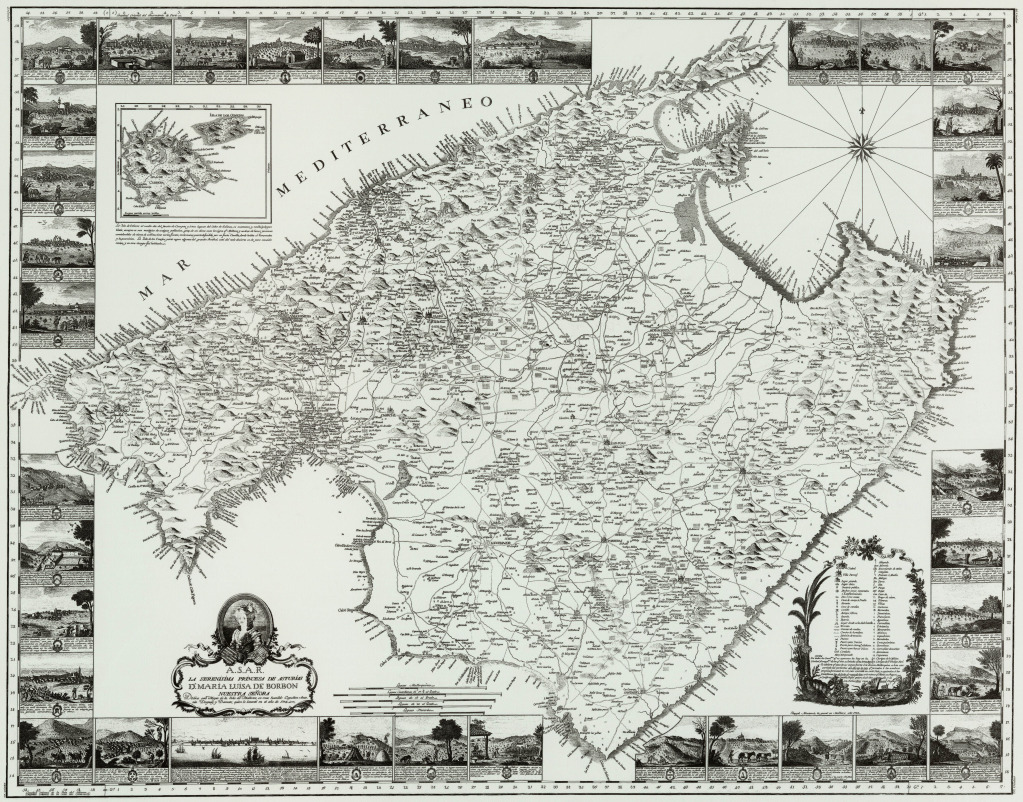
Mapa de Mallorca del Cardenal Despuig

En el segle xviii la monarquia borbònica imposà la subordinació del català al castellà. Bisbes com Francisco Garrido de la Vega (1763-72) o Juan Díaz de la Guerra intentaren imposar el castellà a l'església. Malgrat tot l'Església continuà usant el català en la catequesi i la predicació.
En temps de Carles III, l'any 1778, amb l'esperit il·lustrat es creà la Societat Econòmica Mallorquina d'Amics del País, ajuntant un nucli de nobles, clergues i burgesos intel·lectuals que envoltaven Bonaventura Serra i Ferragut (1728-1784), que va impulsar els ensenyaments professionals i les millores econòmiques. Edità la primera publicació periòdica a les Balears el Semanario Económico (1779-1820).
En el camp literari cal ressenyar les obres de teatre hagiogràfic popular de Baltasar Calafat, Sebastià Gelabert i Albert Borguny i els poetes Josep de Togores i Sanglada i Gabriel Roca i Seguí. A la universitat mallorquina persistí el conservadorisme escolàstic. El lul·lisme continuava fort i l'enfrontament entre lul·listes i antilul·listes arribà a la major virulència. La filosofia europea moderna s'introduí amb gent com Jeroni Palou, Antoni Ramon Pasqual i Fleixes o el jesuïta algaidí Bartomeu Pou i Puigserver (1727-1802).
Entre els il·lustrats mallorquins destaca el cardenal Antoni Despuig i Dameto (1745-1813) i el bisbe Bernat Nadal i Crespí (1745-1818), que arribà a presidir les Corts de Cadis, on hi defensà el constitucionalisme. Cristòfol Cladera i Company (1760-1816) fou un altre important escriptor liberal.

### Del Barroc al neoclàssic

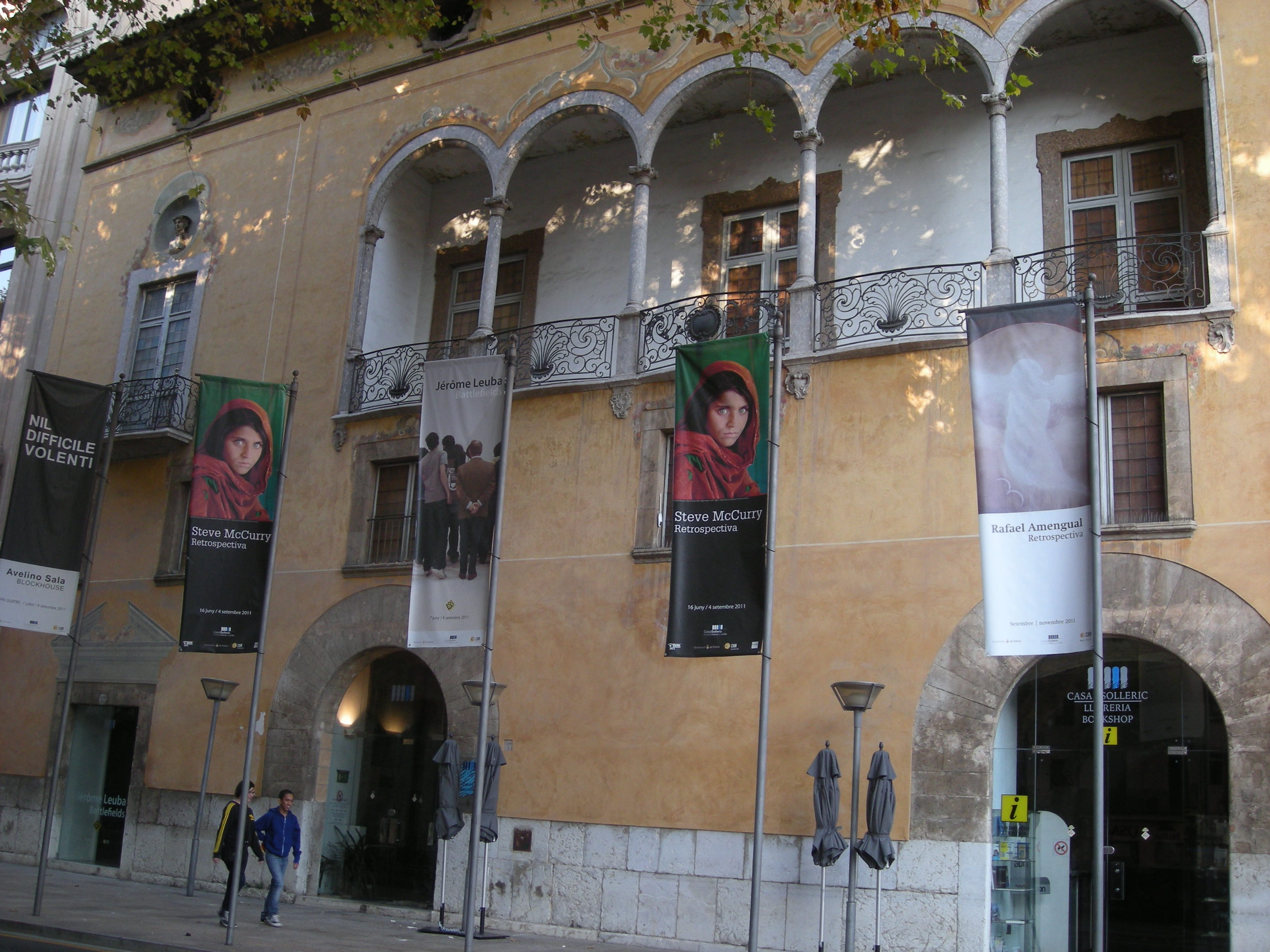
Palau Solleric de Palma

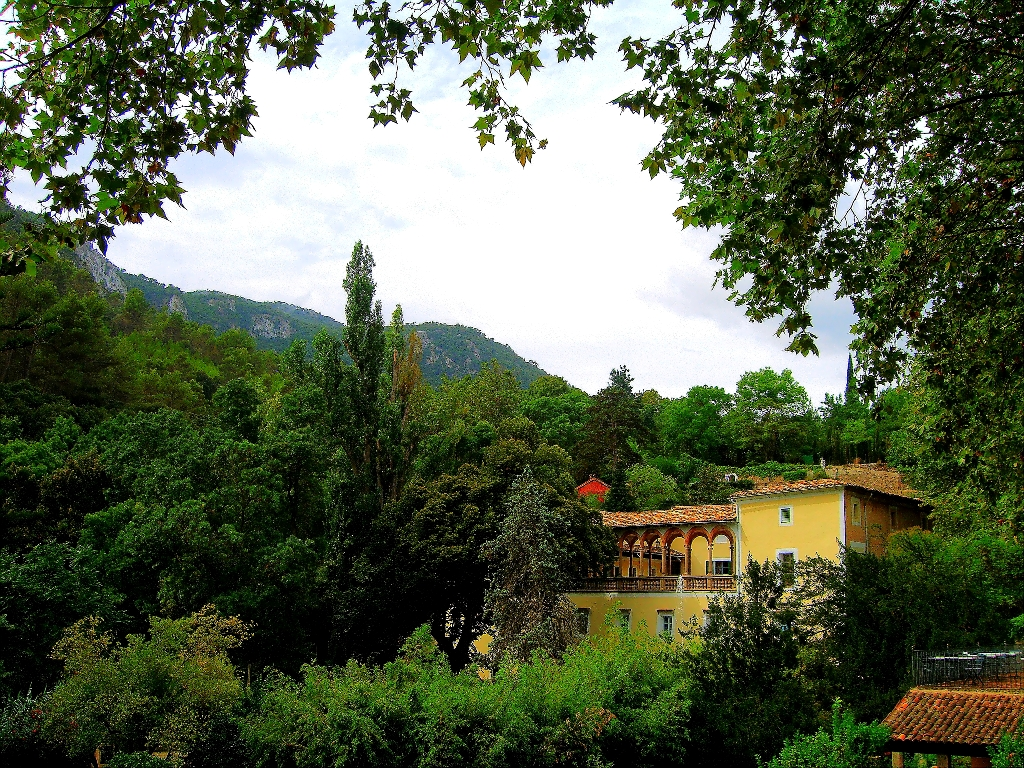
La Granja d'Esporles

El Barroc predominà durant gran part del segle xviii (església parroquial de Sóller (1747), de Santa Maria del Camí (1717-1774)). La influència francesa es reflecteix en les cases senyorials urbanes (palau Solleric) i rurals (sa Granja d'Esporles).
En escultura és el moment de l'apogeu de la talla barroca. Trobam retaules a la Seu i a les principals esglésies de Palma (Santa Eulària, Sant Nicolau, Sant Miquel…) i a moltes dels pobles (Algaida, Inca, Lluc…). La pintura mallorquina del set-cents és primer d'influència italiana amb Guillem Mesquida i Munar (1675-1747). Més tard es veuran influències franceses i alemanyes, per -a la segona part del segle- retrobar la influència italiana.

### La crisi de l'antic règim
La fallida de la societat estamental europea es congria al llarg del segle xviii. Canvia la demografia, creixen les ciutats i s'inicia la industrialització, sota un clima ideològic generat pels il·lustrats, mentre es clama per un sistema liberal constitucional. La Revolució Francesa de 1789 (i abans la revolució americana) són fets d'enormes conseqüències. Mentrestant el darrer governador britànic de Menorca lliurava l'illa, el 16 de juny de 1802, als espanyols.
La guerra de 1804, al costat de França, contra Anglaterra no va ser gens bona pel comerç balear. I el sosteniment de les nombroses guarnicions militars empitjorava la situació financera dels municipis. Miquel Gaietà Soler, ministre d'hisenda amb Godoy el 1798, va haver de pujar la pressió fiscal provocant protestes a les viles mallorquines. La protesta tornà a esclatar el 1808.

### La Guerra del Francès

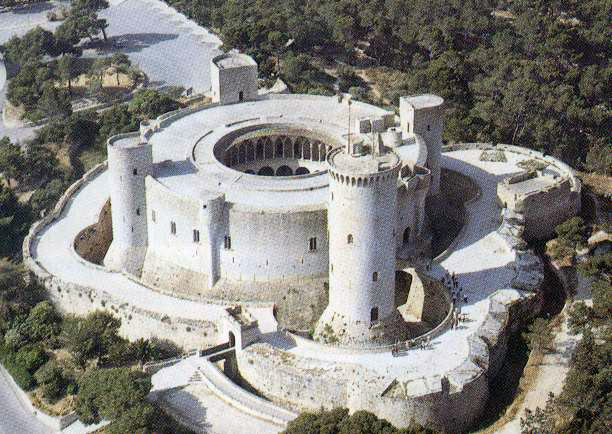
Vista aèria del Castell de Bellver

Les notícies de la caiguda de Godoy foren celebrades a Mallorca i hi hagué avalots populars. Gaspar Melchor de Jovellanos, reclòs al castell de Bellver, davant les agressions als familiars de Soler comentà: a moro muerto, gran lanzada, perquè els aldarulls eren instigats per la noblesa i part dels ordes religiosos, aprofitant el sentiment antifiscal, perquè eren contraris a les desamortitzacions liberals.
El maig de 1808 Mallorca va prendre partit per la revolta antifrancesa i es constituí la Junta Suprema de Govern de les Balears que declarà la guerra a França. Mallorca contribuí amb tropes a la campanya militar a la península. La Divisió Mallorquina va estar formada per 3.000 mallorquins i 6.000 britànics, a les ordres del general Whittingham. També es va formar un Regiment d'infanteria, que passà a Catalunya l'any 1808; es va incorporar als exèrcits de la península el Regiment Provincial de Mallorca i es va dur a terme l'allistament de voluntaris.
A les illes hi arribaren milers de refugiats, sobretot procedents de Catalunya (entre 10.000 i 12.000 a Mallorca). Els queviures eren escassos i el 1812 esclatà una forta crisi de subsistències. L'arribada de les tropes franceses derrotades a Bailén (1809) acabà amb la seva col·locació a l'illa de Cabrera, on de 9.000 homes inicials sols en sobrevisqueren 3.500.

### La primera Constitució liberal
El buit de poder deixat per les abdicacions de Baiona (5-6 de maig de 1808) i la revolta antifrancesa va ser ocupat per institucions sorgides des de baix que es coordinaren en la Junta Suprema Central, que convocà les Corts el gener de 1810. Aquestes Corts ja no foren estamentals sinó el resultat d'una elecció per sufragi indirecte. Entre els diputats illencs destacà el bisbe Bernat Nadal.
Els liberals illencs eren una minoria formada per funcionaris, comerciants, militars i professionals. Hi trobam persones com l'aragonès Isidoro de Antillón, oïdor de l'Audiència, o Guillem Ignasi de Montis i Pont i Vich. Entre els defensors de l'absolutisme cal esmentar el frare trinitari Miquel Ferrer i Bauçà. El debat polític entre liberals i absolutistes es reflectí en nombroses publicacions: La Antorcha i Aurora Patriótica Mallorquina, liberals, i El amigo de la Verdad, Semanario Cristiano Político,  Diari de Buja, Lluna Patriòtica Mallorquina i Nou Diari de Buja, absolutistes, entre d'altres.
La Constitució de Cadis de 1812 fou proclamada a Palma el 22 d'agost. Separava el poder polític del militar i transformava l'Audiència en una instància sols judicial, mentre es creava un organisme nou: la Diputació Provincial. En els municipis obria les portes a la participació del poble i facilitava les segregacions d'entitats locals (a Mallorca es crearen 13 municipis nous).

### La restauració borbònica: el Trienni Constitucional i la Dècada Ominosa

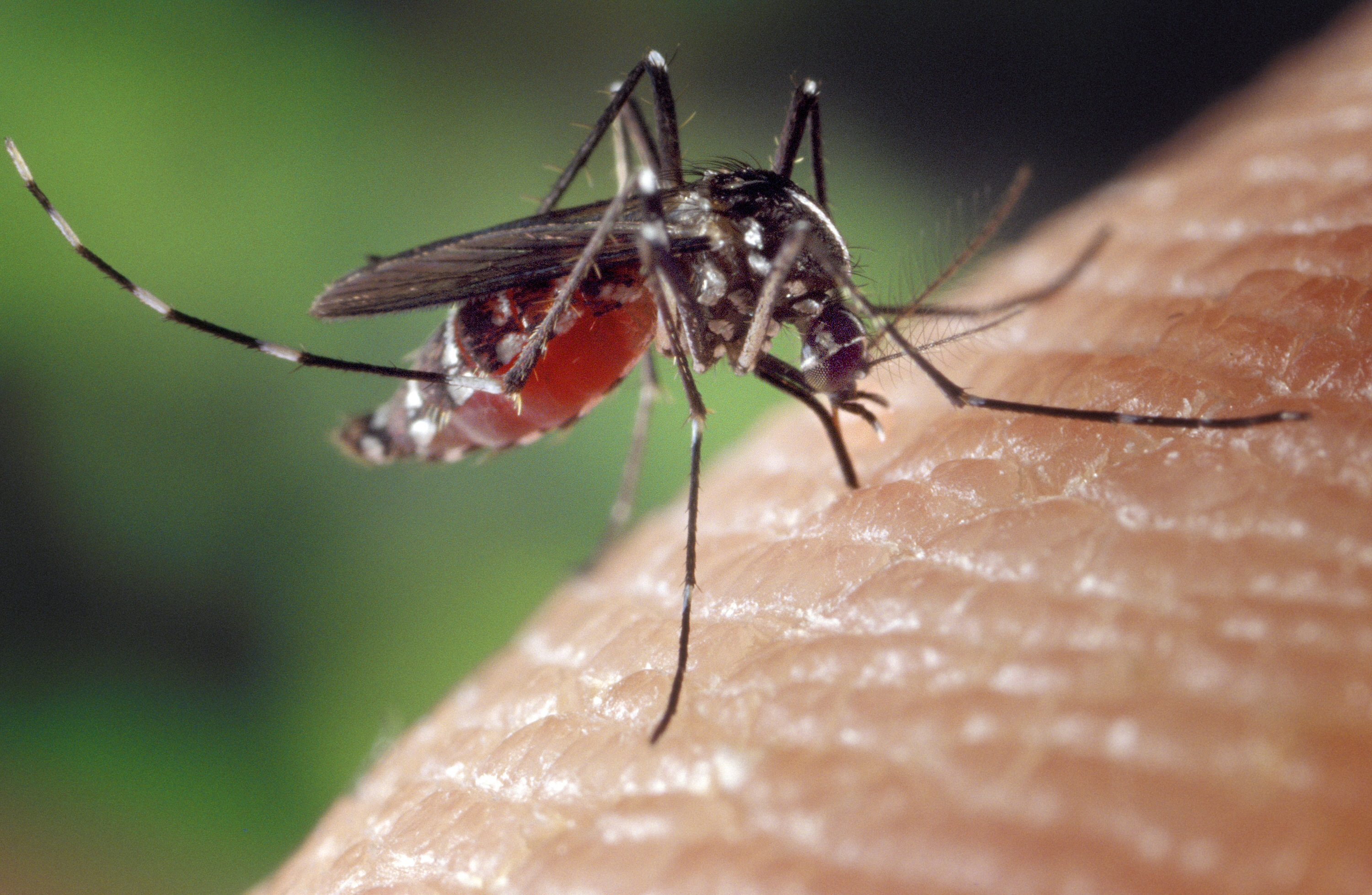
Aedes aegypti, el principal transmissor del virus de la febre groga

El maig de 1814 hi hagué a Mallorca aldarulls contra els elements liberals i celebracions pel retorn de l'absolutisme. La diputació Provincial fou suprimida i foren restaurats els ajuntaments de 1808. Es reimplantà la Inquisició i els elements liberals foren reprimits.
La ineficàcia i corrupció dels màxims dirigents de l'estat, encapçalats pel mateix rei, facilitaren les conspiracions antiabsolutistes. El pronunciament de Rafael del Riego (1820) va tenir èxit i el rei va haver de restablir la Constitució de 1812. El liberalisme estava dividit entre els liberals moderats (encapçalats pel comte d'Aiamans i de Montenegro) i els liberals més avançats (encapçalats per Guillem Ignasi de Montis i Pont i Vich). La Inquisició tornà a ser abolida i el convent de Sant Domingo de Palma va ser enderrocat l'any 1823. Es va reprendre la desamortització eclesiàstica. Ara foren els absolutistes els que conspiraren contra el règim constitucional. El desembre de 1822 hi hagué un aixecament absolutista a Campos. Finalment l'any 1823 l'absolutisme for reinstaurat per l'exèrcit francès (Cent Mil Fills de Sant Lluís). Foren abolides les garanties constitucionals. Les societats patriòtiques desaparegueren, se suprimí la premsa liberal i es perseguí els simpatitzants del liberalisme.
L'any 1820 es declarà una epidèmia de pesta a la comarca del llevant de Mallorca (1267 morts a Artà, 1.040 a Son Servera i xifres inferiors a altres pobles). L'epidèmia de febre groga que assolà les illes l'any 1821 causà unes cinc mil víctimes mortals a Palma. El moment econòmic no era bo degut a la recessió comercial i quan Ferran VII emmalaltí l'absolutisme començava a mirar amb simpatia l'infant Carles Maria Isidre, germà del rei, mentre els liberals tenien les esperances posades en la princesa Isabel.

## La consolidació del liberalisme

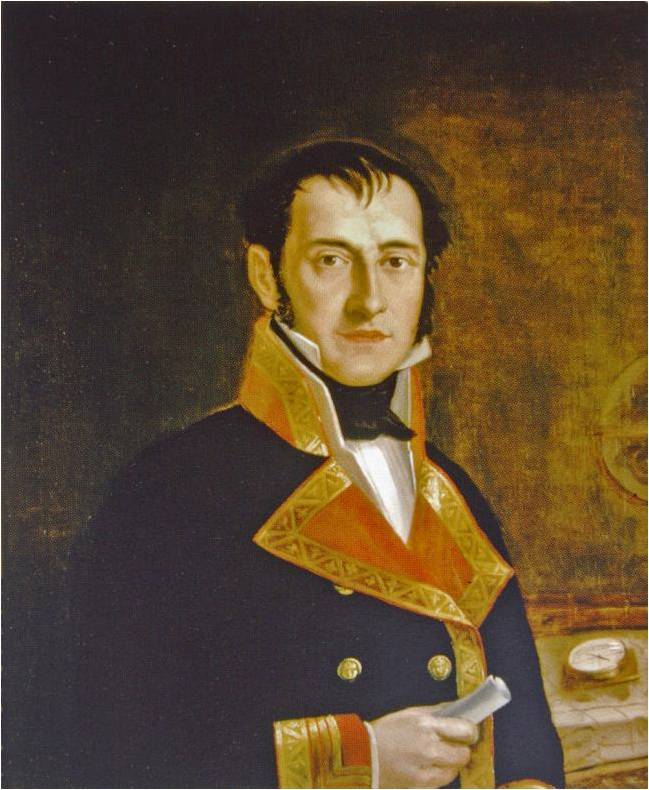
Retrat de Felip Bauzá i Cañas al Museu Naval de Madrid

La implantació del liberalisme era imparable, però es trobava amb molts d'entrebancs. En les guerres carlines les illes es mantengueren fidels als governs d'Isabel II, encara que hi hagué conspiracions de signe carlí, que s'incrementaren a partir de 1835, a vegades instigades pel clergat (aixecament de Manacor (Sa Llorençada) l'agost de 1835). La guerra civil afectà l'illa de manera indirecta a través de les quintes i el reclutament, així com per les contribucions econòmiques.
Les transformacions polítiques liberals segellaren el final de l'antic règim. Un caire de les reformes liberals fou l'accentuació del centralisme uniformista que es va vehicular a través de la nova estructura provincial (1833) (adaptació dels departaments francesos). Ja el 1813 el polític liberal mallorquí Felip Bauzà havia dissenyat una divisió en 44 províncies. A partir de 1834 s'adoptà l'elecció directa dels càrrecs municipals (però amb un cens reduït d'electors). També es crearen els partits judicials i s'estengué a les Balears la Guàrdia Civil (1846). Se suprimiren els senyorius (1837), es desvincularen els patrimonis nobiliaris i s'aprovaren lleis desamortitzadores dels béns eclesiàstics (1835).
Les Corts el 1837 promulgaren una nova constitució. Les eleccions es basaven en el sufragi censatari: els electors sols eren els homes majors d'edat que tenien unes rendes mínimes. Sols entre el 2 i el 3% de la població mallorquina tenia dret a votar. Entre 1837 i 1840 és evident el predomini dels moderats. El pronunciament del general Baldomero Espartero tengué el suport de l'Ajuntament de Palma i de la Milícia Nacional. En aquesta època (1840-43) els progressistes passaren a controlar la majoria d'institucions insulars desplaçant els moderats. El principal representant del progressisme illenc va ser Josep Miquel Tries i Capó. Amb Isabel II (1843) els moderats tornaren a dominar la política mallorquina, limitant l'abast de les reformes democràtiques i configurant un model d'estat dominat per les classes privilegiades. L'any 1849 una escissió dels progressistes donà lloc al Partit Demòcrat impulsat per Joaquim Fiol i el frare exclaustrat i teòric del socialisme utòpic Jeroni Bibiloni.

### L'esgotament del model polític dels moderats

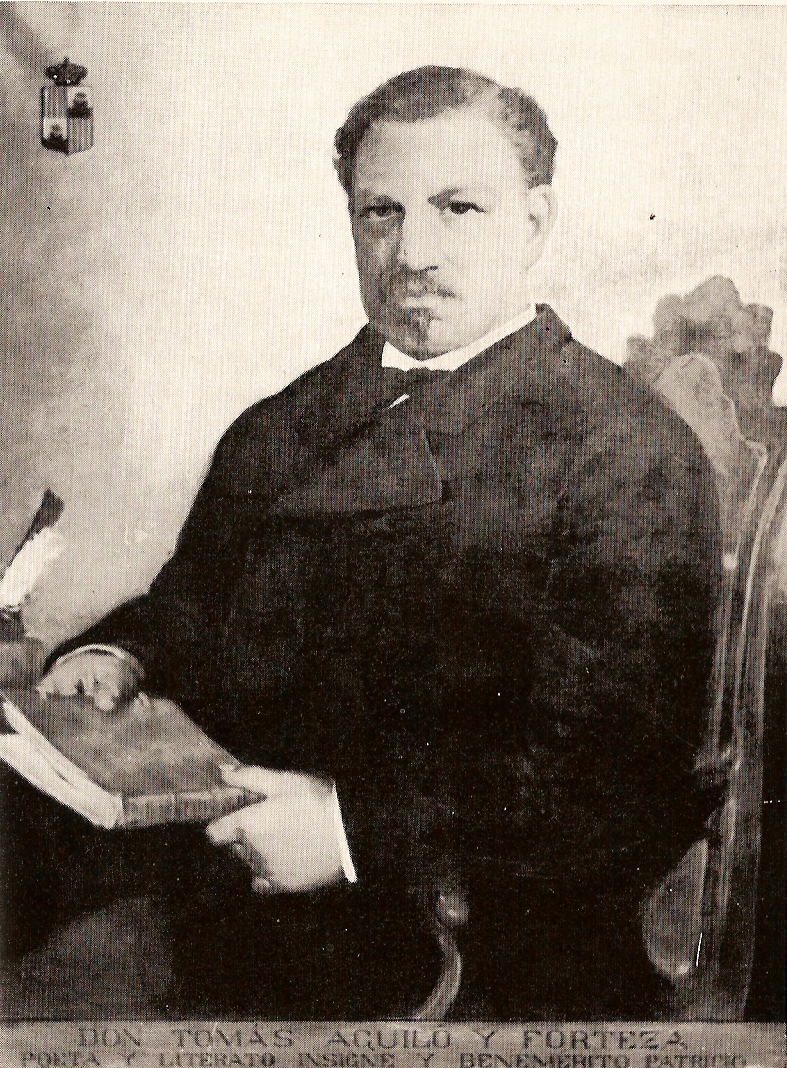
Tomàs Aguiló Forteza, Galeria de Fills Il·lustres de Palma

El juliol de 1854 l'enèsim cop militar, aquesta vegada conegut com la Vicalvarada, va posar punt final al domini dels moderats i tornà al poder els progressistes. A les Balears, Josep Miquel Tries i Capó es va fer càrrec del govern civil. La coalició progressista Unió Liberal obtingué majoria absoluta a les eleccions de novembre de 1854. L'intent d'establir la llibertat religiosa provocà més enfrontaments amb l'Església. Josep Maria Quadrado i Tomàs Aguiló des de les planes del Diario de Palma defensaren la unitat catòlica de l'estat. Aviat els progressistes tornaren a ser arraconats i els moderats governaren a plena satisfacció dels grups més poderosos: els terratinents, l'Església i l'alta burgesia. Les eleccions, fins al 1868, es convertiren en un pur tràmit en el que els moderats i els progressistes es repartien els càrrecs. Al marge del sistema quedaven els carlistes i els demòcrates.

### L'època de les grans transformacions econòmiques
La industrialització ja era una realitat a Anglaterra i bona part de l'Europa Central. L'àrea mediterrània no anava al mateix ritme. Les estructures tradicionals, tant en la societat com en la política, aliades amb la monarquia borbònica, mostraven una forta resistència al canvi modernitzador. Tanmateix, la població insular passava al nou règim demogràfic, amb un major control de les epidèmies i un descens de la mortalitat. Segons el cens de 1857 Mallorca tenia 203.993 habitants. Mentre la densitat mitjana espanyola era aquest any de 30,5 hab. per km², la densitat de les Balears era de 52,4 hab per km². Així i tot la dependència de les collites de cereals seguia sent important i les epidèmies seguien rebrotant (tifus el 1836, còlera el 1865).
En les dècades centrals del segle xix els canvis econòmics es varen fer evidents. L'agricultura evolucionava lentament cap a la modernització. Les reformes polítiques liberals varen tenir conseqüències sobre l'estructura de la propietat. L'abolició del fideïcomís va permetre que es venguessin moltes propietats de la noblesa, encara que els establits de possessions es venien produint des del segle xvii. Moltes de les noves parcel·les varen ser adquirides per pagesos que pogueren millorar les condicions de les seves explotacions agràries.

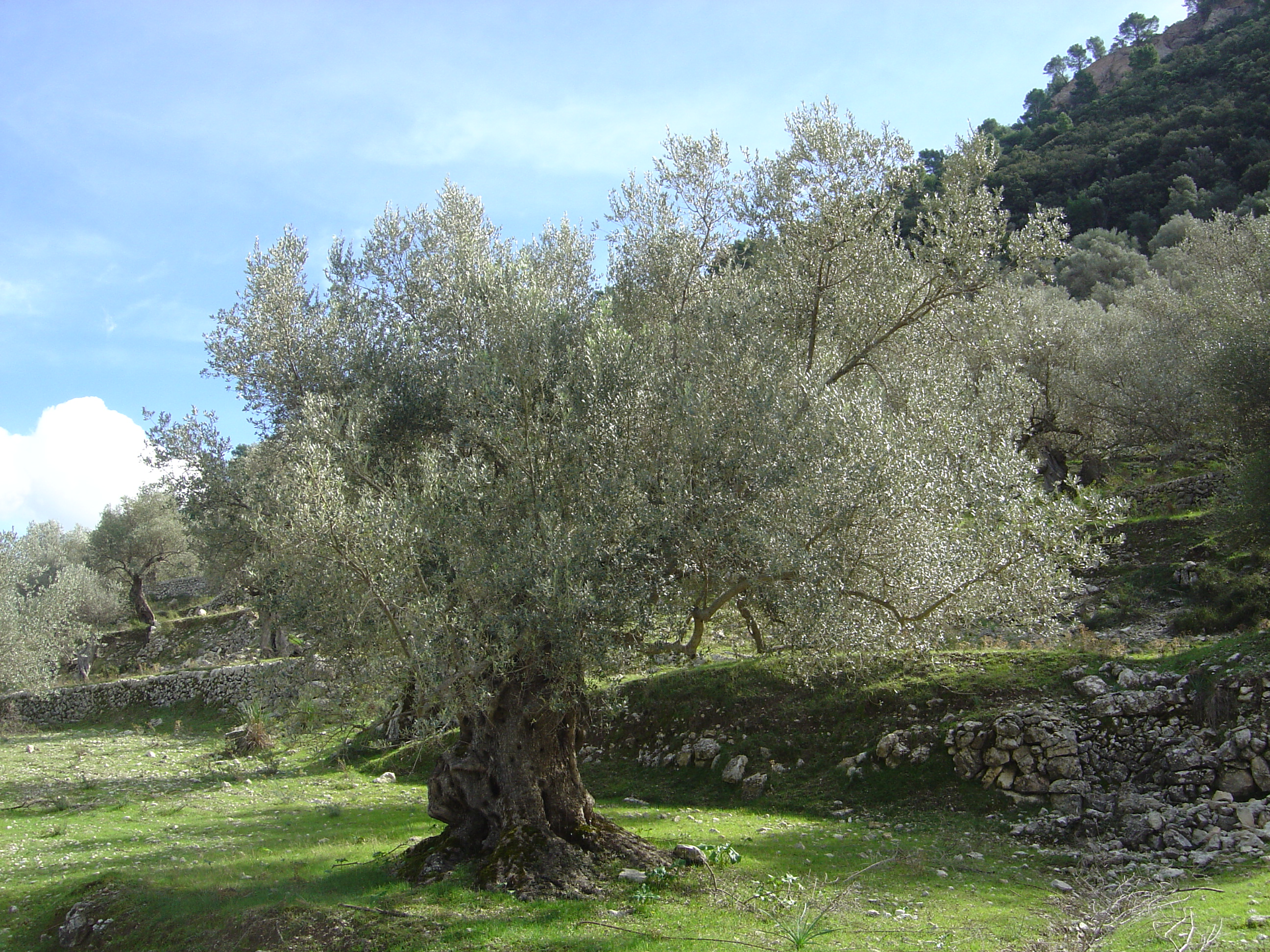
Olivar a la Serra de Tramuntana, prop d'Orient

El 1860 predominaven els conreus de secà com els cereals i llegums (62% de la superfície conreada), olivera (13%), vinya (7,4%), figueres (6,5%) i altres fruiters com els cítrics. La propietat pagesa s'orientava cap a produccions comercials, la qual cosa afavorí la inserció de l'agricultura mallorquina en els mercats mundials.
La manufactura seguia encara els mètodes artesanals tradicionals, però amb un nivell productiu apreciable dins el context espanyol. Els teixits de cotó representaven el 85% del conjunt del tèxtil l'any 1856 i ocupaven més de la meitat dels operaris industrials de les illes. També es feien teixits de llana, seda, cànem i lli amb mètodes tradicionals. També quallà la indústria sabatera (Palma, Inca, Lloseta, Alaró). Les activitats de producció alimentària (farines, vins, destil·lats) tenien el seu pes. Com el tenia la producció de sabó (Andratx) i la construcció naval.
El comerç s'activà a partir de 1830 amb la revifada del comerç amb Amèrica i del tràfic de cabotatge a la Mediterrània occidental. L'any 1834 entrà en servei el primer vaixell de vapor que cobria la ruta Barcelona-Palma-Maó. Malgrat tot la navegació a vela seguí constituint el gruix de la marina balear. Les comunicacions interiors també milloraren (diligències). El 1873 començaren les obres del tren de la línia Palma-Inca, inaugurat el 1875. Els inicis de l'economia capitalista moderna dugueren a la creació d'entitats financeres: el Banc Balear (1856) i el Banc de Crèdit Balear (1872).

### La societat del liberalisme
El liberalisme va representar l'abolició jurídica de la societat estamental. Però les estructures socials tradicionals s'adequaren al nou temps per a perpetuar-se. La noblesa encara tenia un protagonisme notable a través de la gran propietat i era present, en aliança amb la nova burgesia moderada, a les noves institucions (Diputació, ajuntaments, Congrés i Senat). Però l'evolució econòmica acabà limitant el seu usufructe de la terra. L'altre gran poder social, l'Església, es trobà amb més dificultats: desamortitzacions i supressió de delmes. La desaparició dels ordes religiosos suposà l'exclaustració de gairebé un miler de frares de les Balears. Però l'Església, amb el Concordat de 1851, garantí els seus ingressos des dels pressupostos de l'Estat i es posicionà per posar en marxa la seva contraofensiva (control de l'ensenyament, noves congregacions, implicació dels laics en el moviment catòlic, millor formació del clergat).
A la ruralia, els mitjans i grans propietaris eren el grup dominant, al costat dels arrendataris de les grans possessions amo de possessió, vinculats als interessos dels grans propietaris, nobles o no. L'estructura de la propietat facilitava l'establiment d'un control social (amb forts lligams d'interessos i solidaritats) que garantia el control políticoelectoral (caciquisme).
Palma cresqué molt entre 1825 i 1860. L'any 1860 tenia 53.019 habitants. Es feia necessari un eixample que les murades impedien. La burgesia comercial i industrial augmentà el seu pes, al costat dels rendistes i terratinents. En el quadre de la societat urbana també hi havia petits i mitjans empresaris, titulats i professionals liberals i els obrers de les indústries modernes i antigues. Les difícils condicions de vida d'aquests darrers feren aparèixer les primeres associacions de socors mutu i els primers ateneus obrers.

### L'ensenyament, l'art i la cultura

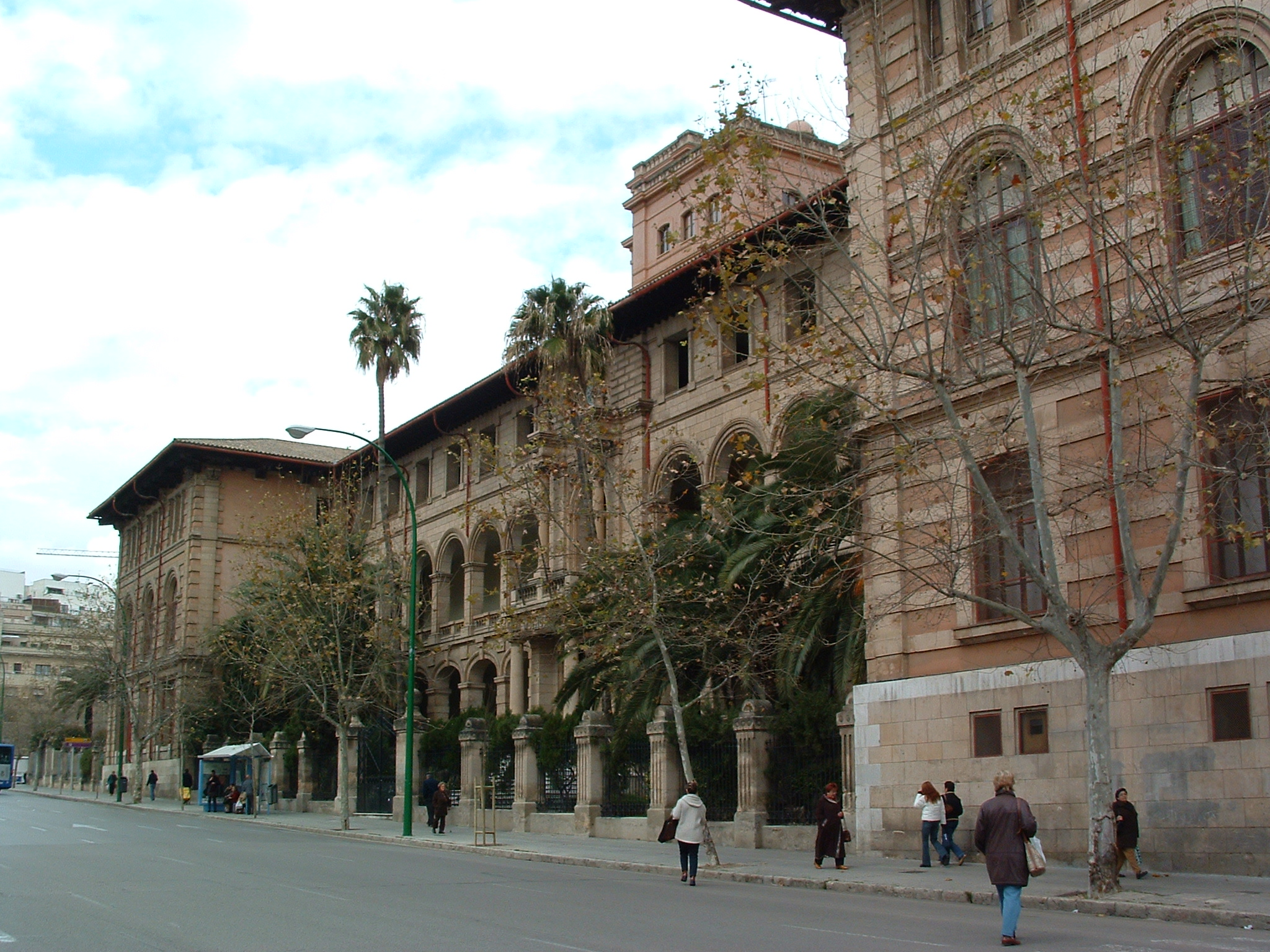
IES Ramon Llull, l'antic Institut Balear

En el segle xix hi ha una expansió important d'escoles d'ensenyament primari i. per primera vegada, l'alfabetització es fa extensiva a les nines. El 1842 es creà la primera Escola Normal de Mestres de Balears. Es varen obrir noves escoles de primària sostingudes per fons públics, però, així i tot, l'ensenyament primari seguia sent precari i l'analfabetisme molt elevat. L'ensenyament secundari s'implantà l'any 1836 a Palma amb la creació de l'Institut Balear. En contrapartida la Universitat Literària de Mallorca va ser suprimida el 1829 i, encara que hi hagué un intent de reinstaurar estudis superiors el 1841, això no s'aconseguí fins a temps molt recents.
Amb l'allau de refugiats produïda per la guerra del Francès arribaren molts d'artistes. L'arquitecte madrileny Isidoro González Velázquez aportà un corrent neoclàssic. En pintura la figura més important és Agustí Buades i Frau (1804-1871), que es pot inscriure en el classicisme acadèmic. Joan Bauzà (1844-1915) mostrà clares influències romàntiques. Faust Morell i Orlandis es mogué dins l'academicisme. L'arquitectura mallorquina s'encaminà cap a l'eclecticisme historicista. D'aquesta època és el Cercle Mallorquí, el Teatre Principal, la Casa de la Misericòrdia, l'ala gòtica del pati de l'Hospital de Palma i el castell de Bendinat.

### L'inici de la Renaixença

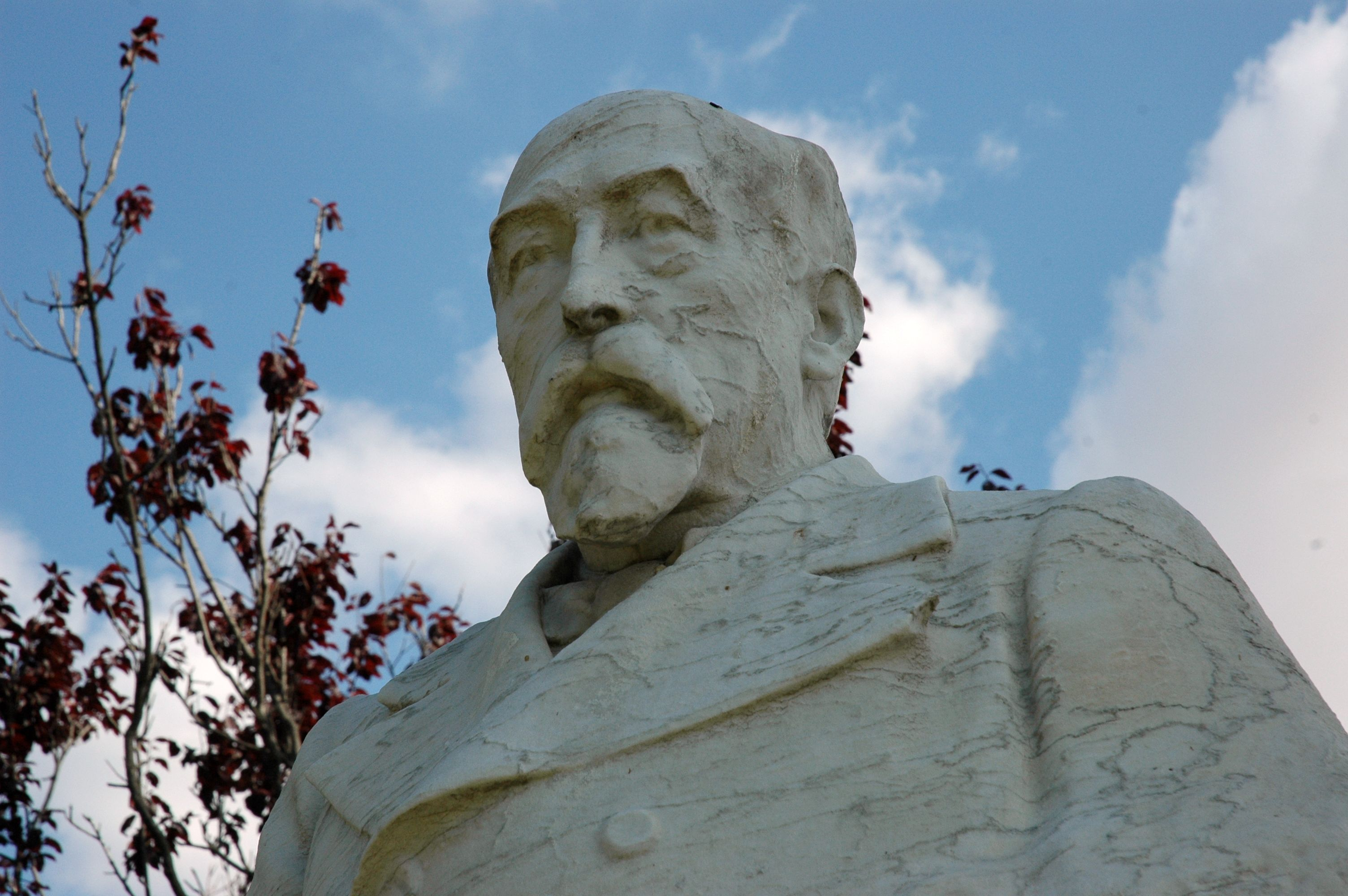
Estàtua de Marià Aguiló i Fuster al Parc de la Ciutadella. El monument porta la llegenda: Marian/Aguiló/Poble que sa llengua cobra/se recobra a si mateix.

L'estat espanyol centralitzat s'entenia com un estat nació unicultural, en el qual el castellà i la cultura castellana esdevenien comunes i úniques en el conjunt de pobles diversos integrats dins l'estructura estatal. Les altres cultures i llengües quedaven relegades a elements localistes sense projecció de futur. El nou estat liberal reprengué amb força el model centralitzador. Aquest procés uniformitzador, dirigit des de l'estat, va fracassar en part degut a la mateixa debilitat de l'estat espanyol. Tanmateix, des de mitjan segle xix hi ha una tendència a la revalorització de les cultures no castellanes. La Renaixença també té la seva expressió a Mallorca, amb autors com Tomàs Aguiló i Forteza, Jeroni Rosselló, Marian Aguiló i Josep Lluís Pons i Gallarza. Els ideals d'aquests intel·lectuals romàntics i conservadors s'expressaren a publicacions com La Palma publicada a partir de 1840 per Josep Maria Quadrado, Antoni Marià Montis i Boneo i Tomàs Aguiló.

## Crisi de l'estat borbònic

### El sexenni revolucionari
El 18 de setembre de 1868 l'almirall Topete es revoltà a Cadis. L'important suport popular forçà Isabel II a exiliar-se a França. El dia 1 d'octubre, essent evident la victòria del pronunciament, les Balears s'uniren a la revolució. Hi hagué alguns avalots a Palma i a diversos pobles. Però els aldarulls més grossos foren a Inca on hi hagué alguns morts. La Junta Provisional de Govern fou presidida per Marià de Quintana i hi participaren progressistes, demòcrates i unionistes. Fou en aquests moments que s'impulsà la urbanització de les zones que voltaven la murada i la planificació del barri de Santa Catalina. La composició de la Junta definitiva fou elegida per sufragi universal masculí, la primera vegada que s'aplicava aquest procediment a Balears. Des dels grups dirigents del procés es treballà per evitar una radicalització de tipus democràtic i republicà.

### Republicans i obreristes
El desembre de l'any 1868 a les eleccions municipals guanyaren les candidatures de la Conciliació Liberal (partidària de la monarquia), però a Palma els republicans obtengueren bons resultats. Les eleccions a diputats del gener de 1869 foren guanyades àmpliament per la Coalició Liberal. Davant la perspectiva de la instauració d'un règim monàrquic constitucional que exclouria la dinastia borbònica, l'oposició catòlica es mobilitzà amb la finalitat de mantenir el catolicisme com la religió única de l'estat (els carlins organitzaren una conspiració a la caserna del Carme de Palma). Els republicans tenien simpaties entre els menestrals, obres fabrils i la petita burgesia, i defensaven la llibertat de cultes i d'ensenyament. Havien constituït el Partit Republicà Federal.
El moviment obrer inicialment sortí de l'esquerra del republicanisme. El novembre de 1869 aparegué a Palma El Obrero, la primera publicació obrerista de les Balears. Un dels seus promotors era el picapedrer Francesc Tomàs Oliver. El desembre de 1869 es fundà el Centre Federal de Societats Obreres de Palma, que s'adherí a l'Associació Internacional de Treballadors, separant-se dels que seguien fidels al republicanisme.

### La Primera República
El Govern presidit pel general Prim finalment trobà un monarca en Amadeu de Savoia. A les eleccions de 1871 els carlins, dirigits per Josep Quint Safortesa triomfaren als cinc districtes mallorquins, utilitzant pràctiques caciquils i amb el suport de l'església. A successius comicis els republicans obtengueren en qualque ocasió bons resultats.
Amadeu de Savoia abdicà el febrer de 1873 i es proclamà la República, que fou rebuda amb entusiasme pels republicans illencs. Com és lògic, el moviment catòlic predicava l'adhesió al carlisme. La consolidació del nou règim no era fàcil, estret per conflictes de tota casta i dividit internament. Per això, el gener de 1874 el general Pavía dissolia el Congrés i es destituïen les autoritats republicanes.

## La Restauració

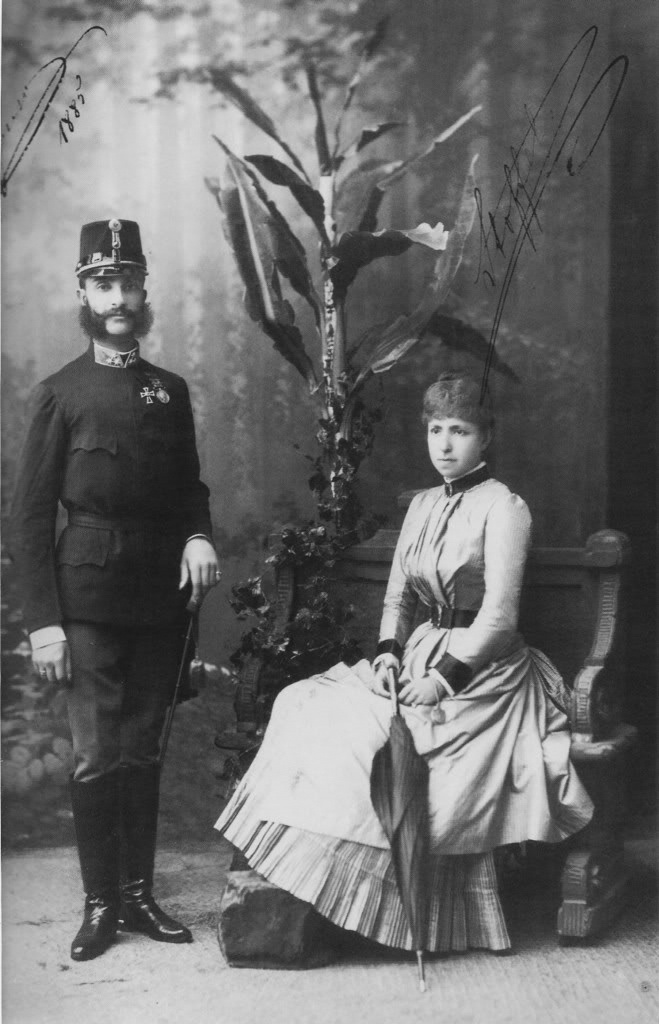
Alfons XII amb la seva segona esposa, Maria Cristina d'Àustria

La proclamació d'Alfons XII fou celebrada a Mallorca per les velles classes oligàrquiques que ara tornarien a ocupar posicions de privilegi i per molts de gent que aspirava al final de les turbulències polítiques. Els conservadors illencs s'uniren amb el nou règim i s'allunyaren del carlisme, convertit en un carreró sense sortida, optant pel canovisme. Durant els anys 1875 i 1876 es posaren els fonaments del règim de la Restauració, que perduraria fins al cop d'estat de Primo de Rivera, el 1923.

### El sistema polític de la Restauració
El sistema es basava en l'alternança dels partits en el poder. Les eleccions no eren més una paròdia, organitzada i dirigida des de la Governació, els governadors civils i la xarxa caciquista. El governador civil era l'enllaç entre el polític que residia a Madrid i els notables de les comarques i municipis. Quan el sistema censatari (vot dels més rics) va ser substituït pel sufragi universal masculí (1891) el sistema el desvirtuà per complet. El cunerisme era la denominació de la pràctica d'incloure a les llistes electorals persones alienes a la circumscripció, conseqüència del sucursalisme.
A Mallorca predominaven els anomenats partits dinàstics: el Conservador liderat per Cánovas del Castillo, el Constitucional liderat per Práxedes Mateo Sagasta i el Centralista d'Alonso Martínez. Aquests dos darrers es fusionaren el 1880 donant lloc al Partit Liberal Fusionista. Més que res els partits formaven xarxes clientelars, en les quals l'element ideològic era existent, però tenia un paper secundari. L'estiu de 1881 els liberals fusionistes obtingueren tres dels cinc escons de Mallorca (Mateu Gamundí, Enric de Mesa i Antoni Maura). Antoni Maura i Montaner (1853-1925) ja destacava a les files liberals i va fer una ràpida carrera a Madrid a l'ombra del seu cunyat Germán Gamazo. El bipartidisme entre conservadors i liberals no es trencà a la mort d'Alfons XII (1885) i continuà tant amb la regència de la reina Maria Cristina com en la minoria d'edat d'Alfons XIII.

### Els partits fora del sistema

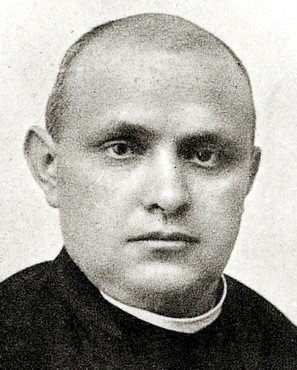
Mossèn Alcover

Els republicans i els carlins restaven fora del sistema d'alternança. Els republicans es fragmentaren en diverses formacions (possibilistes, unionistes i federalistes). El Partit Republicà Federal estava dirigit per Antoni Villalonga, Rafel Manera, Guillem Serra i Joaquim Quetglas, i defensaven l'abolició de les quintes i de certs imposts, oposats al caciquisme i el cunerisme. Arribaren a obtenir bons resultats electorals, sobretot a Palma.
L'any 1881 es reorganitzà el moviment obrer quan es creà la Unió Obrera Balear. El 1890 es fundà l'Ateneu Obrer Mallorquí i el 1892 els seus dirigents s'adheriren al Partit Socialista Obrer Espanyol. Els socialistes es presentaren per primera vegada a les eleccions a Corts l'any 1893 i l'Agrupació Socialista de Palma fou la primera a constituir-se. L'Ateneu Obrer es convertí amb la Federació Local de Societats Obreres sota la direcció de Francesc Roca.
El carlisme es debatia entre la clandestinitat i la legalitat. Tenia simpaties entre el clergat, part de la noblesa i sectors pagesos. Alguns d'aquests àmbits del tradicionalisme defensaren la cultura autòctona: en el setmanari manacorí La Aurora hi col·laborà el jove mossèn Antoni Maria Alcover. El carlisme, però, romangué en la marginalitat política fins ben entrat el segle xx.

### L'agricultura mallorquina de finals del XIX i principis del XX
La consolidació de l'economia capitalista va anar lligada a profundes crisis cícliques. Cal ressenyar la de 1873, que perdurà fins al 1895. Les Balears, en el context espanyol, ja eren una de les regions amb renda per capita elevada i la seva economia, en el darrer quart del segle xix, es caracteritzà per l'avanç en la industrialització, les millores a l'agricultura i les comunicacions, així com per l'impuls del capitalisme i la proliferació d'entitats financeres.
Els conreus de secà es varen veure complementats per altres de forta demanda exterior (llegums, vinya, ametla i patata entre altres), mentre que la parcel·lació de les grans propietats es va accelerar. La millora de les tècniques es va intensificar: maquinària agrícola, adobs, regadius... Sense dubte el conreu més dinàmic va ser la vinya que, a partir dels anys seixanta, va guanyar quota en el mercat francès. La fil·loxera va assolar els vinyets francesos i era necessari recórrer a la importació. De 15.543 ha de vinya el 1860 es passà a 30.000 el 1890. La fil·loxera atacà els vinyets mallorquins a partir de 1891 mentre que França ja podia disposar de vinyets recuperats, amb la qual cosa la vinya es reduí a 2.843 ha el 1907.
L'ametlerar i els garrovers iniciaren una forta expansió, amb produccions enfocades cap a l'exportació en el cas de l'ametla i parcialment (50%) en el cas de la garrova. Els regadius reberen un impuls amb les dessecacions del prat de Sant Jordi (a partir de 1848) i l'albufera d'Alcúdia (1870), Això va fer possible l'extensió de conreus d'hortalisses (en especial de la patata)

### Desenvolupament de la indústria i el comerç

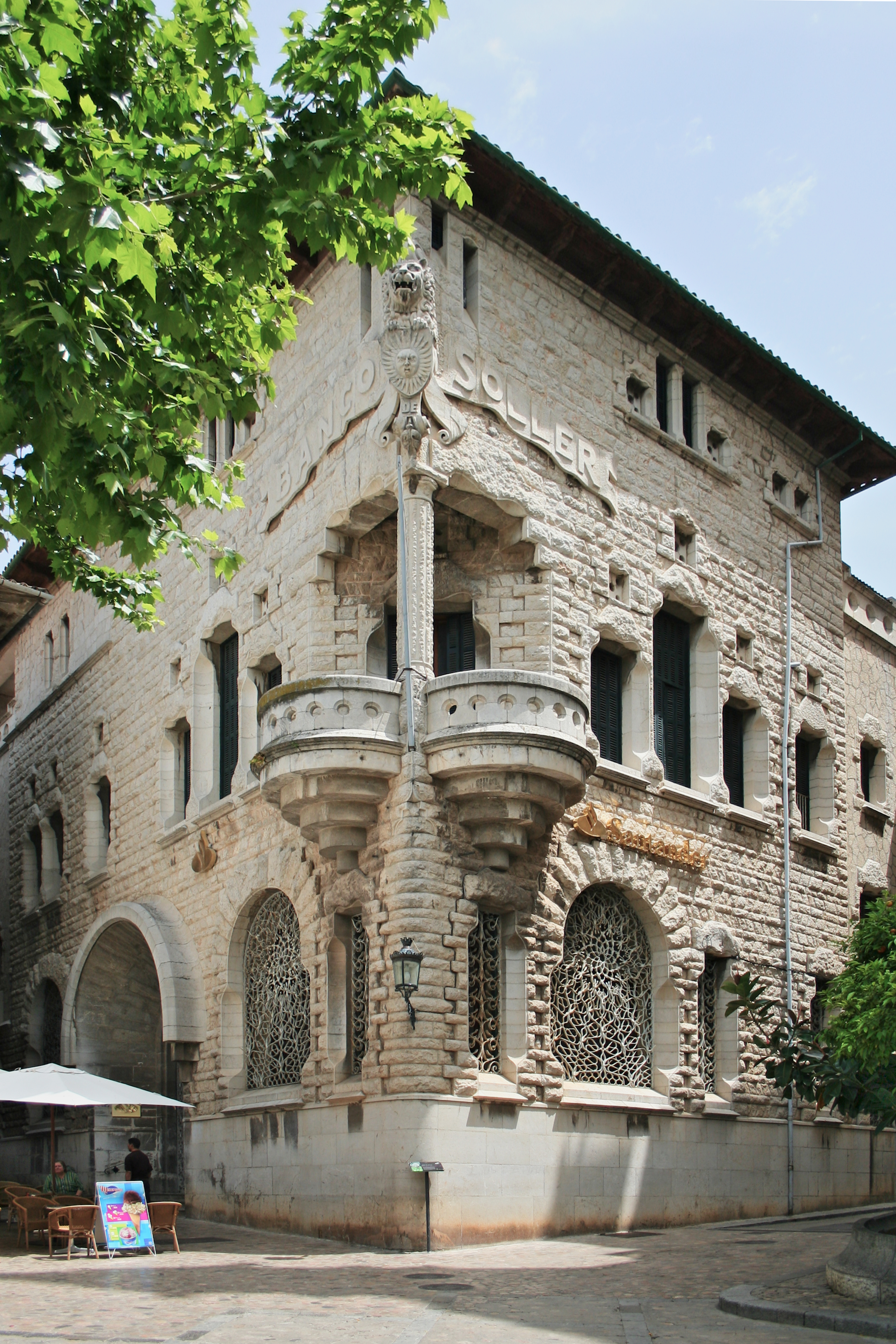
Façana del Banc de Sóller

L'any 1875 la indústria fabril mallorquina constava de 2.965 tallers que ocupaven 13.845 treballadors. A Menorca encara era molt major el pes de la indústria, que ocupava un terç de la població activa. Es tractava d'una manufactura enfocada a la producció de béns de consum (tèxtil, calçat, aliments, metall, fusta...) i basada en el taller artesanal, amb ús freqüent del treball domiciliari i amb una base energètica orgànica. En aquestes condicions sembla que l'existència d'una mà d'obra abundant i barata era el factor decisiu. La fàbrica moderna, gran i amb processos mecanitzats, es va anar implantant progressivament i, sovint, sense arribar a reeixir.
El calçat es va veure afavorit per l'estímul del mercat cubà. Els principals nuclis productors eren Palma, Binissalem, Lloseta, Alaró, Llucmajor i Inca (on el 1891 hi havia 11 grans tallers i 5 adoberies). La indústria tèxtil comptava amb nombroses empreses cotoneres a Palma i Sóller, mentre que a Esporles es treballava la llana. La indústria alimentària elaborava conserves, farines, destil·lats, olis i vins. El sector metal·lúrgic va comptar amb diverses fàbriques dedicades a la fabricació de maquinària agrícola, calderes i màquines de vapor. L'electrificació començà el 1901 (Alaró). El pes de les exportacions manufacturades cap al 1900 representava un 52% del total, la qual cosa posa en evidència una economia diversificada en la qual l'agricultura comercial era important.
S'amplià la xarxa ferroviària (Consell-Alaró, Inca-Sineu, Inca-sa Pobla, Palma-Manacor i Palma-Felanitx i es desenvolupà el transport marítim amb vaixells de vapor. Aparegueren noves entitats financeres com el Canvi Mallorquí el 1878, la Caja de Ahorros y Monte de Piedad de las Baleares (1882), la Caja de Ahorros y Monte de Piedad de Pollensa (Caixa de Colonya), el Crèdit Felanitxer, el Banc de Sóller, el Banc Agrícola i Comercial, etc.

### La societat mallorquina en el tombant de segle
L'adequació al cicle demogràfic modern s'accelera amb la reducció de la natalitat i de la mortalitat (amb xifres sensiblement més elevades de reducció que la mitja estatal). L'any 1887 l'esperança de vida d'un illenc en el moment de néixer era de 42 anys (igual que França, Regne Unit i Països Baixos per sols 32 anys en el conjunt de l'estat. En termes relatius la població mallorquina entre 1857 i 1887 augmentà un 22%. La crisi finisecular donà una evolució lleugerament negativa entre 1887 i 1900 (Mallorca perdé un 0,3% de la seva població). És aleshores quan es donà una emigració considerable (27.000 emigrants en el conjunt balear entre 1887-1997), compensada pel creixement vegetatiu positiu.
L'any 1900 Palma tenia 63.937 habitants amb un flux migratoiri procedent de les zones rurals. Fora de les murades hi havia el barri de Santa Catalina i més tard sorgiren la Soledat, el Molinar, la Vileta i els Hostalets. L'any 1873 s'havia enderrocat el tram de murada corresponent al passeig Sagrera. L'enginyer Eusebi Estada en el llibre La Ciudad de Palma: su industria, sus fortificaciones, sus condiciones sanitarias y su ensanche (1885) advocà per esbucar les murades. El Pla Calvet (pla d'eixample de la ciutat) fou aprovat el 1901 i l'any següent començà l'enderrocament de la totalitat de les fortificacions de la banda de terra.

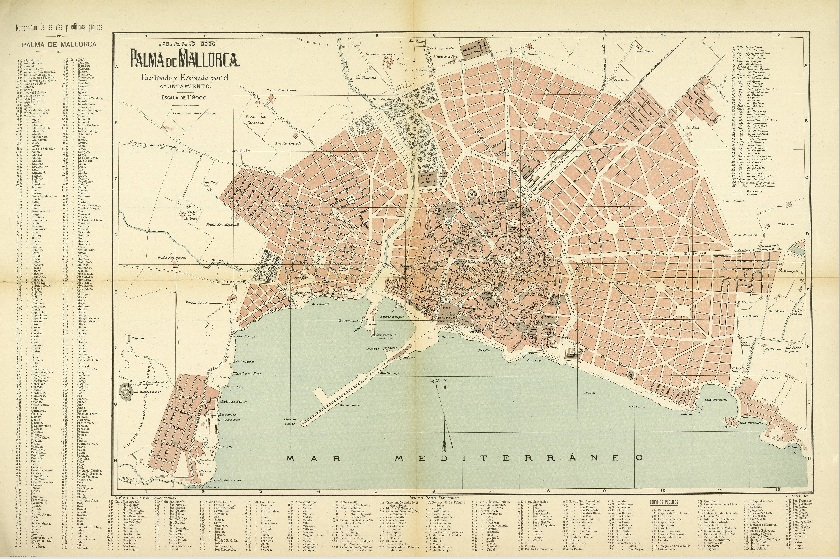
Plànol de Palma de començament del. De coloració més rosada, es veuen les zones projectades pel Pla Calvet, que en aquell moment s'estaven urbanitzant.

El procés industrialitzador va fer aparèixer una classe obrera més conscient i es varen promoure les primeres vagues. Els salaris entre 1885 i 1910 romangueren estancats, mentre que els preus s'apujaren força. Per complementar els ingressos molts de treballadors tenien petites parcel·les o feien treballs agrícoles puntuals o de temporada com a jornalers. El moviment obrer tenia un pes relativament escàs. L'empresariat també es començà a associar: Cambra Oficial de Comerç, Indústria i Navegació de Palma (1886), la Unió Industrial (1906) que donà lloc a la Federació Patronal de Mallorca.
La societat es va anar fent més diversa i plural. Aparegué un actiu associacionisme de tota classe, amb entitats que a vegades han arribat al nostre temps (Societat Arqueològica Lul·liana el 1880). El pluralisme religiós aflorà en els anys seixanta, però amb resultats molt minvats (anglicanismes, protestants...). L'Església promogué molt les associacions catòliques com els cercles obrers catòlics, entitats d'estalvi i sindicats agrícoles catòlics.

### La cultura en el final de segle

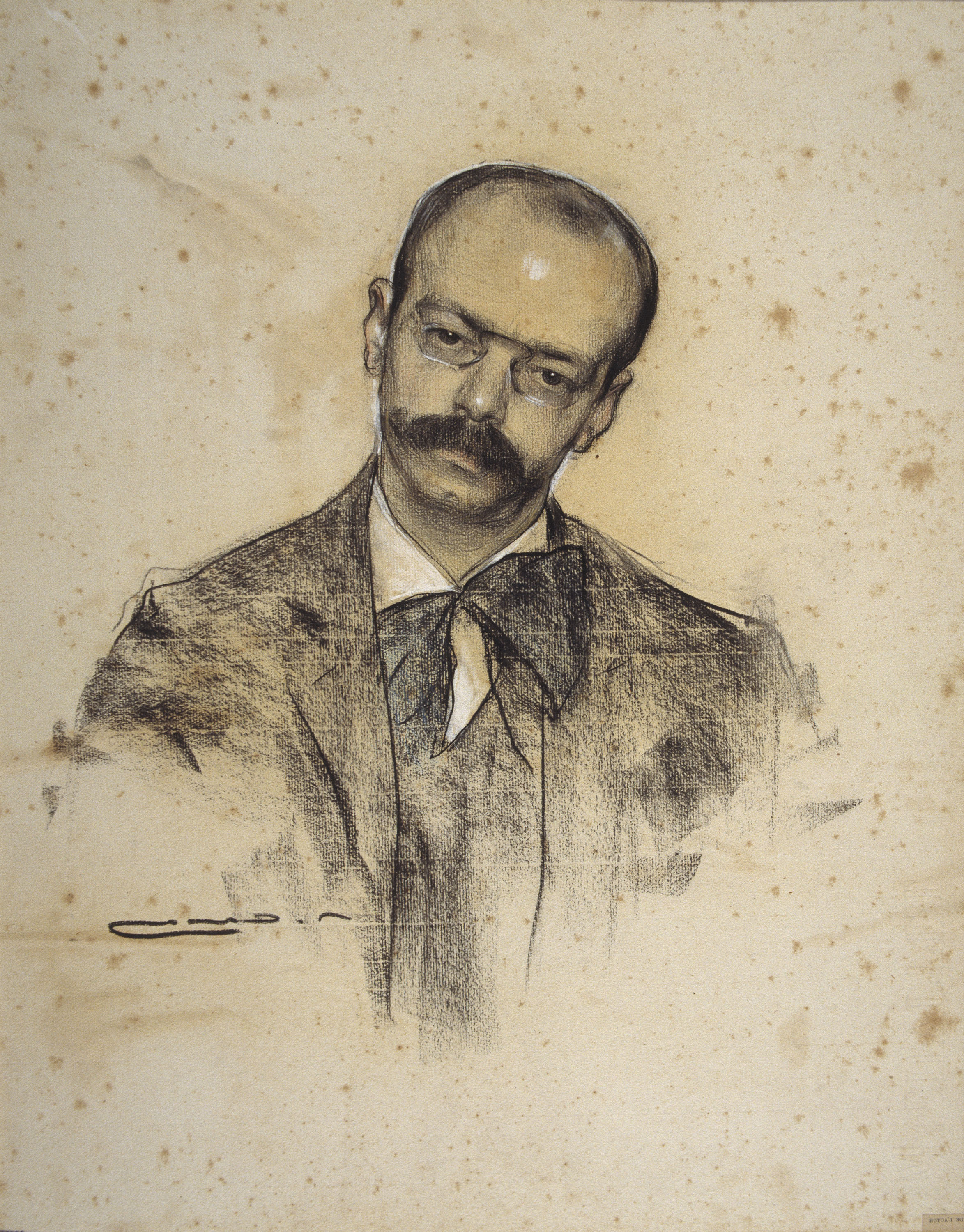
Gabriel Alomar, vist per Ramon Casas (MNAC)

L'ensenyament es realitzava únicament en castellà i el català era reduït a l'ús oral. Tanmateix, l'ensenyament era molt insuficient. L'any 1885 hi havia a les Balears 8 escoles públiques de pàrvuls per 36 de privades. A l'ensenyament primari, a finals de segle, l'ensenyament privat representava la meitat de l'oferta educativa de Mallorca. L'analfabetisme era molt elevat (el 1900 el 65% dels homes i el 79% de les dones de les illes no sabien llegir ni escriure). La primera dona que accedí a l'Institut Balear ho va fer el 1877. Entre les experiències de renovació pedagògica es poden esmentar persones com Gabriel Comas, Rafel Ballester, Joan Capó i Valls de Padrines o Antoni Juan i Alemany.
La Renaixença feia el seu camí. En l'aspecte costumista L'Ignorància (1879-1885) va ser una revista significativa. El poetes cabdals com Miquel Costa i Llobera, Joan Alcover i Maspons donaren pas a joves com Miquel dels Sants Oliver, Gabriel Alomar i Villalonga o Joan Torrendell. Menció a part correspon a l'arxiduc Lluís Salvador d'Àustria que arribà a Mallorca l'any 1866 i hi va escriure la seva gran obra Les Balears per la paraula i el gravat.

## Mallorca en el primer terç delseglexx

### La política mallorquina de principis de segle

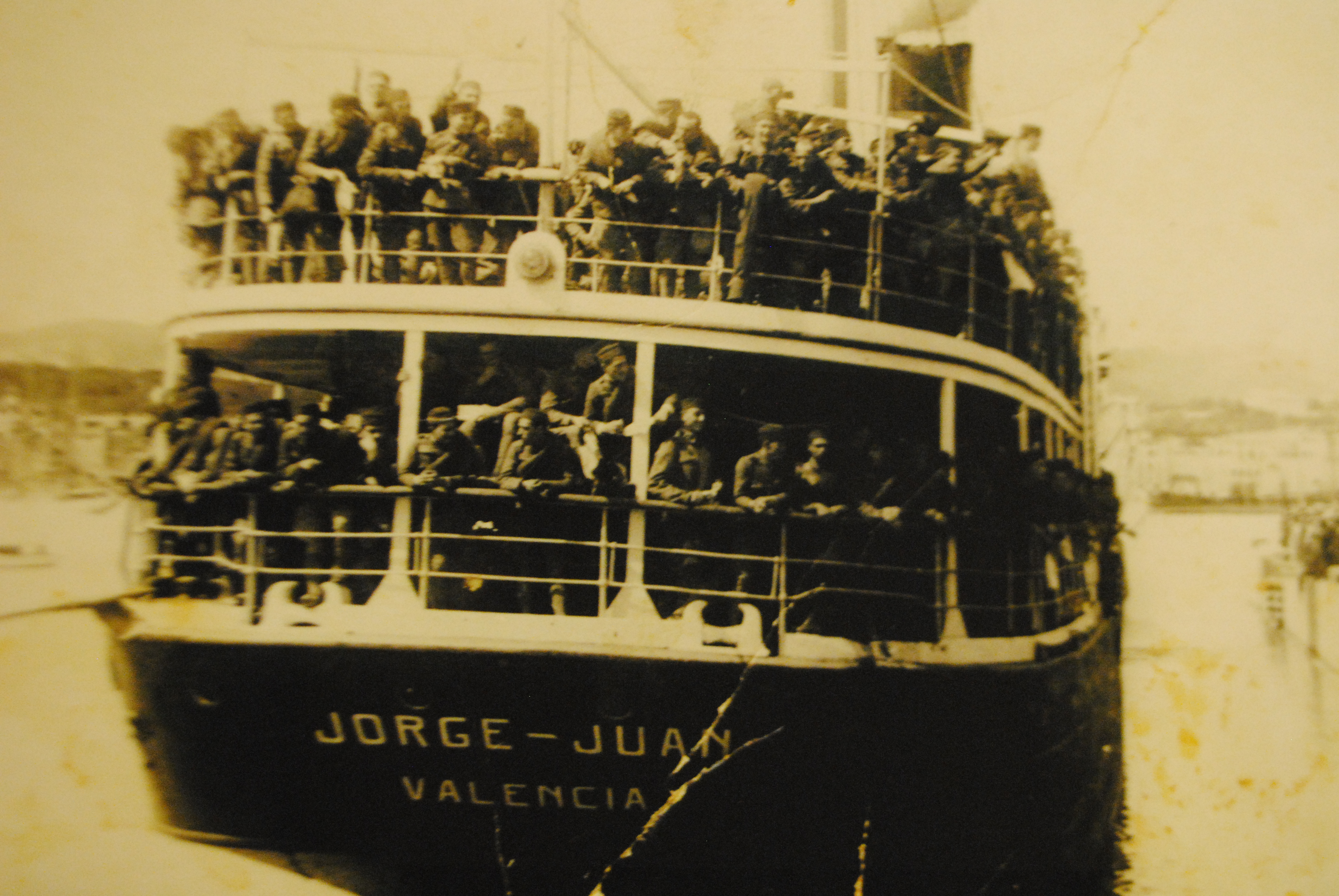
El vapor Jorge Juan carregat de soldats mallorquins a la Guerra del Rif (1925)

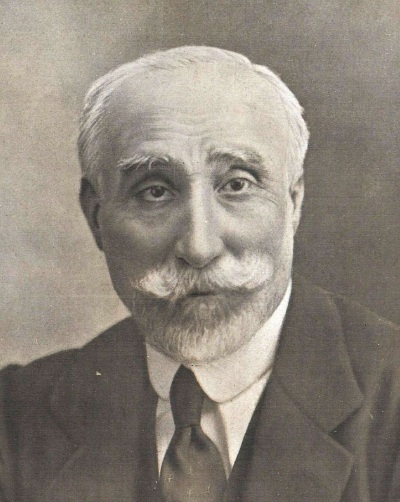
Antoni Maura i Montaner, president del govern espanyol cinc vegades entre 1903 i 1922

La guerra d'independència de Cuba i la guerra amb els Estats Units tengueren efectes importants a l'estat i a les Balears. La pràctica totalitat del calçat illenc, per exemple, es comercialitzava a Cuba. A les Balears el pas d'Antoni Maura del Partit Liberal al Partit Conservador contribuí a l'hegemonia electoral d'aquesta darrera força. Maura ocupà càrrecs importants en el govern conservador i es convertí en cap del conservadorisme espanyol. El rei el designà president del Consell de Ministres el desembre de 1903. Maura tornà a la presidència del govern el gener de 1907.
L'aventura neocolonial del Marroc respon a les ànsies de rescabalar la humiliació de 1898 i va ser un nou desastre, fet que provocà els fets de la Setmana Tràgica de Barcelona el juliol de 1909. A Mallorca les protestes foren significatives, però la maquinària política caciquista seguia controlant la situació. La xarxa de poder local constituïda des de l'usufructe de les institucions exercia el control electoral, social i econòmic sense arribar a veure's tan qüestionada com en altres indrets.
L'any 1892 aparegué a Mallorca La Región dirigida per Lluís Martí que defensava l'autogovern. Però el gruix de la classe política i de la intel·lectualitat mallorquina del temps de la Restauració, i també les forces crítiques amb el sistema (la majoria de republicans i socialistes), subscrivien els plantejaments unitaristes que identificaven l'estat amb la imposició de la llengua i la cultura castellana i eren contraris a les idees descentralitzadores. El regionalisme a Mallorca va tenir dos constituents: el tradicionalisme conservador (vinculat a sectors de l'església) i un sector del republicanisme federal. L'any 1898 aparegué La Nova Palma i el 1900 La Veu de Mallorca. El primer intent de vertebrar el regionalisme polític fou el 1909 amb la candidatura de l'Espurna a les eleccions municipals de Palma.

### Una economia dinàmica

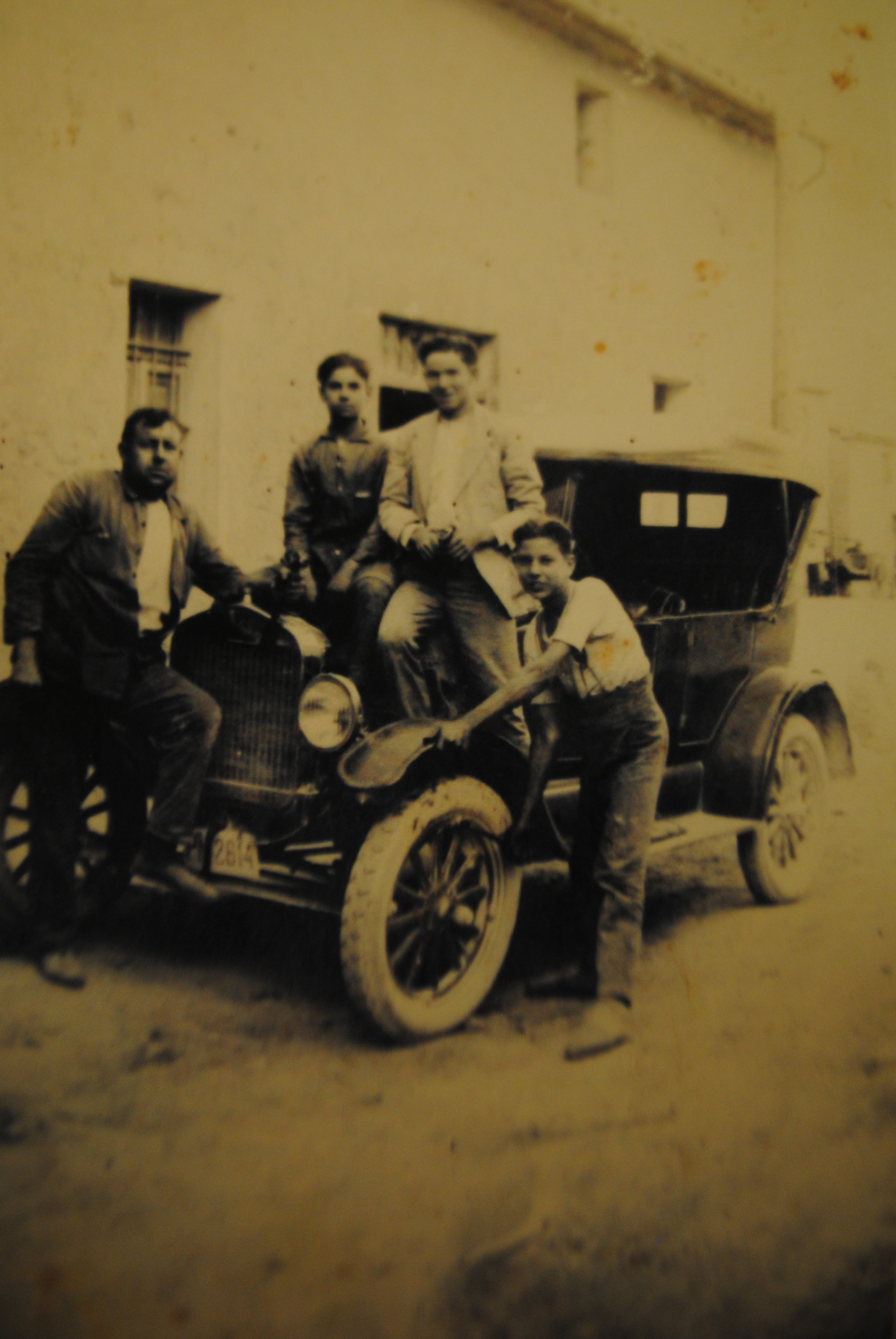
El cotxe, devers el 1920, encara era una novetat a Mallorca.

L'any 1920 les Balears tenien 338.894 habitants un 8,7% més que el 1900. El moment, tot i les crisis, era de creixement econòmic i renovació tècnica. El primer automòbil arribà a Mallorca el 1897, i el 1901 es produí a Palma la primera matriculació de l'estat: el PM-1. Milloraren molt les comunicacions marítimes, promovent l'activitat comercial.
El creixement agrari, molt vinculat a l'expansió de la propietat pagesa, va ser molt important i va reforçar la constitució d'empreses com Can Maneu (dedicades a la fabricació de maquinària i eines) i Ripoll Hermanos (després La Fertilizadora, que es convertí en una de les més importants fàbriques d'adobs).
Es desenvolupen nous sectors industrials (producció d'energia), i se'n promocionen d'altres (tèxtil, calçat). La construcció de maquinària genera empreses com la foneria Oliver, la Fundición Mallorquina, Buades, Vadell, Tous i Calafell. L'any 1901 s'instal·là al Molinar de Palma una refineria de petroli. La irrupció de l'energia elèctrica va ser molt important per la mecanització dels tallers tradicionals.
Es construí el tren de Sóller (1929) i s'acabà l'electrificació dels tramvies de Palma (1929). En els primers anys del segle alguns intel·lectuals començaren a parlar de la indústria dels forasters, el turisme, que segons ells tenia molt de futur. L'any 1903 es va inaugurar a Palma el primer establiment hoteler modern: el Grand Hotel i dos anys més tard es fundà el Foment del Turisme de Mallorca.

### Els efectes de la Gran Guerra
En esclatar la Primera Guerra Mundial els circuits comercials se'n ressentiren. L'aprovisionament de primeres matèries es va fer difícil i s'encarí molt. Algunes activitats es trobaren amb els mercats tancats (brodats i bosses de plata), en canvi el calçat i el tèxtil es beneficiaren de les demandes d'equipaments militars.

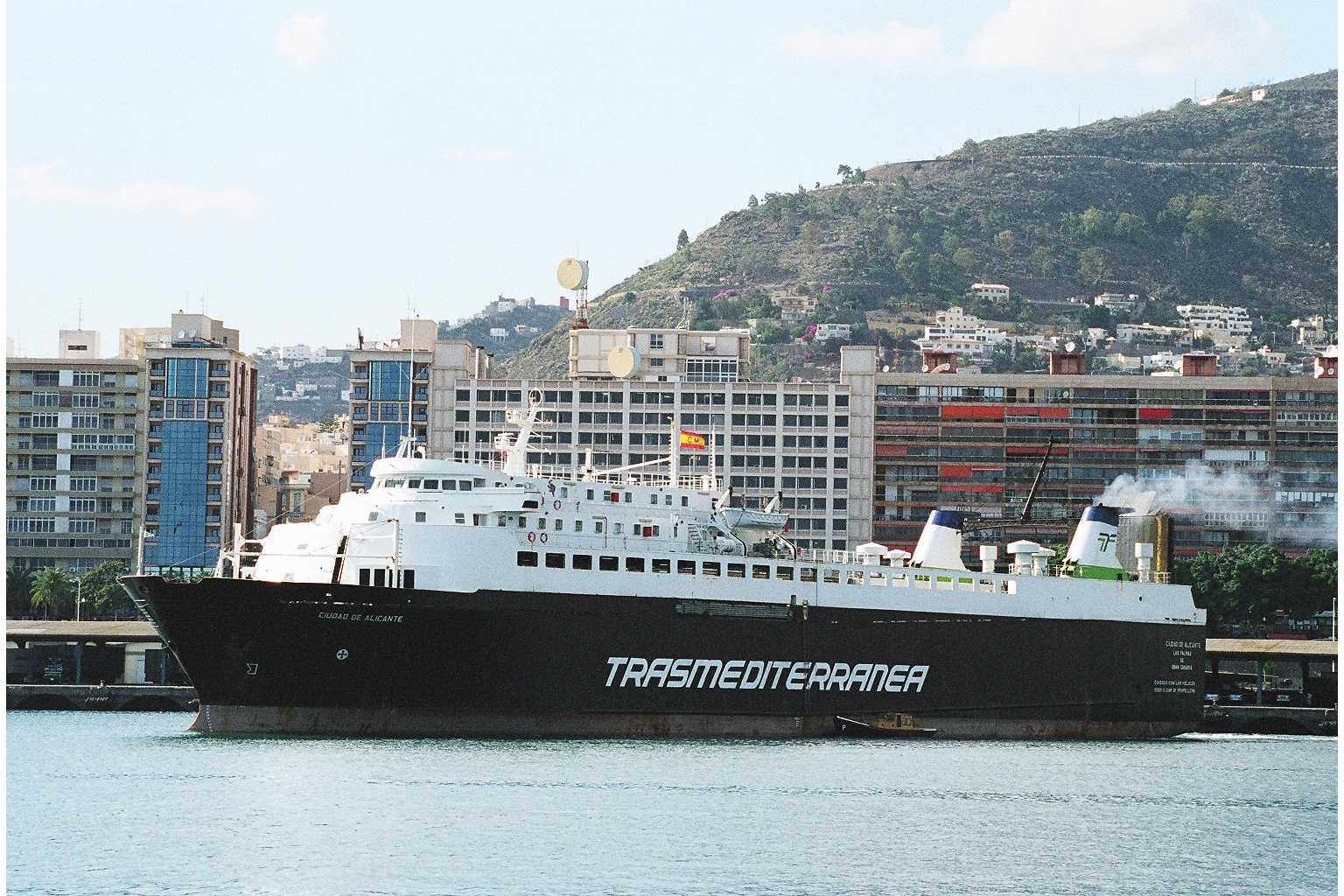
El vaixell Ciudad de Alicante de la Transmediterrània al Port de Sevilla

En el sector primari els efectes de la guerra varen ser ambivalents: va augmentar la demanda internacional de productes agraris, però la producció espanyola no podia atendre aquesta demanda i alhora garantir el proveïment de la població. Es varen haver de posar restriccions a l'exportació (sobretot blat i farina). El contraban es va incrementar i hi va destacar Joan March i Ordines Verga (1880-1962). March, procedent d'una família de mercaders de Santa Margalida, havia guanyat molts de doblers comprant finques grans per a la seva parcel·lació agrària, però era molt actiu en el contraban de tabac i, durant la guerra, arribà a controlar el contraban de queviures que es feia des de Mallorca. També es va fer seu el control del transport marítim regular a través de la Companyia Transmediterrània que va absorbir La Isleña (1918) i La Marítima (1919).
En l'àmbit polític el 1915 es reorganitzà el maurisme mallorquí, que a les eleccions de maig de 1916 obtengué tres diputats (els altres dos els guanyà el partit liberal). El regionalisme experimentè un intent de revifada, amb la reaparició de La Veu de Mallorca i sobretot amb la creació del Centre Regionalista creat el 1917 per Guillem Forteza. També el novembre de 1917 es formà el Bloc Assembleista, integrat per regionalistes, reformistes, socialistes i republicans, que propugnava un sistema autonòmic i rebutjava el vell sistema caciquista, que es presentà a les eleccions locals de novembre de 1917. Dins el Bloc, hi tornam trobar Lluís Martí. El novembre de 1917 aparegué la revista Mallorca amb Emili Darder, Josep Quiñones, Pere Garau, Joan Capó, etc.

### El moviment obrer i el problema de les subsistències

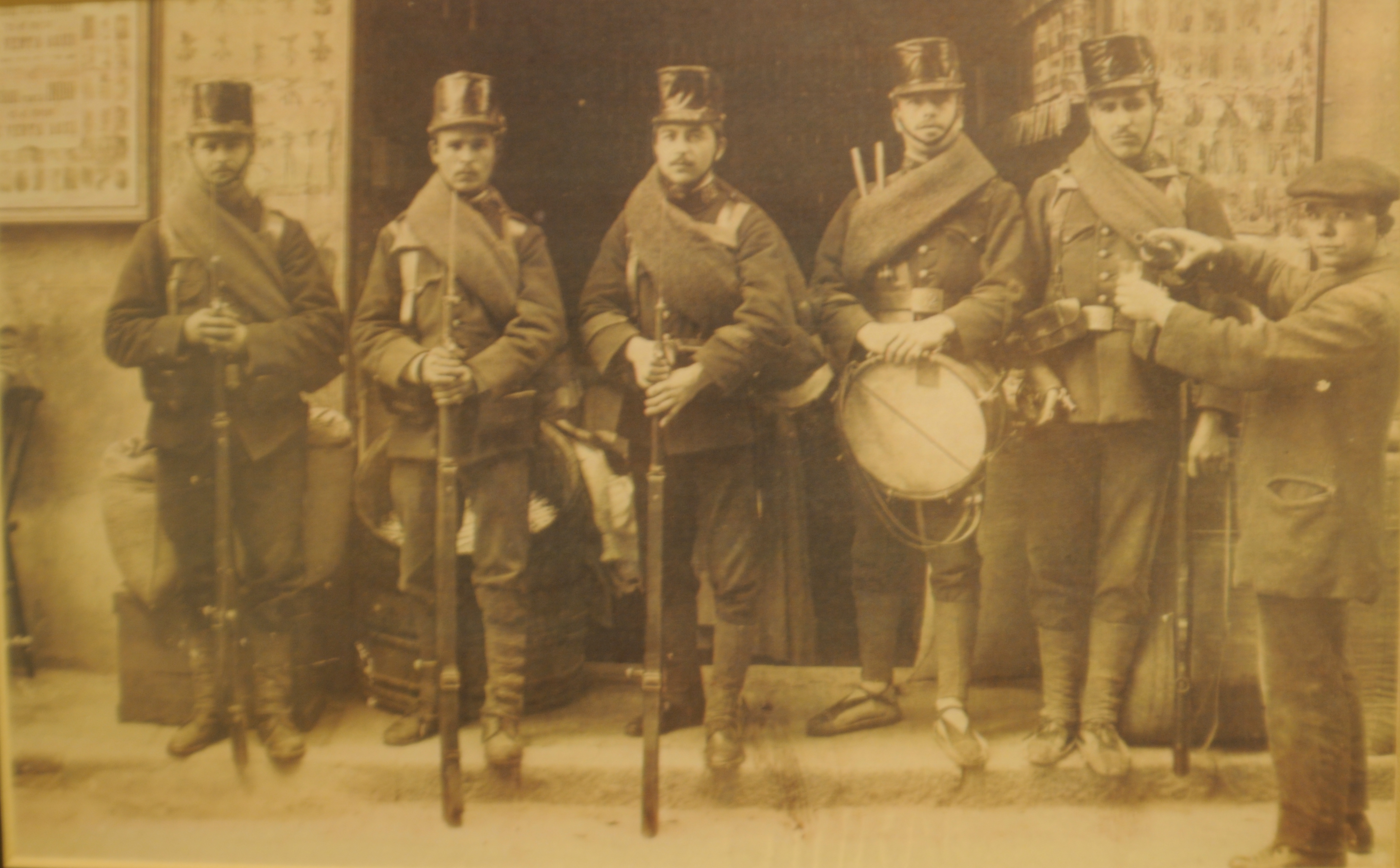
Grup de soldats protegint dels saquejos la botiga de Can Juanito, al carrer del Sindicat de Palma, l'any 1918.

Les tensions socials dugueren a la revolta minera de 1917 i la vaga general. A les Balears no hi va haver incidents de consideració. Però el moviment obrer s'havia anat reforçant. L'any 1903 s'havia creat la Federació de Societats Obreres de Balears i el 1909 els socialistes es reorganitzaren com a partit polític i, aliats amb els republicans, formaren la Conjunció Republicanosocialista que participà en les eleccions de 1910. Els candidats de la coalició foren Llorenç Bisbal pels socialistes i Jeroni Pou i Francesc Garcia Orell pels republicans, però la coalició no obtengué cap diputat. El 1911 es constituí a Mallorca la Confederació Nacional del Treball (CNT).
L'augment dels preus provocat per la guerra i la manca de productes de primera necessitat com el carbó o la farina va dur a situacions crítiques. A principis de 1918 hi hagué manifestacions i saquejos de magatzems. L'epidèmia de grip de 1918 va agreujar la situació. En dos mesos (octubre i novembre) moriren 2.463 persones a les Balears. El 18 de febrer de 1919 hi hagué greus aldarulls a Palma i es declarà l'estat de guerra. La forta pressió obrera (sense oblidar el context internacional, amb fets com la revolució soviètica de 1917) aconseguí forçar la pujada dels salaris reals, que a partir de 1919 començaren a pujar i, tot i l'increment del cost de la vida, millorà el poder adquisitiu dels treballadors. L'any 1920 els salaris nominals quasi s'havien duplicat respecte dels vigents el 1914.

## La crisi de la monarquia i l'adveniment de la Segona República

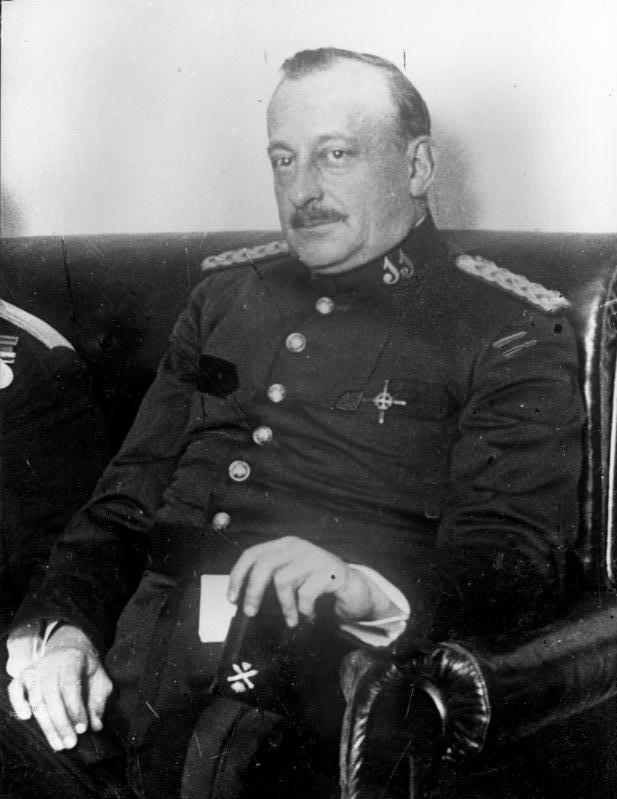
Miguel Primo de Rivera

La inestabilitat política i els desastres de la guerra del Marroc (desfeta d'Annual el 1921) generaren una situació de crisi de tot el sistema. Joan March i Ordinas Verga entrà en política enfrontant-se a la dreta tradicional. Va regalar la Casa del Poble de Palma per guanyar-se les societats obreres. A les eleccions de 1923, March, al davant dels liberals mallorquins, aconseguí el suport de republicans, reformistes i d'alguns socialistes, obtenint tres dels cinc escons. Quan s'estaven a punt de dictaminar les responsabilitats del desastre d'Annual que implicaven alts càrrecs polítics i militars, Miguel Primo de Rivera, el 13 de setembre de 1923, efectuà un pronunciament erigint-se en dictador i foragitant els partits polítics.

### La Dictadura de Primo de Rivera
La Dictadura conferí als militars les funcions dels governadors civils fins al 1925. Els batles i regidors foren elegits d'entre les llistes de majors contribuents. En els seus inicis, la Dictadura va tenir un important suport popular. La Unió Patriòtica, el partit únic, incorporà antics i nous cacics locals, al costat de gent nova que responia a perfils tecnòcrates i apolítics, en general d'ideologia conservadora.
L'acció repressiva se centrà sobretot en la premsa a través de la censura, els regionalistes, sectors del moviment obrer i els republicans. Primo de Rivera abominava dels moviments autonomistes i regionalistes. Els socialistes i la UGT foren més tolerats. La UGT de Balears es constituí el 1925.
El règim autoritari començà a declinar a partir de 1928. El Dictador, ja sense suports a l'oligarquia dominant i a gran part de l'exèrcit, dimití el gener de 1930. En el breu període del General Berenguer l'oposició es va reorganitzar: creació del Partit Republicà Federal de Mallorca, del Centre Autonomista de Mallorca i el Centre Regionalista de Mallorca, activitat socialista i sindical, etc. En canvi els monàrquics estaven desorganitzats per l'acció de la Dictadura. Les forces opositores s'uniren de cara a les eleccions municipals del 12 d'abril de 1931 en el Front Únic Antimonàrquic. Els monàrquics guanyaren a Mallorca i Eivissa i el bloc d'oposició guanyà a Formentera i Menorca. Però el triomf republicà a les principals ciutats (41 de les 50 capitals) forçà la partida del rei i el 14 d'abril es proclamà la República.

### L'economia mallorquina en els anys vint
A partir de 1920, i fins al 1924, l'economia europea entrà en recessió i això es conegué en les exportacions mallorquines de productes químics, teixits i calçat. Els productes agroalimentaris, en canvi, mostraren increments (ametles, garroves i altres). Joan March, que s'havia acostat a la Dictadura, aconseguí el monopoli dels tabacs de Ceuta i Melilla i una posició de predomini a CAMPSA (creada el 1927). El 1926 fundà la Banca March.
El 1927 es creà GESA que adquirí les petitats centrals elèctriques locals i concentrà la pràctica totalitat de la producció energètica de Mallorca. En el període 1921-1930 les Balears cresqueren a una taxa del 4,47% anual, gairebé el doble que la taxa mitjana espanyola. Les puges salarials romangueren estancades, però així i tot augmentà la capacitat adquisitiva de les famílies. El 1919 hi havia a les Balears 273 automòbils, el 1925 eren 2251 i el 1930 5092.
L'agricultura mallorquina continuava reforçant el seu caràcter comercial i l'any 1929 hi havia a les illes 37.000 hectàrees d'ametlerar. També augmentà l'exportació de porcs i ovelles, de conserves i polpa de fruita. Aquesta bona evolució va ser induïda per la creixent demanda europea, fent que el sector agrari i el subsector de transformats alimentaris actuassin de motor del creixement. La indústria del calçat s'orientà més cap al mercat espanyol, sense perdre el caràcter exportador. El tèxtil es mantengué a un bon nivell i els sectors metal·lúrgic i químic evolucionaren en positiu. A partir de 1929, però, l'evolució ja va ser més negativa.
S'amplià l'oferta hotelera: Gran Hotel Alhambra (1920), Mediterráneo Hotel (1922), etc. El 1929 s'inaugurà l'Hotel Formentor. L'any 1930 havien visitat Mallorca 20.000 turistes i el 1935 ja foren 40.000. Hi hagué els primers projectes d'urbanització: la Ciudad Jardín (1920) o Cala d'Or (1933).

### Societat i canvi cultural en el primer terç delseglexx
La població mallorquina augmentà en les primeres 4 dècades del segle un 32%. Però el pes demogràfic de Palma cresqué de 63.937 habitants i el 25,7% de l'illa el 1900 a 114.402 habitants i el 34,9% de l'illa el 1940. La part forana l'any 1930 tenia 14 municipis de més de 5000 habitants. Manacor, Felanitx, Inca (Mallorca), Llucmajor i Sóller havien desenvolupat una indústria lleugera que combinaven amb una agricultura comercial.
S'observa un descens relatiu de la població activa agrària en benefici de la indústria i els serveis, encara que la societat mallorquina segueix essent eminentment pagesa. El 1930 la taxa d'analfabetisme a les Balears estava en el 30% dels homes i el 45% per a les dones. Especial importància tengué la inversió en ensenyament durant el període de la Segona República. Durant tot el primer terç de segle es consolidà la premsa periòdica amb titulars com La Almudaina, Última Hora, El Correo de Mallorca i El Día. El cinema va fer acte de presència en la vida quotidiana dels mallorquins (el 1933 hi havia 89 sales de cinema). La ràdio va fer la seva aparició en els anys vint amb l'emissora Ràdio Fornalutx (1924). La primera emissora que va emetre amb regularitat va ser Ràdio Mallorca (1933).
En aquesta època l'oci era de caràcter societari i col·lectiu: casinos, societats recreatives i esportives, associacions que organitzaven activitats de tota classe. És l'època de la difusió social de l'esport. La Federació Balear de Futbol es va crear el 1926. El ciclisme també va assolir un innegable èxit.
Les dones van participant de cada cop més en la vida social i comencen, de manera molt reduïda, a accedir als estudis mitjans i superiors. l'Església promogué l'associacionisme catòlic: Acció Catòlica, Associacions de pares de família, l'Acció Obrera, etc.

### Les arts i la literatura

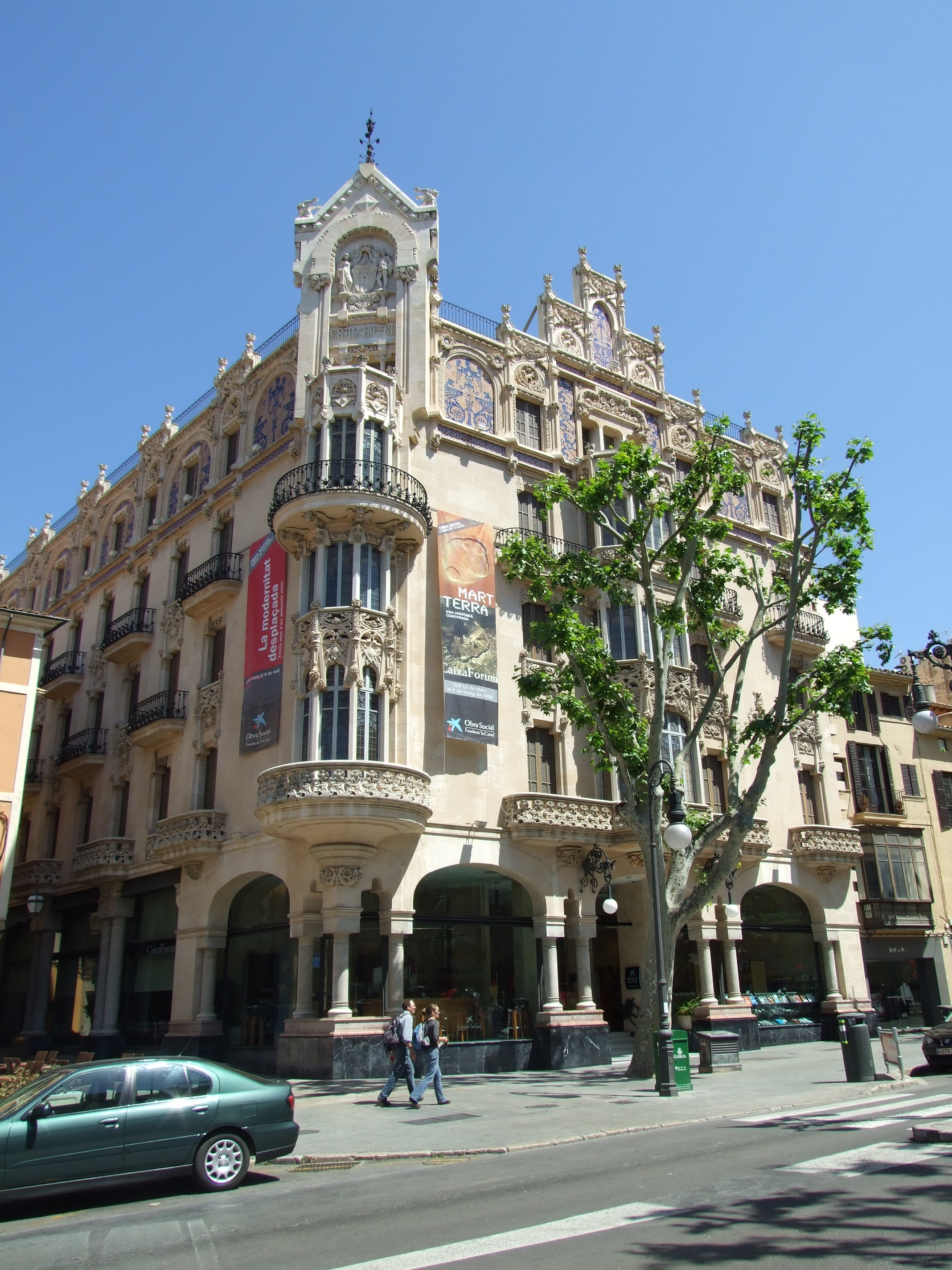
Grand Hotel de Palma

És un moment d'efervescència i canvi. A principis del segle xx s'introdueix el moviment modernista: el Gran Hotel del català Lluís Domènech i Montaner, els treballs d'Antoni Gaudí a la Seu, reforma del Santuari de Lluc pel deixeble de Gaudí Joan Rubió i Bellver. Gaspar Bennàssar, Francesc Roca i Simó, Guillem Reynés i altres arquitectes mallorquins deixen també un conjunt d'obres vinculades a la modernitat. En l'estil neoregionalista cal destacar Guillem Forteza i Pinya.
En pintura hi ha Llorenç Cerdà, Joan Fuster i Bonnín, Francesc Rosselló i Miralles i els impressionistes Antoni Gelabert Massot i Pilar Montaner i Maturana. Una altra figura important és el postcubista Juli Ramis i Palau.
En la literatura el modernisme coexisteix amb el costumisme. Miquel dels Sants Oliver i Gabriel Alomar i Villalonga escriuen la seva obra assagística. Els seguidors de la poesia de Costa i Alcover es coneixen com l'Escola Mallorquina. Els intel·lectuals mallorquinistes fundaren la revista La Nostra Terra i l'Associació per la Cultura de Mallorca. La renovació de la poesia mallorquina vendria, sobretot, de la mà del jove Bartomeu Rosselló-Pòrcel (1913-1938).

## La Segona República a Mallorca

### El procés electoral i la Constitució de 1931
El republicà Antoni Pou Reus i el socialista Jaume Garcia i Obrador assumiren el Govern Civil, Llorenç Bisbal encapçalà la gestora de l'Ajuntament de Palma i els republicans Francesc Julià i Perelló i Ferran Pou, amb el socialista Jaume Bauzà Far, es feren càrrec de la Diputació Provincial. Hi va haver 14 ajuntaments mallorquins on les eleccions es varen haver de repetir arran d'anomalies denunciades per socialistes i republicans, amb un resultats molt més favorables a l'esquerra. Les eleccions a Corts constituents foren el 26 de juny. Els conservadors es presentaren ara com a Republicans de dretes i els liberals de March com a Partit Republicà de Centre. Per un altre costat es presentà la Coalició republicano-socialista, la Concentració Republicana d'Antoni Pou i els comunistes del PCE. Per l'esquerra es presentaren candidats cuners tan rellevants com Manuel Azaña i Dolores Ibarruri. Sortiren elegits cinc diputats de la coalició republicano-socialista i els dos candidats del Partit Republicà de Centre (Joan March i Ordinas i Lluís Alemany). Els resultats varen ser possibles, sobretot, per la divisió de la dreta (ja que la suma de les dretes era el 64,2% dels vots emesos). La nova Constitució, aprovada pel Congrés el 9 de desembre de 1931, era molt avançada civilment i social, però establia que Espanya era un estat unitari i el castellà l'idioma oficial, tot i que permetia l'autonomia de les regions i l'ús oficial de les llengües regionals.

### El projecte d'autonomia de les Balears
Les Balears podien optar a aconseguir un estatut d'autonomia. L'Associació per la Cultura de Mallorca promogué la redacció d'un Avantprojecte d'Estatut. Però els municipis menorquins, dirigits pel republicanisme lerrouxista, renunciaren a participar en la discussió de l'Avantprojecte. El juliol de 1931 es va aprovar l'Avantprojecte sense incloure Menorca. Però el problema de l'Estatut no era Menorca, era la manca d'adhesió al projecte de les forces polítiques majoritàries, d'ideari poo o gens favorable a l'autogovern, i la indiferència del gruix del cos social. El 6 de desembre de 1932 hi tornà a haver una altra convocatòria a les entitats municipals, però el projecte va restar en via morta.

### El Bienni reformista
L'economia havia perdut dinamisme a principis dels anys trenta, en un moment de recessió internacional (crisi de 1929). Al port de Palma les sortides de mercaderies caigueren un 28,6% entre 1929 i 1935. La conflictivitat laboral també va anar en augment (vaga del moll de Palma de l'estiu de 1931). Les organitzacions obreres es trobaven enmig d'una forta reactivació. Els comunistes s'organitzaren i editaren Nuestra Palabra, la CNT es reconstituí al llarg de 1931 i 1932 i el PSOE constituí la Federació Socialista Balear (16 agrupacions locals i 1139 afiliats). El castell i bosc de Bellver, propietat del Reial Patrimoni, foren lliurats a la ciutat. S'implantà l'ús de la llengua pròpia a les sessions de l'Ajuntament de Palma. S'emprengué una notable tasca cultural a l'ensenyament primari i s'impulsaren les construccions escolars de manera decidida.

### El Bienni Negre
A les eleccions generals de novembre de 1933 el cos electoral s'havia incrementat molt amb el reconeixement del dret de vot a les dones, però també la dreta s'havia reorganitzat constituint la CEDA (Confederació Espanyola de Dretes Autònomes), liderada per José Maria Gil Robles. La dreta es presentà unida a les eleccions i obtingué el 62% dels vots, mentre que la coalició de republicans i socialistes restà en el 19%. En la segona volta, celebrada el 3 de desembre, foren elegits els candidats radicals Josep Teodor Canet Menéndez i Francesc Julià i Perelló, gràcies al suport de la dreta.
La situació econòmica empitjorà i es produí la fallida del Banc de Crèdit Balear el desembre de 1934, la del Banc Agrari de Balears i de la Companyia de Ferrocarrils de Mallorca. Falange Espanyola es constituí a Palma el gener de 1934. La tensió social culminà el mes d'octubre de 1934 amb la vaga general i la revolta d'Astúries. A Catalunya Lluís Companys proclamà l'Estat Català. El general Francisco Franco -que des del març de 1933 era comandant militar de Balears- dirigí la repressió implacable contra els miners asturians.
Les mesures repressives afectaren les Balears. Es produïren detencions i l'Ajuntament de Palma, presidit per Emili Darder i Cànaves, va ser destituït. També foren destituïts els batles de Llucmajor, Andratx i Felanitx. La Casa del Poble de Palma va ser clausurada. Es detengueren els comunistes Miquel Llabrés, Mateu Martí i Heriberto Quiñones González. Però la situació social i política es va anar agreujant al llarg de 1935. El govern presidit per Alejandro Lerroux caigué el 19 de setembre. Poc després esclatava un escàndol relacionat amb el joc d'atzar que implicava polítics del govern i el mateix Lerroux: el cas de l'estraperlo (del noms dels austriacs Straus i Perl), que s'havia implantat a Sant Sebastià i a l'Hotel Formentor.

### El Front Popular
A les eleccions hi ha haver dues grans coalicions: la Unió de Dretes (CEDA, regionalistes, mauristes i els verguistes) i el Front popular que a les illes rebé el nom de Bloc Popular Antifeixista i estava constituït per Unió Republicana, Esquerra Republicana Balear, Partit Republicà Democràtic Federal, PSOE, PCE i les Joventuts Socialistes Unificades. Les eleccions, celebrades el 16 de febrer de 1936, donaren a les Balears un 68,3% a la dreta i l'esquerra sols guanyà a Calvià i Formentera. Però en el conjunt de l'estat la victòria va ser pel Front Popular.
Els ajuntaments destituïts l'octubre de 1934 foren reposats i Emili Darder tornà a ser el batle de Palma. La Diputació restà en mans d'una gestora presidida pel socialista Jaume Garcia i Obrador. Durant el mes de març es constituïren comissions gestores a molts de municipis, que intentaren contrarestar l'atur creixent amb petites obres públiques o creant bosses de treball. Des dels sectors regionalistes i nacionalistes s'intentà reprendre el procés autonòmic, coincidint amb el Missatge als mallorquins del 23 de maig, al qual es va respondre amb el document Resposta als catalans signat per 153 mallorquina d'ideologia política diversa. Aleshores els fets ja apuntaren amb celeritat cap a una creixent tensió estimulada per l'estratègia de provocació que articulà l'extrema dreta (falangistes, tradicionalistes, les Joventuts d'Acció Popular i membres de Renovación Española). Els fets més greus foren protagonitzats el 4 de juny quan falangistes d'Inca i Manacor col·locaren una bomba a la Casa del Poble de Palma. Finalment el juliol es produí l'alçament militar contra la República.

## La Guerra Civil
L'alçament militar duia mesos de preparació. El comandant militar de les Balears Manuel Goded Llopis hi havia de tenir un paper destacat, Hi estaven implicats Falange Española, Renovación Española, Comunión Tradicionalista i les JAP entre altres col·lectius civils. Comptaven amb el suport d'Itàlia i Alemanya i amb la contribució financera de Joan March i Ordinas (pagà l'avió que traslladà Franco a Tetuan, els avions italians que intervengueren a Portocristo i, entre altres coses, facilità un important crèdit als sublevats). Goded enganà el governador civil Antonio Espina García i el 19 de juliol proclamà l'estat de guerra. D'acord amb el guió, passà a destituir les autoritats republicanes i ocupar els punts neuràlgics de Palma. Es declarà la vaga general, però sense gaire èxit. Petits destacaments de carabiners resistiren a Pollença, sa Pobla, Manacor i Sóller. Els altres intents de resistència foren a Esporles, Binissalem, Bunyola, Llucmajor, Consell, Pont d'Inca i Santanyí. Tot d'una s'inicià una repressió contundent contra les organitzacions d'esquerra, sindicats i contra qualsevol persona que fos considerada desafecta cap al nou estat de coses.

### El desembarc d'Alberto Bayo a Manacor

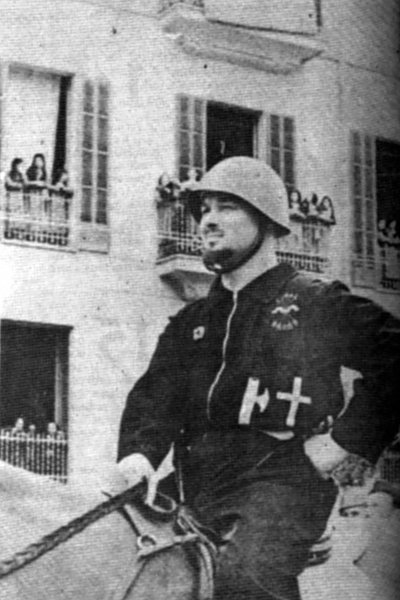
El Comte Rossi

Menorca havia restat republicana, com el País Valencià i Catalunya, per això era lògica la temptativa de recuperar Mallorca per la República. L'expedició va ser organitzada per la Generalitat i el Comitè de Milícies Antifeixistes de Barcelona, i dirigida pel capità Alberto Bayo. El contingent s'acostava als 8.000 homes, però era molt ineficaç militarment degut a la manca d'oficials professionals i a la divisió entre les diverses milícies.
Bayo desembarcà a les Pitiüses i el 7 d'agost es retia Formentera i el 9 Eivissa. El gruix de l'expedició anà a Maó. El 16 d'agost es realitzà el desembarcament entre Portocristo i sa Punta de n'Amer (Son Cervera), ocupant Portocristo, però sense ser capaços d'avançar cap a l'interior de l'illa. El front restà estabilitzat i el 27 d'agost arribaren avions italians pagats per Joan March i Ordinas que atacaren amb eficàcia la desmoralitzada tropa miliciana. Bayo ordenà el reembarcament el 4 de setembre.

### La repressió
A partir del cop militar es desplegà una virulenta repressió sobre els dirigents obrers, polítics d'esquerra i persones sospitoses de simpatitzar amb la República. Aquesta repressió havia estat planificada amb la intenció de sembrar el pànic i evitar qualsevol resistència als sublevats així com per destruir les organitzacions polítiques, sindicals i culturals. Els presos foren reclosos a la presó provincial de Palma, al castell de Bellver, al vaixell Jaume I, al magatzem de fusta de Can Mir i a les presons militars de Sant Carles i Illetes. La xifra de detinguts tot d'una s'acostà a les 1.500 persones i s'anà incrementant.
La repressió s'endurí a partir del desembarcament de Bayo. Els afusellaments es feren habituals i centenars de persones foren assassinades sense judici previ en els cementeris o a les voreres de les carreteres. Eren freqüents les tretes, execucions sumàries de persones tretes de les presons amb el pretext del seu alliberament. Aquests assassinats foren instigats pel governador civil Mateu Torres Bestard i el cap de policia de Falange, Francisco Barrado Zorrilla. La xifra d'assassinats a Mallorca al llarg de la guerra frega les 2.000 persones. Un personatge estrambòtic i sinistre a la vegada fou el feixista italià Arconovaldo Bonacorsi el Comte Rossi que exhortà a la repressió més violenta.
Entre els assassinats cal esmentar persones com Alexandre Jaume Rosselló, Bernat Marquès i Rullan, Pere Antoni Reus i Bordoy, Emili Darder, Aurora Picornell, Joan Mas i Verd, Antoni Maria Ques i Ventayol, Antoni Mateu, etc. D'altres pogueren fugir o el conflicte els agafà fora de l'illa. L'escriptor francès de dreta Georges Bernanos en el seu llibre Els Grans Cementiris sota la lluna difongué els fets ocorreguts arreu d'Europa.
Els ensenyants foren víctimes preferents de la repressió i molts d'ells foren assassinats, empresonats i depurats del magisteri. Foren suprimides les publicacions en llengua catalana i les associacions culturals. En particular es perseguí aquells mallorquins que havien signat, el juny de 1936, la Resposta als catalans. La llengua i la cultura de Mallorca va ser foragitada i perseguida per tal d'imposar la castellanització que els sublevats entenien que garantia la unitat d'Espanya.

### La Guerra Civil a Mallorca
L'autoritat militar desenvolupà també la funció de governador civil fins al setembre de 1937 quan fou nomenat governador civil l'advocat Miquel Pons Massieu. L'abril de 1937 fou nomenat president de la Diputació el tradicionalista Josep Quint Safortesa. A partir de 1937 s'obriren diversos camps de concentració per acollir els presos polítics (s'Espìnagar, Son Catlar, es Llombards, Formentor, sa Marina de Llucmajor...). Els símbols de la Falange es varen fer omnipresents i l'església es va cobrar el seu suport a l'alçament reforçant el seu predomini social.
Mallorca va fer les funcions militars de base aeronaval franquista per bombejar la costa mediterrània i sobretot Barcelona i València. Els creuers Baleares, Canarias i Almirante Cervera foren destinats a Palma. Les forces aèries, amb l'aviació legionària italiana i alemanya estaven destacades a Palma i Pollença. Ramon Franco va ser nomenat cap de la Zona Aèria de Balears fins a la seva mort en un accident d'aviació el 1938. En contrapartida Mallorca també va ser bombardejada per l'aviació republicana. Milers de mallorquins combateren en les files de l'exèrcit franquista.
L'economia es posà en funció de l'esforç de guerra, obtenint l'autoabastament i la tramesa de queviures a la península. Es passà a produir uniformes i botes militars, elements d'armament lleuger i productes de consum. Els sectors més beneficiats varen ser el del calçat i el tèxtil. Les mines de lignits augmentaren molt la producció.

## La postguerra
El conflicte mundial que esclatà el 1939 va dificultar la recuperació econòmica i l'abastament de queviures, combustible, béns d'equip i primeres matèries. L'agricultura esdevengué essencial per proveir la població, mentre la indústria es veié atenallada per la manca de primeres matèries. La conseqüència va ser la penúria, la fam, el racionament estricte de queviures, l'emigració, l'economia submergida i el contraban. Pel poble mallorquí foren ets anys de sa fam.

### L'economia i la societat de la postguerra
Les Balears no foren gens afavorides pel règim franquista: foren la regió que experimentà la baixada més gran del seu producte interior brut al llarg dels anys quaranta. La producció agrària va caure i els cultius comercials trobaren dificultats per a l'exportació. La indústria col·lapsada i sense accés als mercats tradicionals. Fins a finals dels anys quaranta el sector industrial no es començà a recuperar. L'any 1947 ja hi havia 63 empreses tèxtils que ocupaven 5000 treballadors i l'any 1950 un 33% de la població activa balear estava ocupada en el sector secundari.
L'estat no invertí a les Balears. Tan sols es pot esmentar el nou port de Palma. Va ser important la reforma urbana de Palma (Pla Alomar de 1943) amb la creació del carrer Jaume III.
Els salaris reals minvaren i les condicions de vida de les famílies empitjoraren. La desnutrició va esdevenir un fet i els aliments en el mercat negre assoliren preus exorbitants. La salut de la població va empitjorar (expansió de la tuberculosi entre la població infantil). El règim creà institucions de beneficència com l'Auxili Social. Els treballadors varen ser enquadrats a la Central Nacional Sindicalista (CNS) que l'any 1941 tenia seixanta mil afiliats a les Balears.
Cal esmentar l'exili de moltes persones i l'empresonament de moltes altres. Uns 5.500 ciutadans de les Balears foren expedientats pel Tribunal de Responsabilitats Polítiques. L'oposició antifranquista restà reduïda a molt pocacosa tot i que es distribuïen octavetes i publicacions com ara Nuestra Palabra. L'oposició antifranquista restà quasi destruïda per complet amb la gran operació policial del març de 1948, amb més de vuitanta detencions (entre elles la de Joan Albertí i Moll, responsable del PCE a les Balears).

### La cultura del franquisme i la cultura resistent

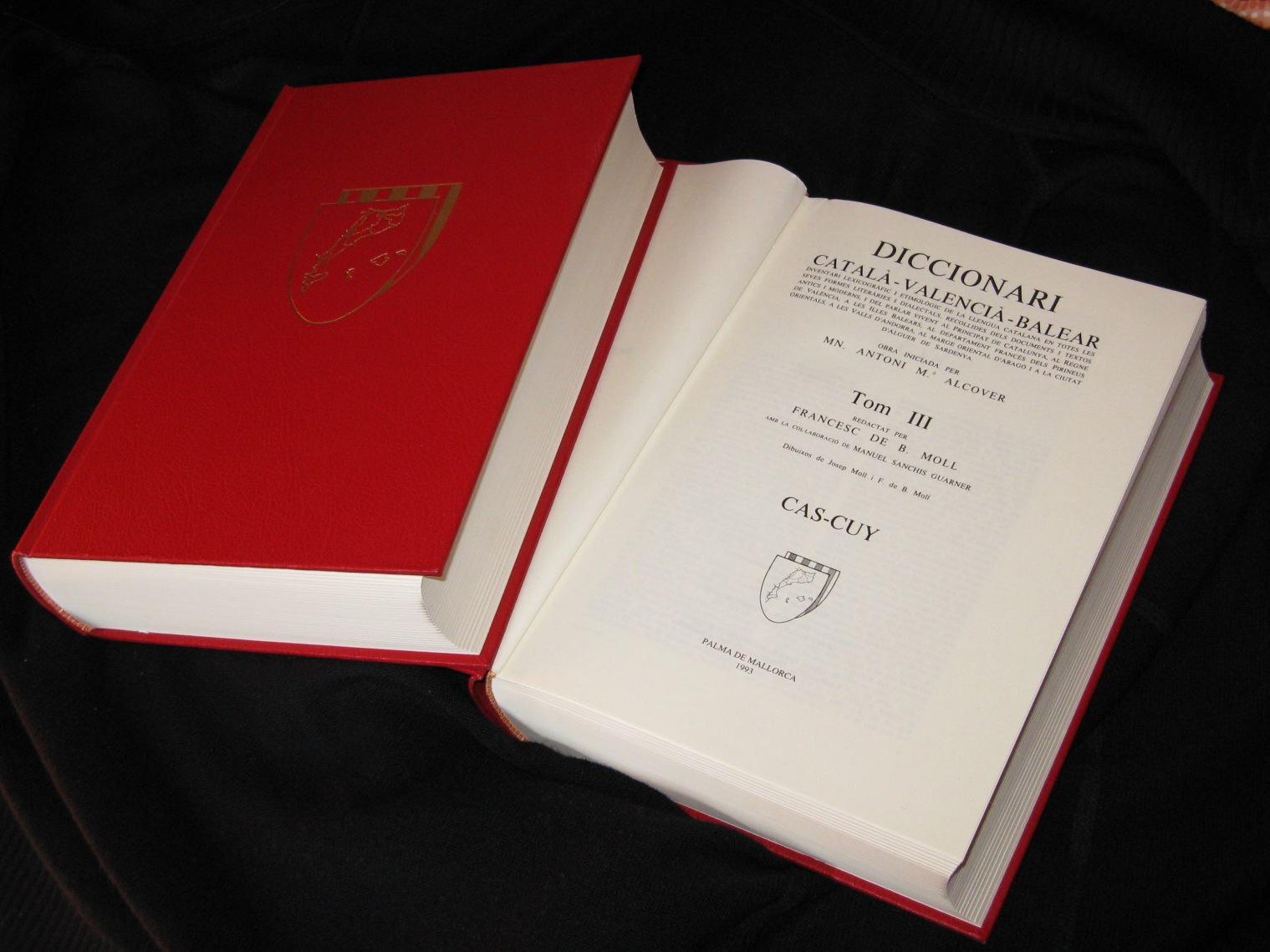
El Diccionari Català-Valencià-Balear

El panorama educatiu va estar dominat per la depuració de professors i la seva substitució per falangistes i excombatents. S'imposaren els valors de la moral catòlica més retrògrada i un espanyolisme excloent i militarista. El català restà exclòs de tots els espais de la vida pública i sols tolerat en expressions com el teatre costumista o els balls folklòrics (que es consideraven l'alternativa als perillosos balls moderns).
La literatura i la cultura catalana es movien amb grans dificultats. Francesc de Borja Moll continuà el 1947 la publicació del Diccionari Català-Valencià-Balear, amb la col·laboració de Manuel Sanchis Guarner i l'Editorial Moll (1941) reprengué les edicions. Miquel Dolç publicà El somni encetat (1943), el primer llibre d'autor contemporani publicat en català després de la guerra i aparegueren nous autors com Blai Bonet, Josep Maria Llompart o Jaume Vidal Alcover. Llorenç Villalonga, un cop superada la seva virulenta fase d'anticatalanisme del temps de la guerra, començà a escriure en català la seva obra.
Pel que fa a la pintura es donà un allunyament de l'art modern per tornar a l'academicisme i al postimpressionisme. Després de la guerra es constituí el Cercle de Belles Arts. Entre els pintors destacà Ramon Nadal i Pere Quetglas Ferrer Xam. D'aquesta època són col·lectius com Grup dels set (1947), Grup Tago (1959) i Es Deu des Teix (1962).

### El tomb dels anys cinquanta
Les tensions entre les potències occidentals i la Unió Soviètica varen dur a replantejar el paper internacional de l'Espanya franquista. El reconeixement del règim de Franco i el conveni amb els Estats Units va dur a la instal·lació d'una base de telecomunicacions al Puig Major. A Mallorca l'oposició clandestina havia estat liquidada i sols sobrevivia un petit nucli comunista entorn de Guillem Gayà Nicolau. Les tensions actuaven més aviat en el si de la mateixa Falange. Així el sector més dur encapçalat per Fulgenci Coll de San Simón es va desfer del més moderat de Gerard Maria Thomàs. Però la Falange ja havia esdevengut un instrument burocràtic amb una implantació social en descens (les eleccions municipals de 1951, 1954, 1957 i 1960 transcorregueren enmig de la més gran indiferència).
L'any 1953 l'INI adquirí GESA, fet que dugué a la modernització de l'arcaic sector energètic mallorquí amb l'entrada en funcionament de la central tèrmica d'Alcúdia. El sector bancari es modernitzà i es millorà la xarxa de carreteres i s'inaugurà l'aeroport de Son Sant Joan (1960). L'estat adquirí la Companyia de Ferrocarrils de Mallorca (1951) i els autobusos substituïren els tramvies elèctrics.
Tots els sectors econòmics milloraren. L'agricultura cresqué gràcies a l'exportació de patates i altres productes com l'ametla i l'expansió dels regadius. La mecanització s'accelerà amb la incorporació progressiva de tractors, sembradores, segadores i màquines de batre, contribuint a un major èxode del camp cap a la ciutat. La indústria també s'expandí: calçat, alimentació, metall, fusta, químiques, vidre i tèxtil. Pel que fa al turisme, aquest començà a agafar empenta (el 1950 hi havia 174 establiments i 4.054 llits).

## Els canvis dels anys seixanta i setanta

### Elboom turístic

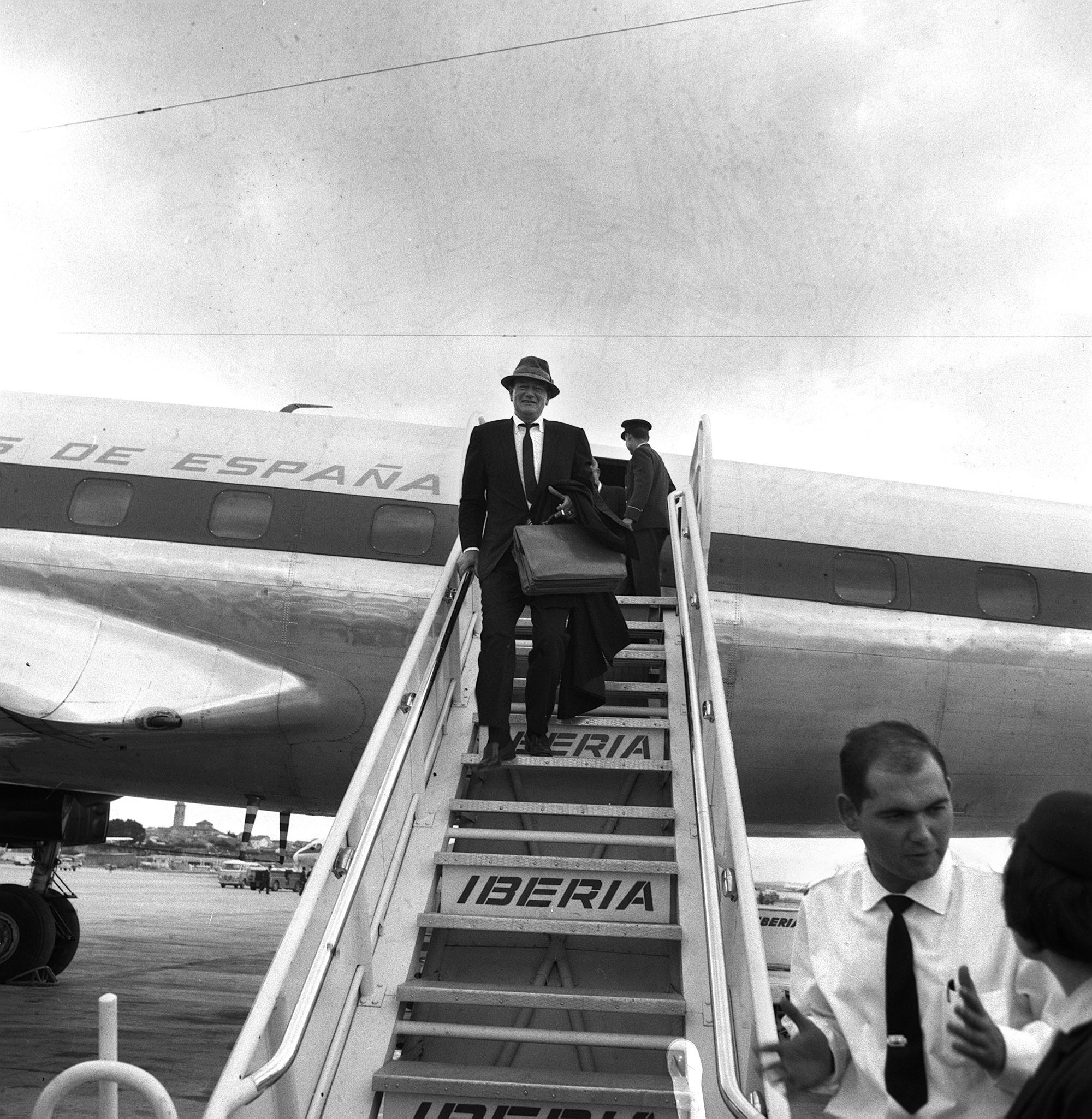
Arribada de John Wayne a Palma el 1963

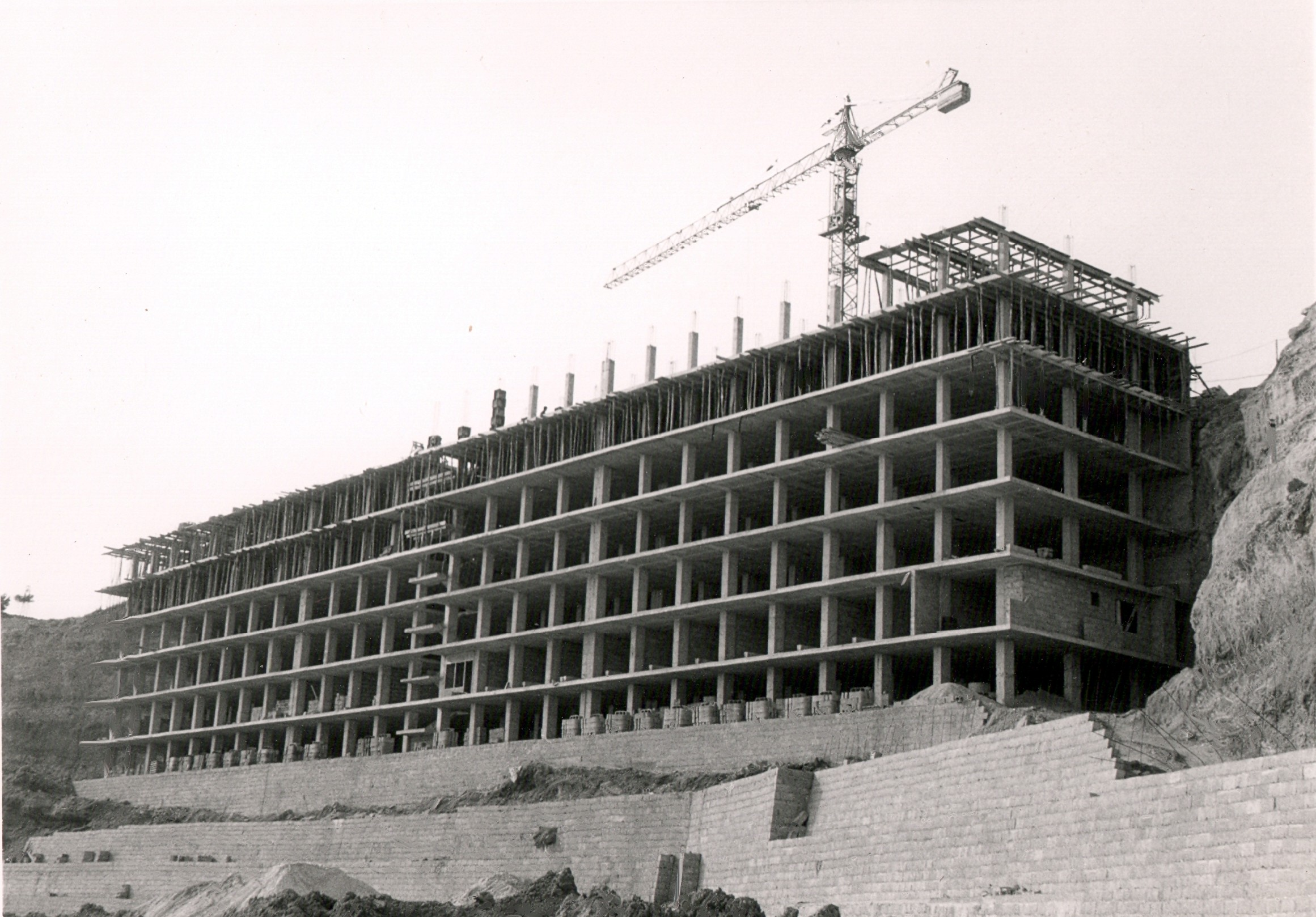
Apartaments d'el Toro en construcció (1972)

La fi de l'aïllamenent polític d'Espanya, la reconstrucció econòmica d'Europa, les millores en el transport i els baixos salaris de l'Estat Espanyol creaven les condicions per l'expansió turística. L'any 1960 les Balears acolliren 400.000 turistes, però entre 1960 i 1973 es produí l'anomenat boom turístic (el 1973 les Balears tenien 1.886 establiments turístics i 222.680 llits). Mallorca passà de 632.000 viatgers entrats o sortits per via aèria el 1960 als 7.019.000 de 1973. Aquest fet va tenir conseqüències sobre tots els sectors productius.
La construcció es va veure molt estimulada: si el 1951 s'havien consumit 21.500 tones de ciment, el 1965 ja eren 219.000 tones i el 1973 eren 505.000 tones. La gran demanda va fer disparar les importacions de materials de construcció, combustibles i queviures. Els excedents de mà d'obra varen ser absorbits i no bastaren, i es provocà una sobtada inversió del flux immigratori. Entre el 1960 i el 1973 es crearen a les Balears cent mil nous llocs de treball. Els actius del sector primari varen disminuir: de 70.000 (37%) el 1960 a 44.000 (el 19%) el 1973. El sector terciari el 1973 ja ocupava 112.000 treballadors (el 48% dels ocupats) el 1973.

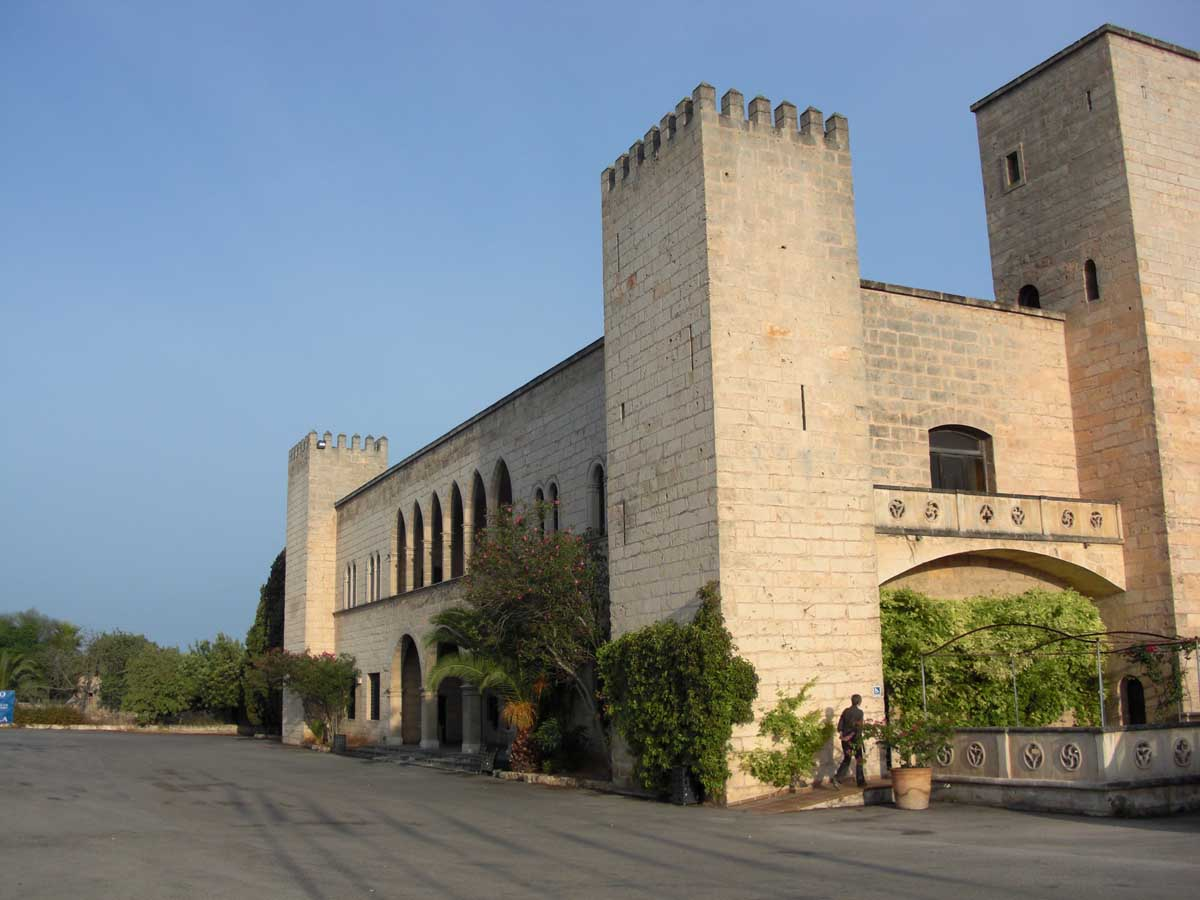
El castell de la fàbrica de vidre bufat Gordiola

Però la forta demanda va generar també desequilibris. No hi havia cap casta de planificació i va aflorar l'especulació urbanística, amb una mutació accelerada dels usos del sòl, que va afectar en primer lloc a una part important del litoral mallorquí. Una curiositat dels resultats del foment del turisme fou la proliferació d'edificis turístics que imitaven l'arquitectura dels castells medievals. Entre els anys 60 i 70, a Mallorca es construïren un total de set castells que albergaven restaurants o seus d'empreses de manufactures turístiques: el castell de Menestralia de Campanet, la fàbrica Gordiola i la destil·leria de Joan Alorda a Algaida, el Foro de Mallorca de Binissalem, els restaurants Los Melones de Vilafranca i El Castillo del Bosque a Felanitx, i el misteriós Castell de Pòrtol.

### Les conseqüències demogràfiques i econòmiques de l'esclafit del turisme
Mallorca passà de 443.000 habitants el 1960 a 525.000 el 1973. Palma incrementà la seva població en un 97% i Calvià en un 265%. Augmentà molt l'eix Llucmajor-Marratxí-Palma-Calvià-Andratx i la costa de Llevant (Son Cervera i Capdepera) i 27 municipis perderen població (sobretot els del Pla). La immigració va ser la causa principal d'aquest increment.
La indústria mantengué la seva activitat, encara que en part produint de cara a la creixent demanda turística. Es densificà l'estructura de carreteres i augmentà de manera espectacular el parc automobilístic. Mentrestant, s'abandonava el tren i sols es deixaven actives les línies Palma-Inca i Palma-Sóller. Es disparava el trànsit de vaixells i el nou turisme nàutic amb l'impuls a la construcció de ports esportius.
En l'agricultura la pèrdua de mà d'obra es compensà amb la mecanització, però s'abandonaren les terres més marginals i poc productives. El regadiu encara duia una línia creixent. La vinya mantenia la seva presència a poblacions vitícoles com Santa Maria del Camí i Felanitx, però perdia pes fins a quasi desaparèixer en llocs com Binissalem. La ramaderia bovina de llet s'incrementava al Pla de Sant Jordi, Campos i ses Salines.

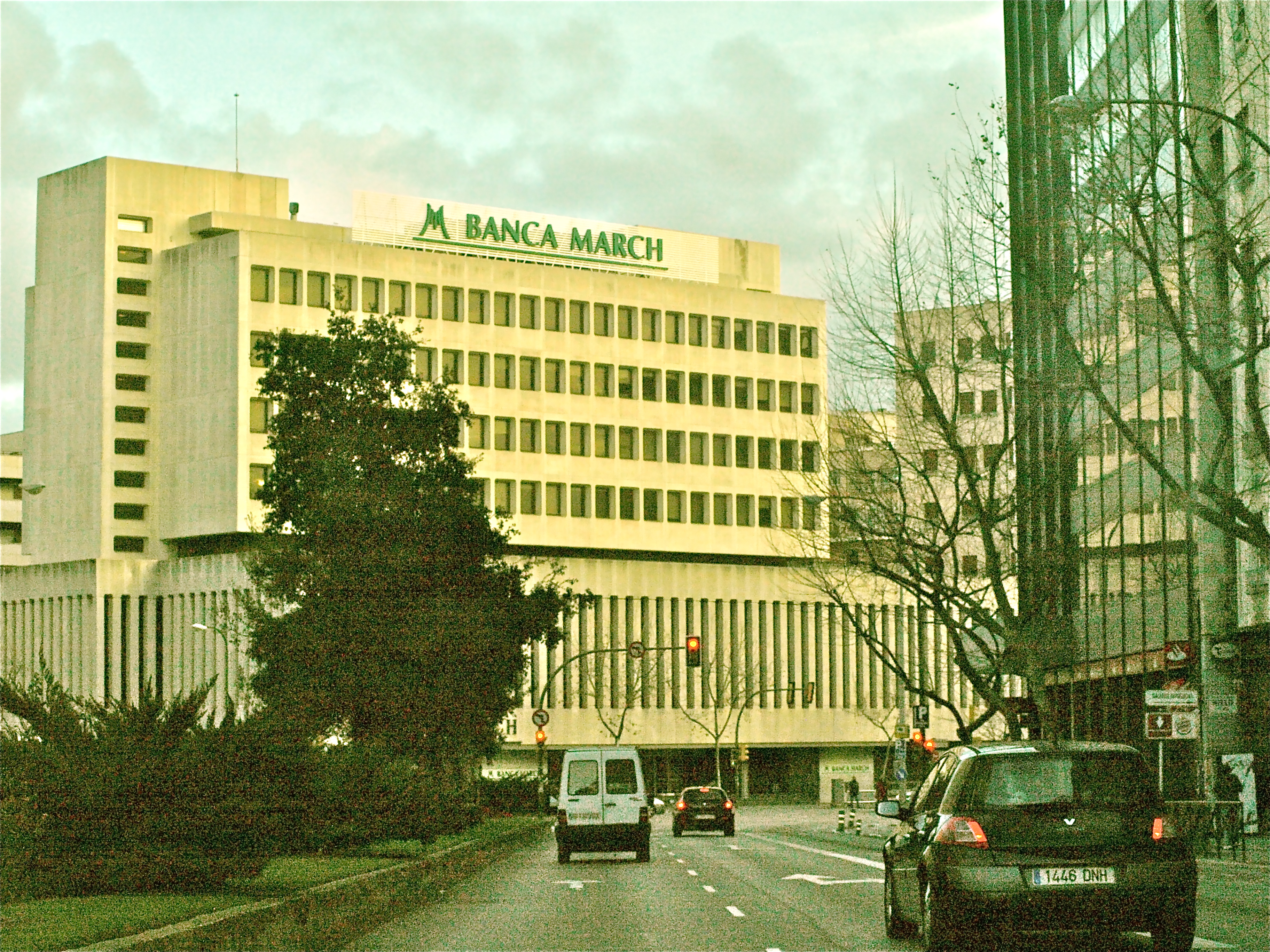
Seu central de la Banca March de Palma

Desapareixeren la majoria d'entitats bancàries autòctones i s'implantà la banca peninsular, en canvi es mantengueren el Banc de Crèdit Balear (dins el grup del Banco Popular), la Banca March i la Caixa d'Estalvis i Mont de Pietat de les Balears. En conclusió: el sector terciari feu explotar i el primari i secundari perderen pes relatiu. S'incrementà la renda per capita, però cal recordar que a finals dels anys cinquanta (abans del boom turístic) la renda per capita balear ja era un 20% superior a la mitjana espanyola. En canvi l'impacte sobre el territori va ser devastador i desestructurador. El 1973 s'aprovà el Pla Provincial que introduïa elements de planificació, però a partir de preveure un creixement desorbitat.

### Els canvis culturals
La societat mallorquina no havia experimentat canvis substancials en la seva composició ètnica i cultural des de feia molts de segles. Era una societat relativament tradicional, catòlica i catalanoparlant. Ara, l'allau d'immigrants, les transformacions econòmiques i els canvis de valors inherents a elles, la generalització dels mitjans de comunicació audiovisual (sobretot la televisió) i l'existència d'un estat enemic de la cultura pròpia de Mallorca, generà un espai potencial on la modernització podia anar acompanyada de la despersonalització i el genocidi cultural. Els immigrants, en ells mateixos, no foren la causa del retrocés progressiu de la llengua catalana a Mallorca, sinó la política assimilatòria de l'Estat Espanyol que es va veure reforçada pel nodrit contingent humà castellanoparlant.
També es va anar produint una certa relaxació de la censura i una major tolerància cap a l'ús de les llengües no castellanes de l'estat. L'Obra Cultural Balear es va fundar el 1962 per iniciativa de Francesc de Borja Moll, amb l'objectiu de defensar els valors culturals de les Balears i va desplegar una activitat fonamental per recuperar la cultura mallorquina, arraconada i poc valorada pels mateixos illencs.
Amb el major nivell de vida i majors inversions públiques en educació l'escolarització es va generalitzar. L'any 1967 es va establir a Palma una secció de la Universitat de Barcelona, aprofitant l'Estudi General Lul·lià creat el 1951. L'art i la literatura varen conèixer una important eclosió, afavorits pel clima de major llibertat. Fins i tot l'església es va distanciar del franquisme oficial a partir del Concili Vaticà II que va obrir portes a una renovació real, entre altres coses dictaminant la substitució del llatí per les llengües vernacles a la litúrgia.

### El darrer franquisme

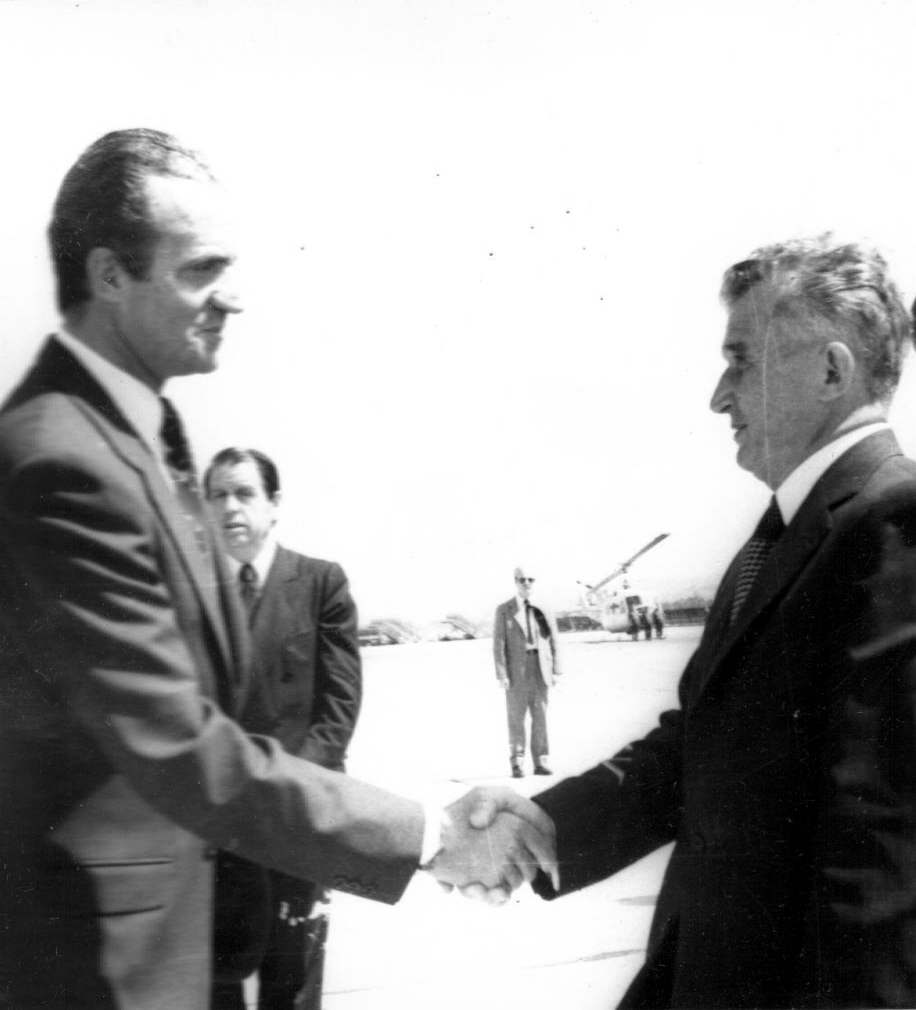
El rei Joan Carles I, amb Nicolae Ceauşescu, el 1979

Mentre la societat canviava a ritme accelerat el règim romania fidel a la seva essencia dictatorial. El 1964 es varen celebrar els XXV años de paz i el clima de creixement econòmic, al costat de la tradició conservadora de la societat mallorquina, feia que la crítica al règim fos molt larvada. El Movimiento ja era una carcassa burocràtica, però no es feia present un interès per cap altra forma de política. L'any 1966 tengué lloc el referèndum sobre la Llei Orgànica de l'Estat i el 1969 Franco va nomenar successor, a títol de rei, el príncep Joan Carles de Borbó. El príncep estiuejà a Mallorca, amb la seva esposa Sofia de Grècia, al Palau de Marivent, declarat residència oficial dels prínceps l'any 1973.
L'oposició era molt dèbil a Mallorca al llarg dels anys seixanta. L'anomenada Vaga Nacional Pacífica de 1959 no tengué repercussions. En general fins ben a finals dels seixanta no aparegueren les primeres organitzacions clandestines. El PCE començà a reorganitzar-se cap al 1960 i experimentà una certa expansió entre 1968 i 1971. A principis dels anys setanta es constituïren altres organitzacions (Partit Carlí, Plataformes Anticapitalistes, Partit del Treball d'Espanya… i ja força més tard el Partit Socialista Popular, Aliança Nacional Mallorquina, GASI, la Federació Socialista Balear del PSOE i Partit Socialista de les Illes, entre altres). Hi va haver algunes instàncies unitàries com la Comissió Cívica (1971) i la Mesa Democràtica de Balears (1972).
La crisi del petroli (1973) va coincidir amb els primers signes de desintegració del franquisme. Se succeïren els primers conflictes laborals. L'abril de 1974 grups d'aturats ocuparen els locals dels sindicats verticals de Palma i el 1975 les candidatures no oficials impulsades per Comissions Obreres derrotaren per primera vegada les oficialistes. L'any 1974 Josep Melià Pericàs, de tendències reformistes i autonomistes, aconseguí un escó com a procurador a Corts. L'estiu de 1974 es constituí la Junta Democràtica de Mallorca.
La mort del dictador el 20 de novembre de 1975 va obrir un procés doble en el qual l'oposició antifranquista, per una part, intensificà els seus esforços (a la vegada que augmentava la conflictivitat laboral) i se succeïen trobades i plataformes unitàries (Assemblea Democràtica de Mallorca el 8 de juliol de 1976), i per l'altra, des del mateix règim, s'iniciava una operació conduent a assolir una monarquia democràtica sense moments de trencament.

## La democràcia i l'autonomia
La transició a la democràcia implicà el retorn del pluralisme i la represa de les aspiracions autonomistes. El 4 de juny de 1977 se signà el Pacte Autonòmic, en el qual els partits es comprometien a exigir el reconeixement dels drets i de la identitat de les Illes Balears, incloent l'obtenció d'un Estatut d'Autonomia. Tan sols s'hi van abstenir l'extrema dreta i l'Aliança Popular (Abel Matutes, però, el signà a títol personal).

### Les eleccions generals de 1977 i la preautonomia

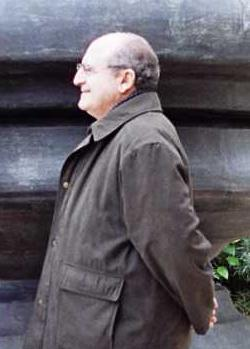
Abel Matutes

El 15 de juny de 1977 es varen celebrar les primeres eleccions per elegir el Congrés de Diputats i el Senat. La UCD, el partit governamental, va obtenir a Balears el 50,9% dels vots, seguit pel PSOE amb el 23%, Alianza Popular el 8,8%, Unitat Socialista el 5,53% i el PCE el 4,37%. Així la UCD obtenia 4 diputats i 3 senadors, el PSOE 2 diputats i un senador, i AP el senador per Eivissa i Formentera (Abel Matutes). Resultava un escenari fortament bipartidista i amb predomini absolut de les forces d'àmbit estatal. Això no havia d'afavorir gens el procés autonòmic, que restà en un segon pla i marcat pels acords a Madrid entre UCD i PSOE.
A la Diada per l'Autonomia celebrada a Palma el 29 d'octubre de 1977, unes trenta mil persones es varen manifestar reclamant l'autogovern. Un dels problemes era conciliar les posicions predominants a Menorca i les Pitiüses a favor d'una paritat interinsular i els partidaris d'una major proporcionalitat en la representació. El Consell de Ministres aprovà el 3 de juny de 1978 el Decret-Llei de Règim Preautonòmic de les Balears. El juliol es va constituir el Consell General Interinsular, presidit per Jeroni Albertí, però fins al desembre de 1979 no es traspassaren les competències de la Diputació als consells insulars i al Consell General Interinsular. Mentrestant, en el referèndum constitucional del 6 de desembre de 1978, el 90,3% dels vots emesos havien estat favorables a la nova constitució.
Mentre les eleccions general de l'1 de març de 1979 donaren uns resultats molt similars als de 1977, les eleccions locals del 3 d'abril encara que consolidaven el predomini dels partits estatals reflectien també un avanç notable dels nacionalistes del PSM a Mallorca i Menorca. El Consell General Interinsular, integrat per 24 consellers (13 UCD, 4 PSOE, 2 PSM, 1 PCIB, 1 CD i 3 pels Independents al Consell Insular d'Eivissa i Formentera), seguí presidit per Jeroni Albertí, que també presidí el Consell Insular de Mallorca. La seu de la institució es fixà al Consolat de Mar.

### El model balear de creixement
El sector turístic no acabava de remuntar després de la crisi del 1973, deguda a un increment del preu del petroli, que afectà al poder adquisitiu dels possibles turistes. Entre 1973 i 1976 el turisme havia baixat un 13%. En el sector industrial les coses encara estaven pitjor: els principals sectors perdien capacitat competitiva, sobretot el calçat. Els anys 1979 i 1980 foren recessius i augmentà el nombre d'aturats. La destrucció de llocs de feina industrials, acompanyada de la progressiva pèrdua de treballadors agraris, va dur a què el sector terciari balear de cada cop es convertís en més predominant.
El turisme, i sobretot les activitats urbanitzadores i de creació de segones residències, es varen manifestar com a grans consumidores de territori. El nou model econòmic terciaritzat no considerava factors limitants l'espai, l'aigua o l'energia. Semblava que la capacitat de l'illa d'absorbir aquest creixement desordenat era il·limitada. Davant això es va anar creant una sensibilitat proteccionista, primer en grups reduïts i després en sectors importants de la població, que va veure que el model de la balearització no garantia el benestar col·lectiu. El Grup d'Ornitologia Balear (GOB) es va fundar el 1973. La lluita que aquesta entitat, amb altres col·lectius, va impulsar va aconseguir èxits importants com salvar es Trenc, sa Dragonera o s'Albufera d'Alcúdia.

### L'Estatut d'Autonomia
A partir del 1980 el procés autonòmic es va trobar returat. Les Balears es varen veure incloses dins el grup de comunitats de via lenta de l'article 143 de la Constitució. La Comissió dels Onze (4 membres d'UCD, 2 del PSOE, 1 del PSM, 1 del Partit Socialista de Menorca, 1 del PCIB 1 d'AP i 1 dels Independents al Consell Insular d'Eivissa i Formentera) va iniciar els treballs de redacció de l'avantprojecte d'Estatut. En aquest debat reaparegueren els temes de la llengua, els símbols i la representació de les illes al futur Parlament. La comissió fou dissolta per Jeroni Albertí el maig de 1981 i finalment UCD i PSOE arribaren a un acord que duia les Balears a la via lenta. L'estiu de 1982 ja sols quedaven per completar el mapa autonòmic els estatuts de les Balears, Madrid, Extremadura i Castella i Lleó.
La crisi de la UCD va obrir les portes al PSOE, que va guanyar les eleccions legislatives del 28 d'octubre de 1982. Les noves Corts reiniciaren la tramitació parlamentària del projecte d'Estatut que va ser aprovat el 26 de gener de 1983 i publicat al Butlletí Oficial de l'Estat com a la Llei Orgànica 2/1983 de 25 de febrer d'Estatut d'Autonomia per a les Illes Balears. Amb aquest text, molt minvat respecte a les pretensions inicials, Mallorca i les illes Balears recuperaven unes institucions pròpies i es reconeixia el caràcter oficial de la llengua catalana.

## Mallorca en l'actualitat

### El primer govern autonòmic (1983-1987)
Les eleccions locals i autonòmiques del 8 de maig de 1983, un cop desapareguda la UCD, donaren un equilibri entre la Coalició Popular i el PSOE. Unió Mallorquina, que recollia una part de l'extinta UCD amb Jeroni Albertí al davant, aconseguí el tercer lloc. En quart lloc quedaren els nacionalistes d'esquerra del Partit Socialista de Mallorca i la candidatura Partit Socialista de Menorca-Agrupament d'Esquerres. Unió Mallorquina podia desfer l'empat i ho va fer a favor de la Coalició Popular, després de fortes pressions de poders fàctics com la banca i l'empresariat hoteler i constructor, en l'anomenat Pacte de Madrid. PP i UM es repartiren les institucions, iniciant un procés polític que acabaria provocant amb el temps múltiples casos de corrupció. Gabriel Cañellas i Fons va ser elegit president del Govern Balear i Jeroni Albertí i Picornell president del Consell Insular de Mallorca. El PSOE conservava l'Ajuntament de Palma, que havia guanyat a les primeres eleccions locals de 1979, amb Ramon Aguiló de batle.
L'autonomia balear començà el seu recorregut governada per un grup (AP) que no s'havia manifestat gaire autonomista. La qüestió que va aconseguir més protagonisme va ser la territorial. Es va aconseguir protegir es Trenc, sa Dragonera, Cala Mondragó i molts d'altres indrets, gràcies a la pressió popular. Aparegueren els primers escàndols (afers Zeus i Torcal, empreses vinculades al president Cañellas, que havien aconseguit contractacions directes de l'administració.
El 29 d'abril de 1986, per unanimitat, s'aprovà la Llei de Normalització Lingüística. El 26 de novembre del mateix any s'aprovà la Llei Electoral que fixava un Parlament compost per 33 diputats per Mallorca, 13 per Menorca, 12 per Eivissa i 1 per Formentera. A les eleccions generals del 22 de juny de 1986 conservadors (34,3%) i PSOE (40,4%)es mantengueren en equilibri. El diputat mallorquí del PSOE Fèlix Pons fou elegit president del Congrés de Diputats.
Per un altre costat esclataren les tensions en Coalició Popular i UM, que acordà el trencament del Pacte de Madrid i una altra vegada els sectors més conservadors d'UM i els poders econòmics forçaren el manteniment de l'acord. L'any 1986 va ser també el de l'entrada de l'estat espanyol a la Unió Europea, que tendria moltes conseqüències sobre l'economia insular.
Les eleccions balears de 1987 tornaren a ser guanyades per Gabriel Cañellas (coalició d'Aliança Popular i el Partit Liberal) que, malgrat tot no obtengué majoria absoluta. Una vegada més UM donà suport al PP, amb el concurs del CDS i la indiferència del PSOE, que mantenia Ramon Aguiló de batle de Palma. En canvi al Consell Insular de Mallorca AP-PL hi obtenia una còmoda majoria per a Joan Verger Pocoví. Des d'aquestes eleccions, primer AP i després el seu successor el PP han estat sempre el partit més votat a Mallorca i a les Balears.

### Maduresa i final del canyellisme (1987-1995)

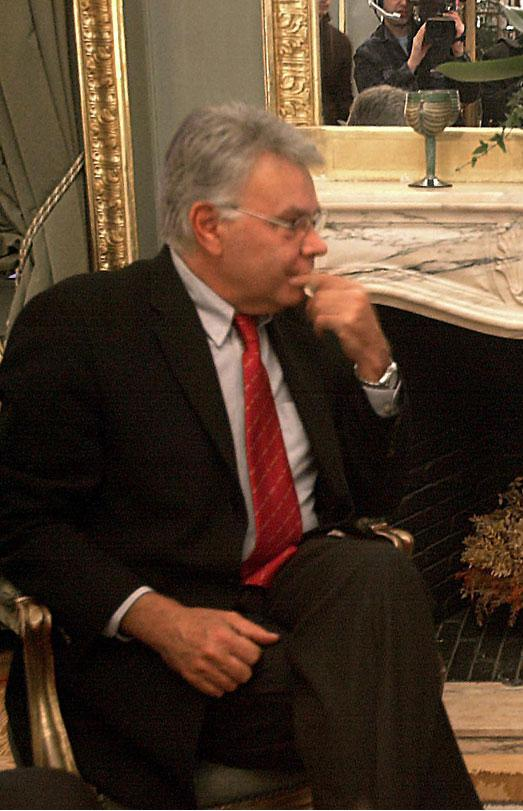
Felipe González Márquez el gener de 2004

Entre les lleis aprovades a la legislatura 1987-1991 s'han de destacar la Llei de camps de golf (novembre de 1988), la Llei de Consells Insulars (abril de 1899), la Llei de compilació del Dret Civil de les Illes Balears (juny de 1990) i la Llei reguladora de la iniciativa legislativa popular (març de 1991). Tota aquesta fecunda aportació normativa no s'entendria sense una cambra parlamentària on el partit del govern no hi tenia majoria.
Una altra fita important fou la declaració de l'arxipèlag de Cabrera com a parc nacional i reserva integral pel Congrés dels Diputats (març de 1991), a instàncies del Parlament de les Illes Balears.
La Proposició de Llei Orgànica de reforma de l'Estatut d'Autonomia aprovada pel plenari del Parlament el 29 de gener de 1991, amb l'oposició del PSOE, va ser una fita important. L'executiu estatal, presidit per Felipe González, era reticent a qualsevol ampliació de competències. Aleshores l'anomenat Pacte Autonòmic entre el PP i el PSOE, signat a Madrid, va sepultar els intents de reformar l'Estatut. La constitució de la Plataforma Cívica per l'Autogovern de les Balears va aconseguir aglutinar la demanda de més autonomia, davant la marginació de les Balears acordada pels dos partits espanyols majoritaris.
Les eleccions generals del 28 d'octubre de 1989 varen confirmar el basculament cap a la dreta de l'electorat mallorquí, fet que es va confirmar en les eleccions locals i autonòmiques d'un any i mig més tard, en les quals el centredreta es presentà coaligat sota les sigles PP-UM, i que palesaren un creixement significatiu dels nacionalistes del Partit Socialista de Mallorca. La coalició PP-UM aconseguí 44 batlies dels 53 municipis mallorquins.
Però, quan l'hegemonia conservadora pareixia sòlida, aparegueren discrepàncies entre PP i UM, més relacionades en les diferències en la gestió d'interessos particulars que no amb qüestions d'altra índole. El setembre de 1992 Gabriel Cañellas destituí la consellera d'Educació i Cultura del seu govern Maria Antònia Munar, després de fer-se seu el control de gran part dels càrrecs públics d'UM. Així i tot, la coalició PP-UM no es va trencar.
A les legislatives de 1993, ja amb el PSOE en ple retrocés a nivell estatal, el predomini conservador es va reafirmar. Però el març de 1994 UM va decidir trencar el pacte amb el PP, la qual cosa tengué efectes al Consell Insular de Mallorca on Joan Verger va conservar la presidència a costa de compartir el poder amb l'oposició.
Les eleccions locals i autonòmiques de 1995 es produïren quan la fallida de l'agència de valors Brokerval havia tret a llum una xarxa de blanqueig de doblers negres i de fraus a petits inversors, a més d'una connexió entre Brokerval i el PP balear a través de l'empresa concessionària del Túnel de Sóller. Aquest i altres fets de corrupció (connexions entre el batle Joan Fageda i el cementeri privat de Marratxí) no impediren l'èxit electoral del PP, amb l'única ombra del Consell Insular de Mallorca on se signà un primer Pacte de Progrés entre PSOE, PSM i UM, a costa de fer presidenta Maria Antònia Munar amb sols 2 diputats d'UM. Finalment els casos de corrupció forçaren la dimissió de Gabriel Cañellas com a president del Govern el 17 de juliol de 1995, mentre el president del Parlament Cristòfol Soler era elegit nou president.

### El segonboom turístic

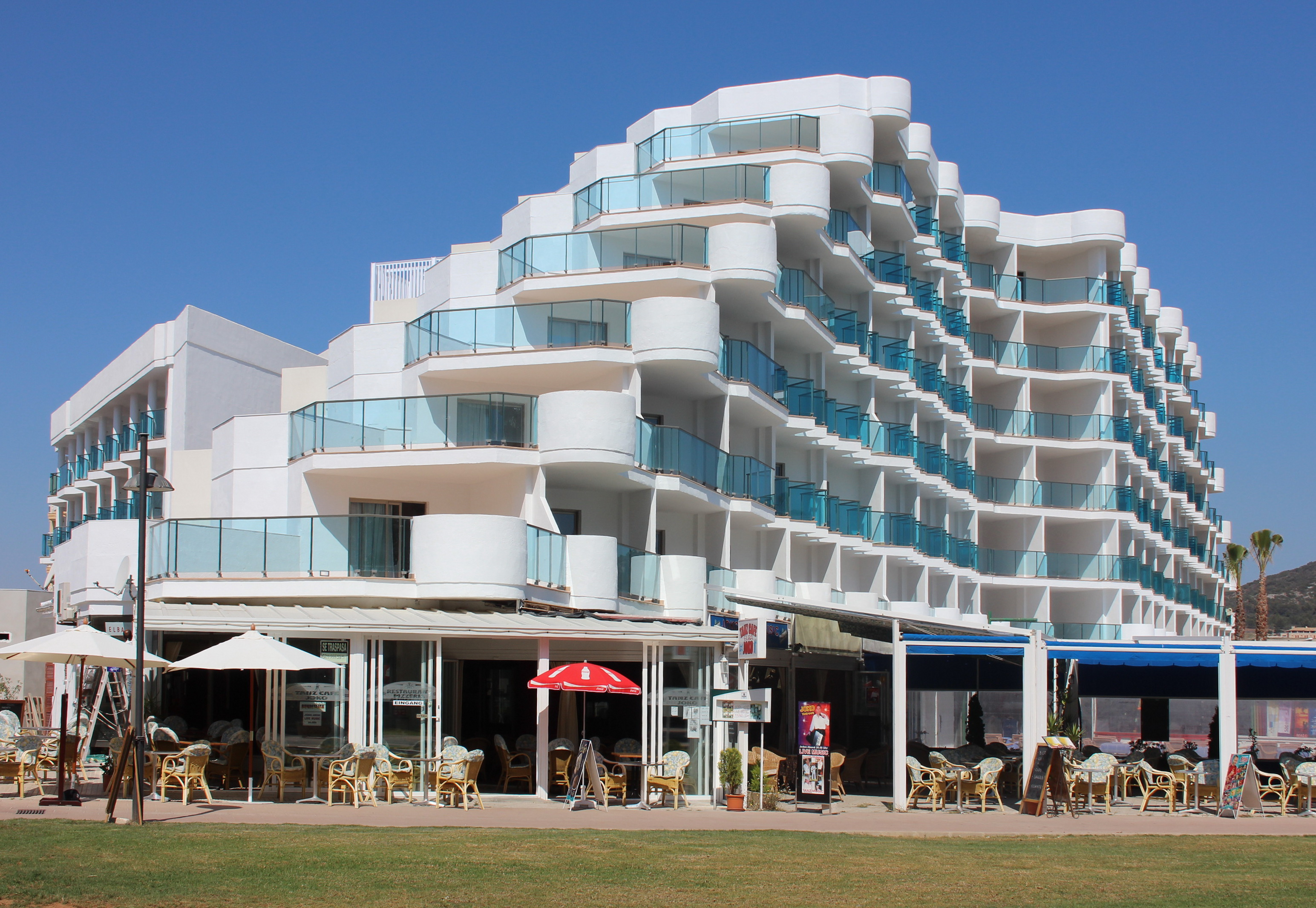
Un hotel a Cala Millor

A finals dels anys vuitanta la terciarització de l'economia mallorquina augmentà amb la crisi de la indústria i l'agricultura, agreujada per una incorporació a la Unió Europea que no reconeixia per res el fet insular balear i col·locava en desavantatge competitiva les produccions illenques. En canvi el turisme tornà a créixer amb força, fent lloc al que s'ha anomenat segon boom turístic.
Entre 1986 i 1988 les taxes de creixement foren espectaculars, cada vegada més aguantades sobre el sobredimensionament de la construcció. L'any 1994 el sector terciari generava el 81,2% del PIB balear. En canvi, entre 1975 i 1991 la població activa agrària passà del 16,6% al 4,8%. Tal desertització agrària va provocar uns enormes costos ambientals, paisatgístics i de dependència alimentària, que les ajudes europees no arribaren a pal·liar ni de bon tros. Un fet similar succeí al teixit industrial que en els anys setanta i vuitanta es reduí molt a zones com el Raiguer (Inca, Alaró i Lloseta) i Manacor.
L'evolució terciaritzadora de l'economia mallorquina va fer aparèixer un greu problema d'atur: el 1992 hi havia 41.332 persones aturades a les Balears i una ocupació molt estacional dels mesos d'estiu. Mentre la renda per capita pujava, l'atur esdevenia estructural i apareixien problemes de pobresa.
Les 282.727 places hoteleres balears de 1984 passaren a 379.185 el 1994, més unes 100.000 places més en allotjaments no regulats. L'any 1994 les Balears reberen vuit milions de turistes. Pel que fa a la població, Mallorca experimentà un important creixement: 620.515 habitants el 1986, que s'aturà el decenni següent i es rellançà de bell nou a partir de la segona dècada dels anys noranta. Tot aquest creixement va venir de la mà d'una nova onada immigratòria.

### Del PP al primer Pacte de Progrés

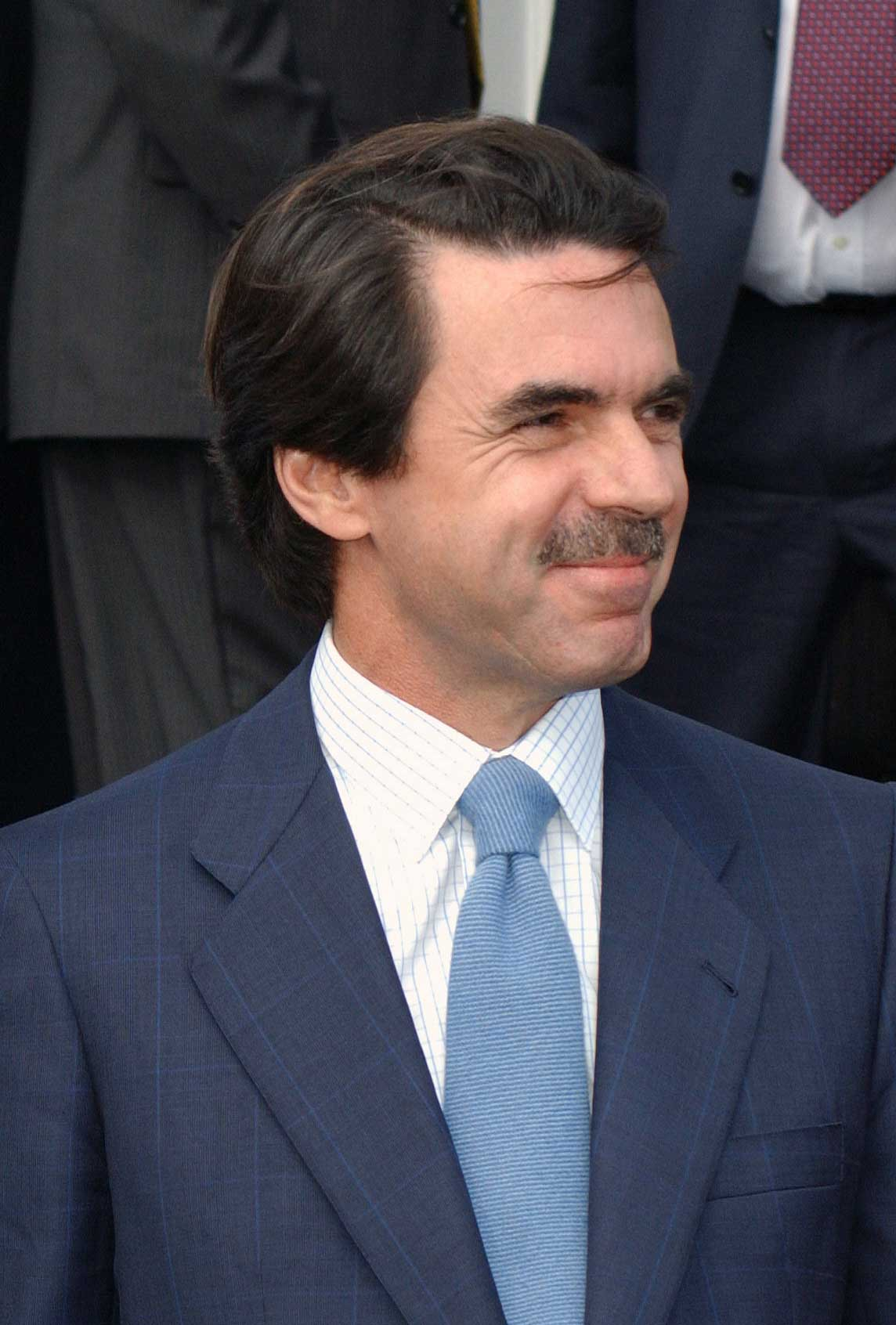
José María Aznar

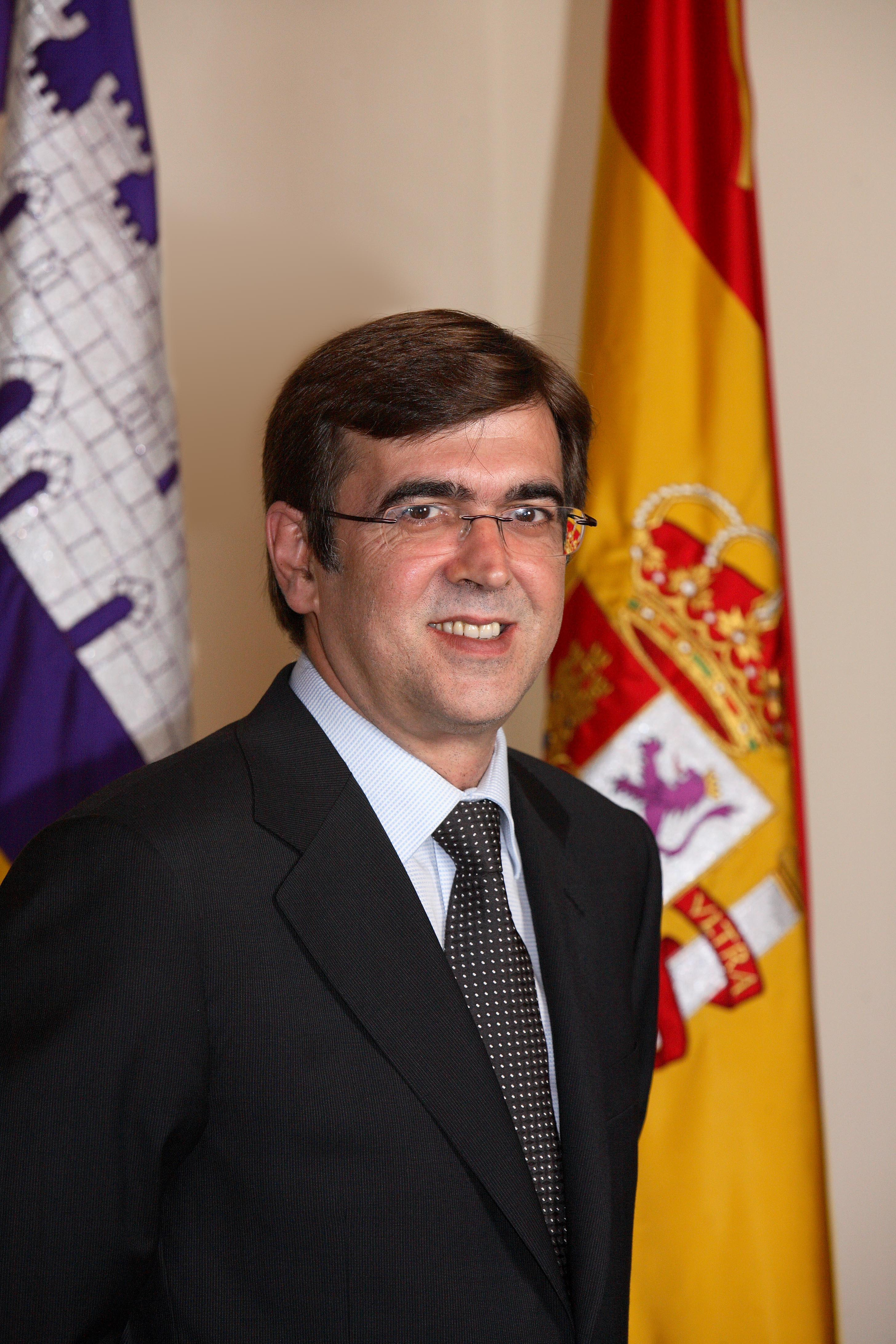
Francesc Antich

Soler intentà un gir del PP cap a una política més de centre, amb posicions favorables a l'ordenació del territori i a la cultura del país, però això serví de pretext perquè les fraccions majoritàries del partit s'unissin per engegar-lo de la presidència i fer president Jaume Matas. Val a dir que l'anomenat solerisme era un sector molt minoritari del PP. Matas recuperà en part les polítiques de Gabriel Cañellas, per bé que amb un altre aire, i promogué una activa política d'imatge i publicitat institucional. En provar-se que Gabriel Cañellas havia comès un delicte de suborn per acceptar 50 milions de pessetes de l'empresari Antoni Cuart, l'expresident hagué d'abandonar el seu escó parlamentari.
Matas va impulsar l'aprovació d'un Règim Especial de les Illes Balears que havia de corregir la manca de reconeixement de la insularitat, però la seva aprovació a les Corts Generals (juliol de 1998) el va escapçar d'elements de contingut real. Les Corts aprovaren, el gener de 1999, una nova reforma de l'Estatut d'autonomia i el Parlament aprovà la Llei General Turística (març de 1999) i les Directrius d'Ordenació Territorial (abril de 1999). El 1996 es transferí la Universitat de les Illes Balears i el desembre de 1997, l'ensenyament no universitari.
Les eleccions locals i autonòmiques de 1999 donaren el 44% dels vots al PP però la suma dels altres partits, coaligats en un segon Pacte de Progrés, el deixaren fora del Govern Balear i dels consells insulars. Francesc Antich, del PSOE, seria el president del Govern i Pere Sampol, del PSM, el vicepresident. Un acord bilateral entre el PSOE i UM lliurava a Maria Antònia Munar tot el Consell Insular de Mallorca (acord no acceptat pel PSM que passà a formar part de l'executiu insular). L'ajuntament de Palma era l'única institució important que seguia controlant el PP.
El Govern del Pacte de Progrés es va llançar a una activitat frenètica, sacsat adesiara per les dificultats internes i externes (el PP controlava el govern de l'estat). El nou govern va impulsar polítiques progressistes en l'aspecte social, territorial i cultural (amb una clara defensa de l'ús social de la llengua catalana). Però l'establiment d'una espècie de competència mediàtica entre els diversos partits intregrants de l'acord progressista va dur a desvirtuar mesures com les moratòries urbanístiques. Una de les mesures estelars del govern va ser la imposició d'una taxa turística que havia de servir per impulsar la preservació i gestió del territori. L'activa oposició de l'empresariat hoteler, combinada amb l'inici d'una recessió en l'economia, va contribuir a convertir aquesta mesura en una de les principals eines d'atac de l'oposició de dretes del PP. Mentrestant Jaume Matas havia estat nomenat ministre de Medi Ambient per José María Aznar.
UM, des de la seva posició decissòria i gràcies a l'acord bilateral amb el PSOE de Francesc Antich, va impulsar un enfortiment dels consells insulars que ratificava una opció a convertir el Consell Insular de Mallorca en un organisme al servei exclusiu del seu partit. Una altra cosa era l'insularisme de Menorca i les Pitiüses que sostenia la necessitat de conferir als respectius consells més capacitat d'autogovern i més competències. El resultat va ser la Llei de Consells Insulars d'octubre del 2000. També durant aquesta legislatura es varen assumir les competències en sanitat (desembre de 2001).
Les eleccions balears del 25 de maig de 2003 atorgaren al PP la majoria absoluta, amb el 45,1% dels vots i Jaume Matas tornà a ser investit president. Per un altre costat Maria Antònia Munar va aconseguir la gestió en solitari de tot el Consell Insular de Mallorca, amb tan sols 3 consellers. A Palma el PP mantenia la majoria absoluta tot i que Joan Fageda havia estat substituït per Catalina Cirer.

### El retorn del PP

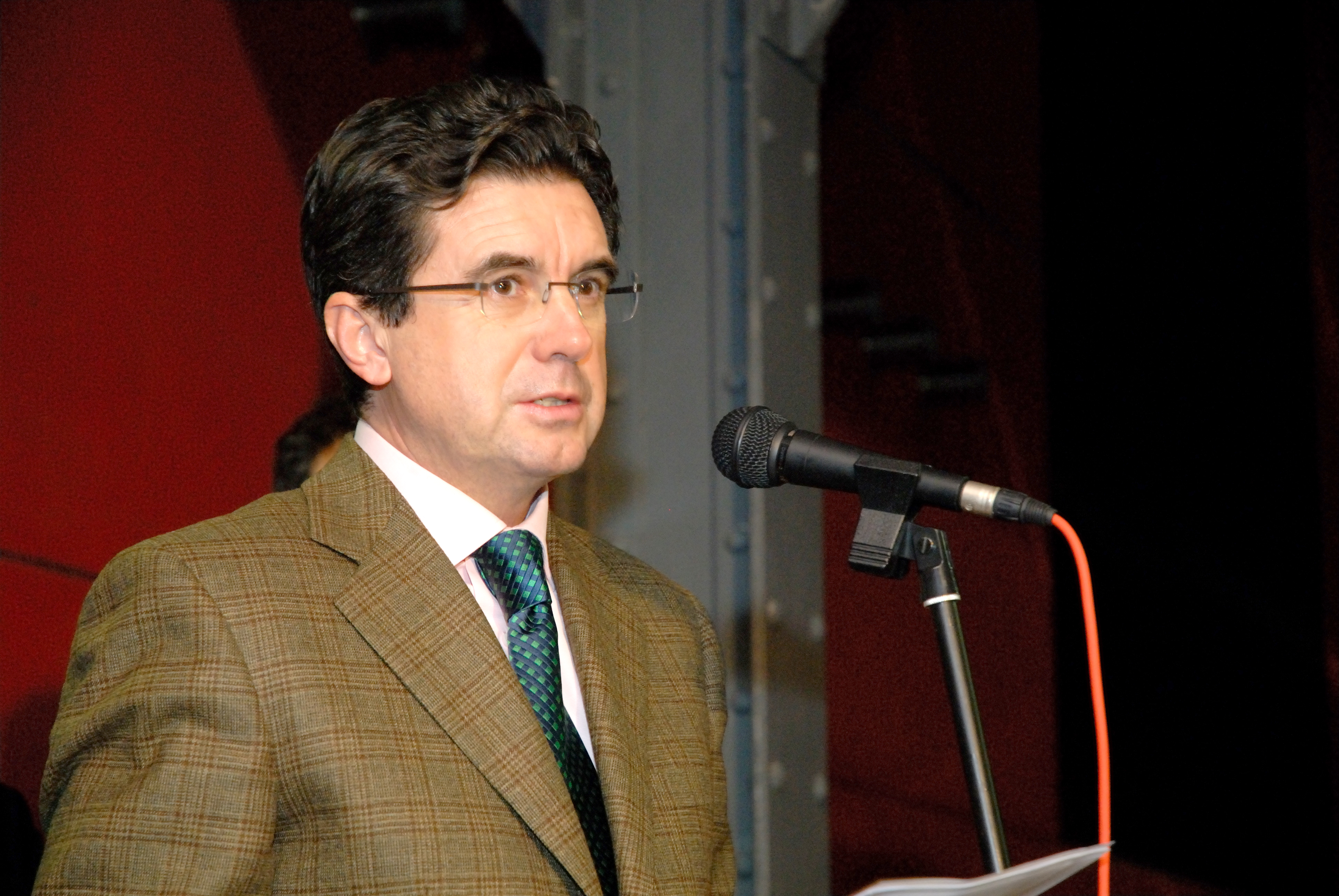
Jaume Matas

Jaume Matas tornà a les Balears com a president autonòmic però a la vegada molt ben connectat amb els cercles de poder polític i econòmic de Madrid. Amb el suport d'aquests poders va impulsar una forta política de despesa enfocada a crear grans infraestructures públiques. També va fer seva la política del govern Aznar en contra de la normalització de les llengües no castellanes. Matas va voler impulsar un programa de trilingüisme (català, castellà i anglès) com a estratègia per a reduir l'ensenyament en català. Alhora, el PP afavoria molts de processos urbanitzadors i d'especulació sobre el territori, a vegades impulsats des del mateix poder (cas Son Espases). Els casos de corrupció es multiplicaren: Cas Bitel 2, Operació Bomsai, Cas CDEIB, Cas Palma Arena,etc.
UM, ara gestionant el consell insular sense control de ningú, en practicà l'usufructuació partidària. Els casos de corrupció també se succeïren: Son Oms, Can Domenge, Pla Territorial, Peatge…
El 14 de març del 2004, després de l'atemptat contra diversos combois ferroviaris de Madrid, el PP perdé les eleccions generals i José Luis Rodríguez Zapatero fou el nou president del Govern espanyol. S'obrí una etapa d'enfrontaments entre el Govern de les Illes Balears i el Govern d'Espanya. Però la nova situació facilità la tramitació d'una nova reforma de l'Estatut, aprovada pel Parlament el 13 de juny del 2004 (amb el vot en contra del PSM-EM i EU-EV). L'any 2005 entrà en funcionament la ràdio i televisió pública de Balears, l'Ens Públic de Radiotelevisió de les Illes Balears.
A les eleccions locals i autonòmiques del mes de maig del 2007, tot i que el PP assolí el 46% dels vots, no obtengué la majoria absoluta. Aina Calvo, del PSOE, fou proclamada batlessa de Palma amb el suport de la coalició Bloc per Mallorca (PSM-Entesa Nacionalista, Esquerra Unida-Els Verds i Esquerra Republicana de Catalunya) i d'UM. Jaume Matas anuncià que es retirava de la política, Francesc Antich fou elegit de bell nou president del Govern Balear i Francina Armengol, del PSOE, presidenta del Consell Insular de Mallorca. Maria Antònia Munar va ser la nova presidenta del Parlament. Tot i això el PP seguia controlant els principals ajuntaments (Calvià, Inca, Manacor, Llucmajor, etc.).

### El segon Pacte de Progrés
L'acord entre el PSOE, Bloc per Mallorca, UM, Eivissa pel Canvi i PSM-VERDS, anomenat oficialment Acord per l'estabilitat política i el futur sostenible de les Illes Balears i popularment Pacte de Progrés o Pacte de Centreesquerra va permetre constituir el nou govern presidit per Francesc Antich.
El govern de coalició no gaudí de gaire estabilitat política: les investigacions sobre pràctiques corruptes afectaren de ple Unió Mallorquina i, en especial la seva líder Maria Antònia Munar, la qual fou imputada, amb altres membres del seu partit, en dos casos de prevaricació urbanística. Munar dimití de la presidència del Parlament el febrer de 2010, i al març Antich expulsà UM del Govern. Com a resultat dels casos de corrupció i de la imputació dels seus alts càrrecs, Unió Mallorquina es dissolgué el febrer del 2011.

### La gran crisi del 2007-2008

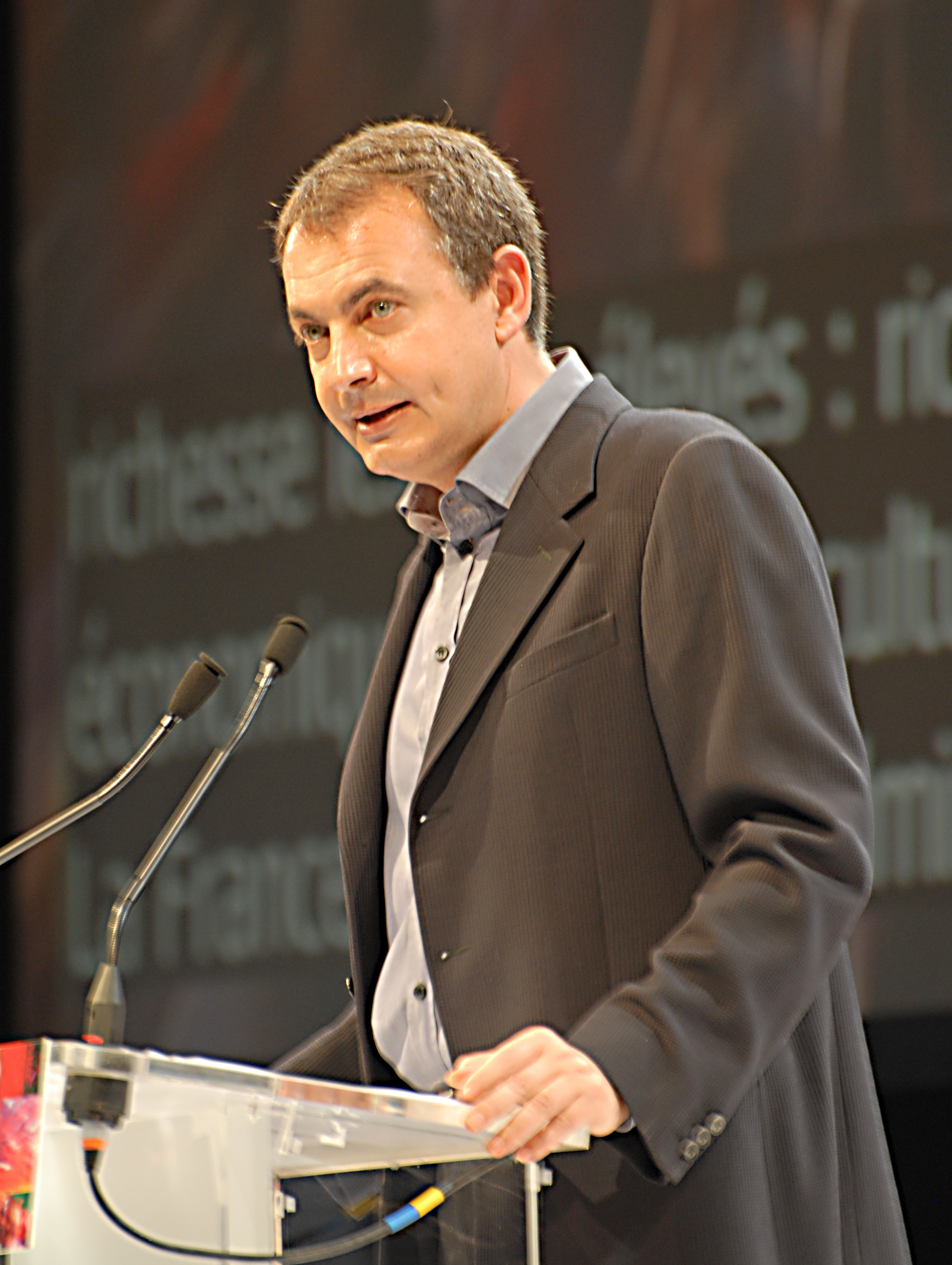
José Luis Rodríguez Zapatero el 2007 a Tolosa de Llenguadoc

A l'estiu del 2007 aparegueren els primers símptomes d'una crisi que s'havia d'aprofundir en els anys vinents. La crisi financera global va tenir entre altres efectes el de provocar l'esclat de la bombolla immobiliària que a l'estat espanyol i a les Illes Balears s'havia impulsat alegrement, tant des dels governs del PP com del PSOE, confonent l'especulació amb el creixement econòmic real i sostenible. La caiguda de la construcció va anar lligada a la pregona crisi del sistema bancari, a la desaparició del crèdit a les famílies i empreses, a l'increment ràpid de les xifres d'atur, al tancaments d'empreses, al desnonaments d'habitatges i al desequilibri dels comptes públics (amb l'ascens vertiginós del deute dels estats i administracions).
El govern de Zapatero -tampoc el de Francesc Antich- no va copsar la natura de la recessió que s'acostava, en part perquè des de feia anys la socialdemocràcia i el centredreta europeu coincidien en programes econòmics, propostes liberalitzadores i model d'Unió Europea. L'edifici pareixia sòlid i es tenia una fe mística en la capacitat dels mercats d'autoregular-se. Però la realitat es va acabar imposant i les administracions varen emprendre programes de retallades, sobretot de la despesa social, educativa i sanitària.
El PIB balear va davallar un -2,7% el 2009, un -1% el 2010 i un -0,6% el 2011. El 2012 el creixement mallorquí tornà a ser negatiu amb un -0,1%. Els aturats a Mallorca l'any 2012 foren 70.845, 67.584 el 2011, quan el 2006 eren sols 28.150. El percentatge de persones desocupades a les Illes Balears l'any 2012 fou de 23,3% (l'any 2008 era del 9,5%).
Els sector primari i secundari varen patir la recessió, però sobretot la construcció (-6,3% el 2010, -4.4 el 2011, -5,5 el 2012) i el comerç (del 2008 al 2013 les vendes al detall han baixat un 15%). En canvi el sector turístic ha encadenat un conjunt de bones temporades (10,4 milions de turistes internacionals el 2012, un 3,3% més que el 2011). S'ha incrementat el pes del sector serveis, que el 2012 representava el 80,6% dels ocupats.

### El govern de Bauzà

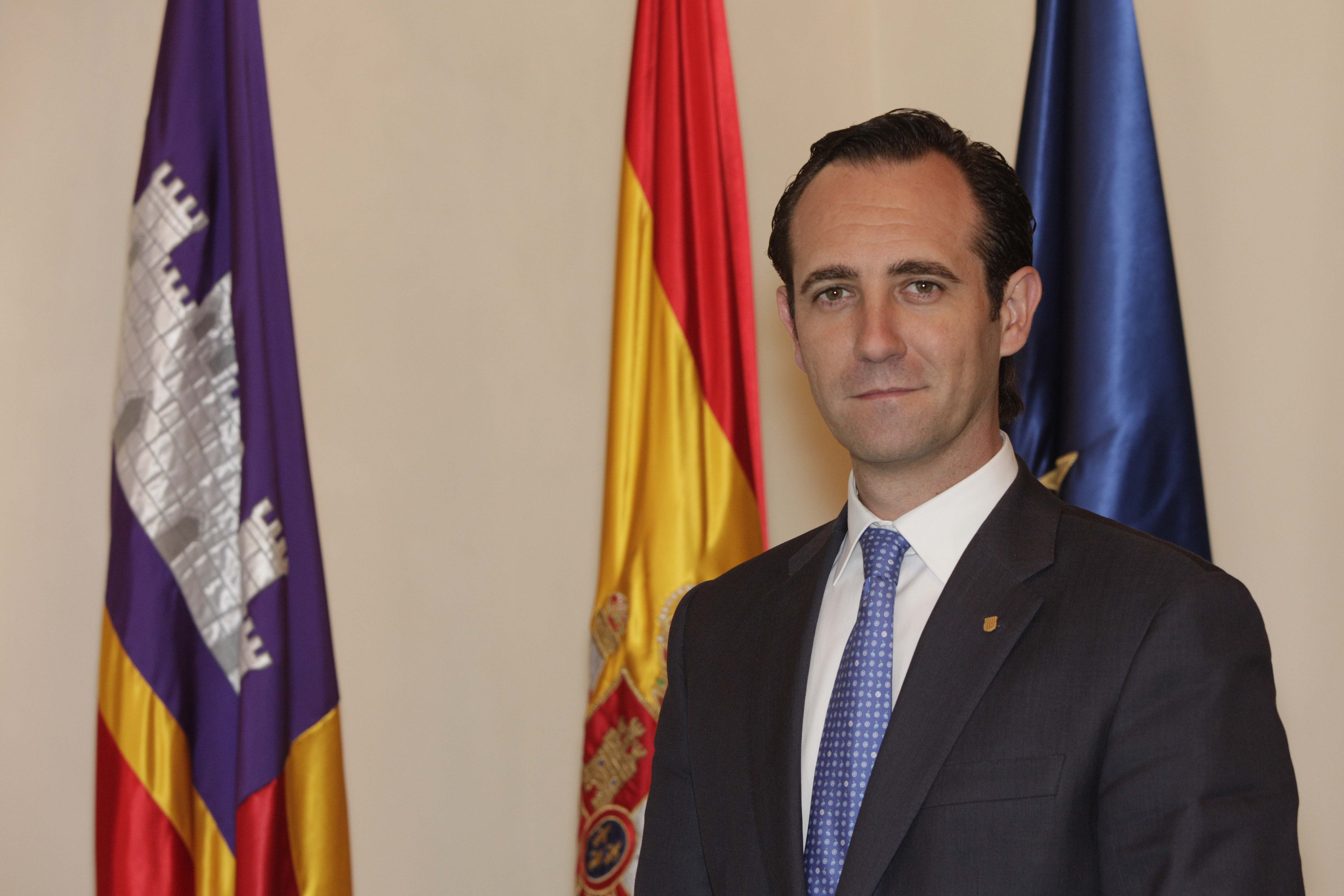
José Ramón Bauzà

A les eleccions balears i locals del 22 de maig de 2011 el PP de les Illes Balears obtengué el 46,37% dels vots i assolí una àmplia majoria absoluta (el PP tenia 35 diputats, el PSOE 14, PSOE-Pacte per Eivissa 4, PSM-Iniciativa Verds-Entesa 4, Partit Socialista de Menorca 1, Gent per Formentera 1). En el Consell Insular de Mallorca el PP obtenia 19 consellers, el PSOE 10 i PSM-Iniciativa Verds-Entesa n'obtenia 4. El 15 de juny del 2011 va ser investit president José Ramón Bauzà Díaz.
El nou govern suprimí la direcció general de Política Lingüística, destinada a impulsar el català a l'ensenyament i a l'administració adduint raons d'estalvi i de llibertat d'elecció. L'anunci comportà les protestes del món associatiu, a través sobretot de l'Obra Cultural Balear. Però l'executiu presidit per Bauzà va posar en marxa mesures per anul·lar el que s'havia aconseguit en normalització de la llengua catalana. Es va modificar la Llei de la Funció Pública per tal que el català no fos un requisit per a l'accés a l'administració, i sobretot es va afectar l'escola a través de la posada en marxa del TIL (Tractament Integrat de Llengües), el 20 d'abril del 2013, que sota el pretext de promoure l'ensenyament en anglès elimina els avanços aconseguits per l'ensenyament en català.
El PP va impulsar mesures per reduir despesa a l'educació i la sanitat (intent de tancament dels hospitals Joan March i General), va legislar en matèria turística (Llei de Turisme) i va afavorir la implantació de grans superfícies comercials. Pel que fa a la gestió del territori, la returada de l'activitat constructora minvà l'abast de les mesures preses per reactivar l'edificació en l'àmbit rural (Decret llei 1/2013 de mesures urgents de caràcter turístic i d'impuls de les zones turístiques madures, Decret llei 2/2012 de mesures urgents per a l'ordenació urbanística sostenible, etc.).

### La Mallorca del tercer mil·lenni

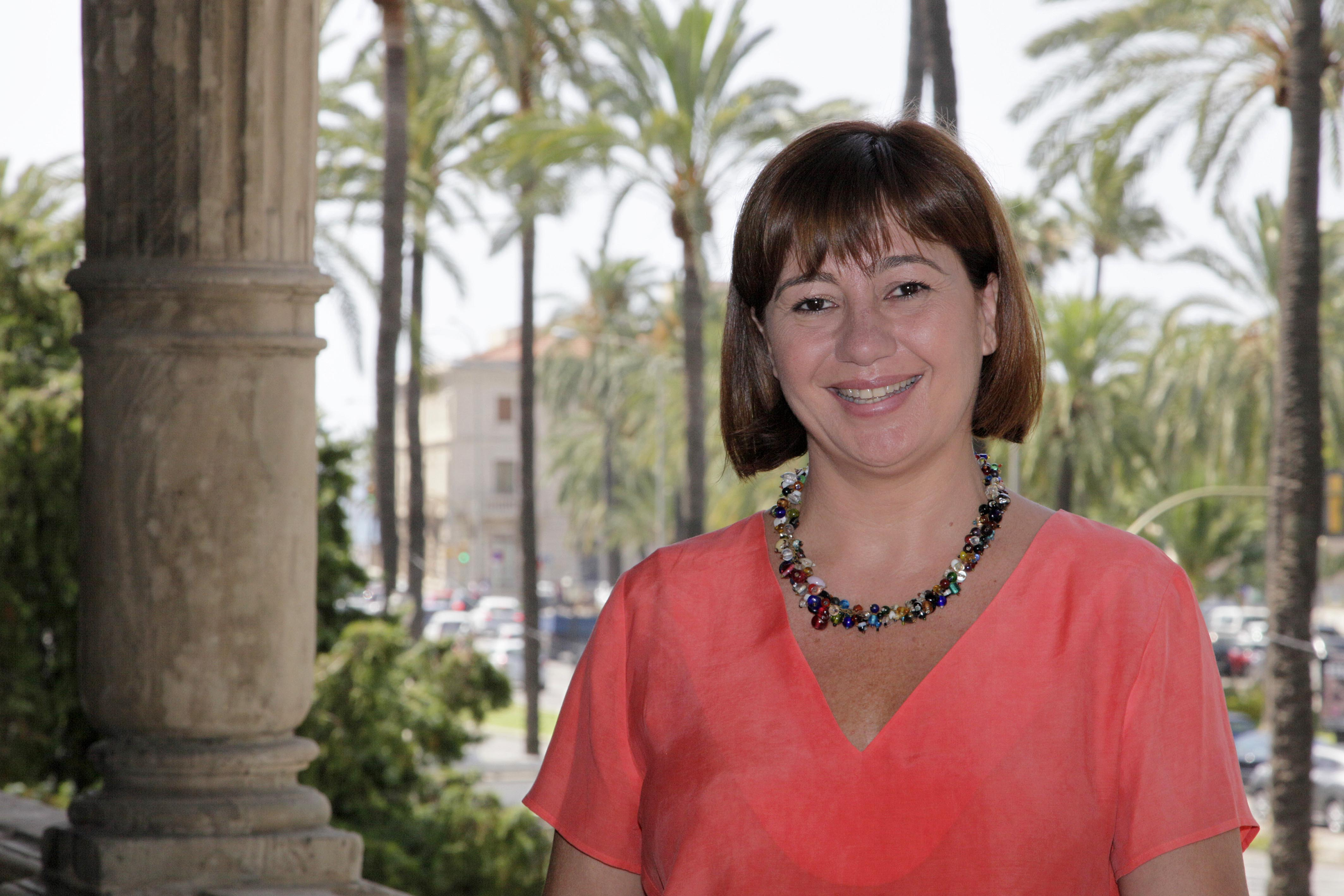
Francina Armengol

L'increment de la població balear ha estat molt important. El 2005 Mallorca tenia 777.821 habitants, després d'un fort flux immigratori (dos terços del qual eren d'origen estranger). El 2012 ja eren 876.147 habitants. Aquest canvi demogràfic ha coincidit amb l'auge de les polítiques, inspirades pel PP, adreçades a restringir l'ensenyament i l'ús de la llengua catalana. El 2003 sols el 59% de la població balear era nascuda a les illes, un 26% procedia d'altres comunitats de l'estat espanyol i el 14% eren estrangers. La integració d'aquests nous mallorquins (cultural i lingüística, econòmica i social) és una gran fita de futur.
La globalització no sols té efectes demogràfics sinó que afecta totes les activitats. A l'inici del segle XXI l'estructura productiva mallorquina seguia centrada en el sector serveis, amb caràcter de quasi monocultiu, i la crisi econòmica reforçava aquesta dependència, però la població augmentava més aviat que no la producció, fet que provocà un descens de la renda per capita i visualitzant-se una davallada de la posició relativa de les Balears dins l'estat (pas d'un PIB per capita que el 1995 era el 122,1% de l'espanyol a un 104,7% el 2004).
En aquesta situació hi té un paper la deficitària balança fiscal amb l'estat que ha determinat, al llarg dels anys, un pèssim finançament dels serveis públics. L'any 1996 el dèficit fiscal balear s'estimava en 137.707 milions de pessetes i no ha cessat de créixer.
D'altra banda el mercat laboral, tot i les altes taxes d'activitat prèvies a la crisi iniciada el 2007, era precari i estacional, amb molts de contractes temporals i fixos discontinus. Una altra característica de l'economia mallorquina i balear era el predomini dels autònoms i de les petites empreses. També cal notar l'escassa formació i poca qualificació laboral de la població.
L'economia turística presentava xifres impressionants (l'any 2004 visitaren les Balears 11,48 milions de turistes). Però el sector que en els primers anys del nou segle es disparà va ser el de la construcció, tot coincidint amb la multitud d'obres d'infrastructura posades en marxa pel govern de Jaume Matas (el 1996 hi havia 29.550 ocupats en el sector a les Balears i el 2001 ja eren 57.575).
Els altres sectors de l'economia pateixen les dificultats de la insularitat i de la globalització dels mercats. La indústria ha mantengut la seva presència i la seva vocació exportadora. I el sector primari, amb la indústria agroalimentària, conserva unes bases que li confereixen un interès estratègic de primer ordre. De tota manera la urbanització creixent de les àrees agràries, facilitada per les grans obres viàries, ha estat intensa en els primers anys del segle XXI. Aquestes actuacions de l'administració han afavorit també una important expansió del transport privat, amb problemes de saturació, despesa energètica i contaminació. La suspensió de projectes com la línia de trens Manacor-Artà ratifica l'orientació d'aquesta política.